# Прапори та герби адміністративних одиниць України до реформи 2020

## АР Крим

Прапор Автономної Республіки Крим
Герб Автономної Республіки Крим

Прапор Бахчисарайського району
Герб Бахчисарайського району
Прапор Білогірського району
Герб Білогірського району
Прапор Джанкойського району
Герб Джанкойського району
Прапор Кіровського району
Герб Кіровського району
Прапор Красногвардійського району
Герб Красногвардійського району
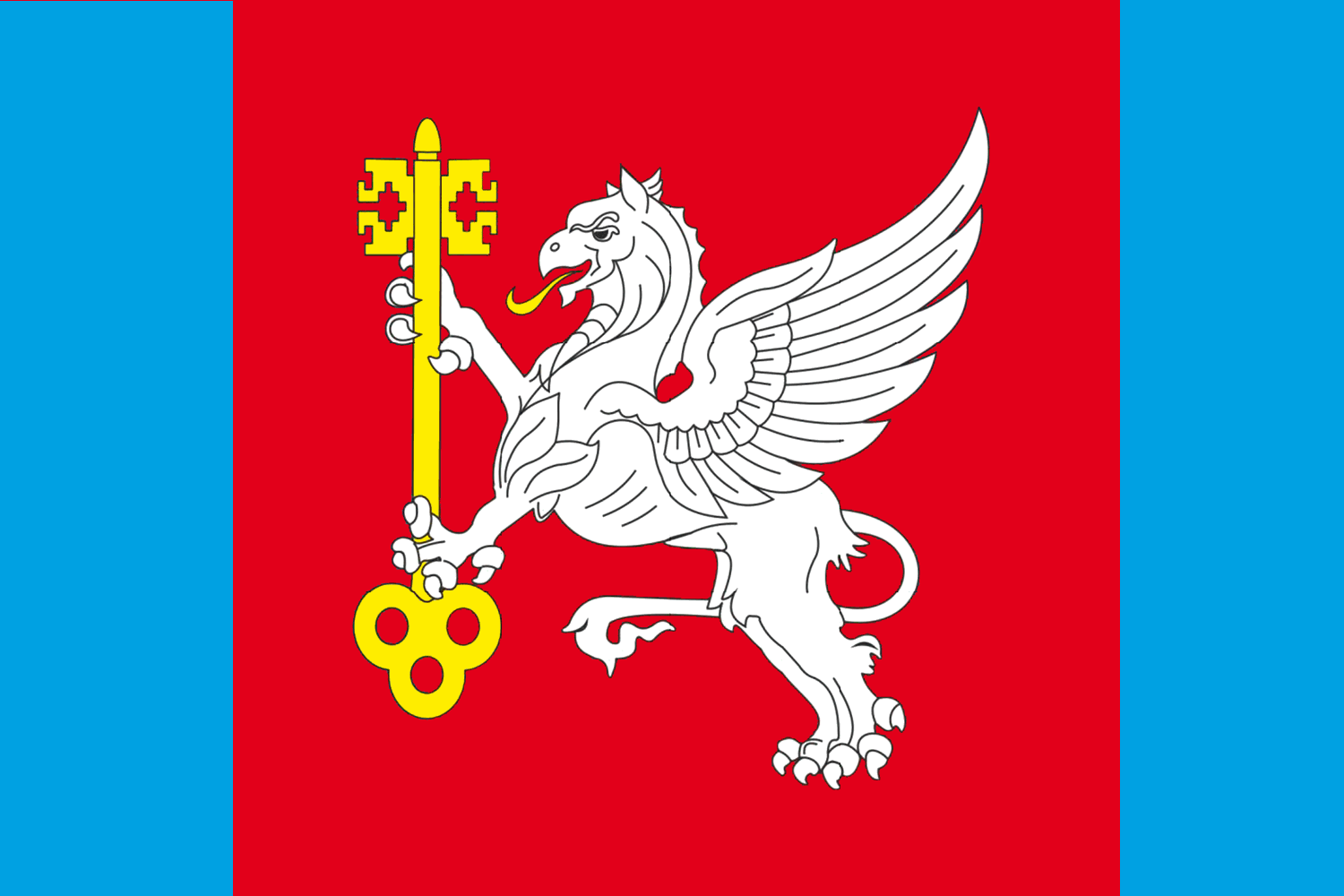
Прапор Красноперекопського району
Герб Красноперекопського району
Прапор Ленінського району
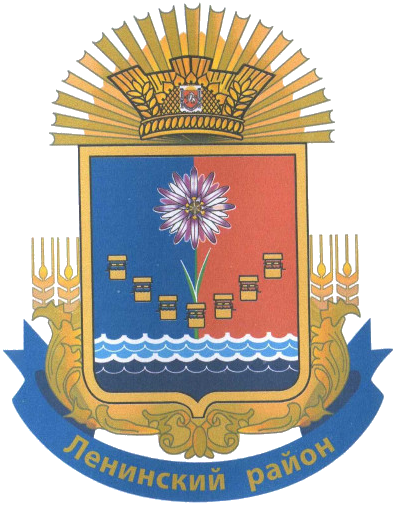
Герб Ленінського району
Прапор Нижньогірського району
Герб Нижньогірського району
Прапор Первомайського району
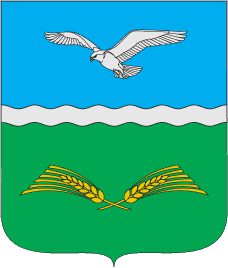
Герб Первомайського району
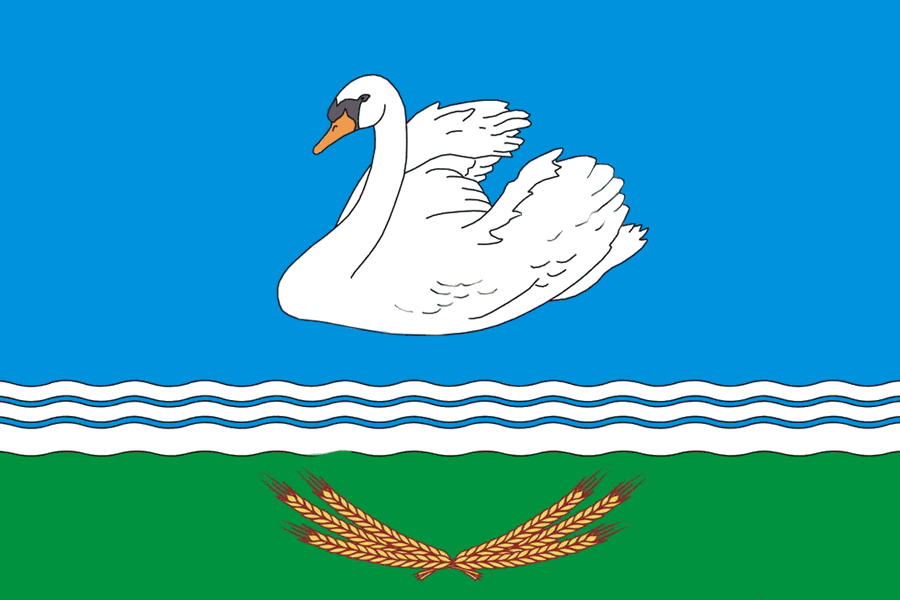
Прапор Роздольненського району
Герб Роздольненського району
Прапор Сакського району
Герб Сакського району
Прапор Сімферопольського району
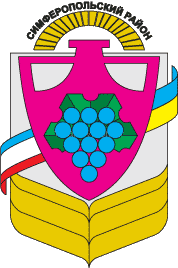
Герб Сімферопольського району
Прапор Совєтського району Криму
Герб Совєтського району Криму
Прапор Чорноморського району
Герб Чорноморського району

Прапор Алушти
Герб Алушти
Прапор Армянська
Герб Армянська
Прапор Джанкоя
Герб Джанкоя
Прапор Євпаторії
Герб Євпаторії
Прапор Керчі
Герб Керчі
Прапор Красноперекопська
Герб Красноперекопська
Прапор Сак
Герб Сак
Прапор Сімферополя
Герб Сімферополя
Прапор Судака
Герб Судака
Прапор Феодосії
Герб Феодосії
Прапор Ялти
Герб Ялти

## Вінницька область

Прапор Вінницької області
Герб Вінницької області

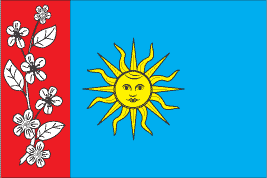
Прапор Барського району
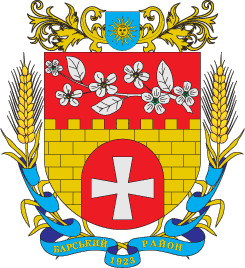
Герб Барського району
Прапор Бершадського району
Герб Бершадського району
Прапор Вінницького району
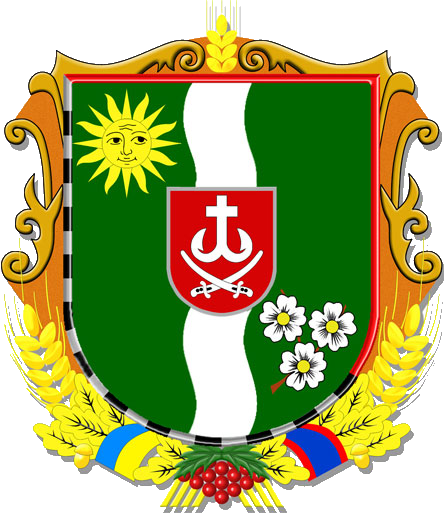
Герб Вінницького району
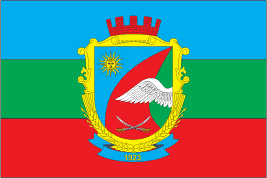
Прапор Гайсинського району
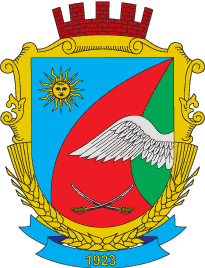
Герб Гайсинського району
Прапор Жмеринського району
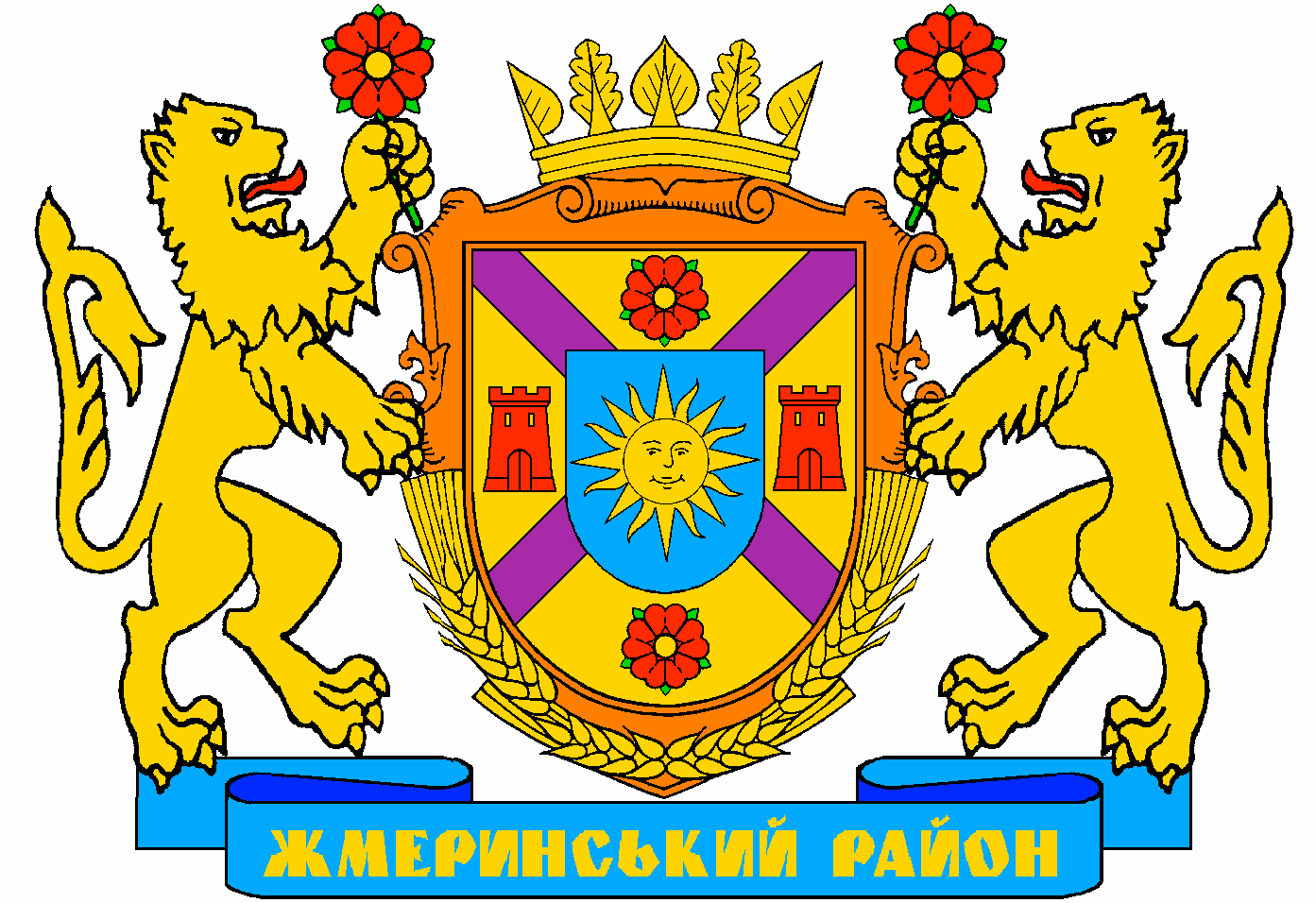
Герб Жмеринського району
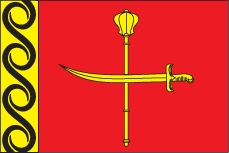
Прапор Іллінецького району
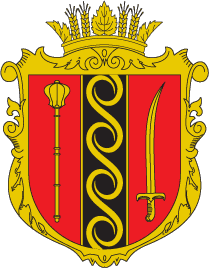
Герб Іллінецького району
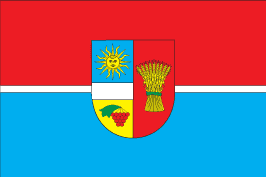
Прапор Калинівського району
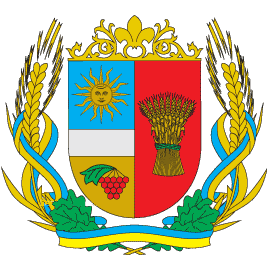
Герб Калинівського району
Прапор Козятинського району
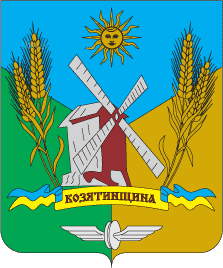
Герб Козятинського району
Прапор Крижопільського району
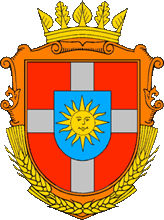
Герб Крижопільського району
Прапор Липовецького району
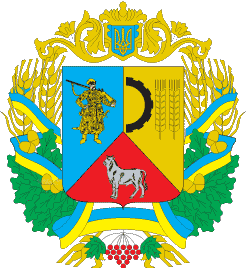
Герб Липовецького району
Прапор Літинського району
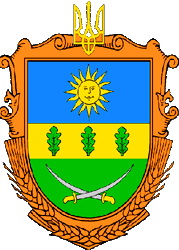
Герб Літинського району
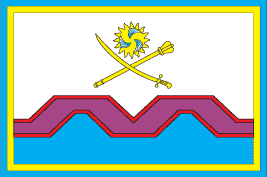
Прапор Могилів-Подільського району
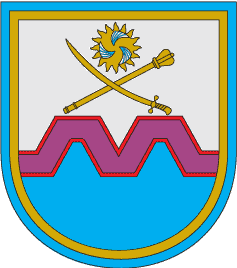
Герб Могилів-Подільського району
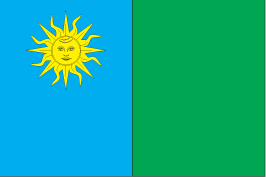
Прапор Мурованокуриловецького району
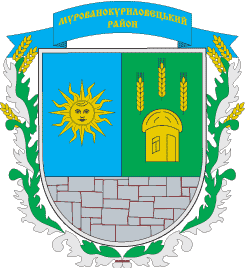
Герб Мурованокуриловецького району
Прапор Немирівського району
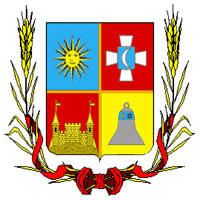
Герб Немирівського району
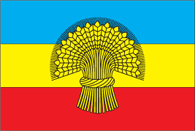
Прапор Оратівського району
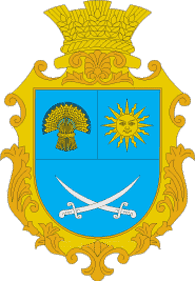
Герб Оратівського району
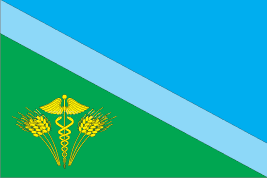
Прапор Піщанського району
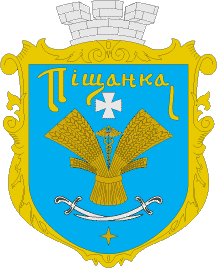
Герб Піщанського району
Прапор Погребищенського району
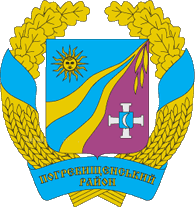
Герб Погребищенського району
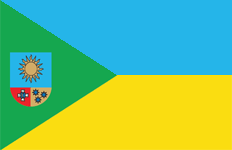
Прапор Теплицького району
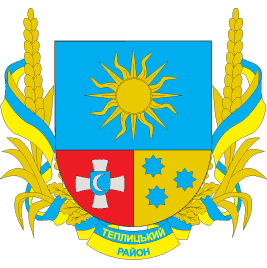
Герб Теплицького району
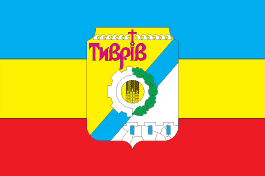
Прапор Тиврівського району
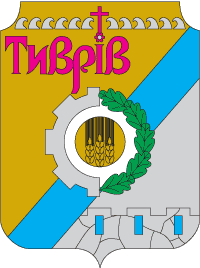
Герб Тиврівського району
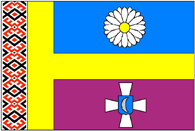
Прапор Томашпільського району
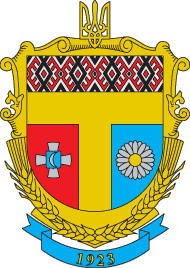
Герб Томашпільського району
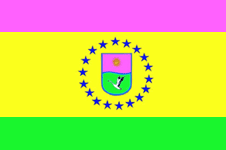
Прапор Тростянецького району
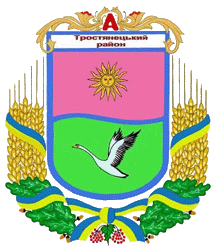
Герб Тростянецького району
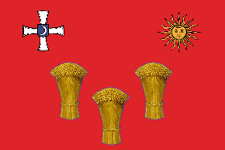
Прапор Тульчинського району
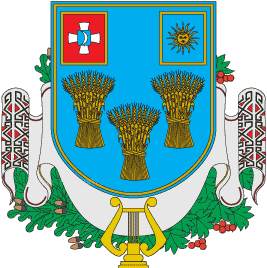
Герб Тульчинського району
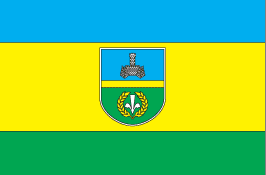
Прапор Хмільницького району
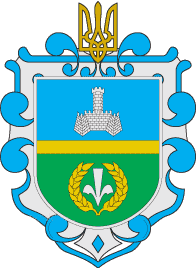
Герб Хмільницького району
Прапор Чернівецького району
Герб Чернівецького району
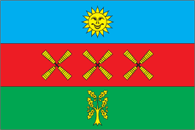
Прапор Чечельницького району
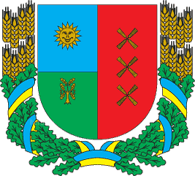
Герб Чечельницького району
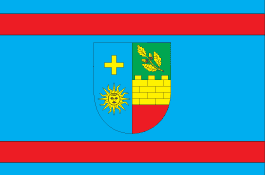
Прапор Шаргородського району
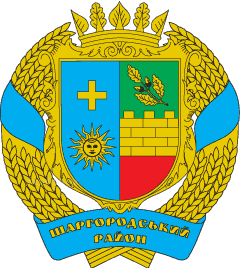
Герб Шаргородського району
Прапор Ямпільського району
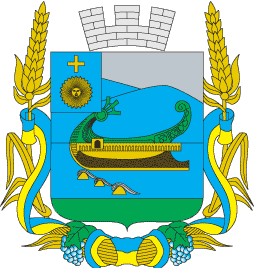
Герб Ямпільського району

Прапор Вінниці
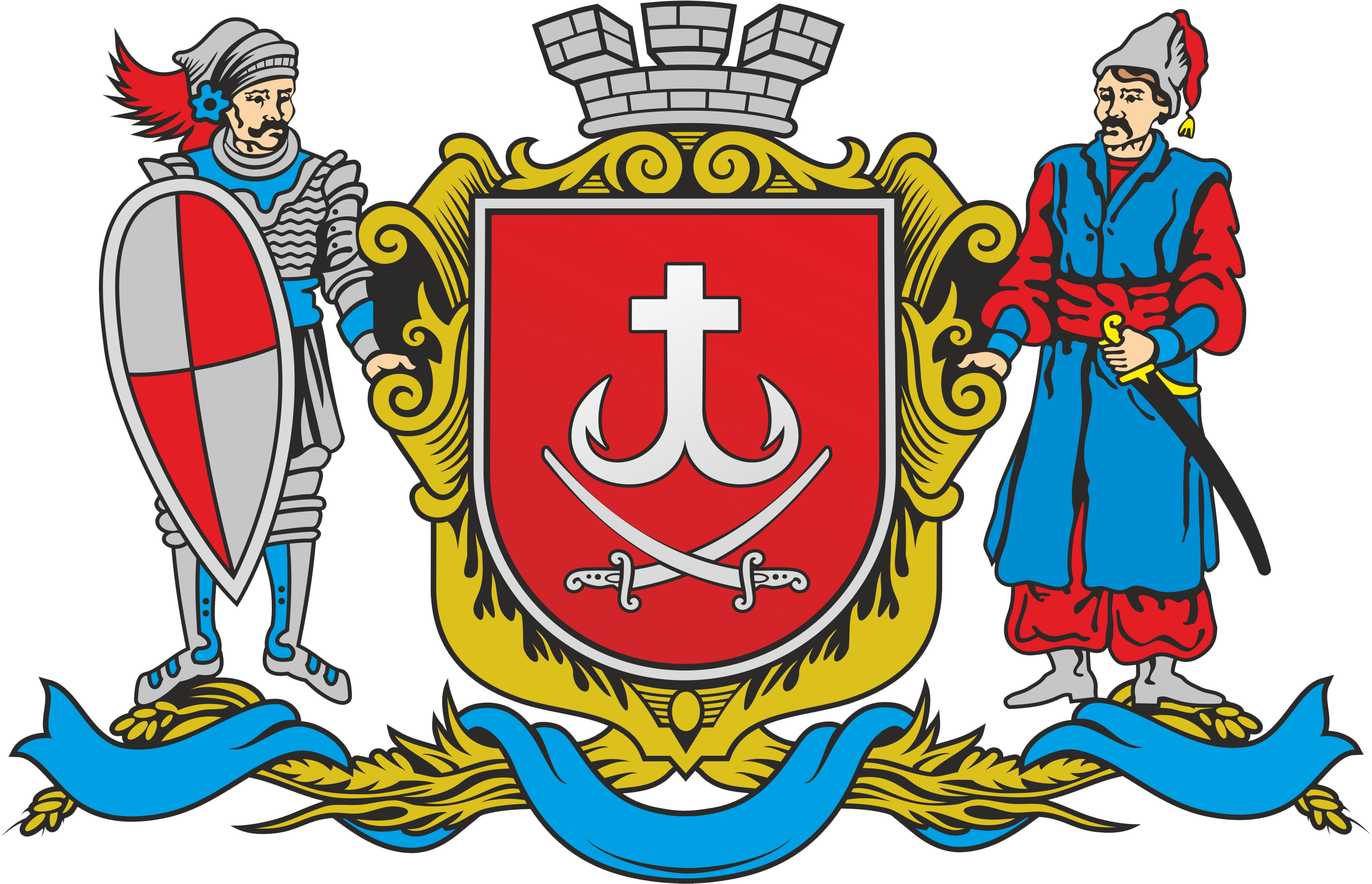
Герб Вінниці
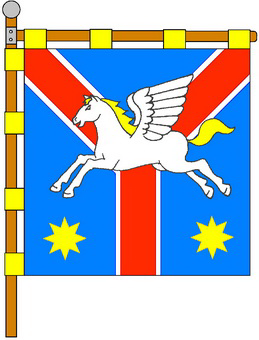
Прапор Жмеринки
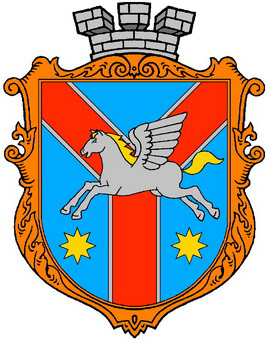
Герб Жмеринки
Прапор Козятина
Герб Козятина
Прапор Ладижина
Герб Ладижина
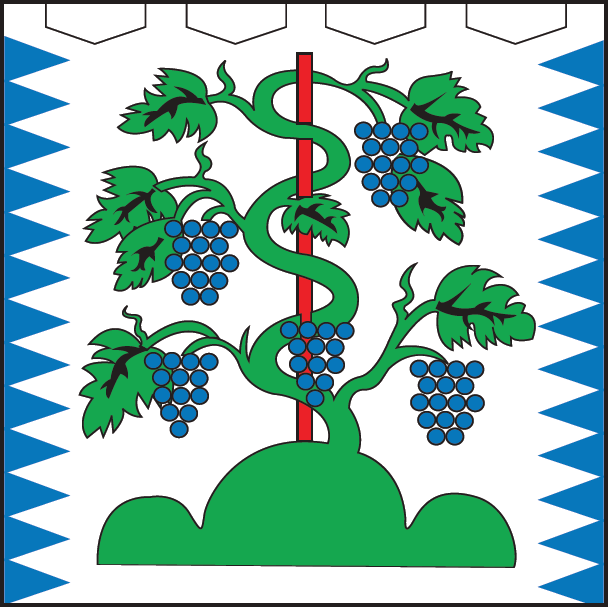
Прапор Могилева
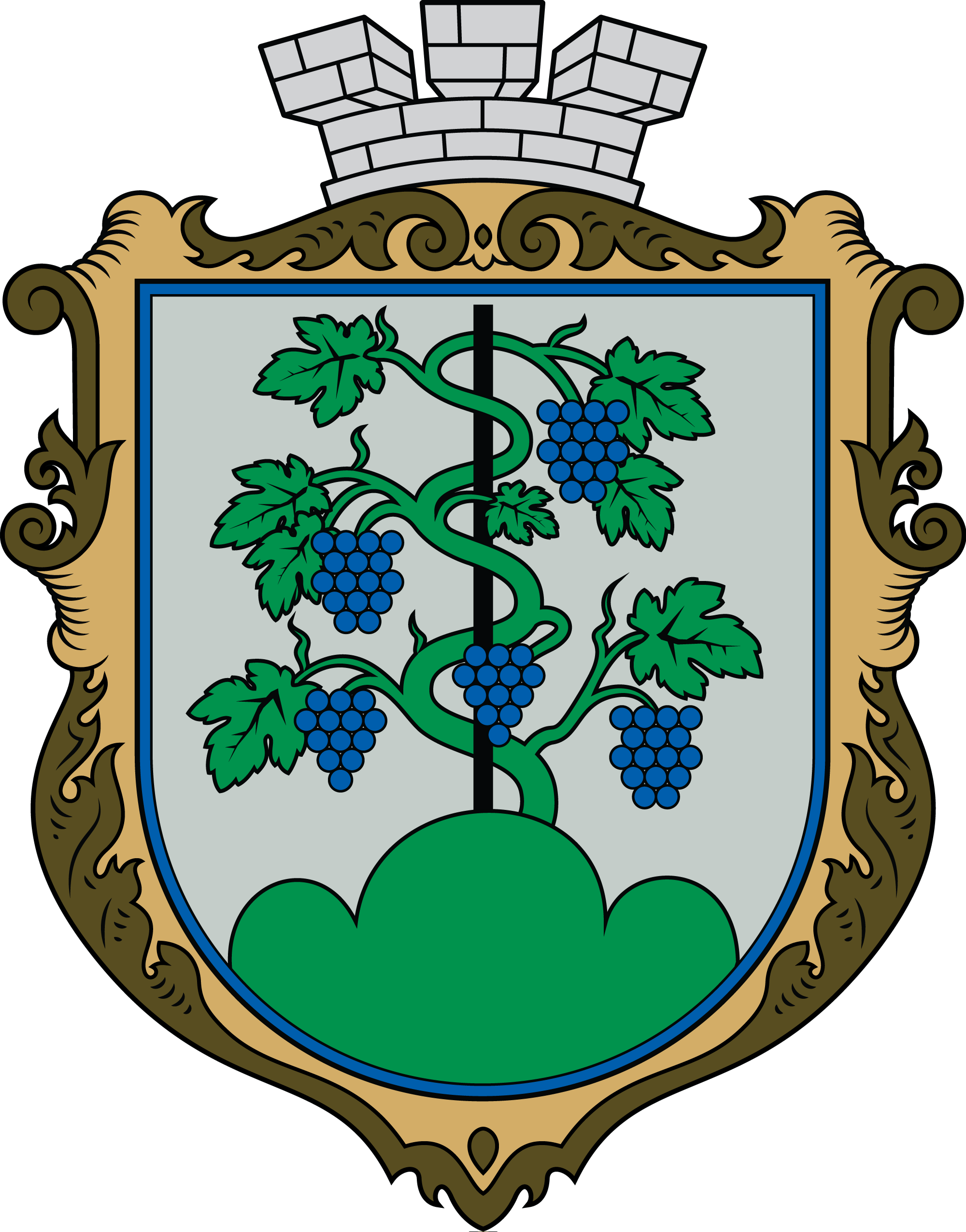
Герб Могилева-Подільського
Прапор Хмільника
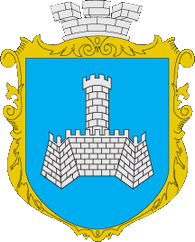
Герб Хмільника

## Волинська область

Прапор Волинської області
Герб Волинської області

Прапор Володимир-Волинського району
Герб Володимир-Волинського району
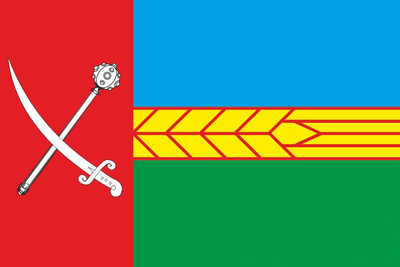
Прапор Горохівського району
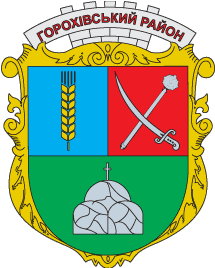
Герб Горохівського району
Прапор Іваничівського району
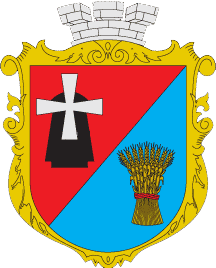
Герб Іваничівського району
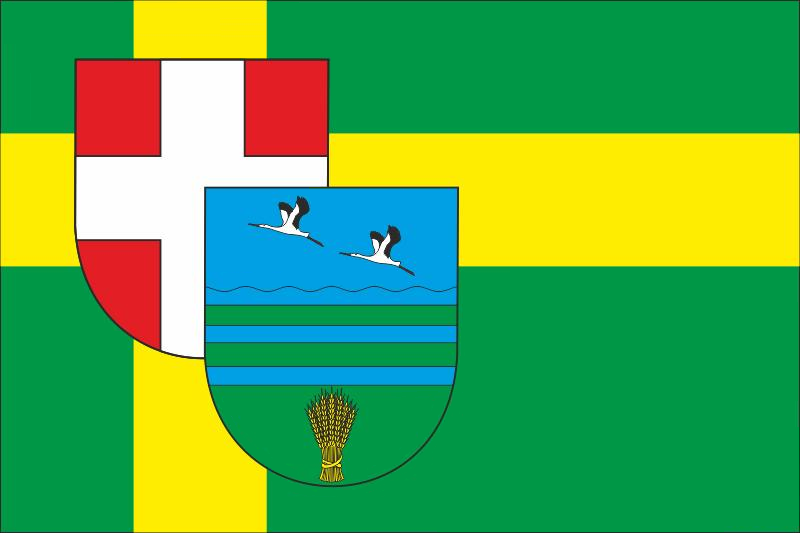
Прапор Камінь-Каширського району
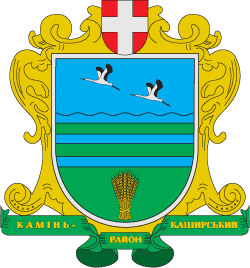
Герб Камінь-Каширського району
Прапор Ківерцівського району
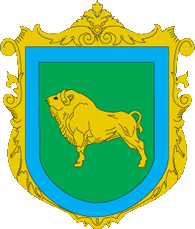
Герб Ківерцівського району
Прапор Ковельського району
Герб Ковельського району
Прапор Локачинського району
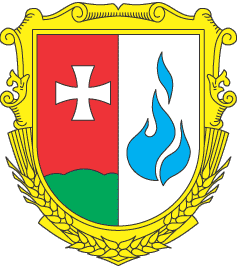
Герб Локачинського району
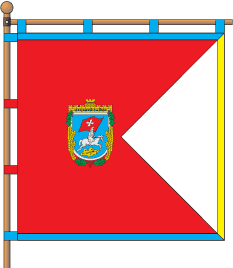
Прапор Луцького району
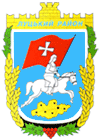
Герб Луцького району
Прапор Любешівського району
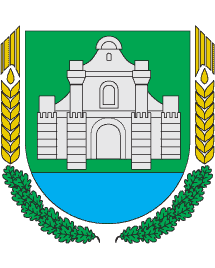
Герб Любешівського району
Прапор Любомльського району
Герб Любомльського району
Прапор Маневицького району
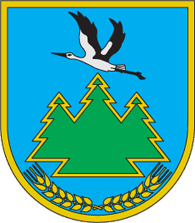
Герб Маневицького району
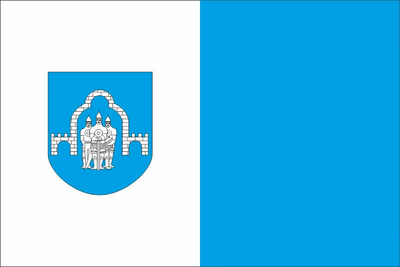
Прапор Ратнівського району
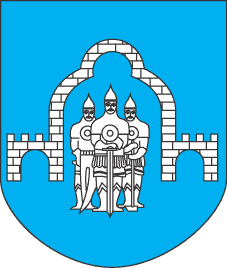
Герб Ратнівського району
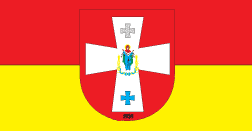
Прапор Рожищенського району
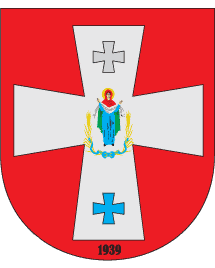
Герб Рожищенського району
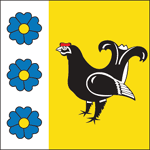
Прапор Старовижівського району
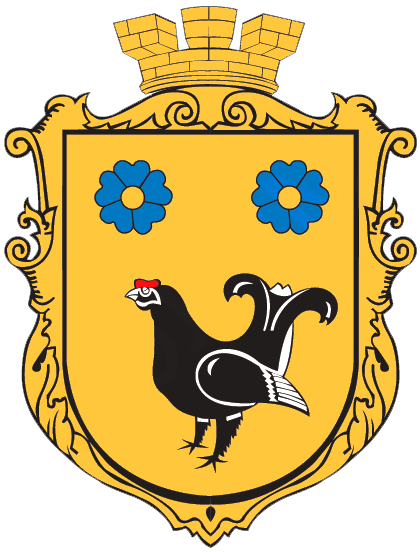
Герб Старовижівського району
Прапор Турійського району
Герб Турійського району
Прапор Шацького району
Герб Шацького району

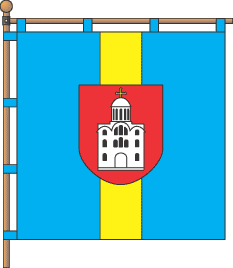
Прапор Володимира-Волинського
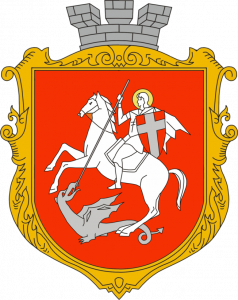
Герб Володимира-Волинського
Прапор Ковеля
Герб Ковеля
Прапор Луцька
Герб Луцька
Прапор Нововолинська
Герб Нововолинська

## Дніпропетровська область

Прапор Дніпропетровської області
Герб Дніпропетровської області

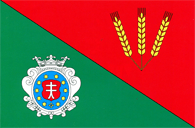
Прапор Апостолівського району
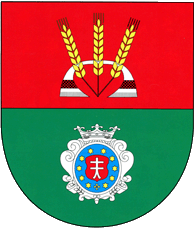
Герб Апостолівського району
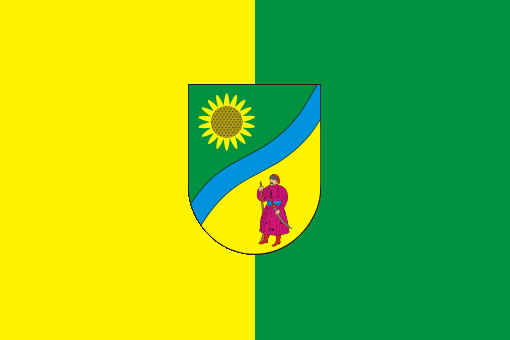
Прапор Васильківського району
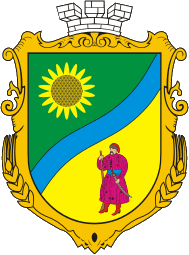
Герб Васильківського району
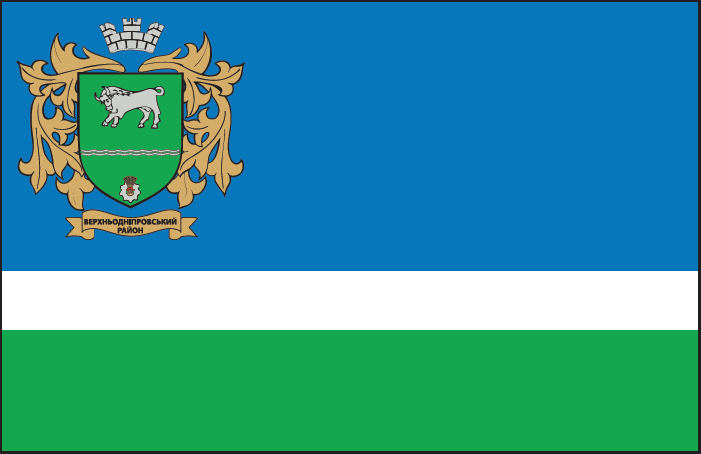
Прапор Верхньодніпровського району
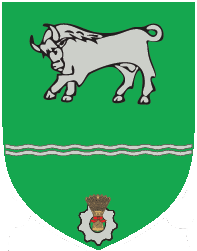
Герб Верхньодніпровського району
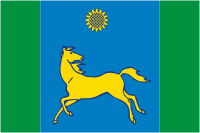
Прапор Дніпровського району
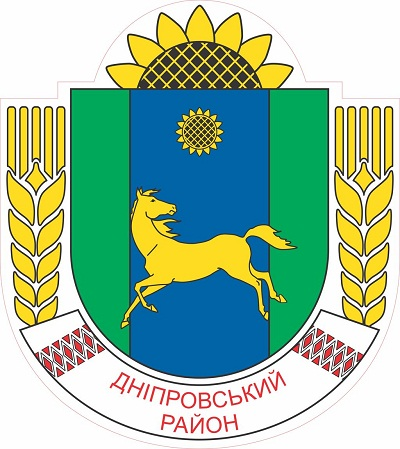
Герб Дніпровського району
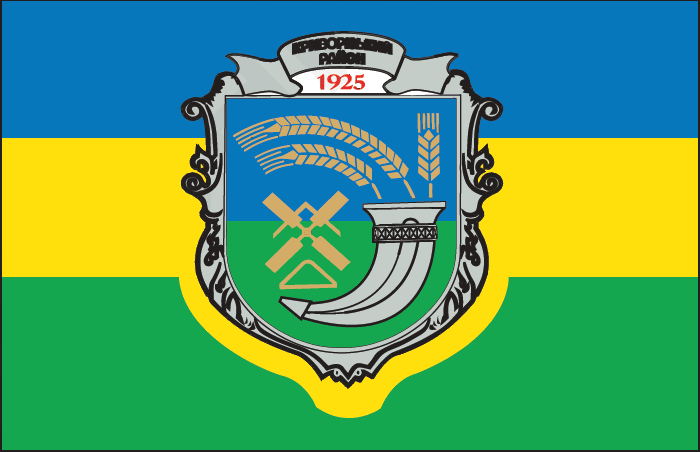
Прапор Криворізького району
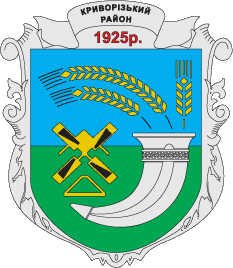
Герб Криворізького району
Прапор Криничанського району
Герб Криничанського району
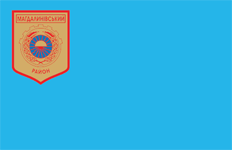
Прапор Магдалинівського району
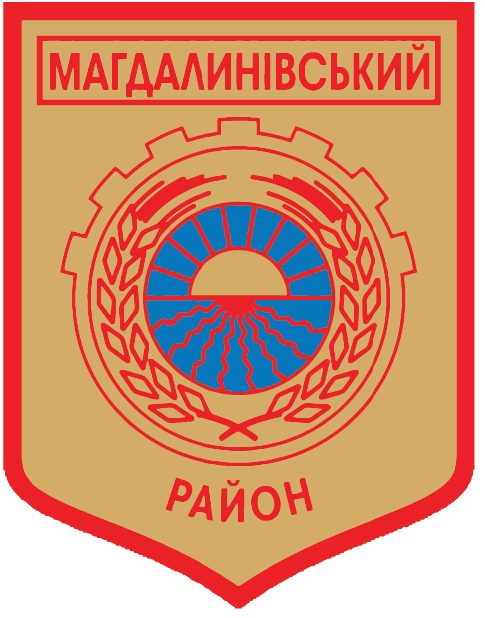
Герб Магдалинівського району
Прапор Межівського району
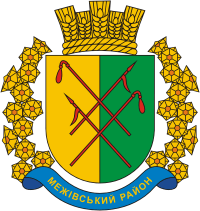
Герб Межівського району
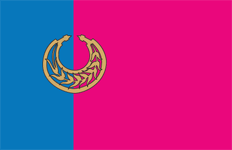
Прапор Нікопольського району
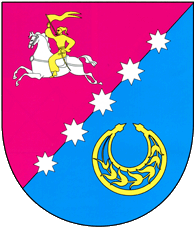
Герб Нікопольського району
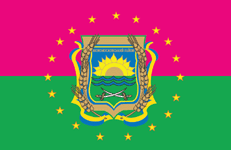
Прапор Новомосковського району
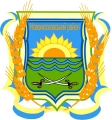
Герб Новомосковського району
Прапор Павлоградського району
Герб Павлоградського району
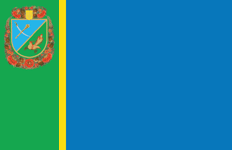
Прапор Петриківського району
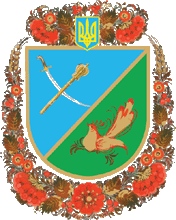
Герб Петриківського району
Прапор Петропавлівського району
Герб Петропавлівського району
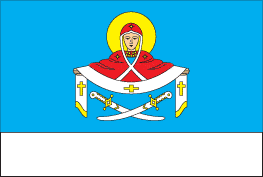
Прапор Покровського району (Дніпропетровська область)
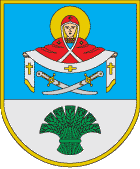
Герб Покровського району (Дніпропетровська область)
Прапор П'ятихатського району
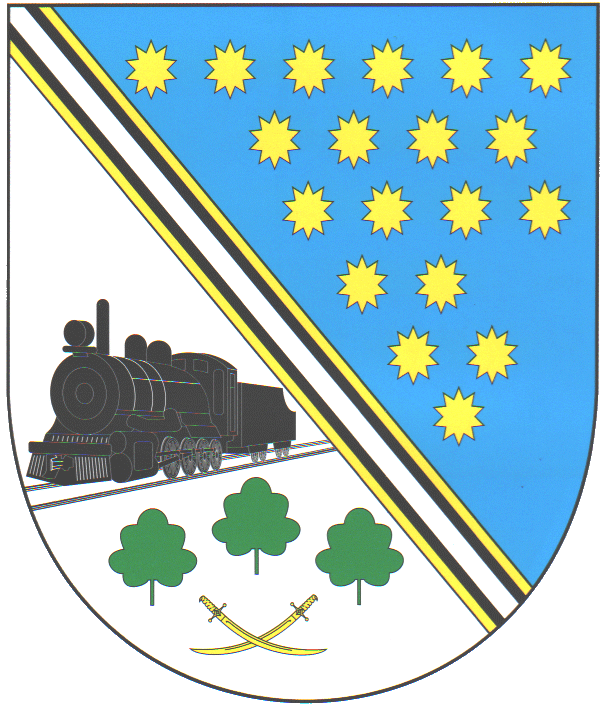
Герб П'ятихатського району
Прапор Синельниківського району
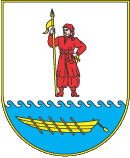
Герб Синельниківського району
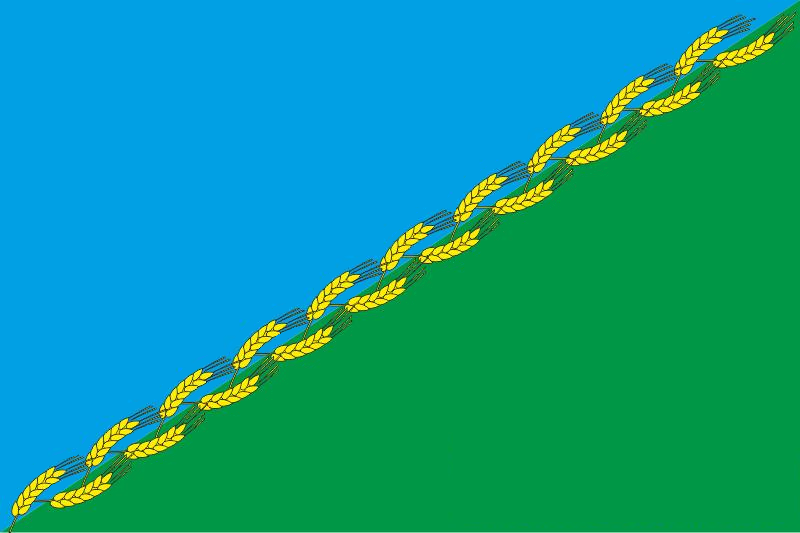
Прапор Солонянського району
Герб Солонянського району
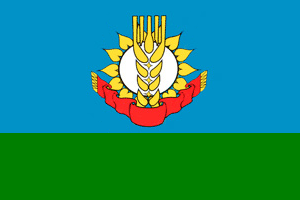
Прапор Софіївського району
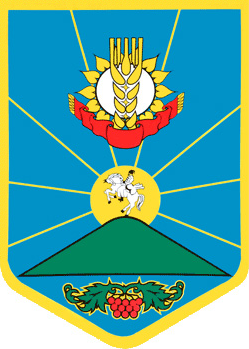
Герб Софіївського району
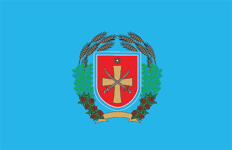
Прапор Томаківського району
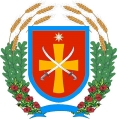
Герб Томаківського району
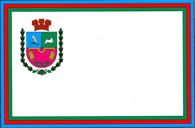
Прапор Царичанського району
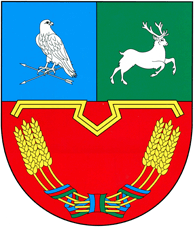
Герб Царичанського району
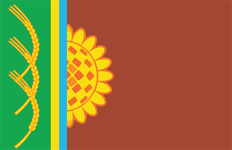
Прапор Широківського району
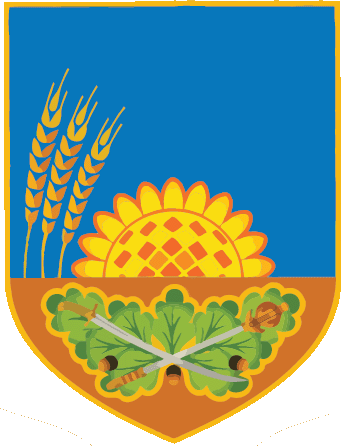
Герб Широківського району
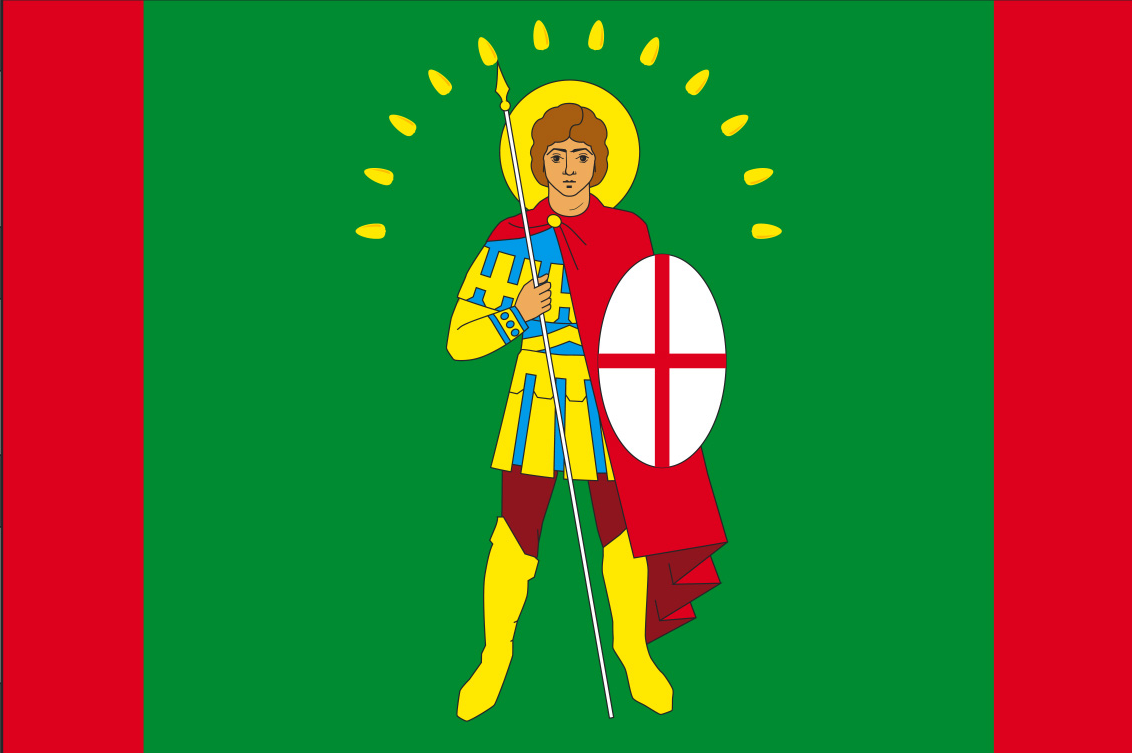
Прапор Юр'ївського району
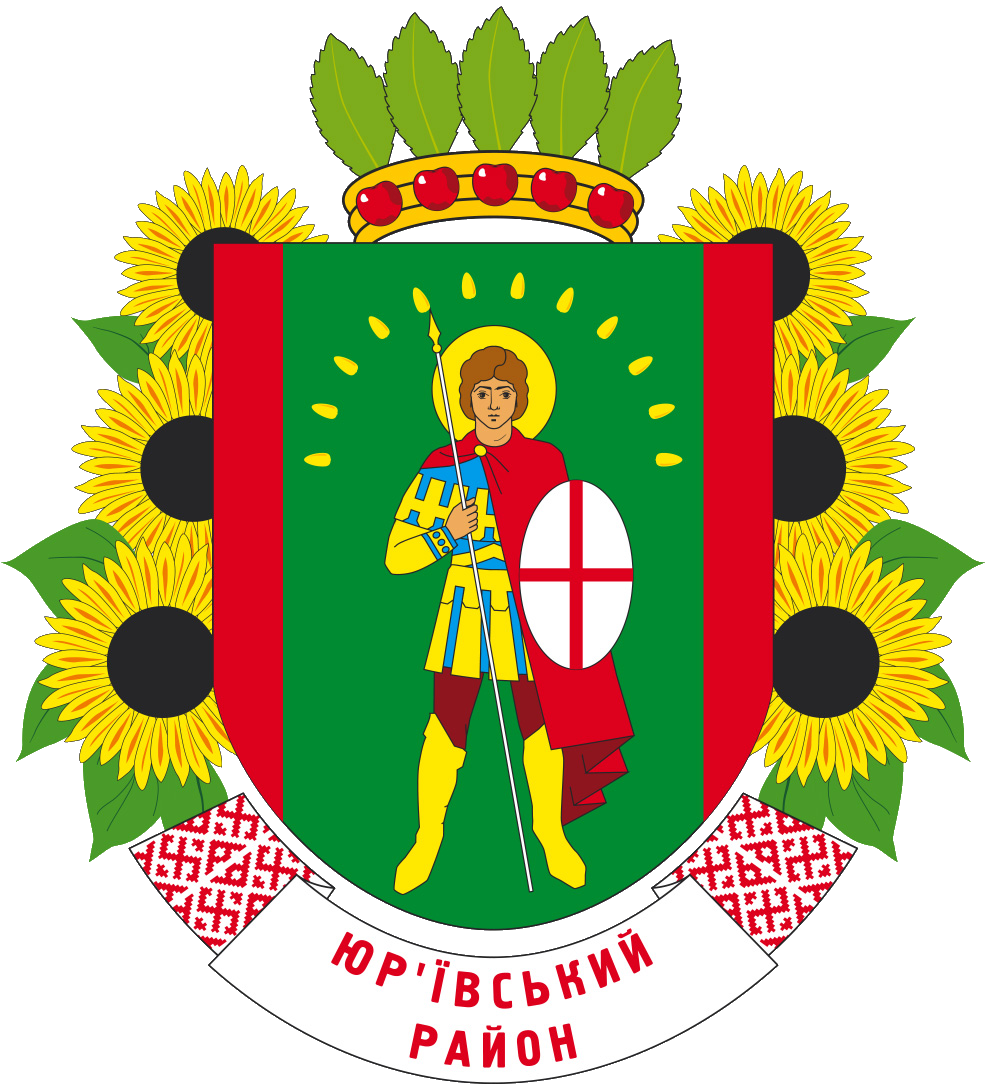
Герб Юр'ївського району

Прапор Вільногірська
Герб Вільногірська
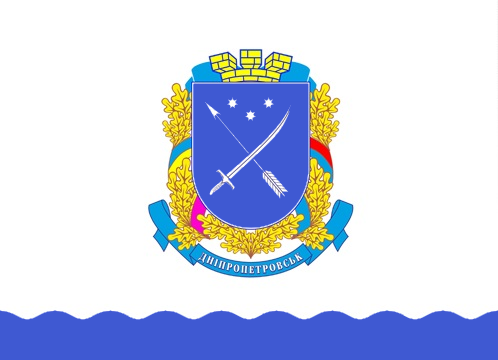
Прапор Дніпра
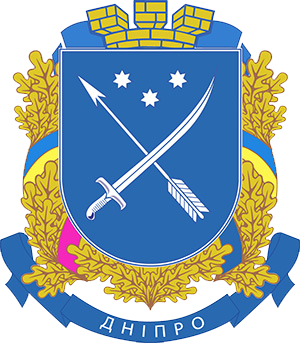
Герб Дніпра
Прапор Жовтих Вод
Герб Жовтих Вод
Прапор Кам'янського
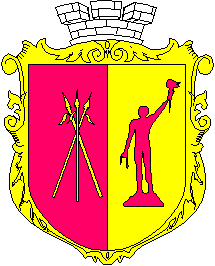
Герб Кам'янського
Прапор Кривого Рогу
Герб Кривого Рогу
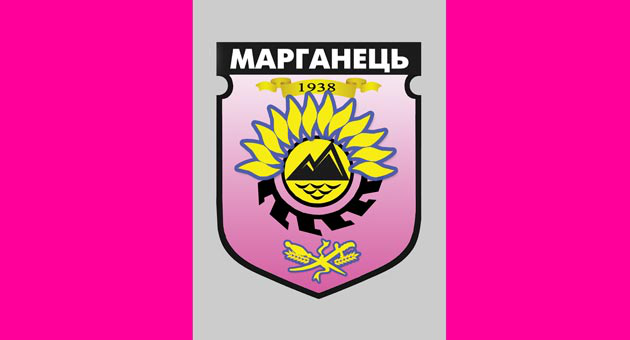
Прапор Марганця
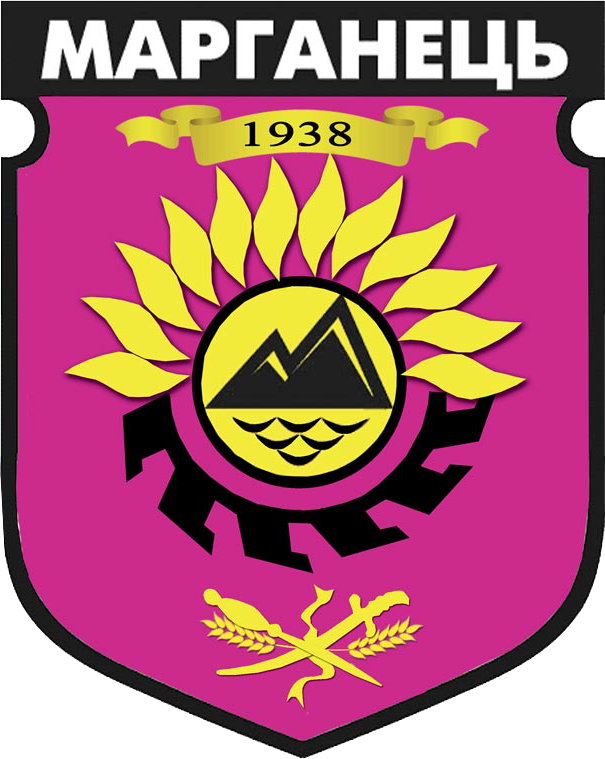
Герб Марганця
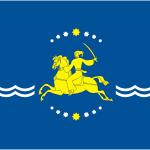
Прапор Нікополя
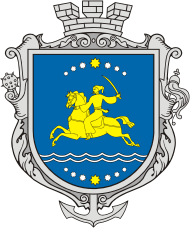
Герб Нікополя
Прапор Новомосковська
Герб Новомосковська
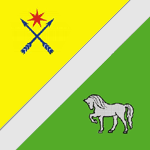
Прапор Павлограда
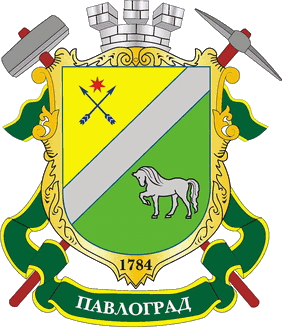
Герб Павлограда
Прапор Першотравенська
Герб Першотравенська
Прапор Покрова
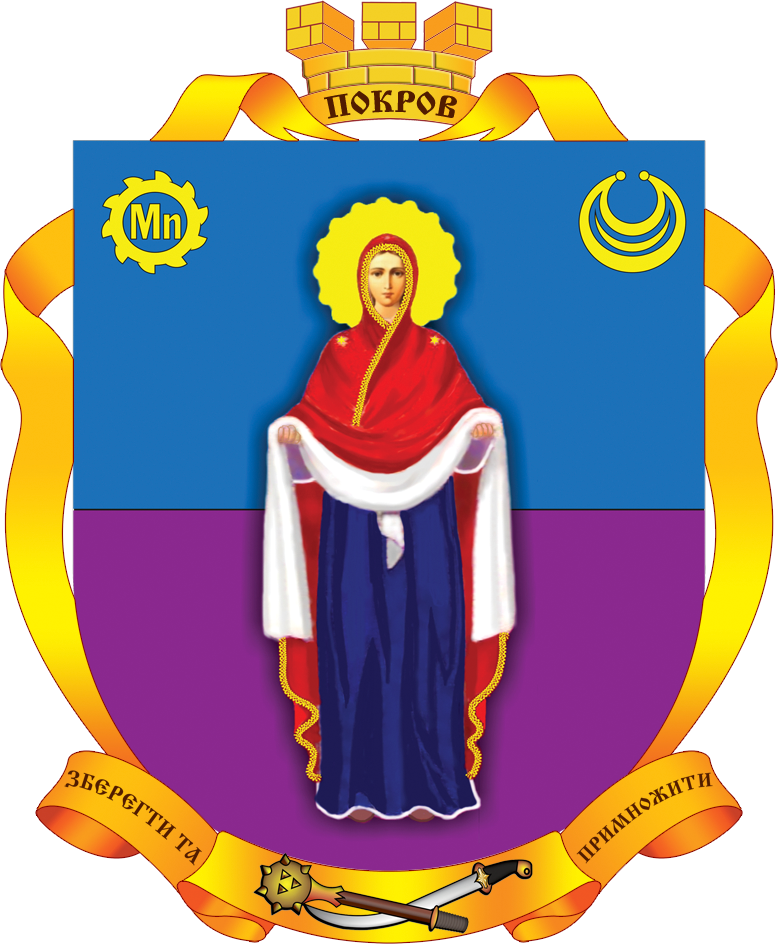
Герб Покрова
Прапор Синельникового
Герб Синельникового
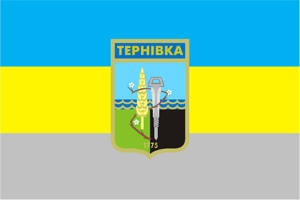
Прапор Тернівки
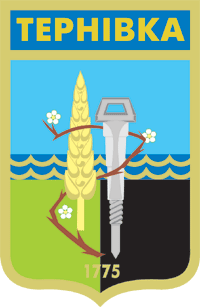
Герб Тернівки

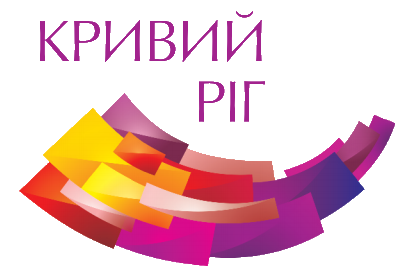
Логотип Кривого Рогу

## Донецька область

Прапор Донецької області
Герб Донецької області

Прапор Амвросіївського району
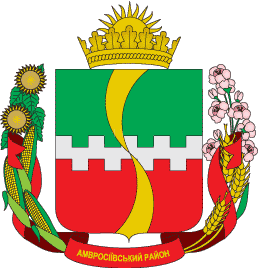
Герб Амвросіївського району
Прапор Бахмутського району
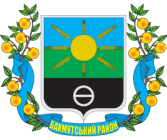
Герб Бахмутського району
Прапор Бойківського району
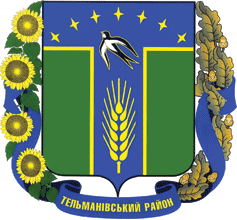
Герб Бойківського району
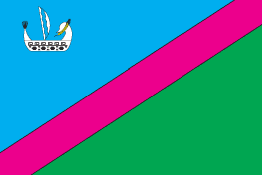
Прапор Великоновоселківського району
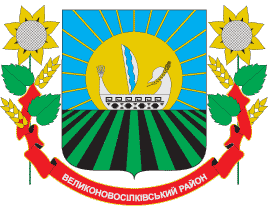
Герб Великоновоселківського району
Прапор Волноваського району
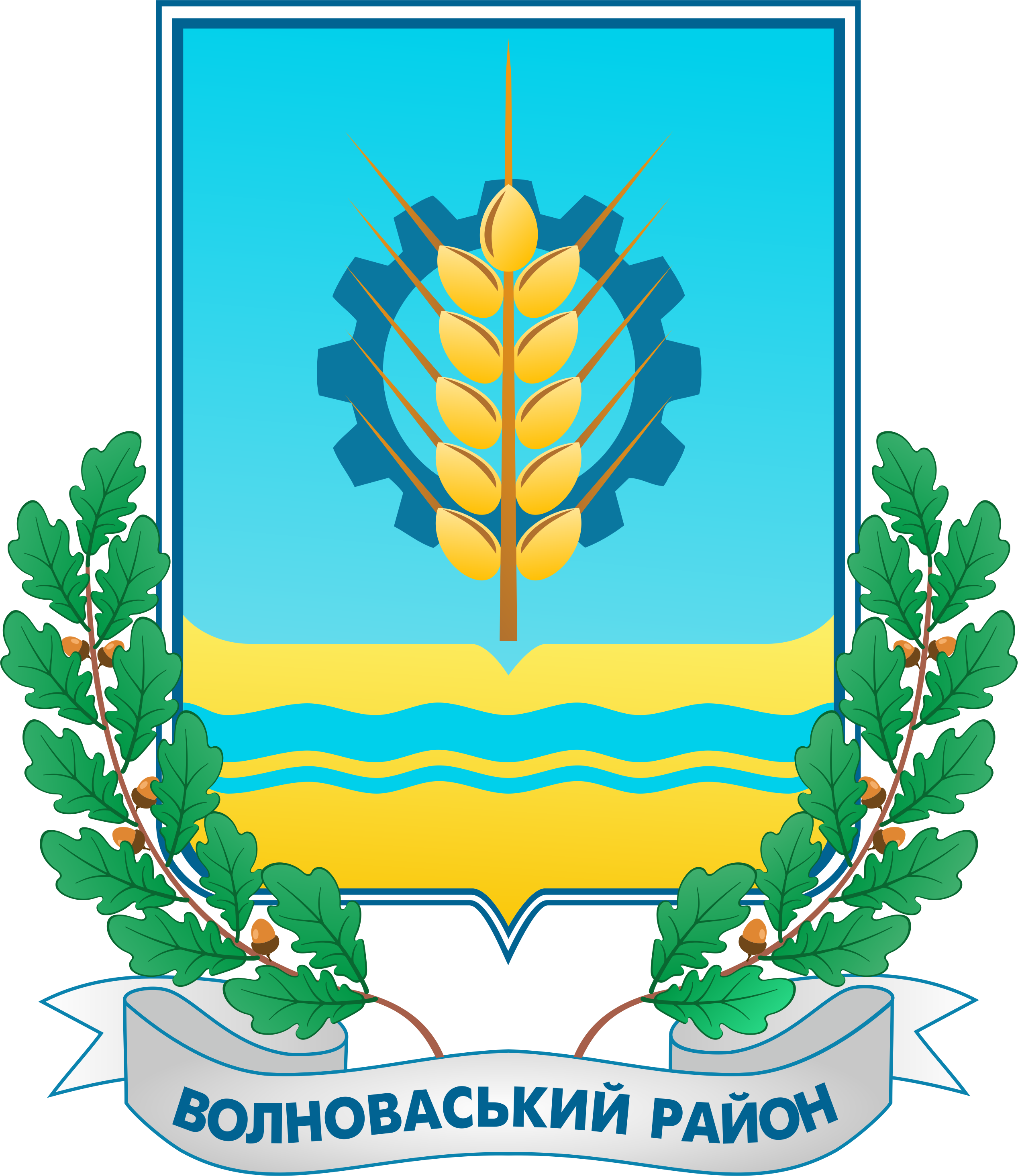
Герб Волноваського району
Прапор Добропільського району
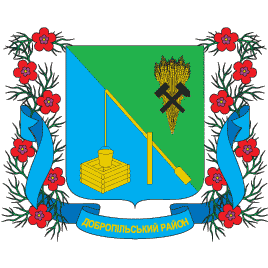
Герб Добропільського району
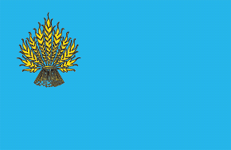
Прапор Костянтинівського району
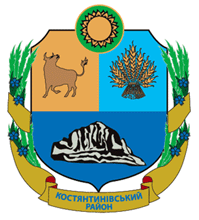
Герб Костянтинівського району
Прапор Лиманського району
Герб Лиманського району
Прапор Мангушського району
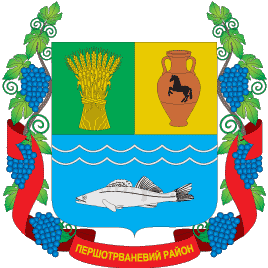
Герб Мангушського району
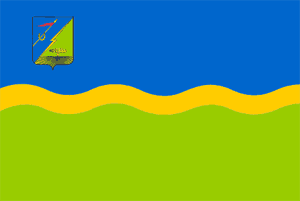
Прапор Мар'їнського району
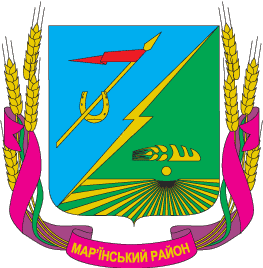
Герб Мар'їнського району
Прапор Нікольського району
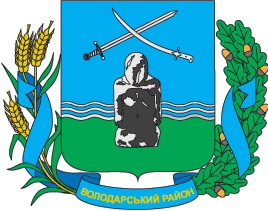
Герб Нікольського району
Прапор Новоазовського району
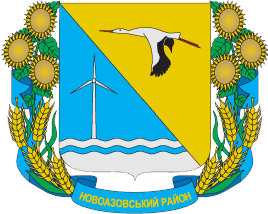
Герб Новоазовського району
Прапор Олександрівського району
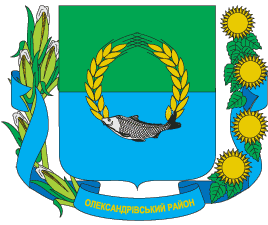
Герб Олександрівського району
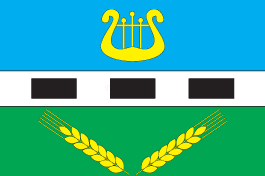
Прапор Покровського району
Герб Покровського району
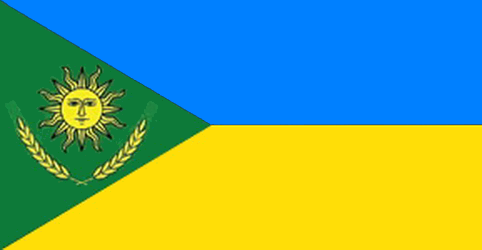
Прапор Слов'янського району
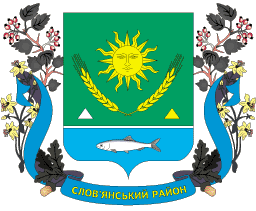
Герб Слов'янського району
Прапор Старобешівського району
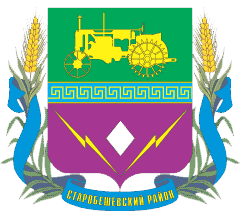
Герб Старобешівського району
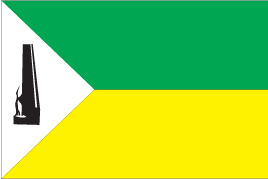
Прапор Шахтарського району
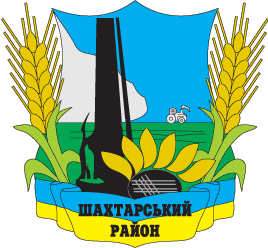
Герб Шахтарського району
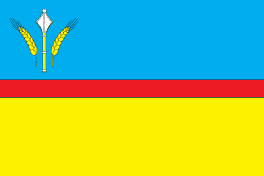
Прапор Ясинуватського району
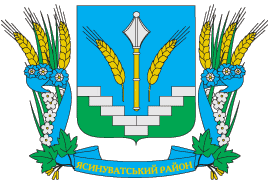
Герб Ясинуватського району

Прапор Авдіївки
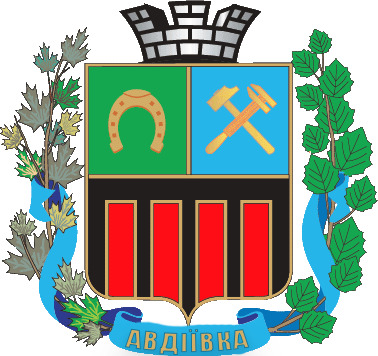
Герб Авдіївки
Прапор Бахмута
Герб Бахмута
Прапор Вугледара
Герб Вугледара
Прапор Горлівки
Прапор Дебальцевого
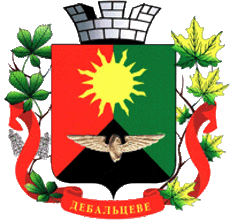
Герб Дебальцевого
Прапор Добропілля
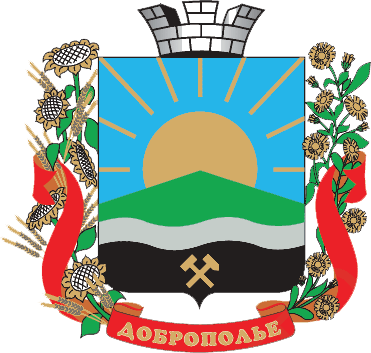
Герб Добропілля
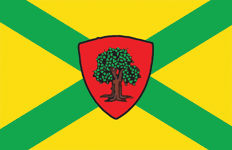
Прапор Докучаєвська
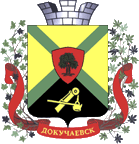
Герб Докучаєвська
Прапор Донецька
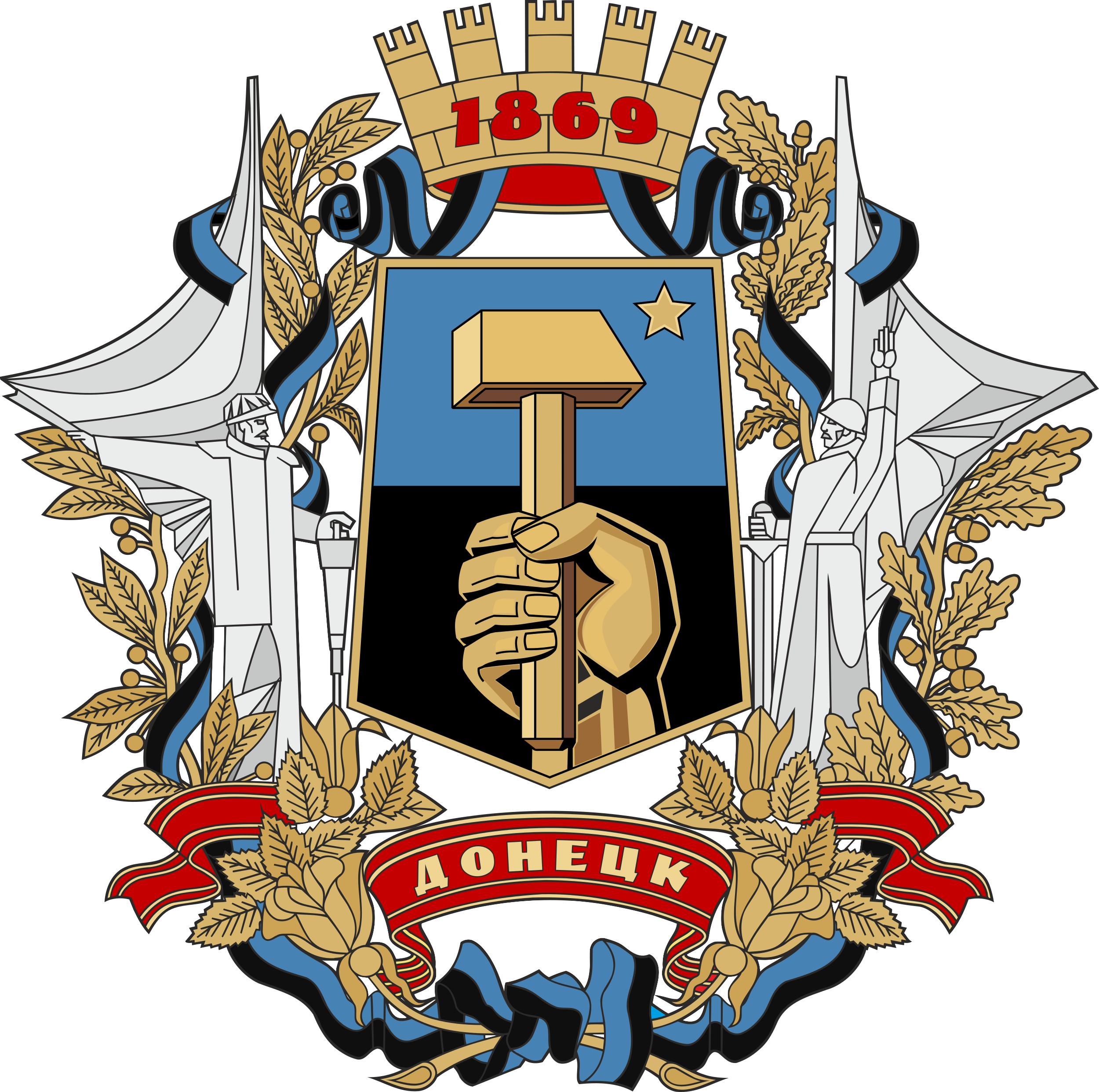
Герб Донецька
Прапор Дружківки
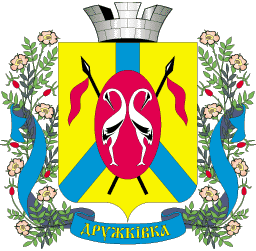
Герб Дружківки
Прапор Єнакієвого
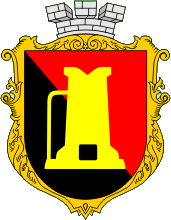
Герб Єнакієвого
Прапор Жданівки
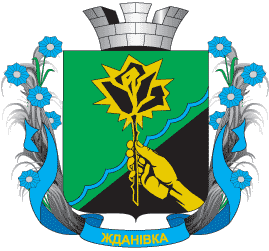
Герб Жданівки
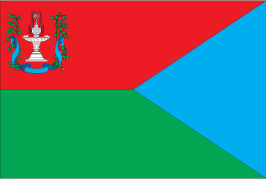
Прапор Костянтинівки
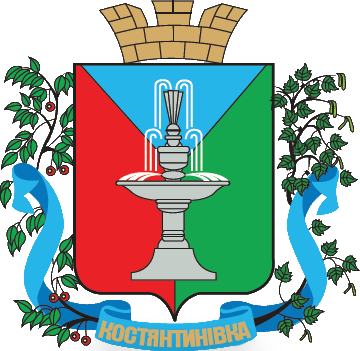
Герб Костянтинівки
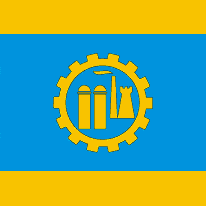
Прапор Краматорська
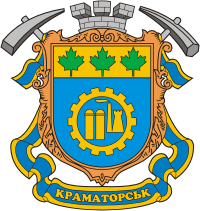
Герб Краматорська
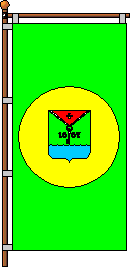
Прапор Лиману
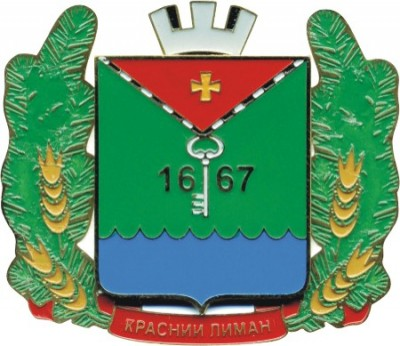
Герб Лиману
Прапор Макіївки
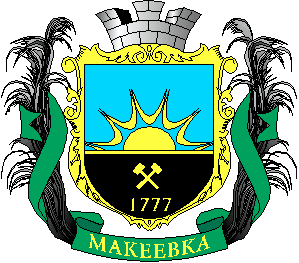
Герб Макіївки
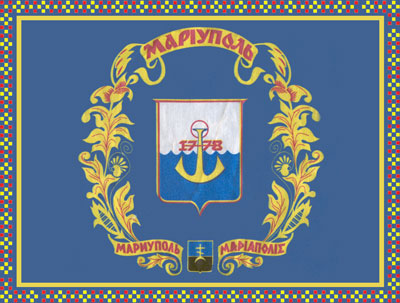
Прапор Маріуполя
Герб Маріуполя
Прапор Мирнограда
Герб Мирнограда
Прапор Новогродівки
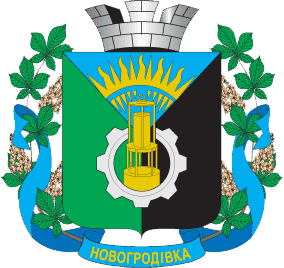
Герб Новогродівки
Прапор Покровська
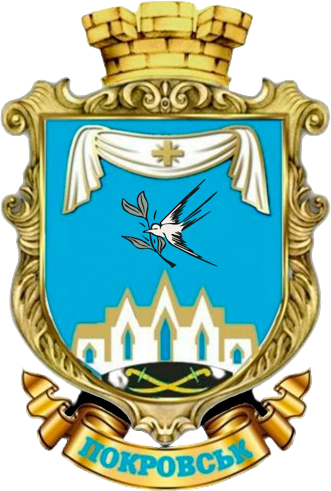
Герб Покровська
Прапор Селидового
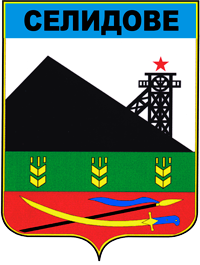
Герб Селидового
Прапор Слов'янська
Герб Слов'янська
Прапор Сніжного
Герб Сніжного
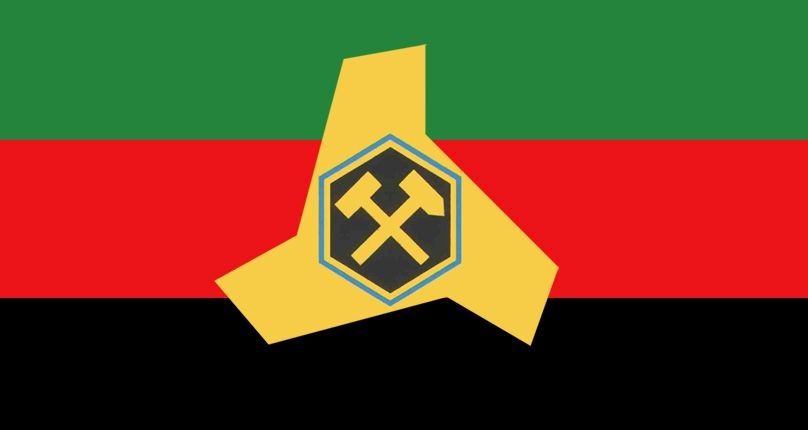
Прапор Торецька
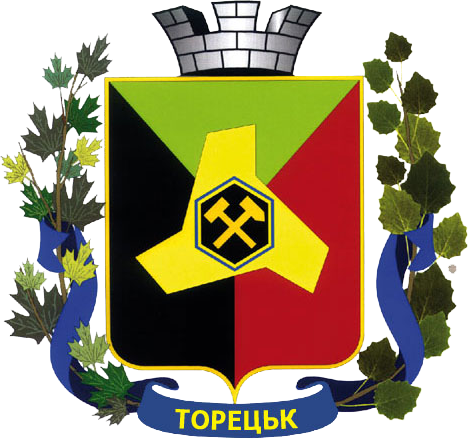
Герб Торецька
Прапор Харцизька
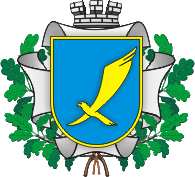
Герб Харцизька
Прапор Хрестівки
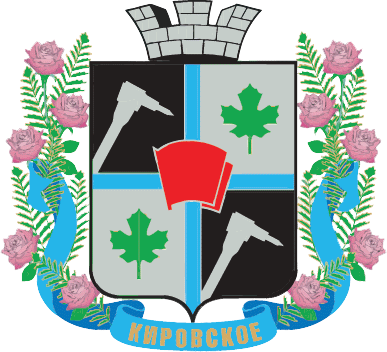
Герб Хрестівки
Прапор Чистякового
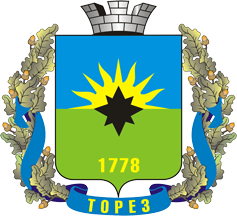
Герб Чистякового
Прапор Шахтарська
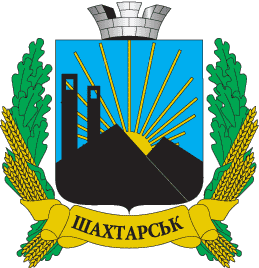
Герб Шахтарська
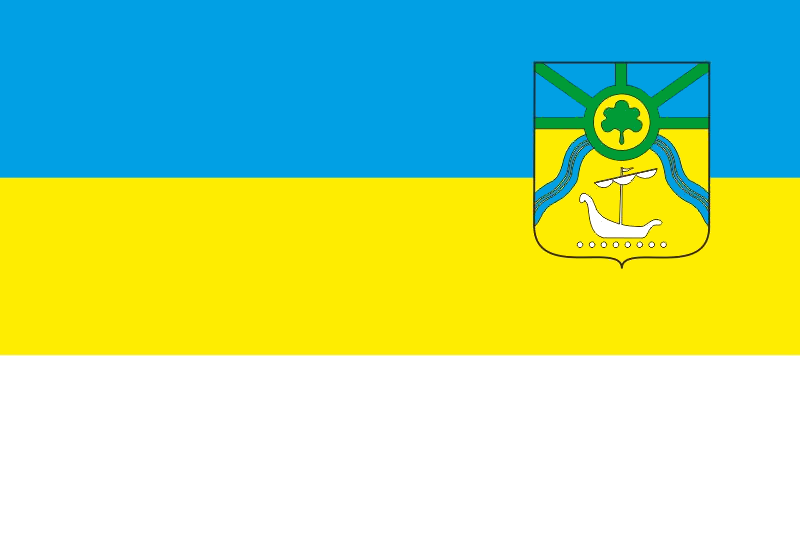
Прапор Ясинуватої
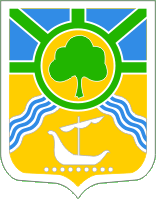
Герб Ясинуватої

## Житомирська область

Прапор Житомирської області
Герб Житомирської області

Прапор Андрушівського району
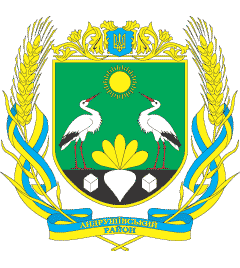
Герб Андрушівського району
Прапор Баранівського району
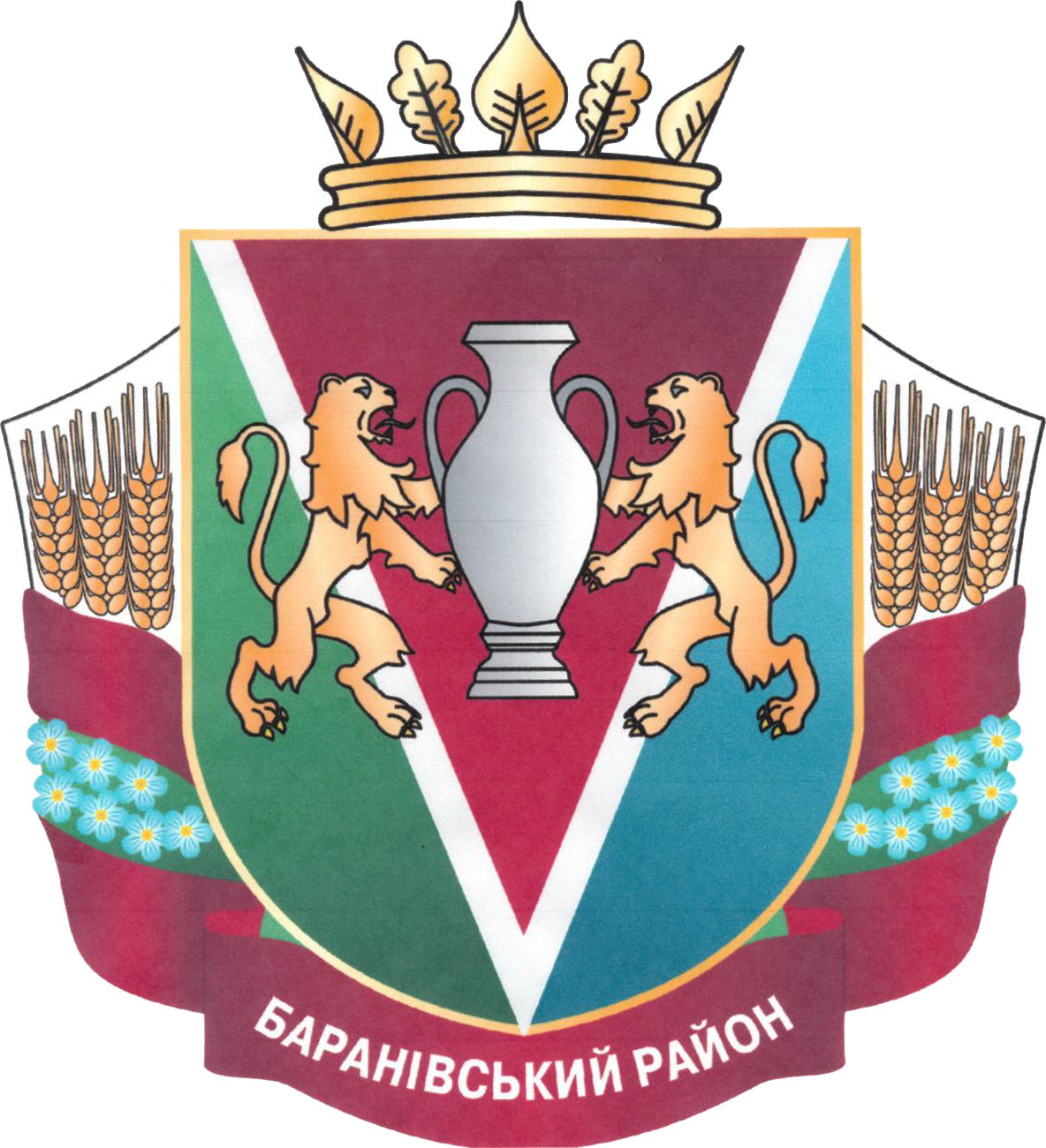
Герб Баранівського району
Прапор Бердичівського району
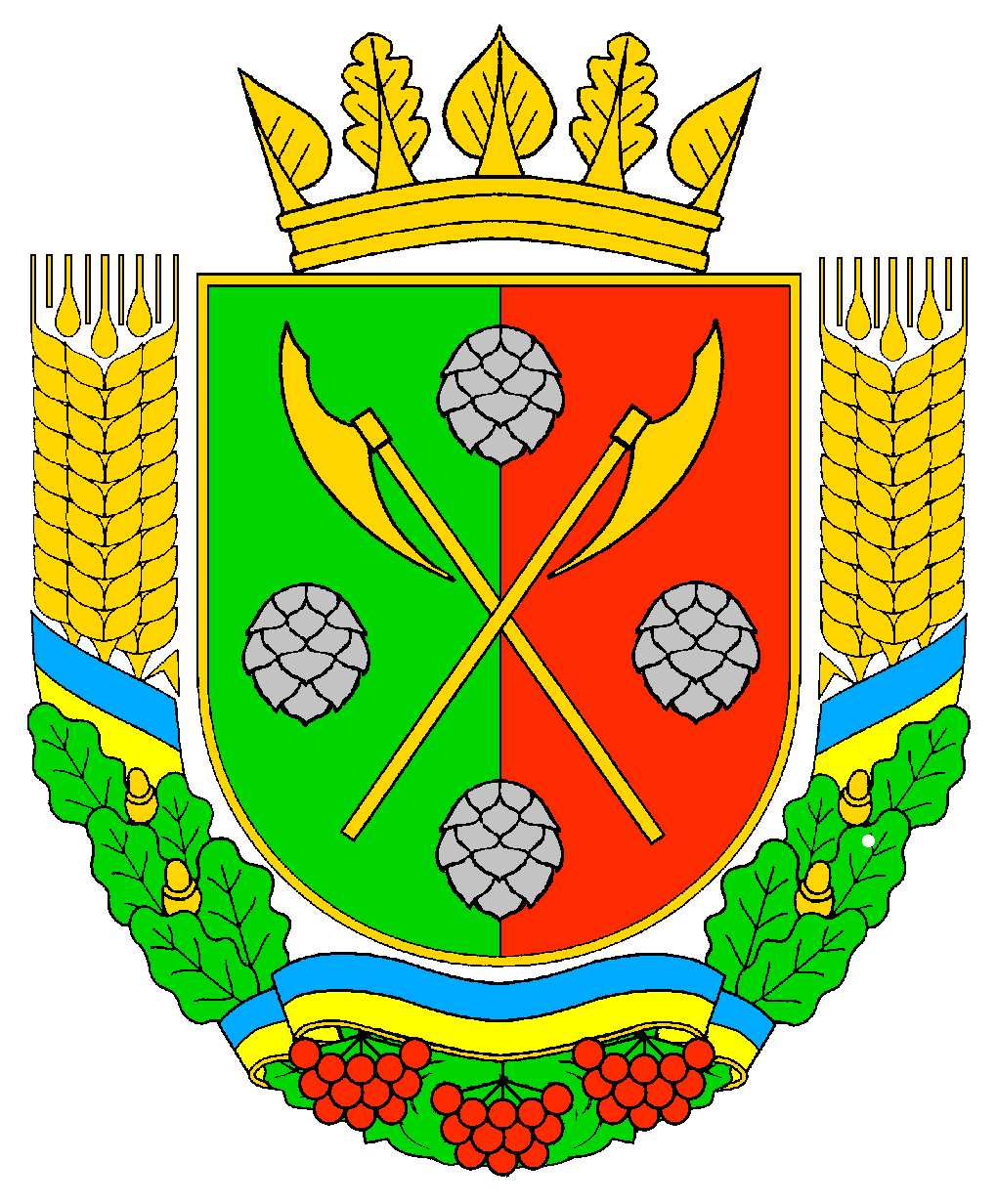
Герб Бердичівського району
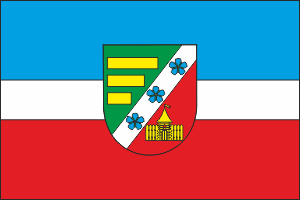
Прапор Брусилівського району
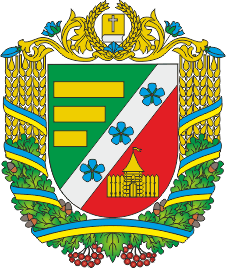
Герб Брусилівського району
Прапор Ємільчинського району
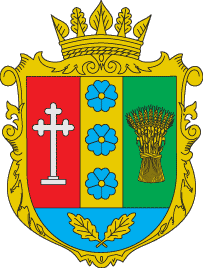
Герб Ємільчинського району
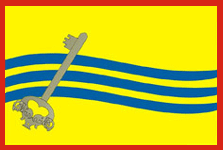
Прапор Житомирського району
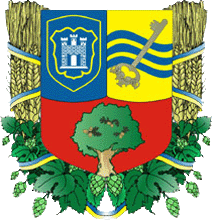
Герб Житомирського району
Прапор Коростенського району
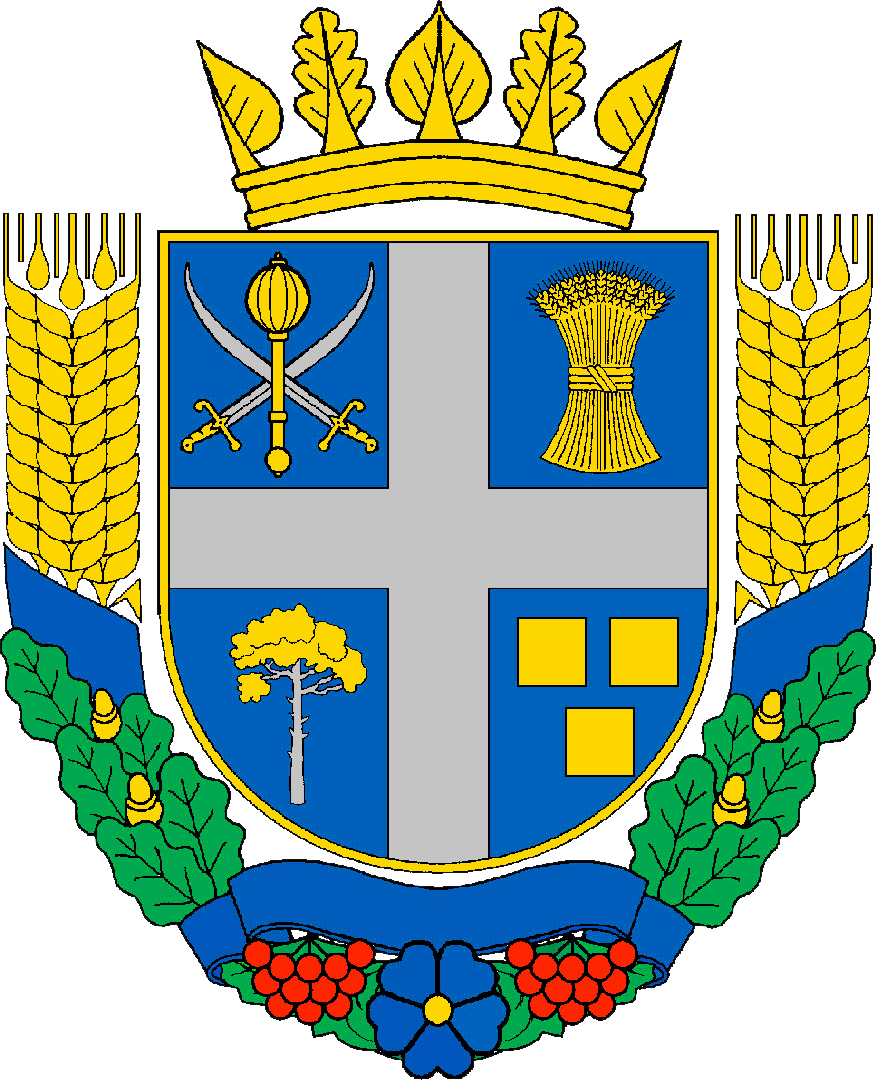
Герб Коростенського району
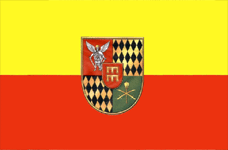
Прапор Коростишівського району
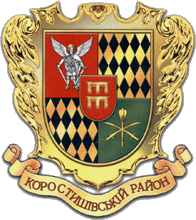
Герб Коростишівського району
Прапор Лугинського району
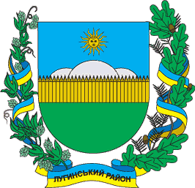
Герб Лугинського району
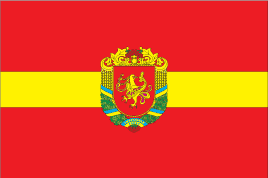
Прапор Любарського району
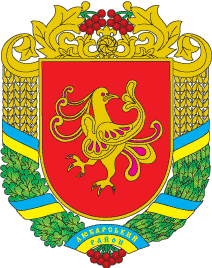
Герб Любарського району
Прапор Малинського району
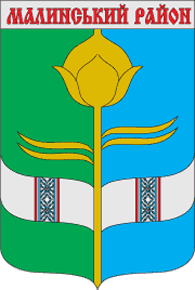
Герб Малинського району
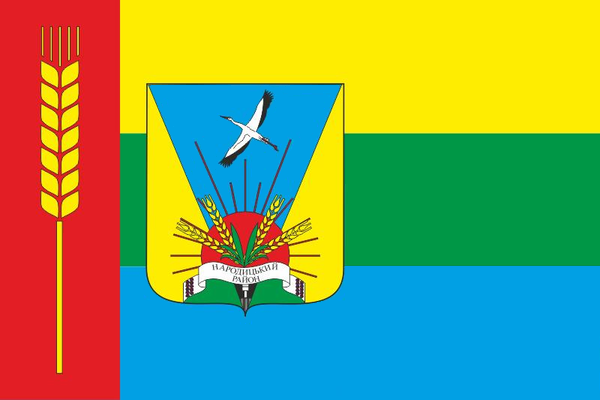
Прапор Народицького району
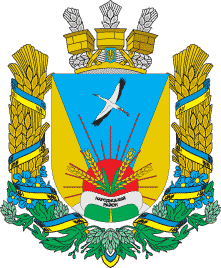
Герб Народицького району
Прапор Новоград-Волинського району
Герб Новоград-Волинського району
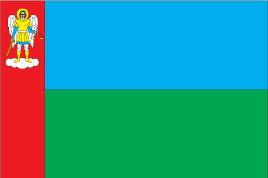
Прапор Овруцького району
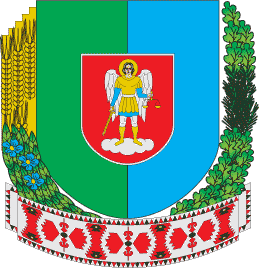
Герб Овруцького району
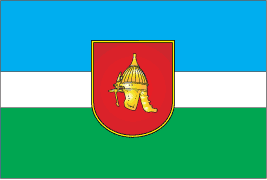
Прапор Олевського району
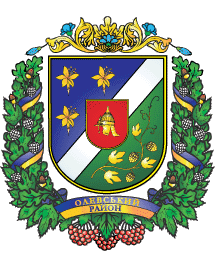
Герб Олевського району
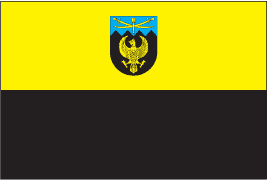
Прапор Попільнянського району
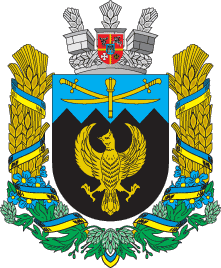
Герб Попільнянського району
Прапор Пулинського району
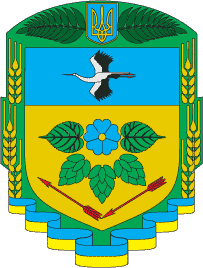
Герб Пулинського району
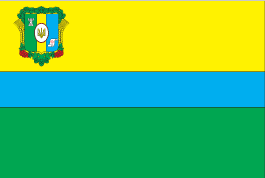
Прапор Радомишльського району
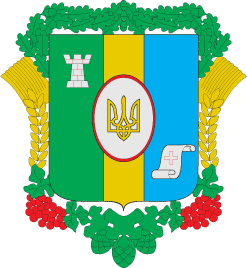
Герб Радомишльського району
Прапор Романівського району
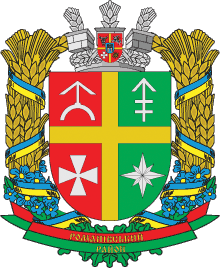
Герб Романівського району
Прапор Ружинського району
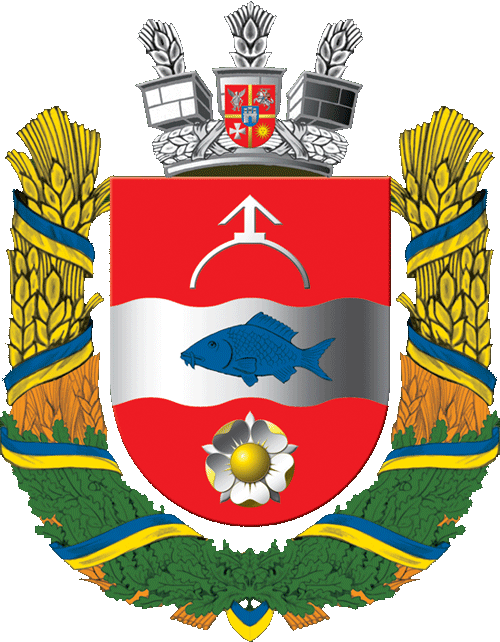
Герб Ружинського району
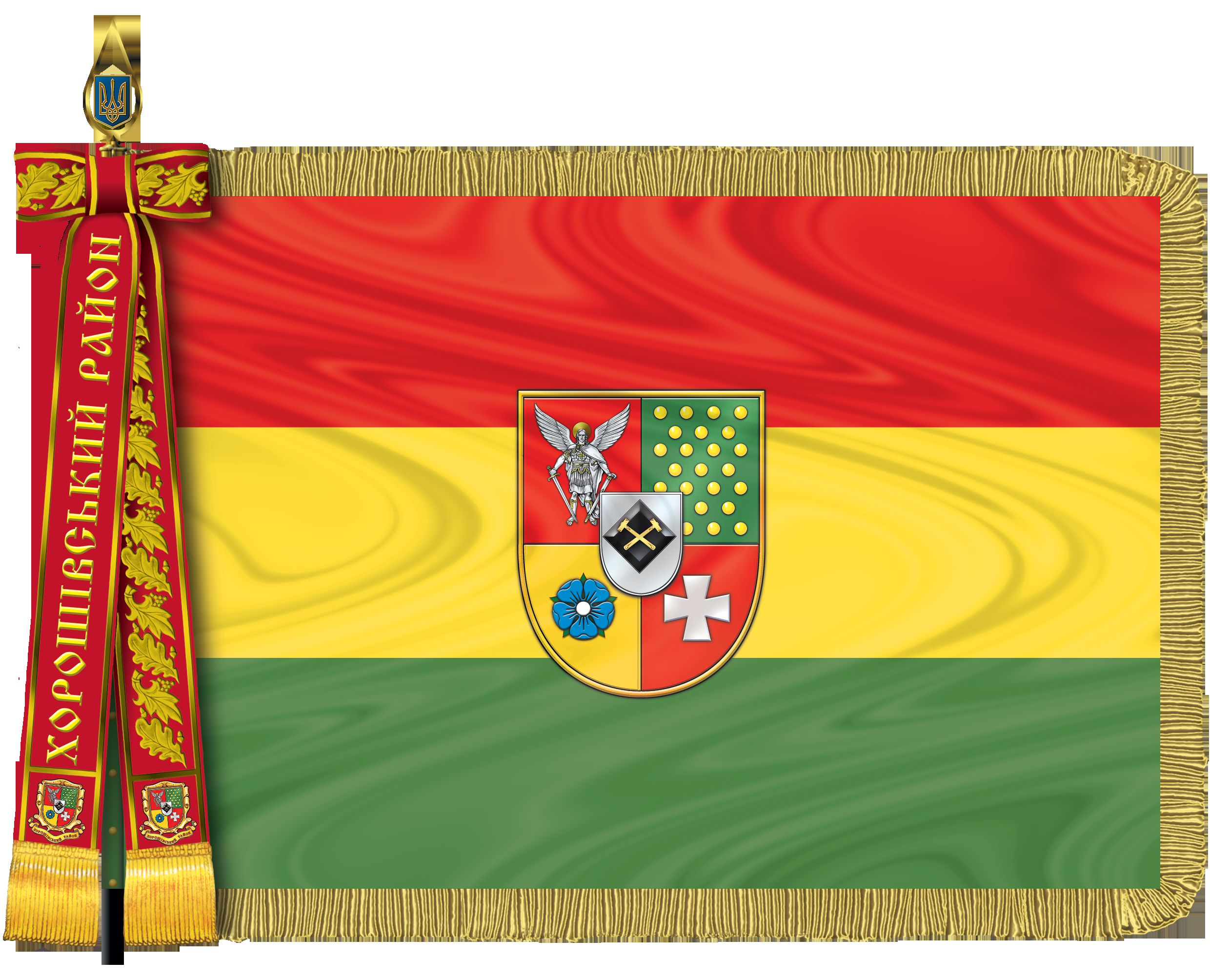
Прапор Хорошівського району
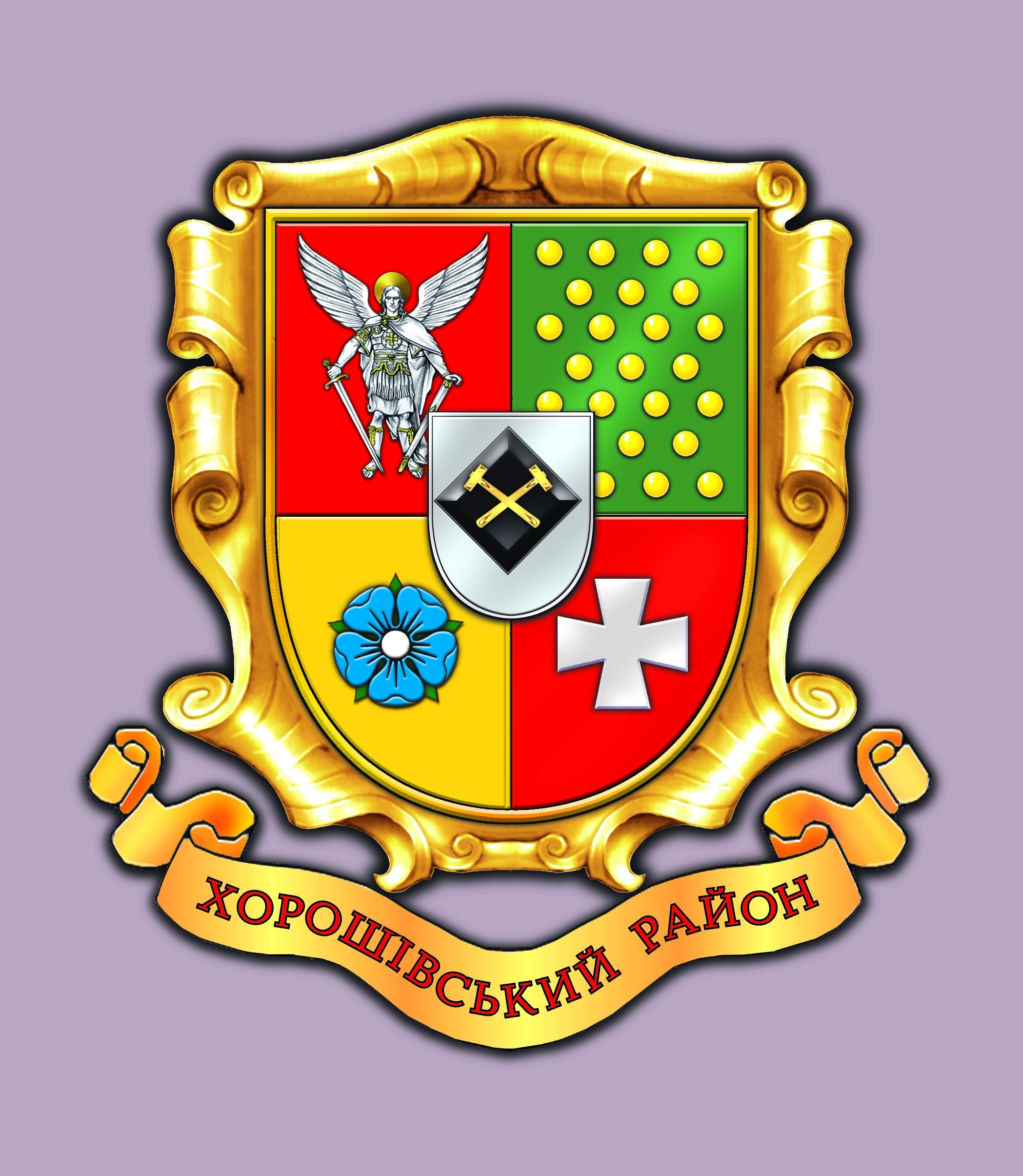
Герб Хорошівського району
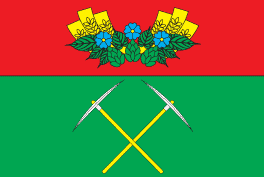
Прапор Черняхівського району
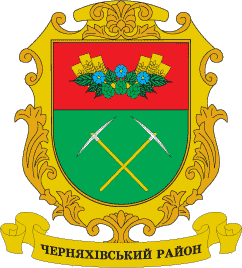
Герб Черняхівського району
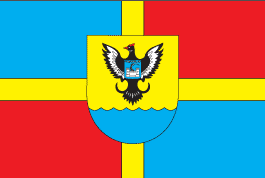
Прапор Чуднівського району
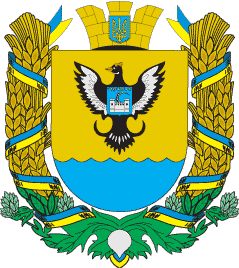
Герб Чуднівського району

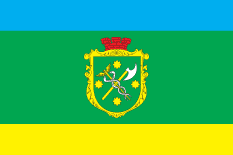
Прапор Бердичева
Герб Бердичева
Прапор Житомира
Герб Житомира
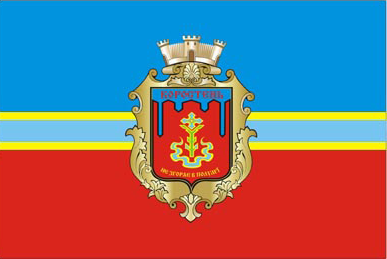
Прапор Коростеня
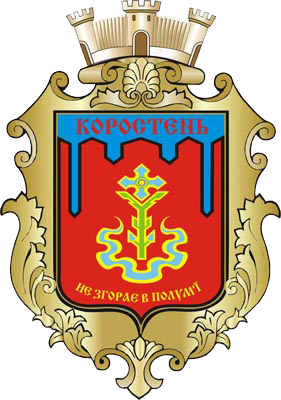
Герб Коростеня
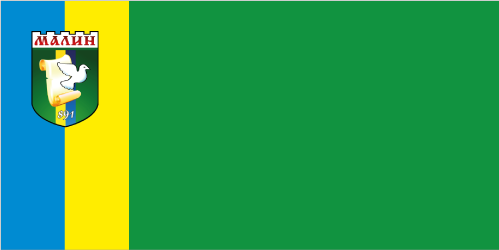
Прапор Малина
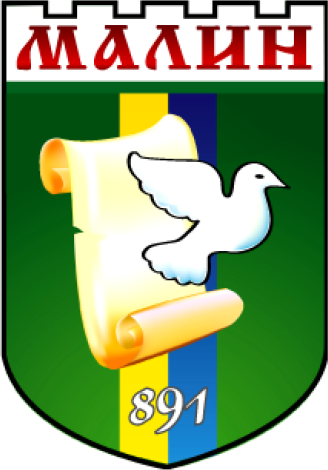
Герб Малина
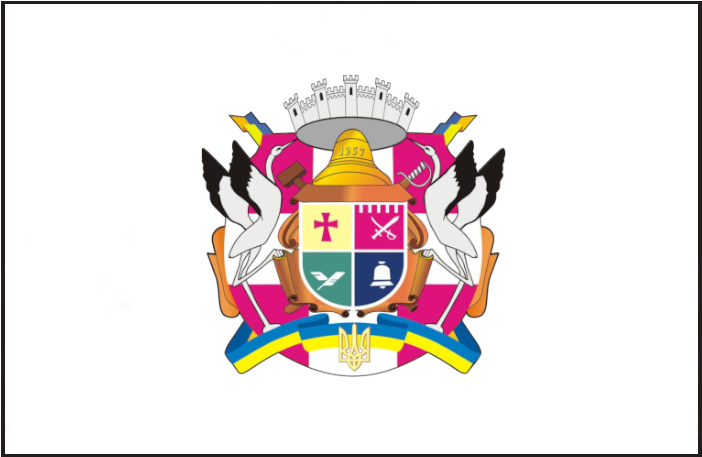
Прапор Новограда-Волинського
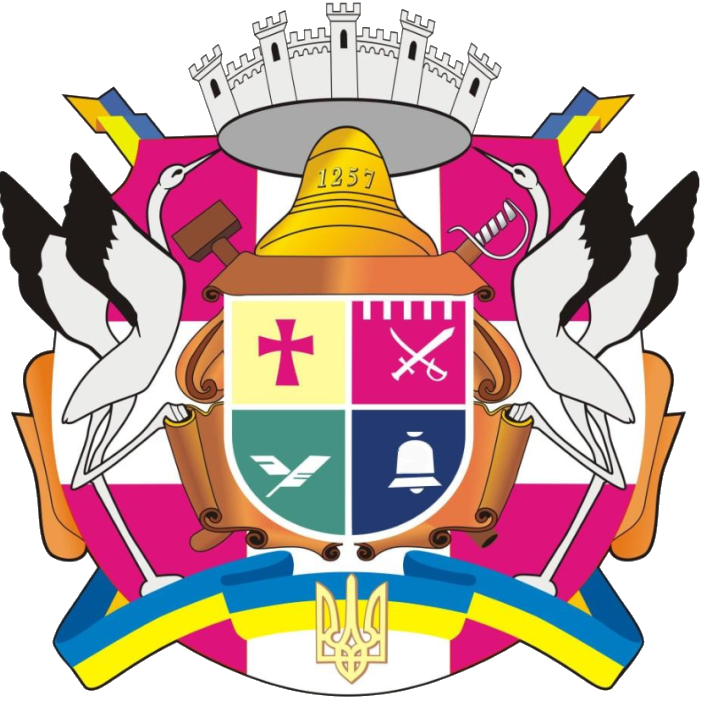
Герб Новограда-Волинського

## Закарпатська область

Прапор Закарпатської області
Герб Закарпатської області

Прапор Берегівського району
Герб Берегівського району
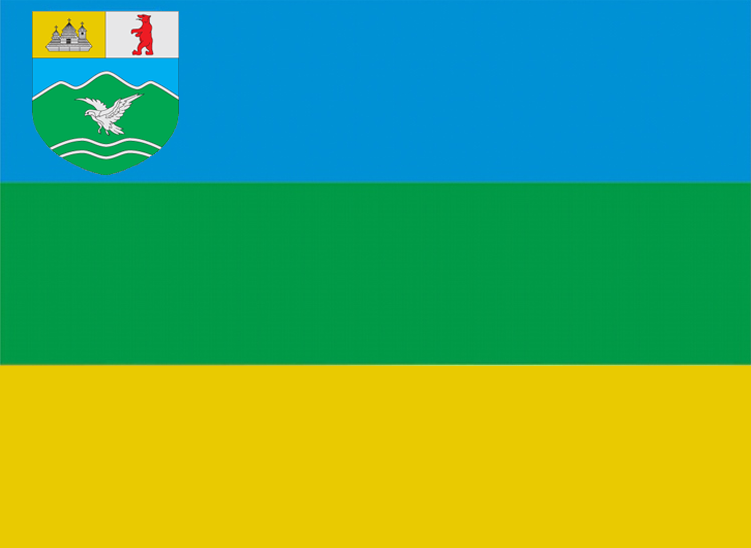
Прапор Великоберезнянського району
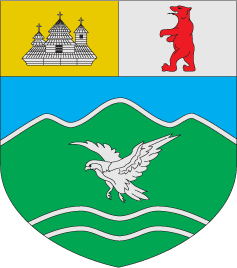
Герб Великоберезнянського району
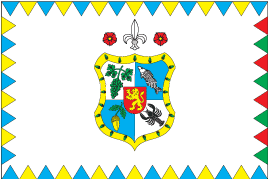
Прапор Виноградівського району
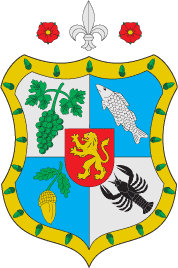
Герб Виноградівського району
Прапор Воловецького району
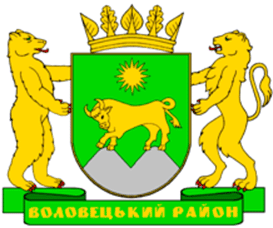
Герб Воловецького району
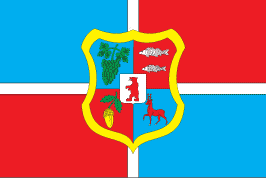
Прапор Іршавського району
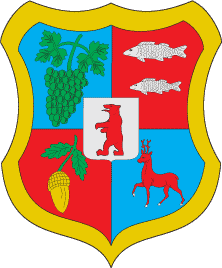
Герб Іршавського району
Прапор Міжгірського району
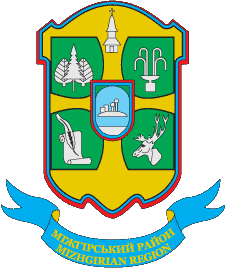
Герб Міжгірського району
Прапор Мукачівського району
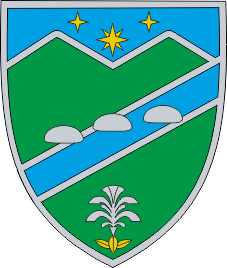
Герб Мукачівського району
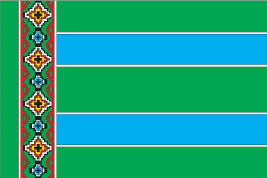
Прапор Перечинського району
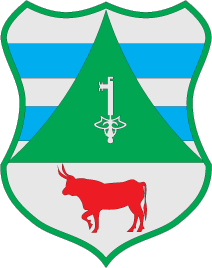
Герб Перечинського району
Прапор Рахівського району
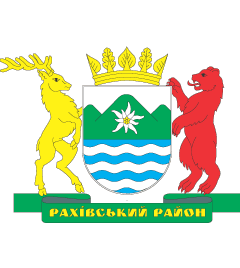
Герб Рахівського району
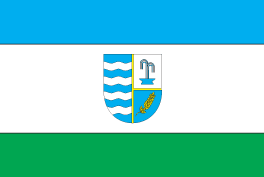
Прапор Свалявського району
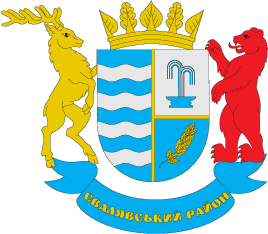
Герб Свалявського району
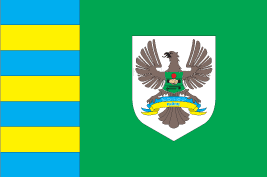
Прапор Тячівського району
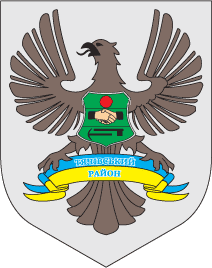
Герб Тячівського району
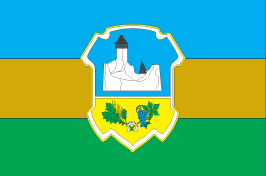
Прапор Ужгородського району
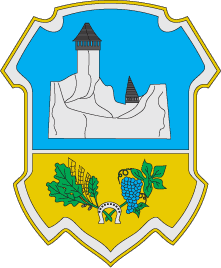
Герб Ужгородського району
Прапор Хустського району
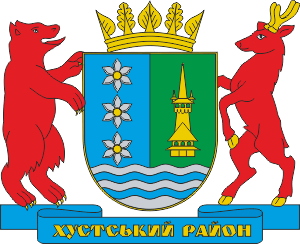
Герб Хустського району

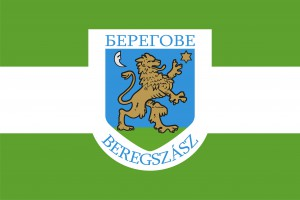
Прапор Берегового
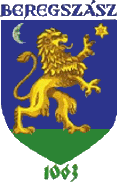
Герб Берегового
Прапор Мукачевого
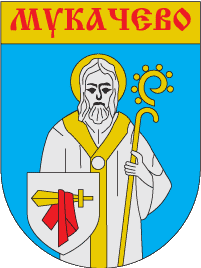
Герб Мукачевого
Прапор Ужгорода
Герб Ужгорода
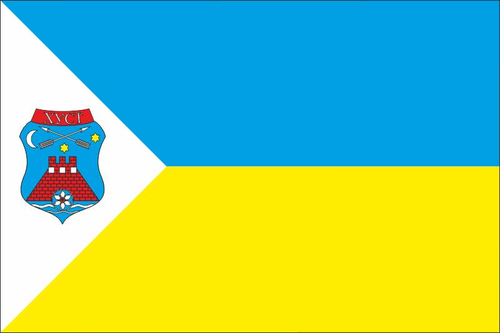
Прапор Хуста
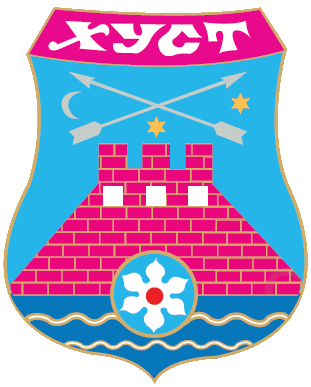
Герб Хуста
Прапор Чопа
Герб Чопа

## Запорізька область

Прапор Запорізької області
Герб Запорізької області

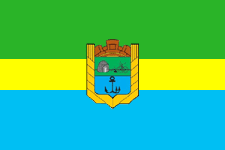
Прапор Бердянського району
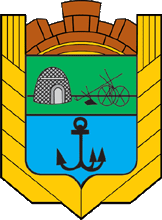
Герб Бердянського району
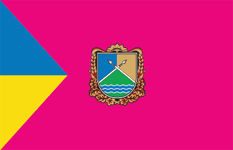
Прапор Більмацького району
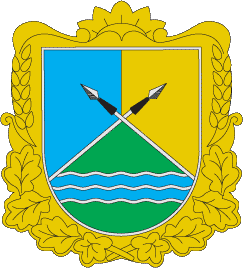
Герб Більмацького району
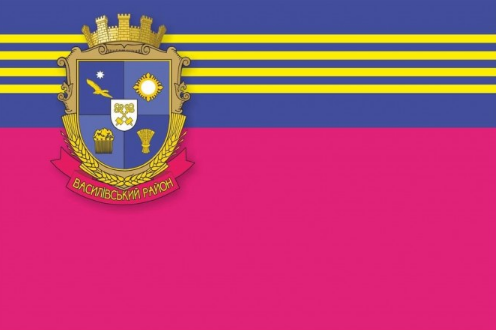
Прапор Василівського району
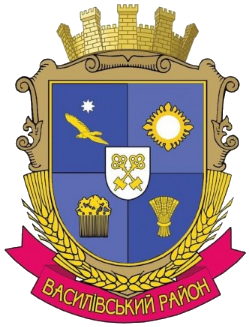
Герб Василівського району
Прапор Великобілозерського району
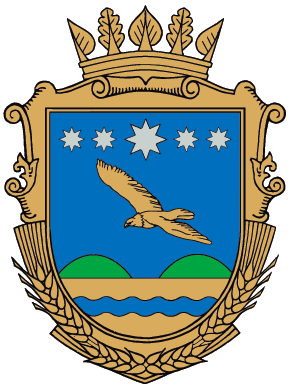
Герб Великобілозерського району
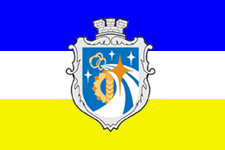
Прапор Веселівського району
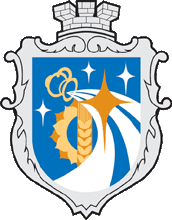
Герб Веселівського району
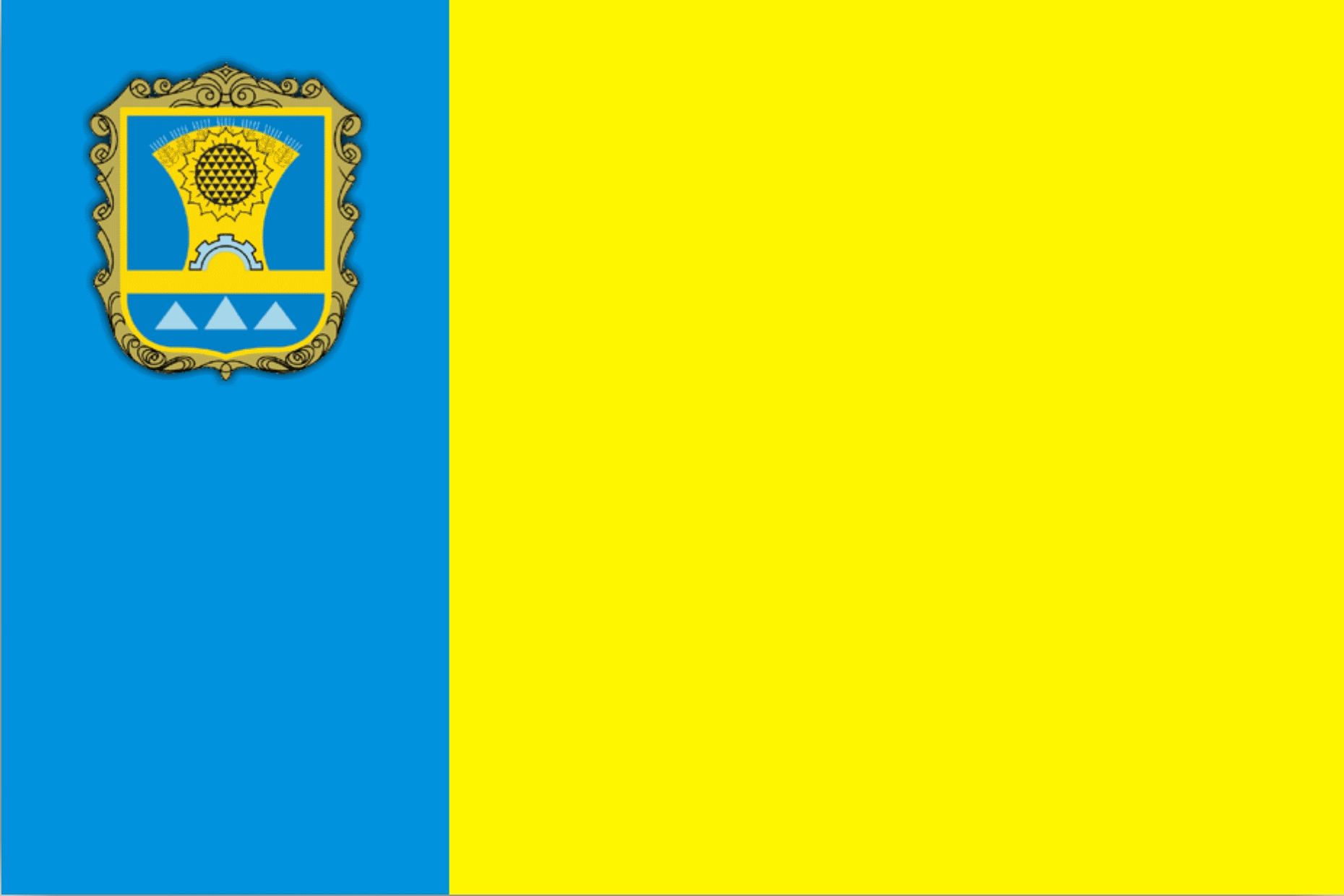
Прапор Вільнянського району
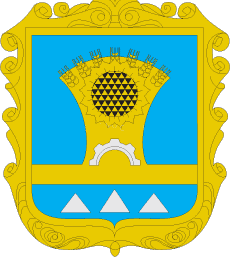
Герб Вільнянського району
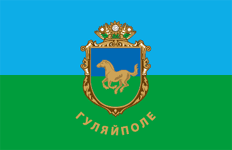
Прапор Гуляйпільського району
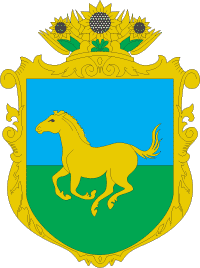
Герб Гуляйпільського району
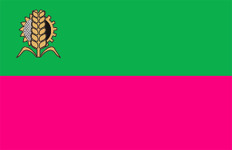
Прапор Запорізького району
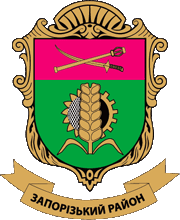
Герб Запорізького району
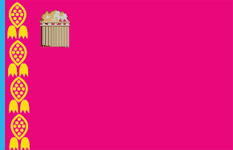
Прапор Кам'янсько-Дніпровського району
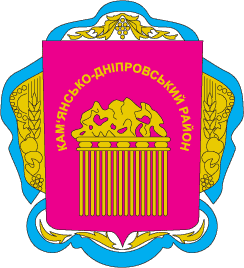
Герб Кам'янсько-Дніпровського району
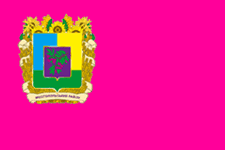
Прапор Мелітопольського району
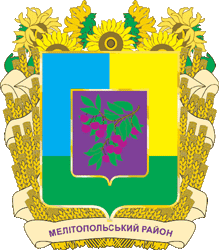
Герб Мелітопольського району
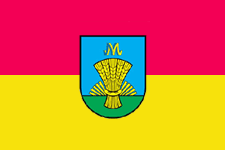
Прапор Михайлівського району
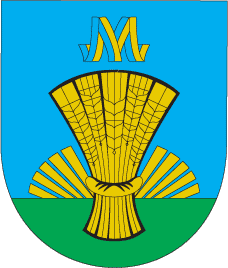
Герб Михайлівського району
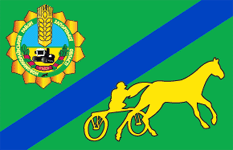
Прапор Новомиколаївського району
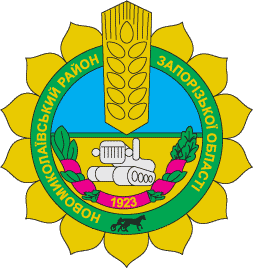
Герб Новомиколаївського району
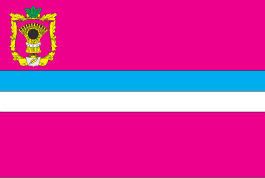
Прапор Оріхівського району
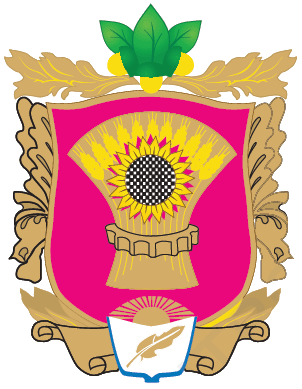
Герб Оріхівського району
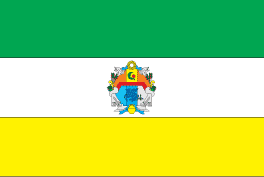
Прапор Пологівського району
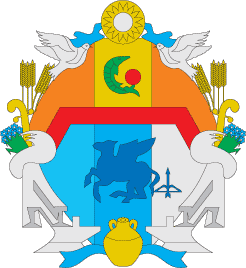
Герб Пологівського району
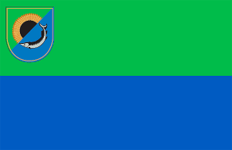
Прапор Приазовського району
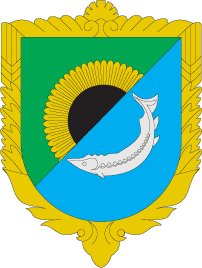
Герб Приазовського району
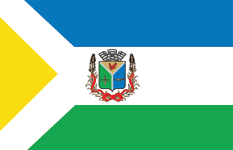
Прапор Приморського району
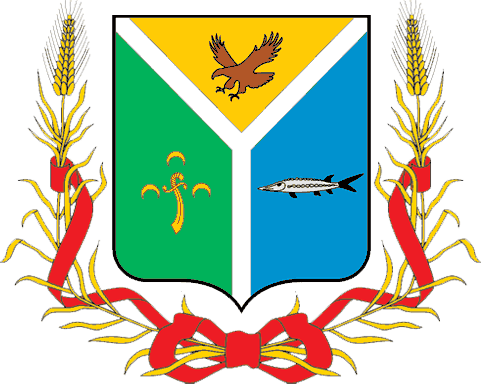
Герб Приморського району
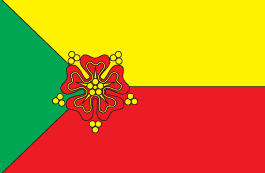
Прапор Розівського району
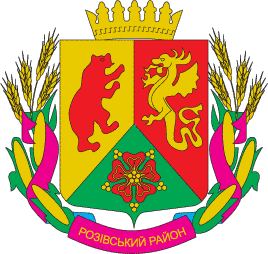
Герб Розівського району
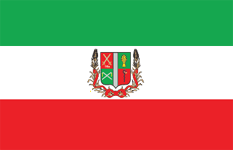
Прапор Токмацького району
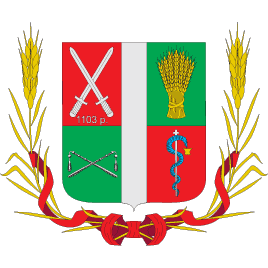
Герб Токмацького району
Прапор Чернігівського району
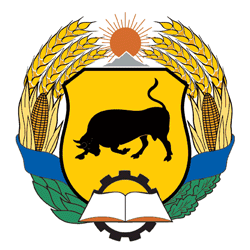
Герб Чернігівського району
Прапор Якимівського району
Герб Якимівського району

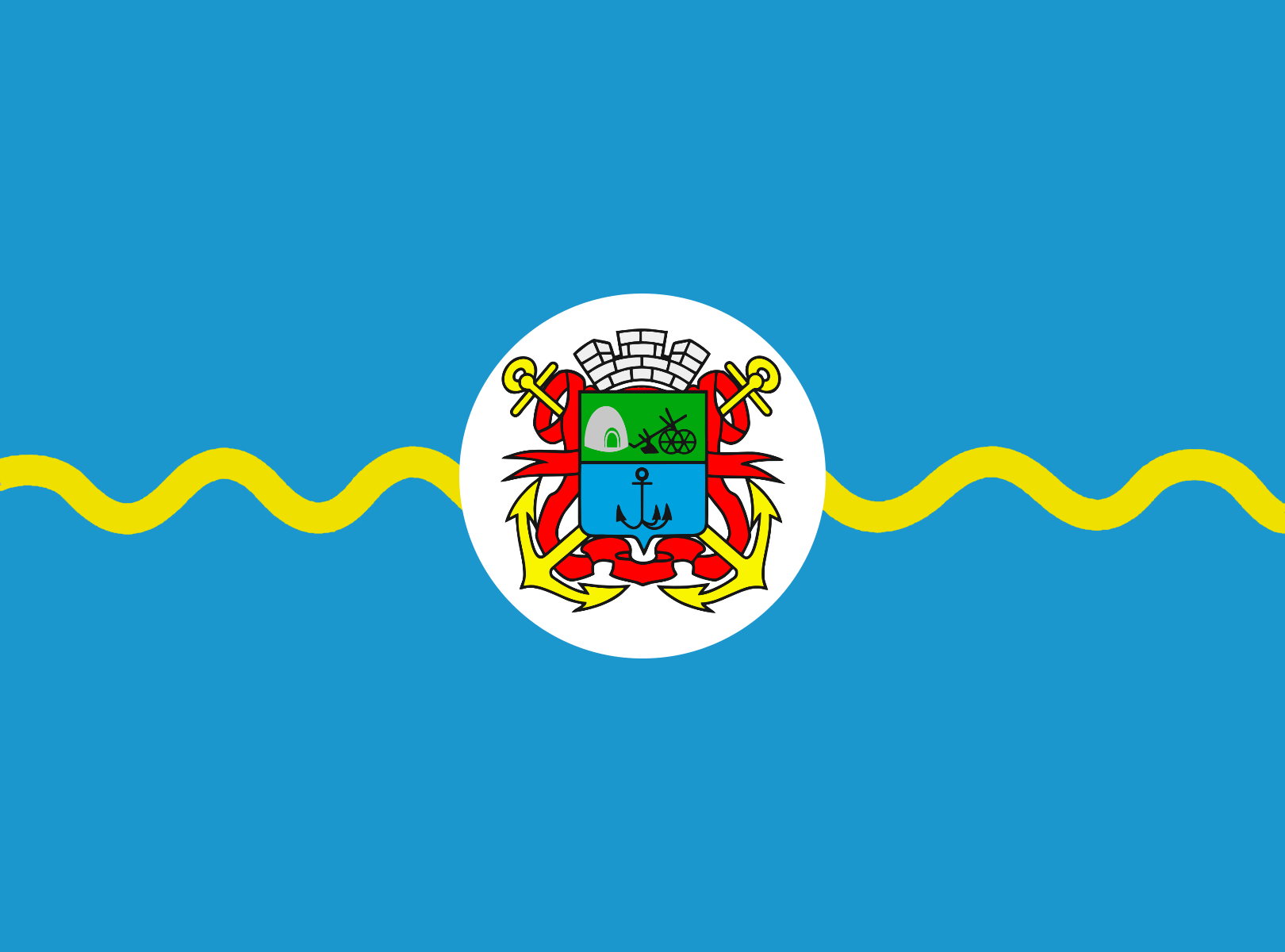
Прапор Бердянська
Герб Бердянська
Прапор Енергодара
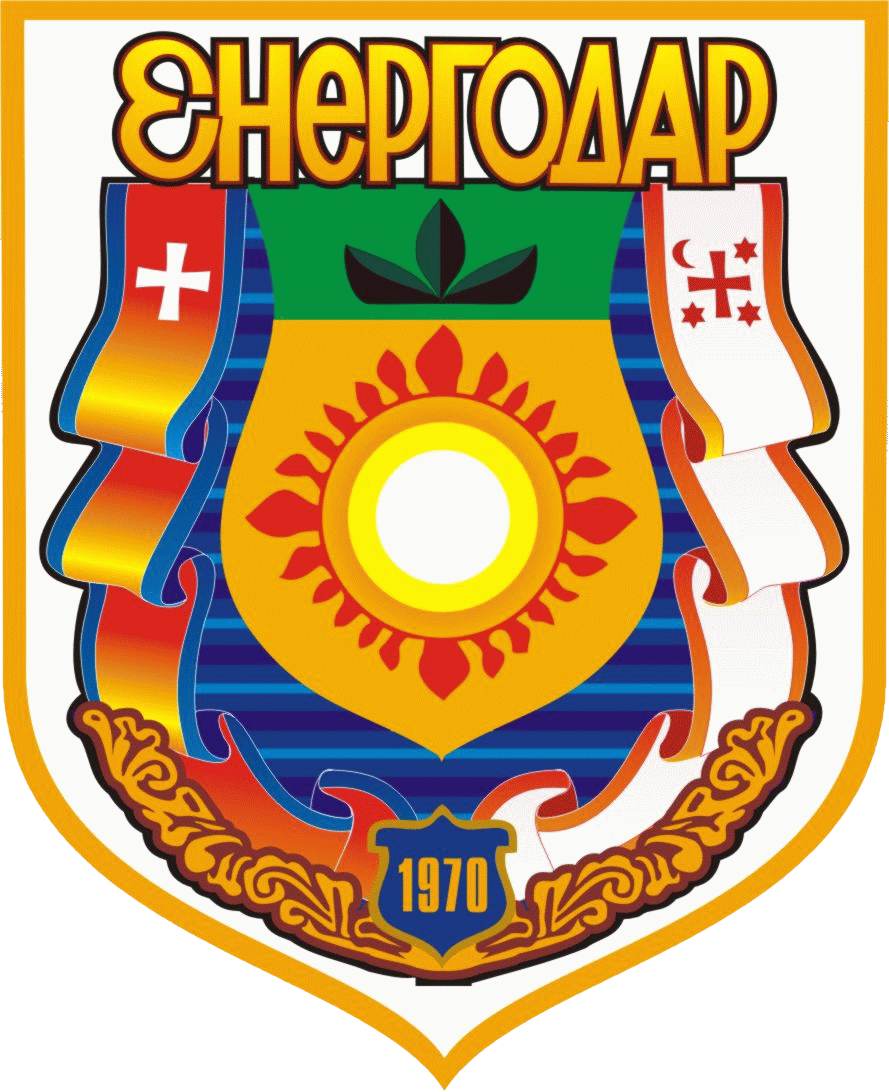
Герб Енергодара
Прапор Запоріжжя
Герб Запоріжжя
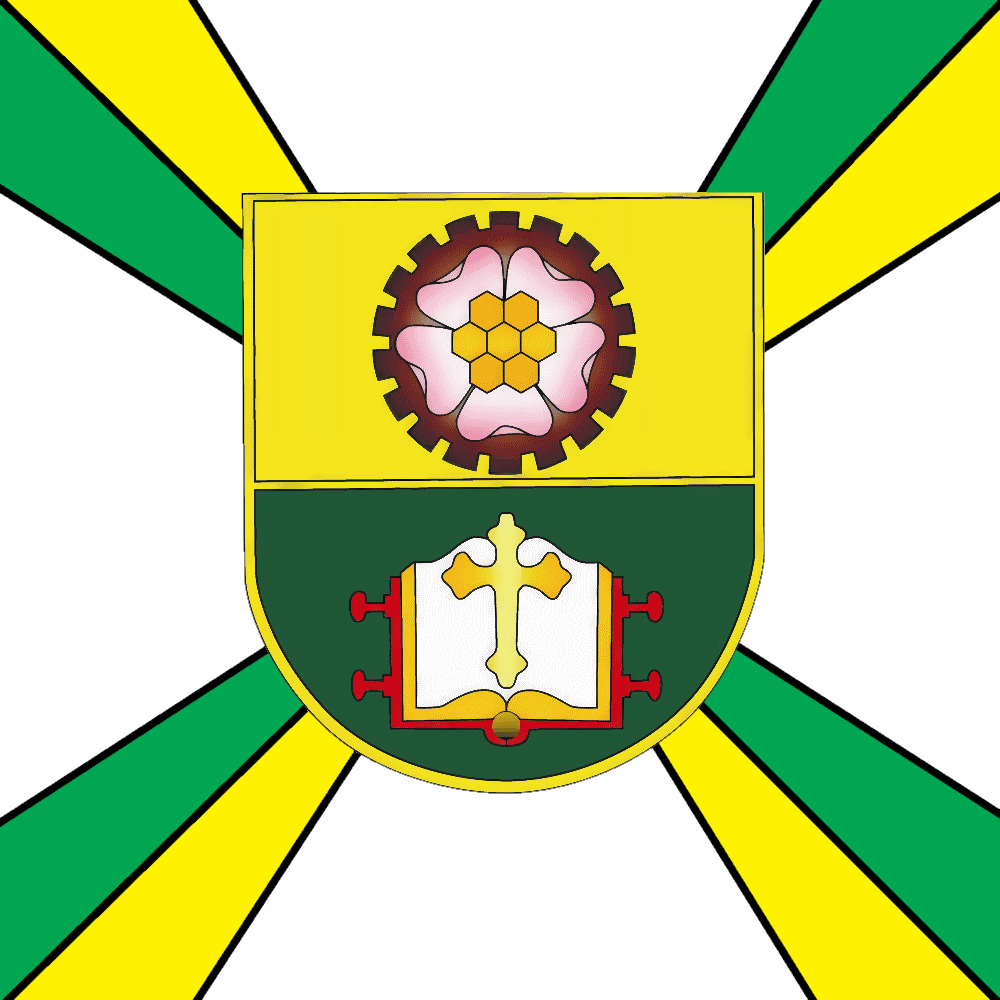
Прапор Мелітополя
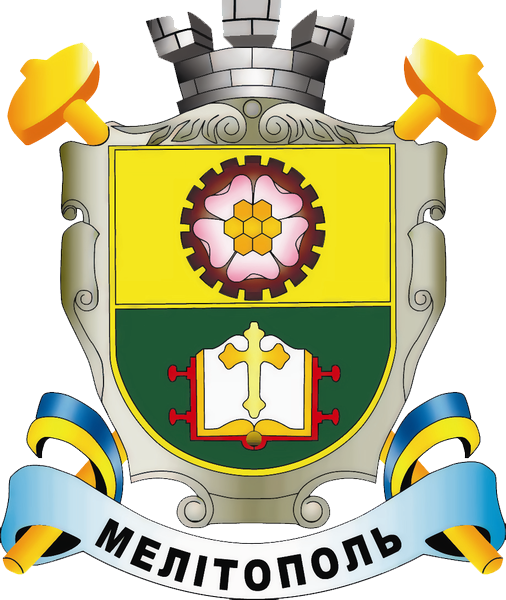
Герб Мелітополя
Прапор Токмака
Герб Токмака

## Івано-Франківська область

Прапор Івано-Франківської області
Герб Івано-Франківської області

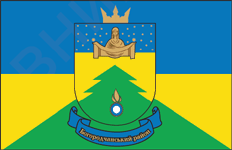
Прапор Богородчанського району
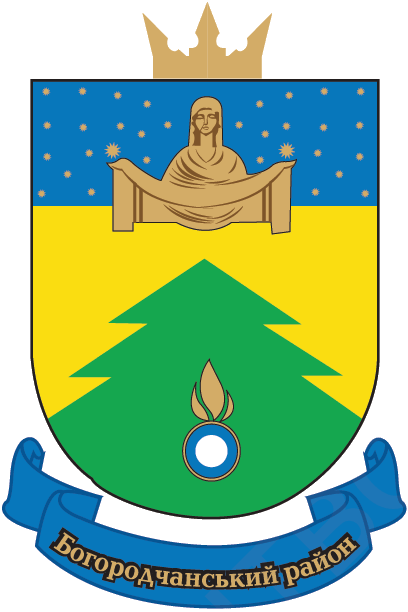
Герб Богородчанського району
Прапор Верховинського район
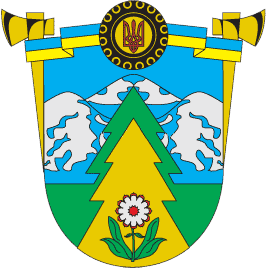
Герб Верховинського району
Прапор Галицького район
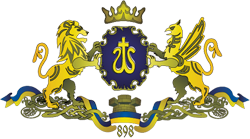
Герб Галицького району
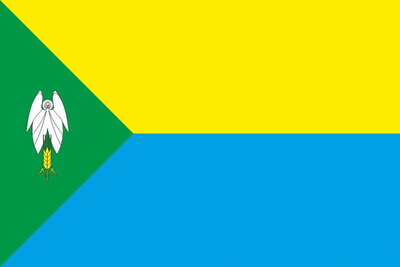
Прапор Городенківського району
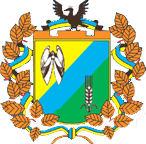
Герб Городенківського району
Прапор Долинського району
Герб Долинського району
Прапор Калуського району
Герб Калуського району
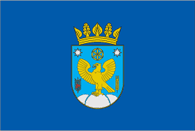
Прапор Коломийського району
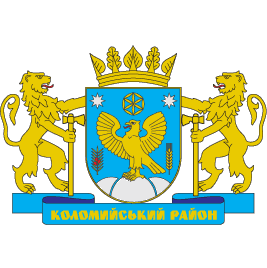
Герб Коломийського району
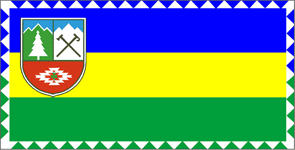
Прапор Косівського району
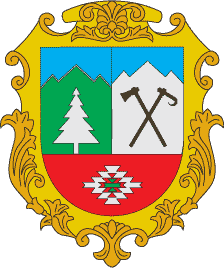
Герб Косівського району
Прапор Надвірнянського району
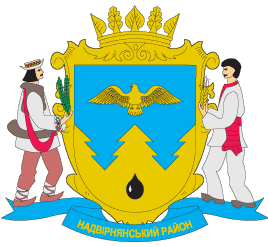
Герб Надвірнянського району
Прапор Рогатинського району
Герб Рогатинського району
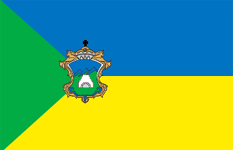
Прапор Рожнятівського району
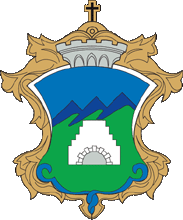
Герб Рожнятівського району
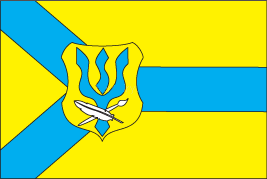
Прапор Снятинського району
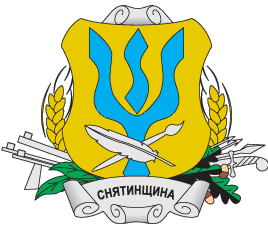
Герб Снятинського району
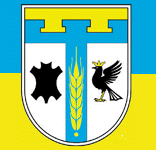
Прапор Тисменицького району
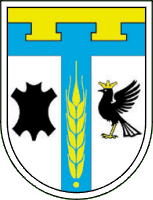
Герб Тисменицького району
Прапор Тлумацького району
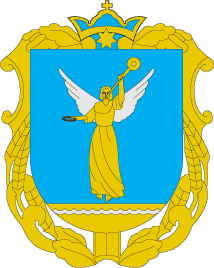
Герб Тлумацького району

Прапор Болехова
Герб Болехова
Прапор Бурштина
Герб Бурштина
Прапор Івано-Франківська
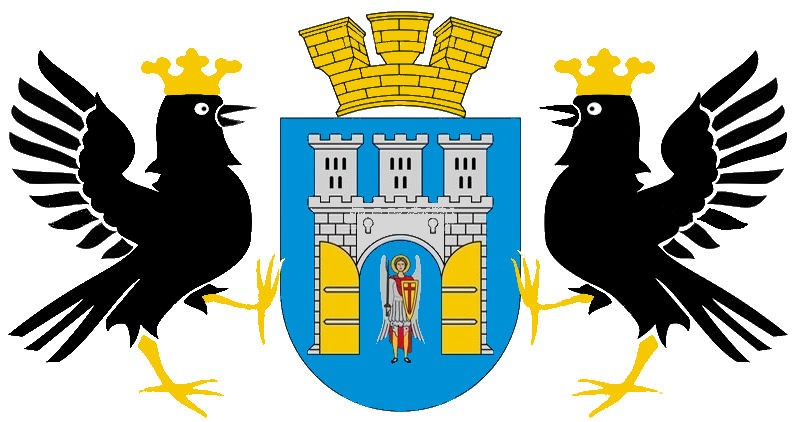
Герб Івано-Франківська
Прапор Калуша
Герб Калуша
Прапор Коломиї
Герб Коломиї
Прапор Яремче
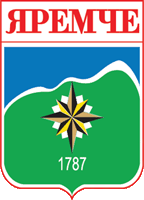
Герб Яремче

## Київська область

Прапор Київської області
Герб Київської області

Прапор Баришівського району
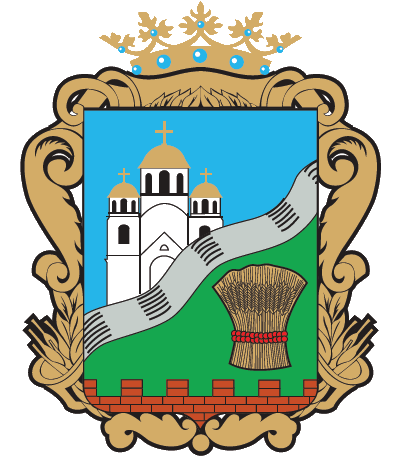
Герб Баришівського району
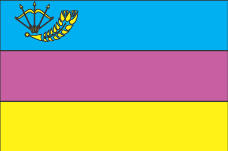
Прапор Білоцерківського району
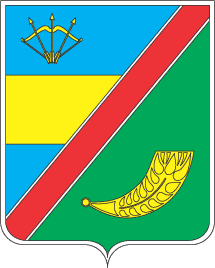
Герб Білоцерківського району
Прапор Богуславського району
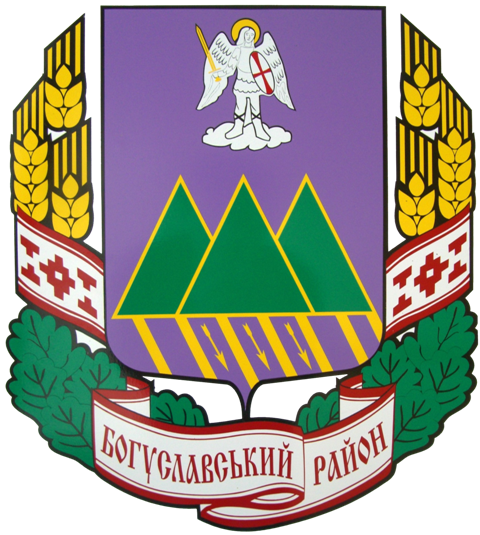
Герб Богуславського району
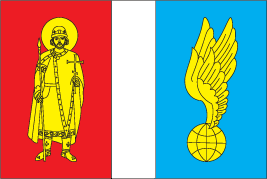
Прапор Бориспільського району
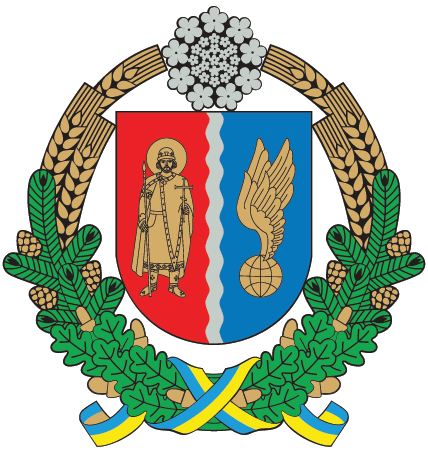
Герб Бориспільського району
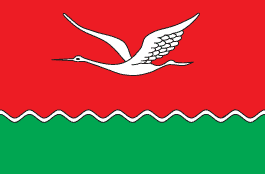
Прапор Бородянського району
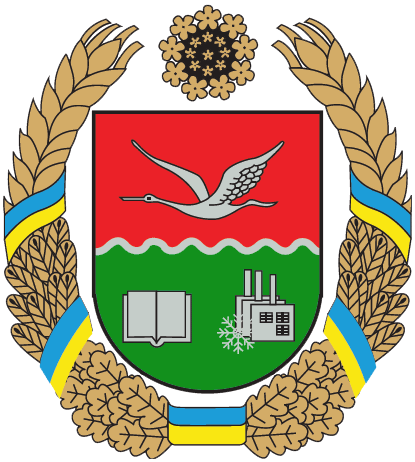
Герб Бородянського району
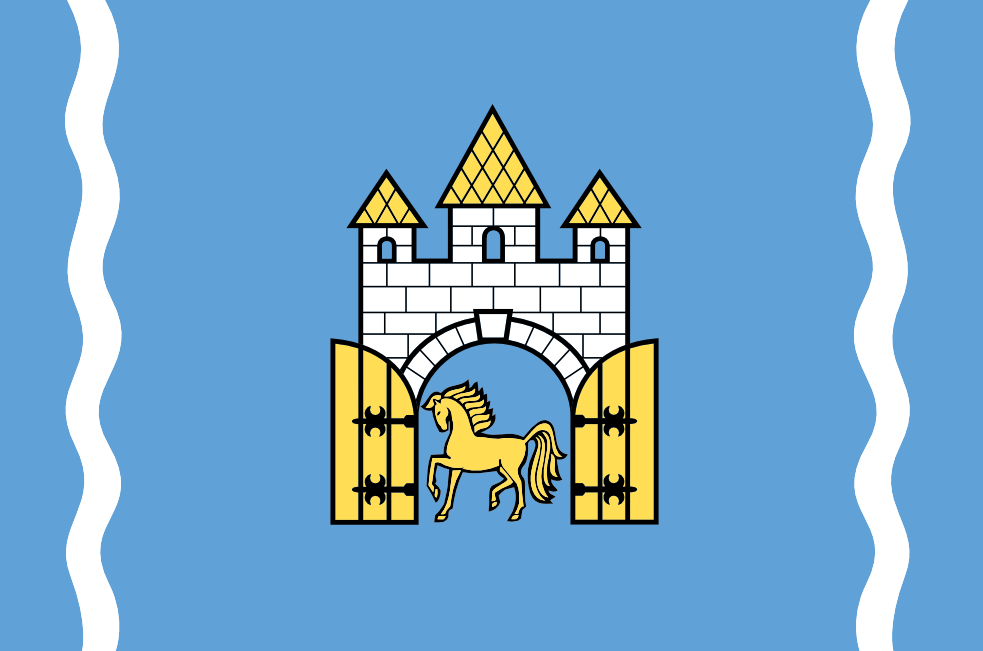
Прапор Броварського району
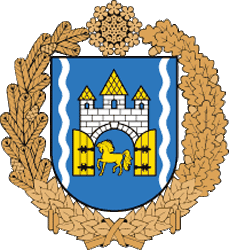
Герб Броварського району
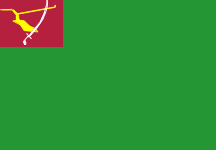
Прапор Васильківського району
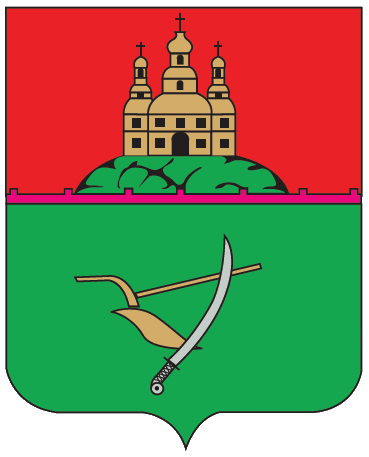
Герб Васильківського району
Прапор Вишгородського району
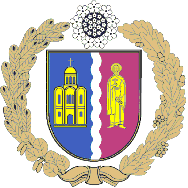
Герб Вишгородського району
Прапор Володарського району
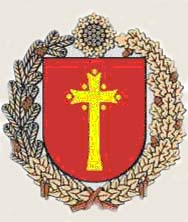
Герб Володарського району
Прапор Згурівського району
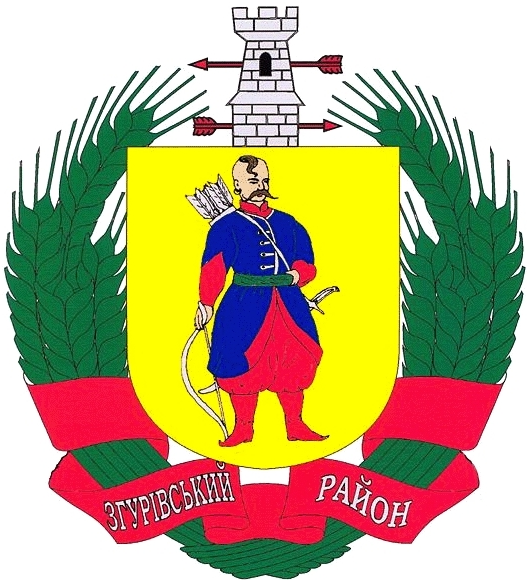
Герб Згурівського району
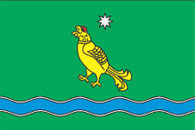
Прапор Іванківського району
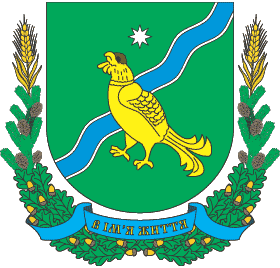
Герб Іванківського району
Прапор Кагарлицького району
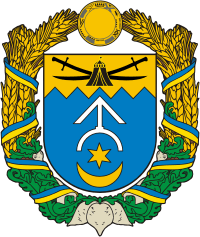
Герб Кагарлицького району
Прапор Києво-Святошинського району
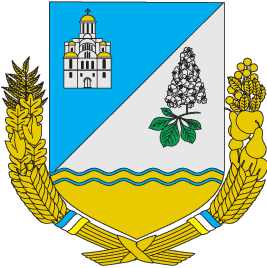
Герб Києво-Святошинського району
Прапор Макарівського району
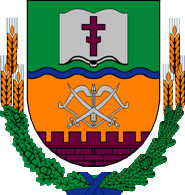
Герб Макарівського району
Прапор Миронівського району
Герб Миронівського району
Прапор Обухівського району
Герб Обухівського району
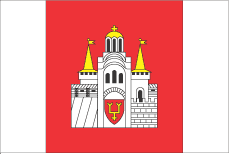
Прапор Переяслав-Хмельницького району
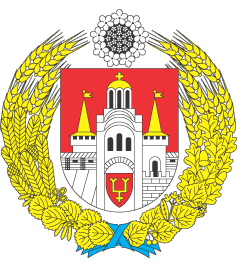
Герб Переяслав-Хмельницького району
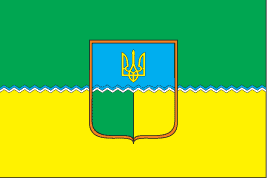
Прапор Поліського району
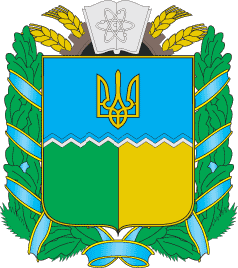
Герб Поліського району
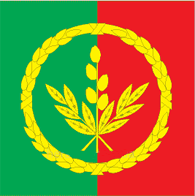
Прапор Рокитнянського району
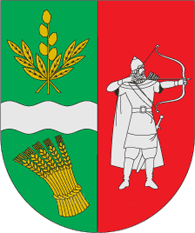
Герб Рокитнянського району
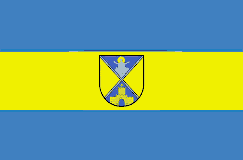
Прапор Сквирського району
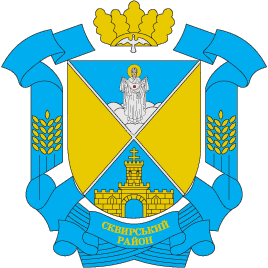
Герб Сквирського району
Прапор Ставищенського району
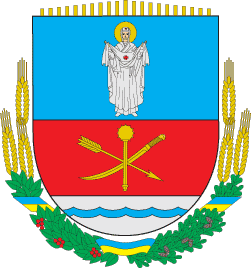
Герб Ставищенського району
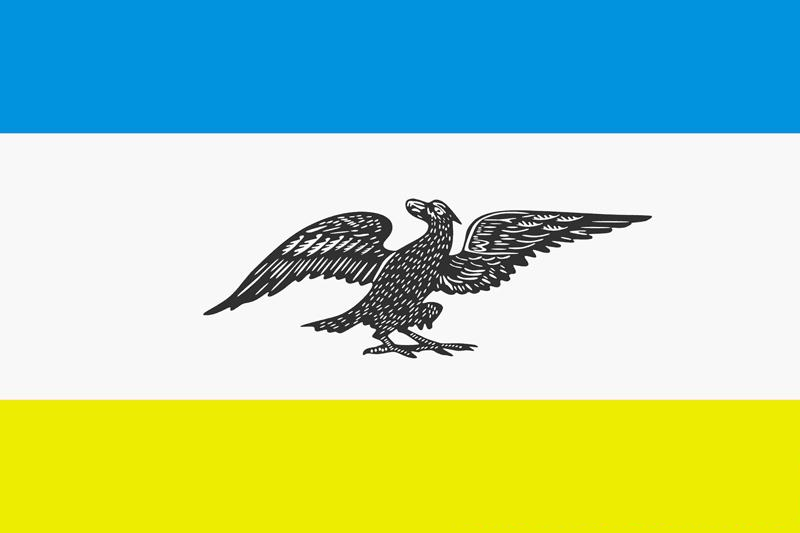
Прапор Таращанського району
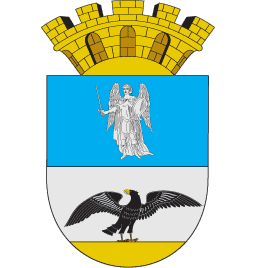
Герб Таращанського району
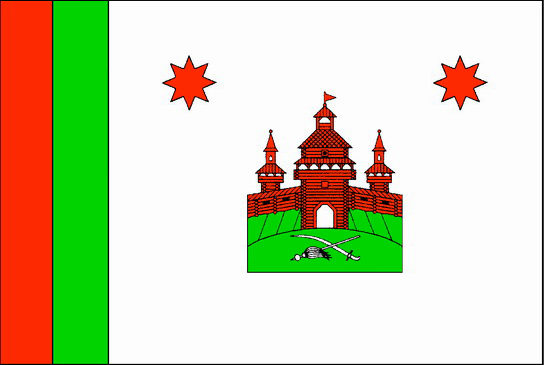
Прапор Тетіївського району
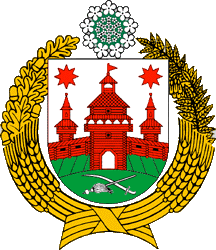
Герб Тетіївського району
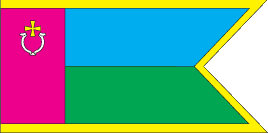
Прапор Фастівського району
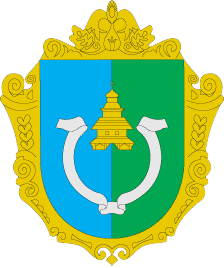
Герб Фастівського району
Прапор Яготинського району
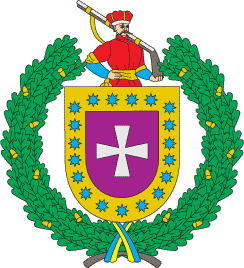
Герб Яготинського району

Прапор Березані
Герб Березані
Прапор Білої Церкви
Герб Білої Церкви
Прапор Борисполя
Герб Борисполя
Прапор Броварів
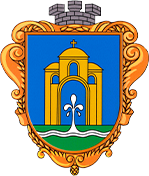
Герб Броварів
Прапор Бучі
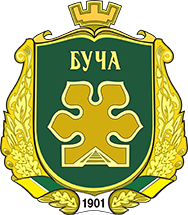
Герб Бучі
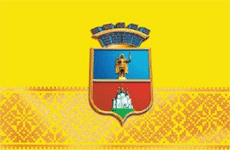
Прапор Василькова
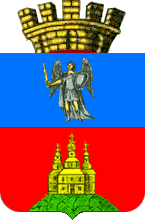
Герб Василькова
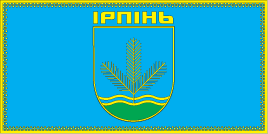
Прапор Ірпеня
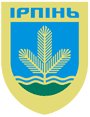
Герб Ірпеня
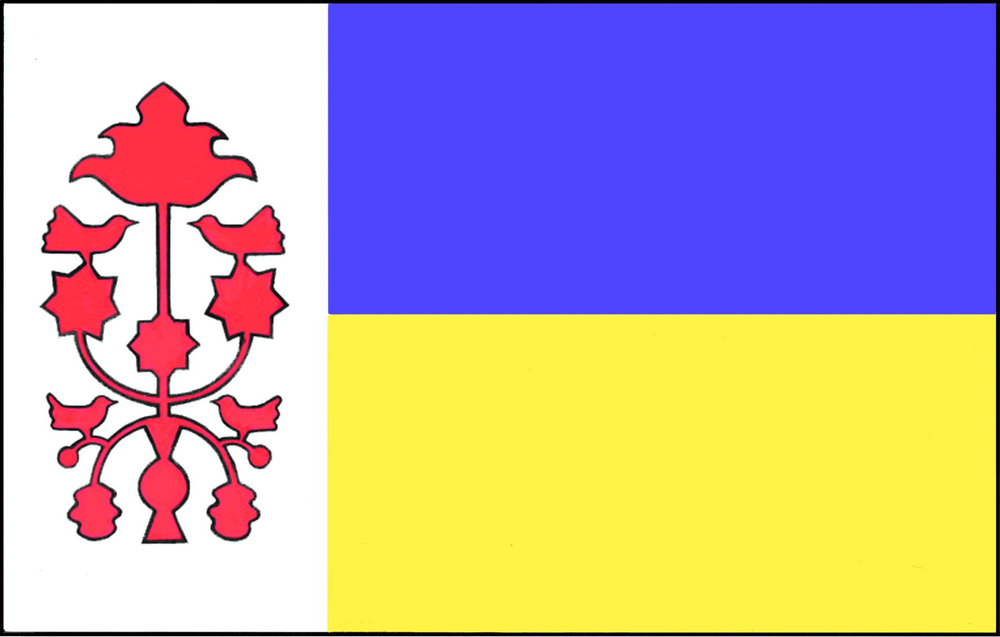
Прапор Обухова
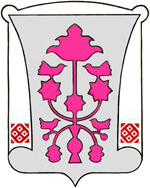
Герб Обухова
Прапор Переяслава
Герб Переяслава
Прапор Ржищева
Прапор Славутича
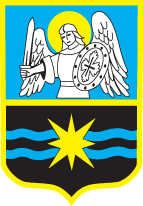
Герб Славутича
Прапор Фастова
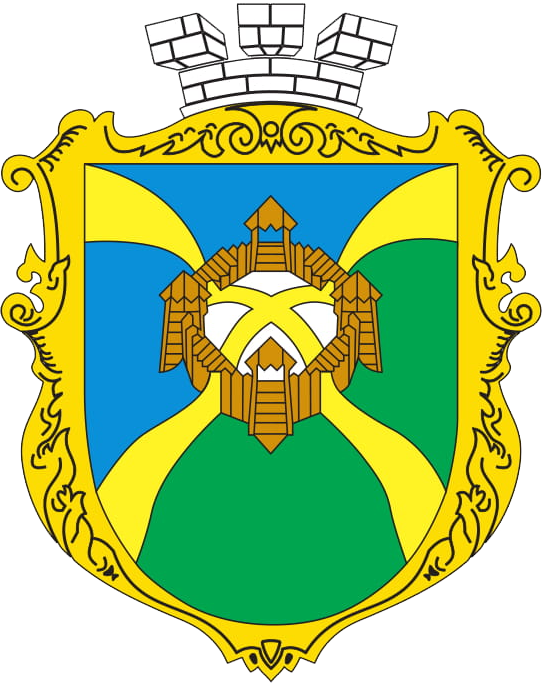
Герб Фастова

## Кіровоградська область

Прапор Кіровоградської області
Герб Кіровоградської області

Прапор Благовіщенського району
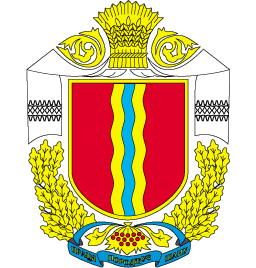
Герб Благовіщенського району
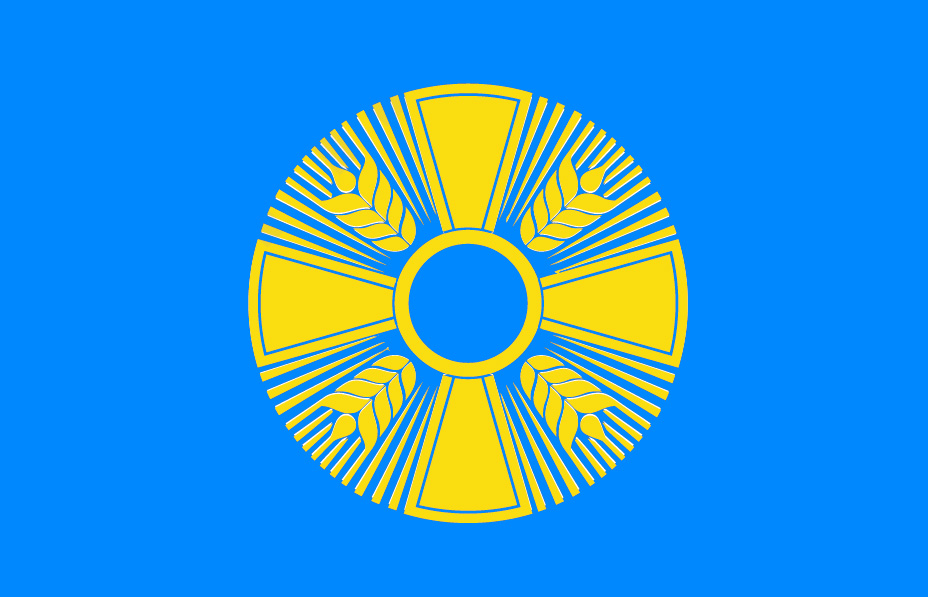
Прапор Бобринецького району
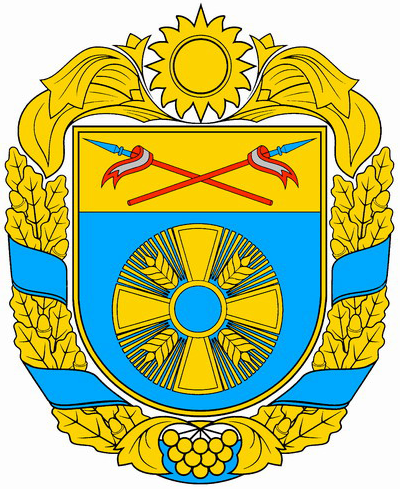
Герб Бобринецького району
Прапор Вільшанського району
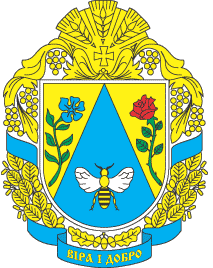
Герб Вільшанського району
Прапор Гайворонського району
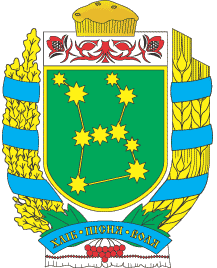
Герб Гайворонського району
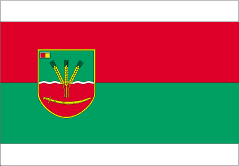
Прапор Голованівського району
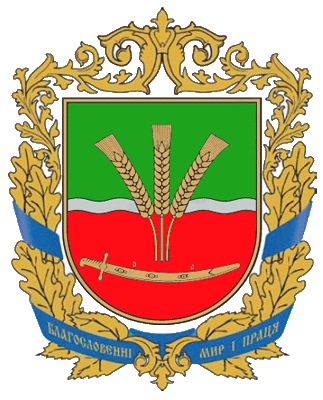
Герб Голованівського району
Прапор Добровеличківського району
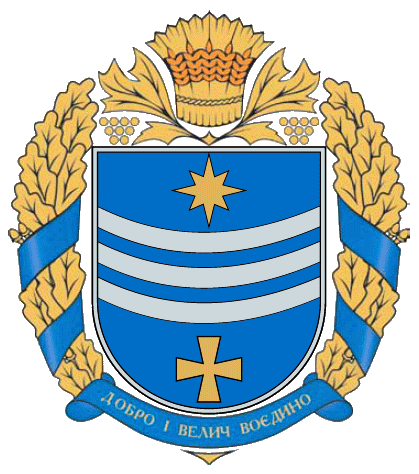
Герб Добровеличківського району
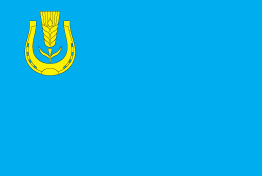
Прапор Долинського району
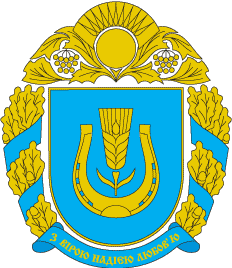
Герб Долинського району
Прапор Знам'янського району
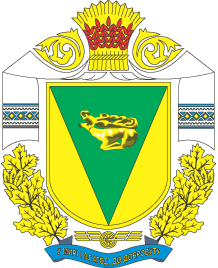
Герб Знам'янського району
Прапор Кіровоградського району
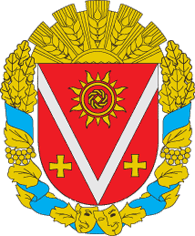
Герб Кіровоградського району
Прапор Компаніївського району
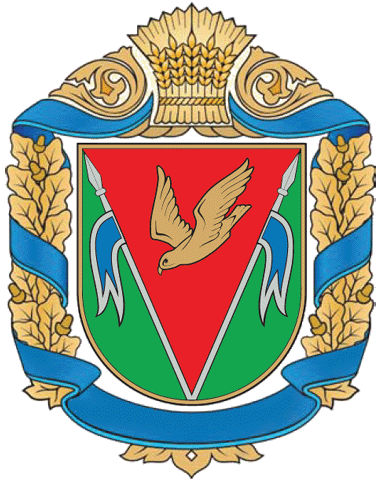
Герб Компаніївського району
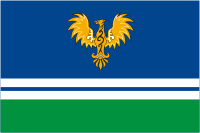
Прапор Маловисківського району
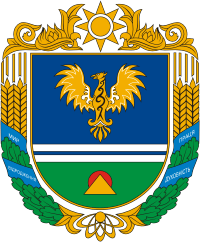
Герб Маловисківського району
Прапор Новгородківського району
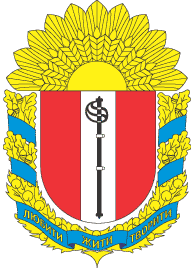
Герб Новгородківського району
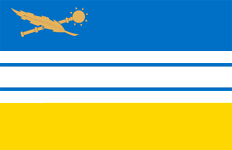
Прапор Новоархангельського району
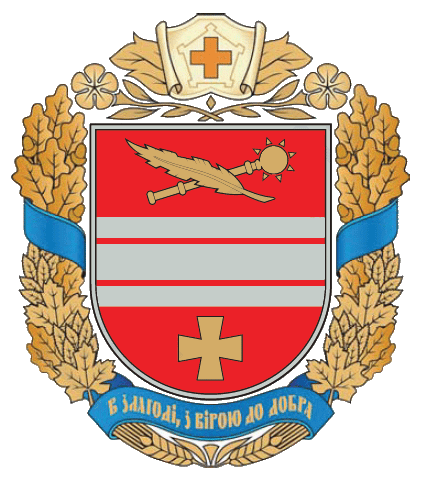
Герб Новоархангельського району
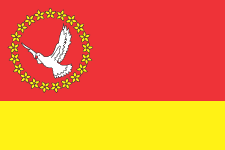
Прапор Новомиргородського району
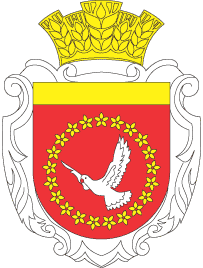
Герб Новомиргородського району
Прапор Новоукраїнського району
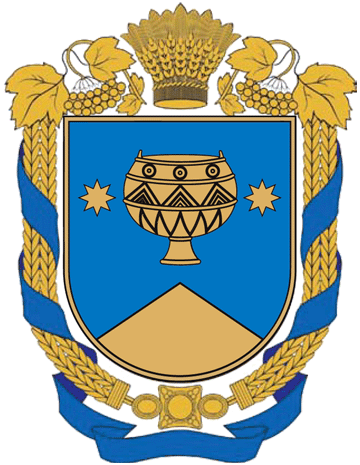
Герб Новоукраїнського району
Прапор Олександрівського району
Герб Олександрівського району
Прапор Олександрійського району
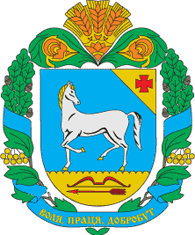
Герб Олександрійського району
Прапор Онуфріївського району
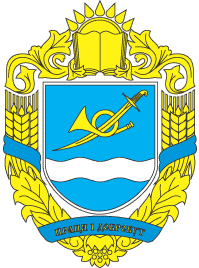
Герб Онуфріївського району
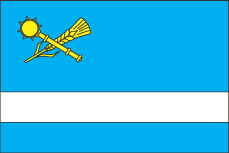
Прапор Петрівського району
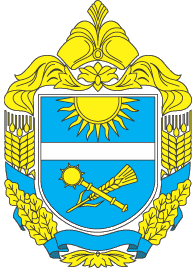
Герб Петрівського району
Прапор Світловодського району
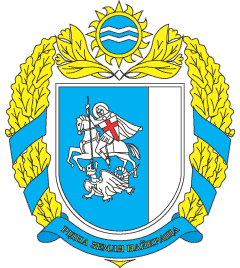
Герб Світловодського району
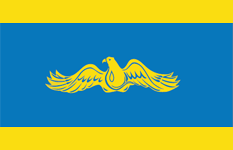
Прапор Устинівського району
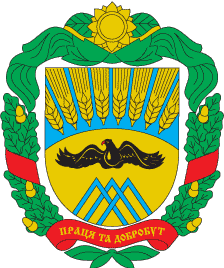
Герб Устинівського району

Прапор Знам'янки
Герб Знам'янки
Прапор Кропивницького
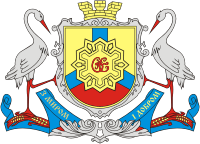
Герб Кропивницького
Прапор Олександрії
Герб Олександрії
Прапор Світловодська
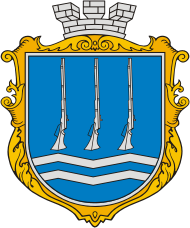
Герб Світловодська

## Луганська область

Прапор Луганської області
Герб Луганської області

Прапор Антрацитівського району
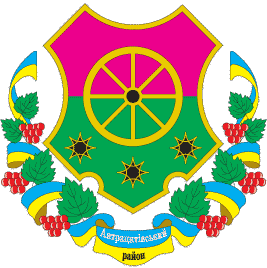
Герб Антрацитівського району
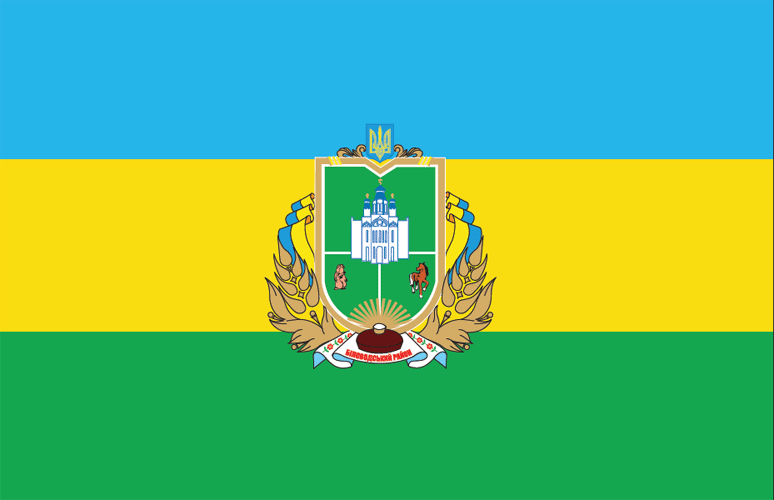
Прапор Біловодського району
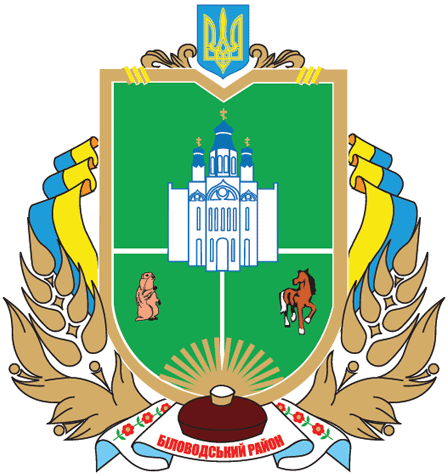
Герб Біловодського району
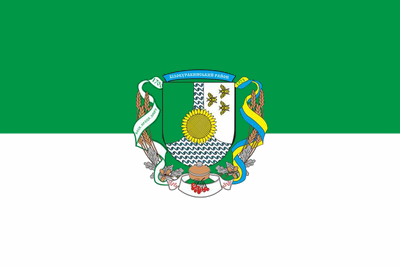
Прапор Білокуракинського району
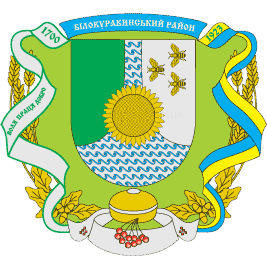
Герб Білокуракинського району
Прапор Довжанського району
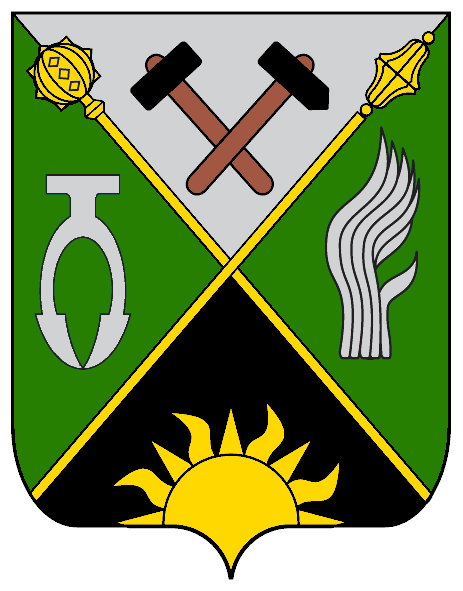
Герб Довжанського району
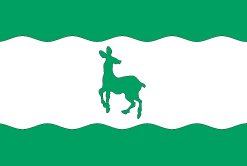
Прапор Кремінського району
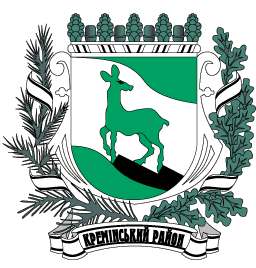
Герб Кремінського району
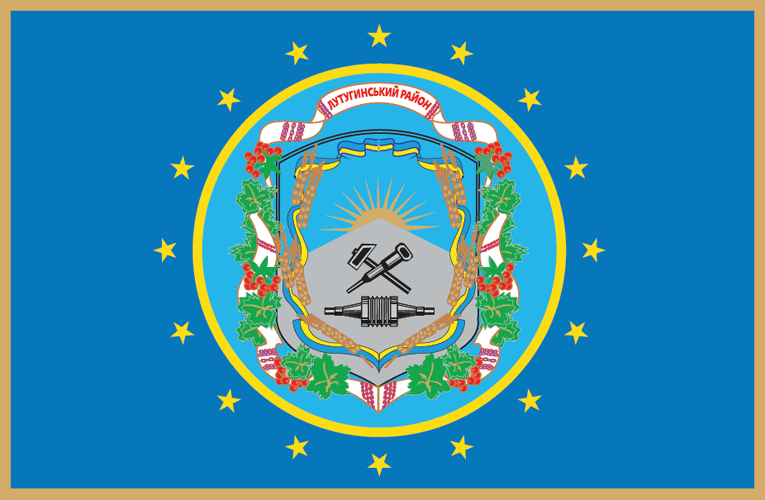
Прапор Лутугинського району
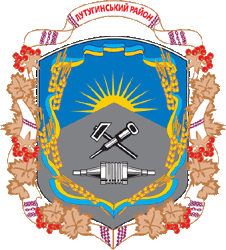
Герб Лутугинського району
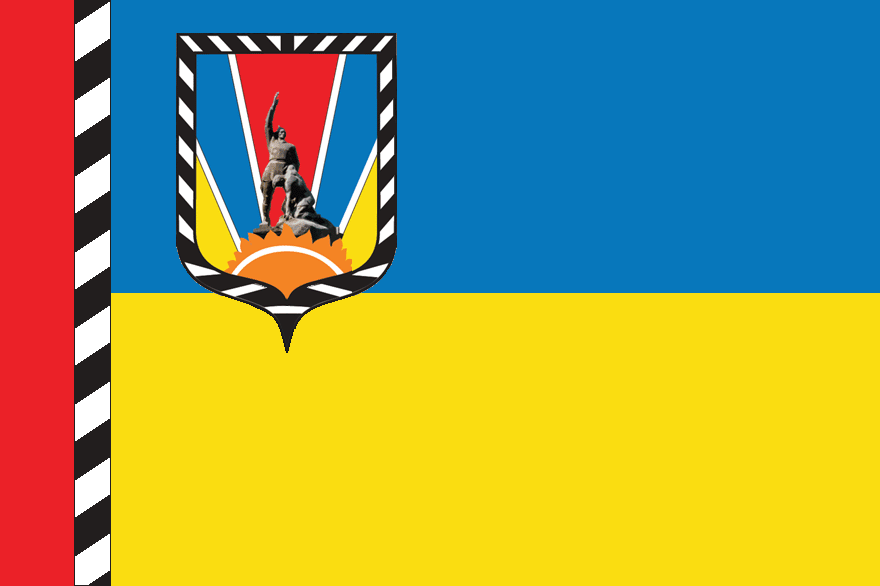
Прапор Марківського району
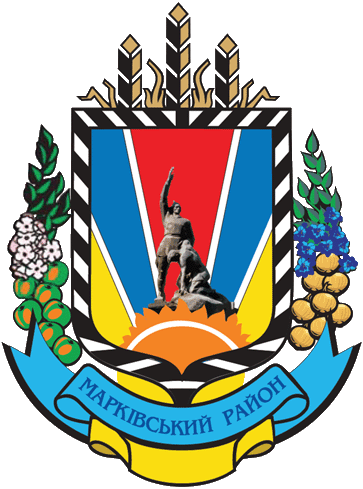
Герб Марківського району
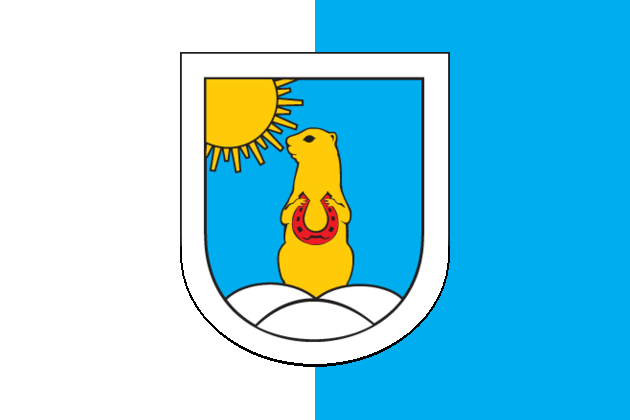
Прапор Міловського району
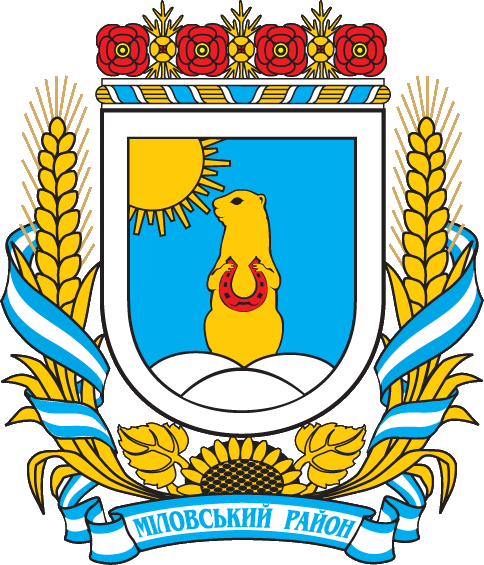
Герб Міловського району
Прапор Новоайдарського району
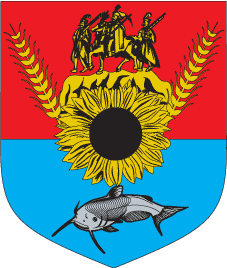
Герб Новоайдарського району
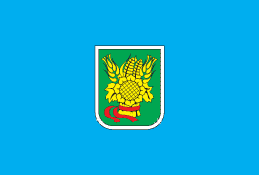
Прапор Новопсковського району
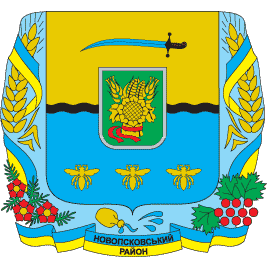
Герб Новопсковського району
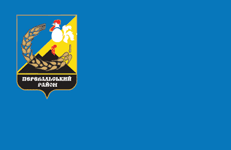
Прапор Перевальського району
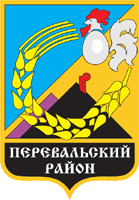
Герб Перевальського району
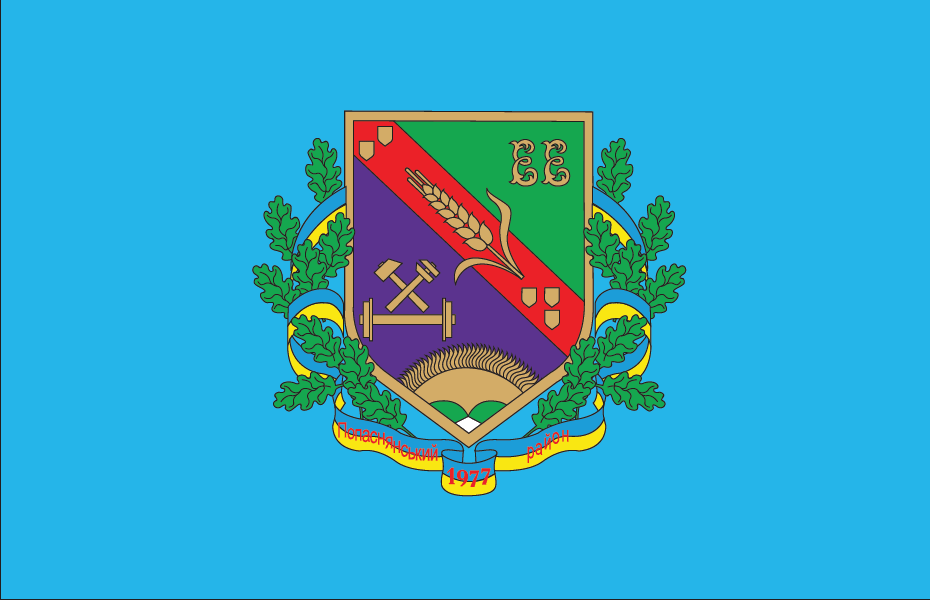
Прапор Попаснянського району
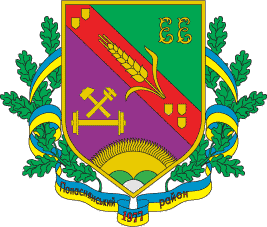
Герб Попаснянського району
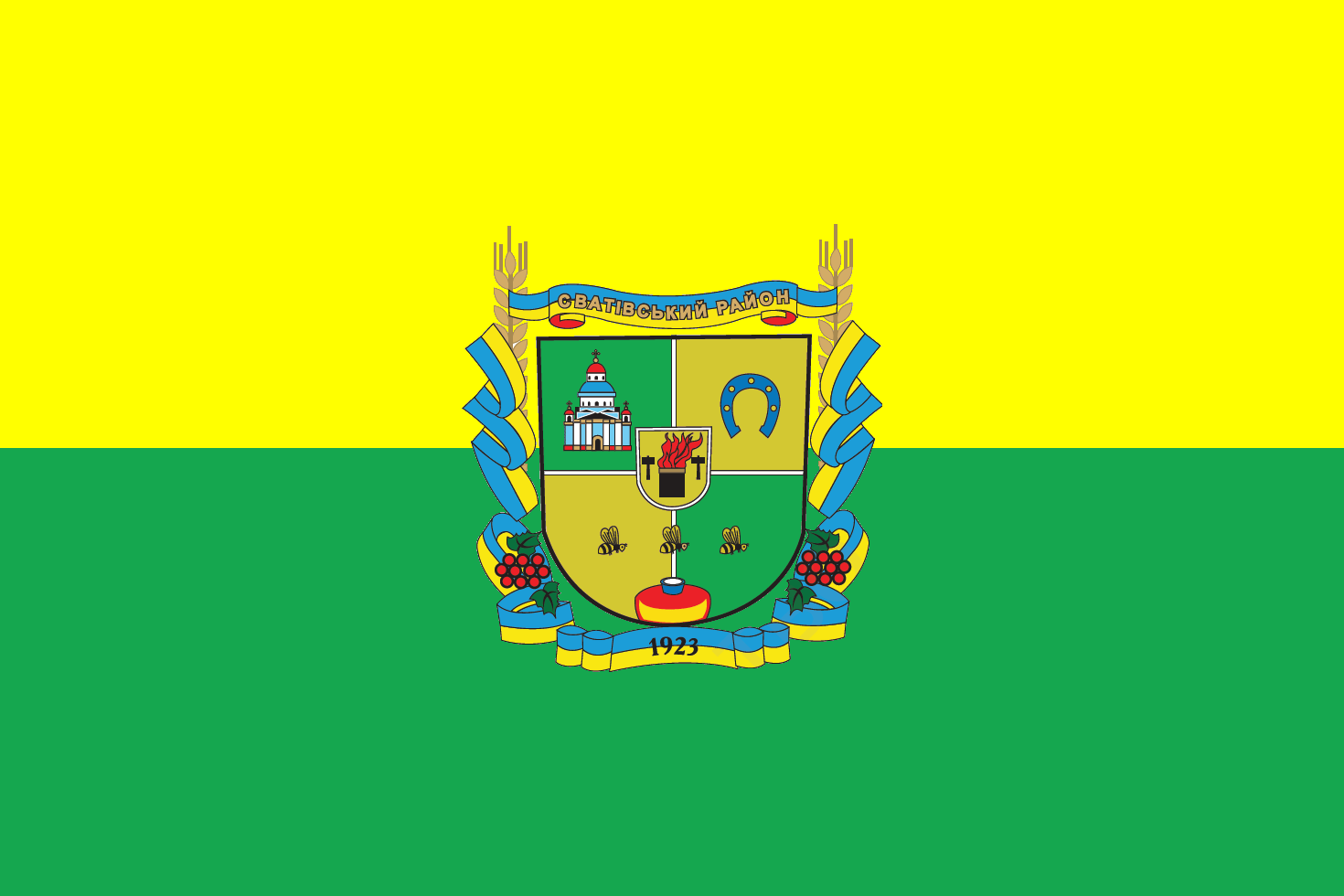
Прапор Сватівського району
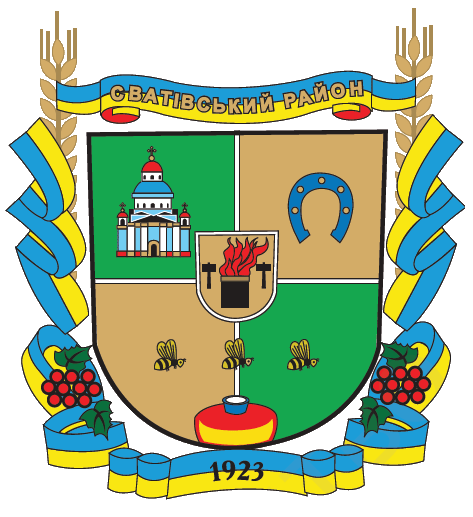
Герб Сватівського району
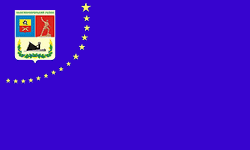
Прапор Слов'яносербського району
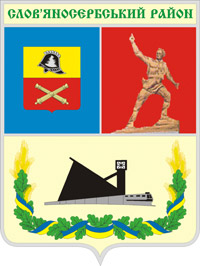
Герб Слов'яносербського району
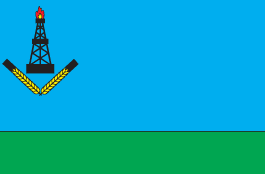
Прапор Сорокинського району
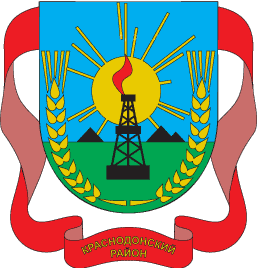
Герб Сорокинського району
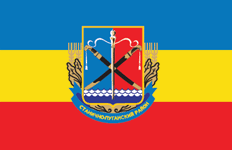
Прапор Станично-Луганського району
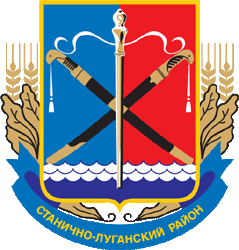
Герб Станично-Луганського району
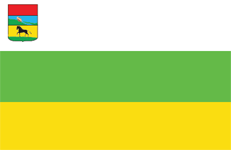
Прапор Старобільського району
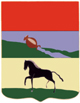
Герб Старобільського району
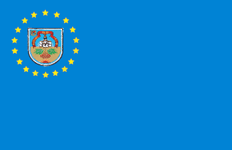
Прапор Троїцького району
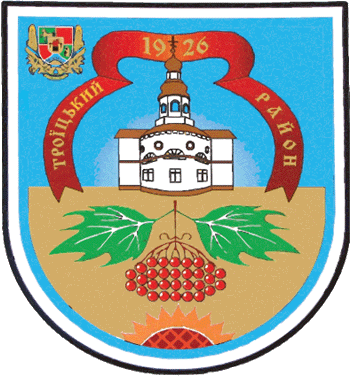
Герб Троїцького району

Прапор Алчевська
Герб Алчевська
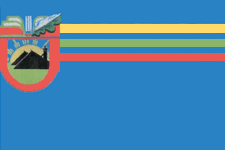
Прапор Антрацита
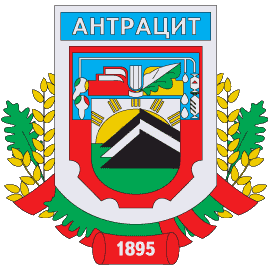
Герб Антрацита
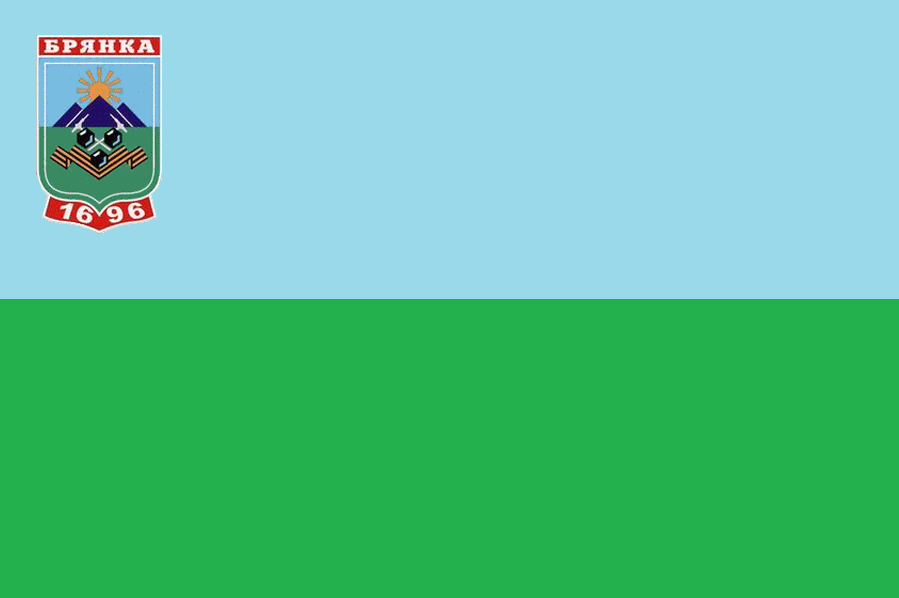
Прапор Брянки
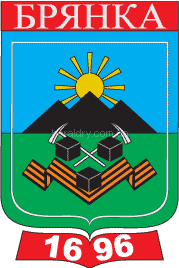
Герб Брянки
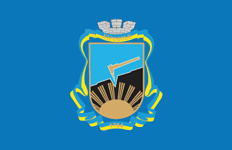
Прапор Голубівки
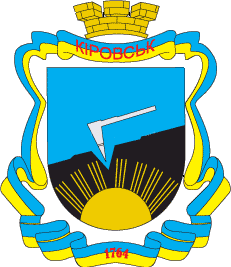
Герб Голубівки
Прапор Довжанська
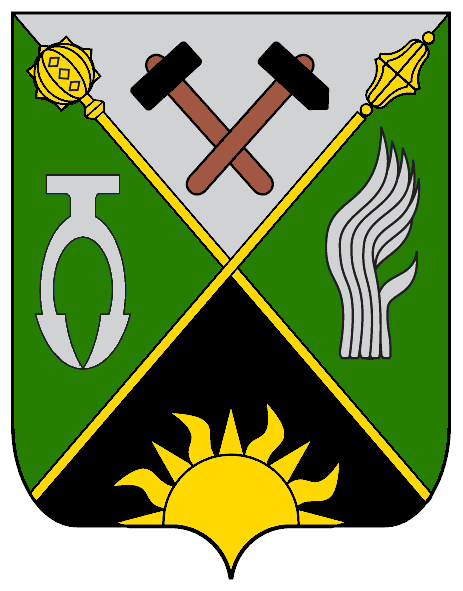
Герб Довжанська
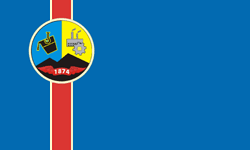
Прапор Кадіївки
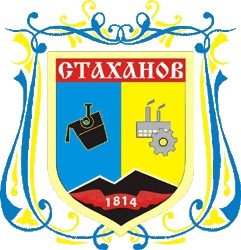
Герб Кадіївки
Прапор Лисичанська
Герб Лисичанська
Прапор Луганська
Герб Луганська
Прапор Первомайська
Герб Первомайська
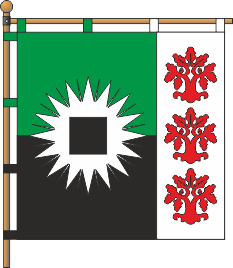
Прапор Ровеньків
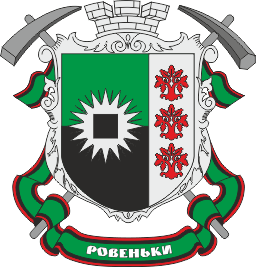
Герб Ровеньків
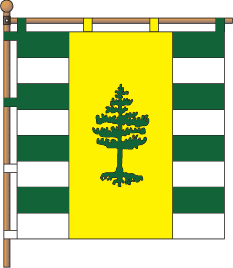
Прапор Рубіжного
Герб Рубіжного
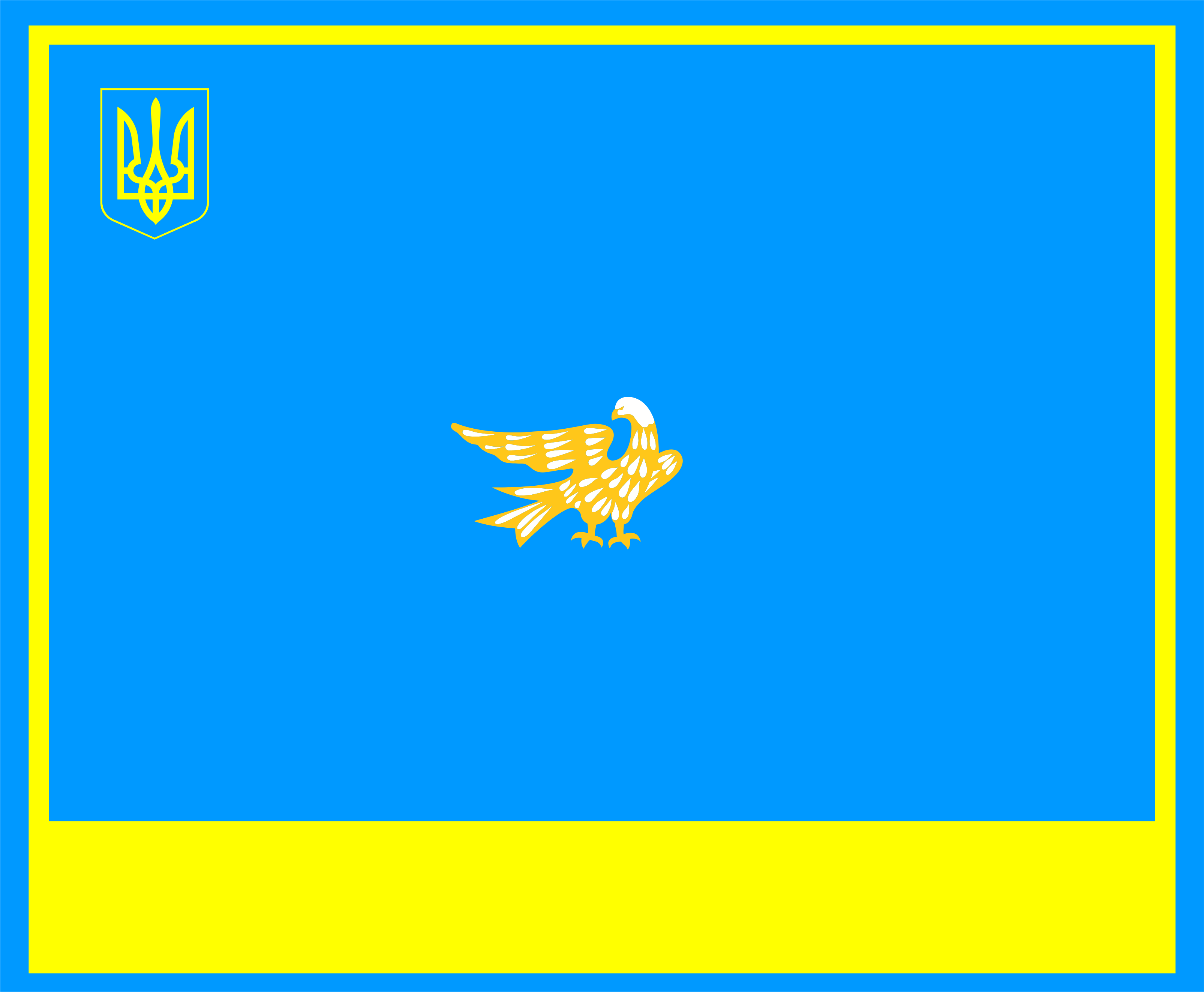
Прапор Сєвєродонецька
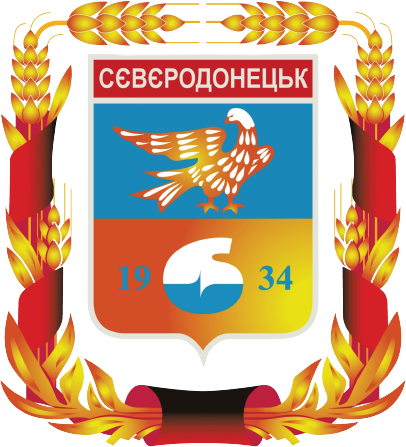
Герб Сєвєродонецька
Прапор Сорокиного
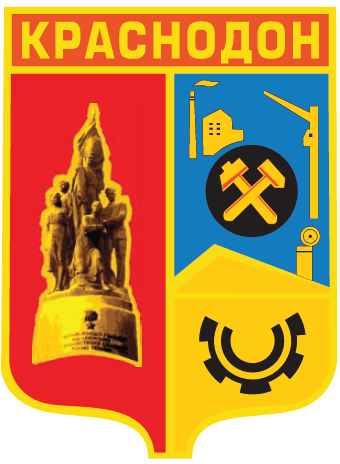
Герб Сорокиного
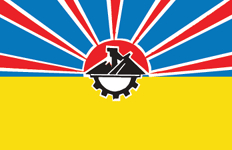
Прапор Хрустального
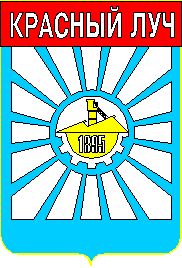
Герб Хрустального

## Львівська область

Прапор Львівської області
Герб Львівської області

Прапор Бродівського району
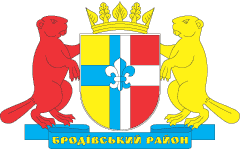
Герб Бродівського району
Прапор Буського району
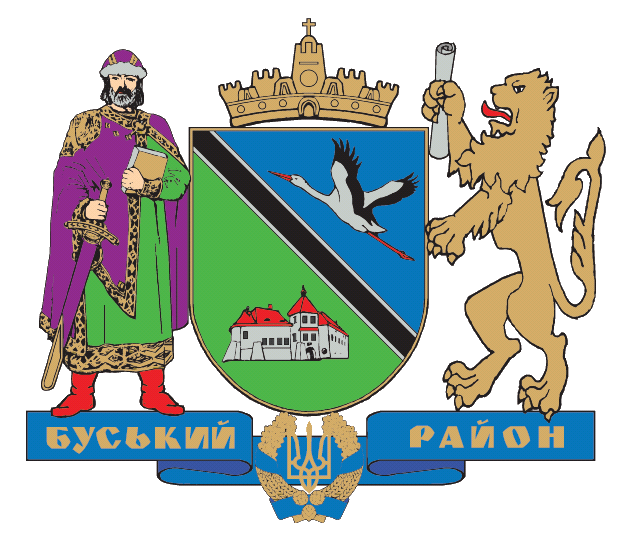
Герб Буського району
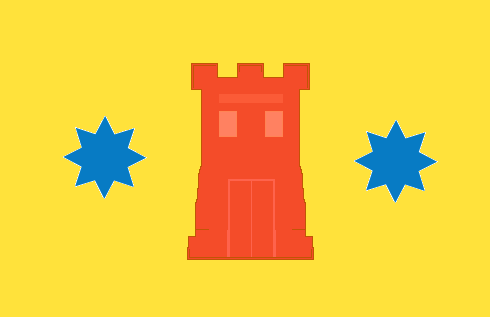
Прапор Городоцького району
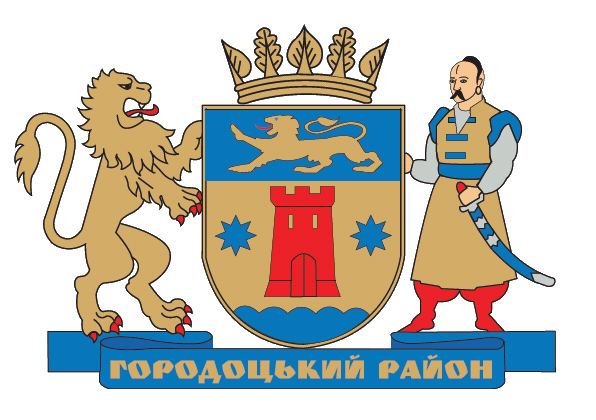
Герб Городоцького району
Прапор Дрогобицького району
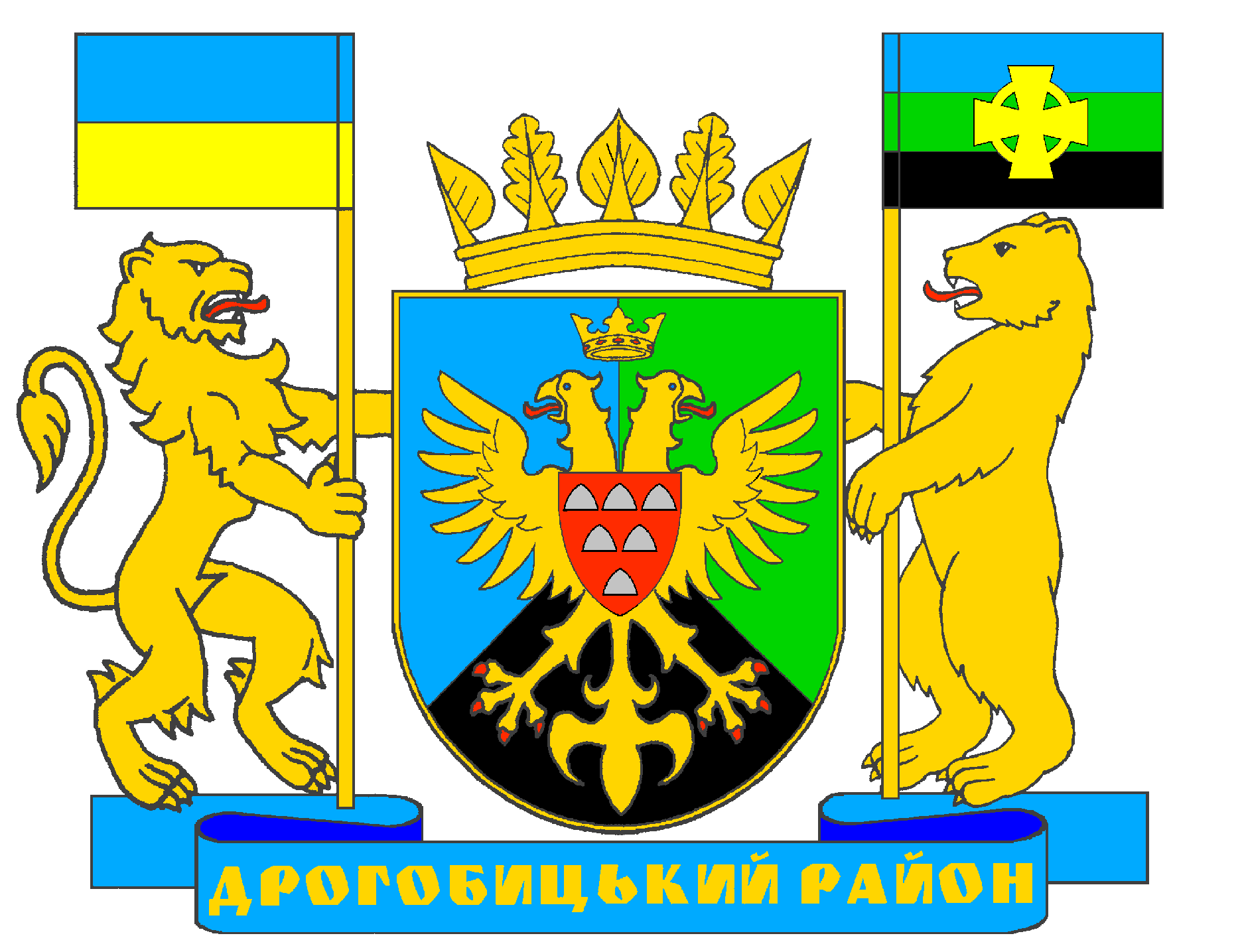
Герб Дрогобицького району
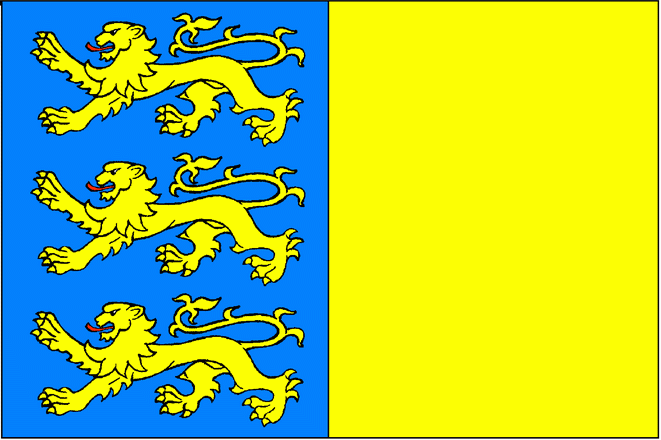
Прапор Жидачівського району
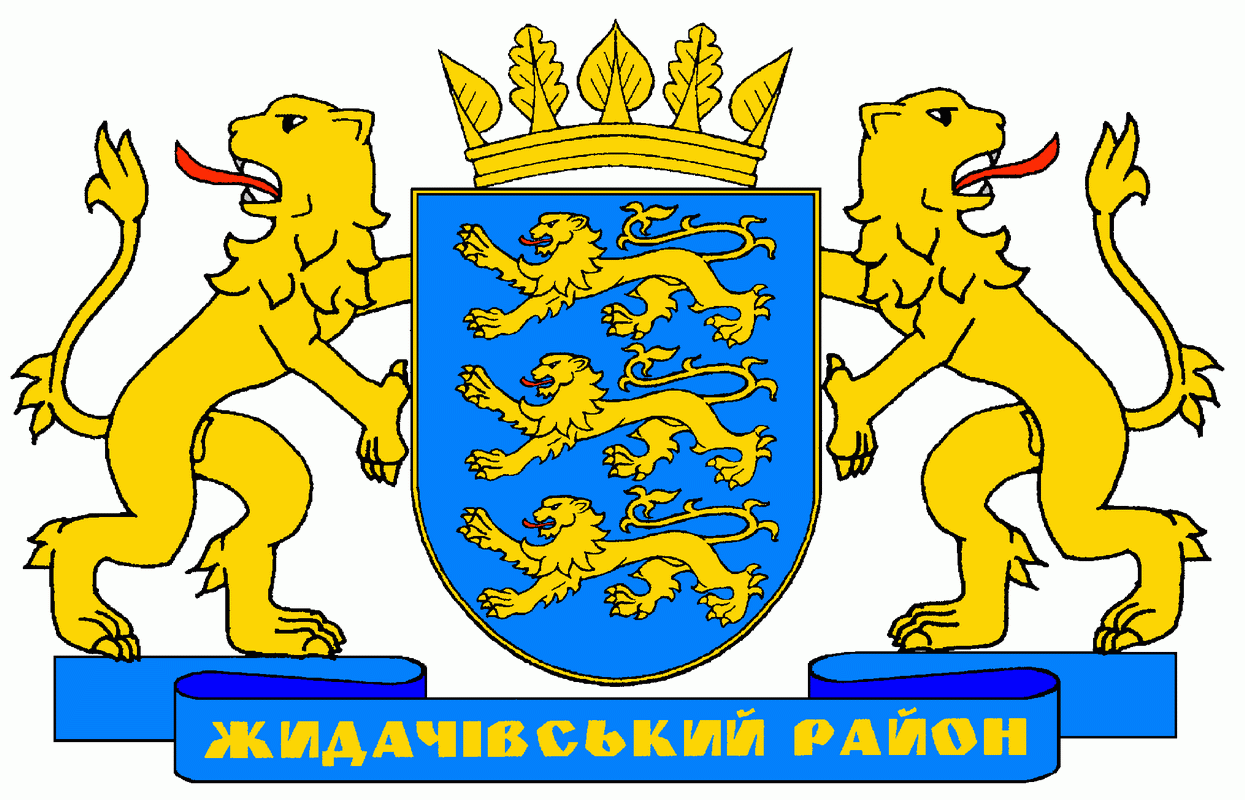
Герб Жидачівського району
Прапор Жовківського району
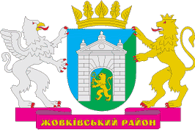
Герб Жовківського району
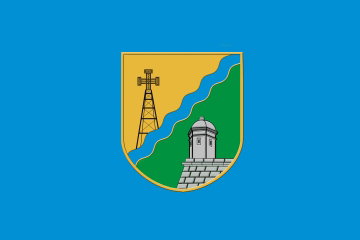
Прапор Золочівського району
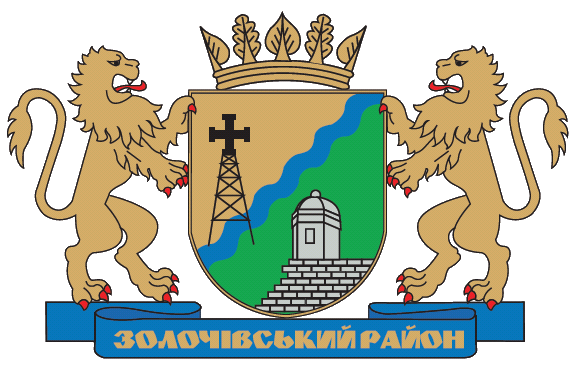
Герб Золочівського району
Прапор Кам'янка-Бузького району
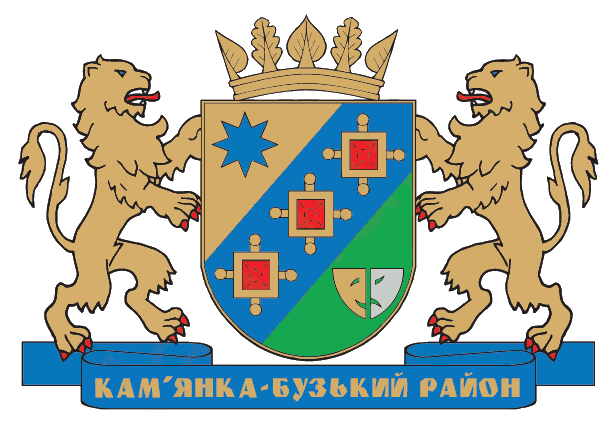
Герб Кам'янка-Бузького району
Прапор Миколаївського району
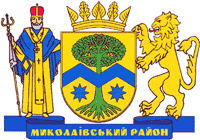
Герб Миколаївського району
Прапор Мостиського району
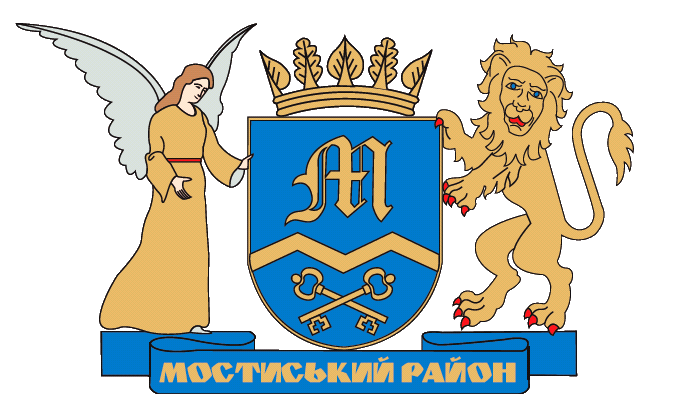
Герб Мостиського району
Прапор Перемишлянського району
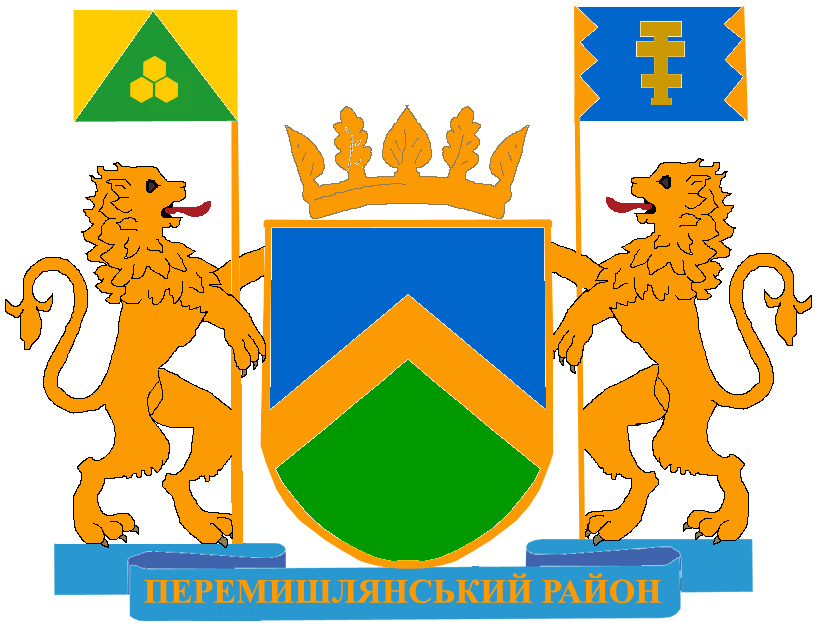
Герб Перемишлянського району
Прапор Пустомитівського району
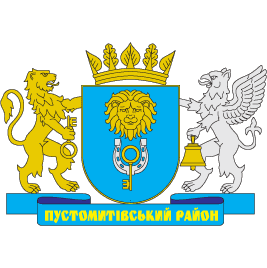
Герб Пустомитівського району
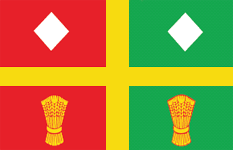
Прапор Радехівського району
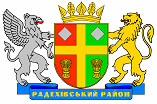
Герб Радехівського району
Прапор Самбірського району
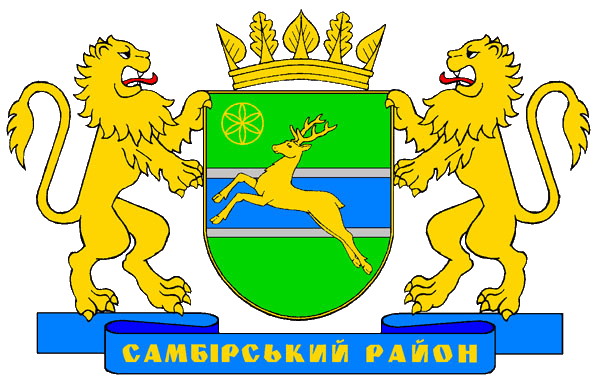
Герб Самбірського району
Прапор Сколівського району
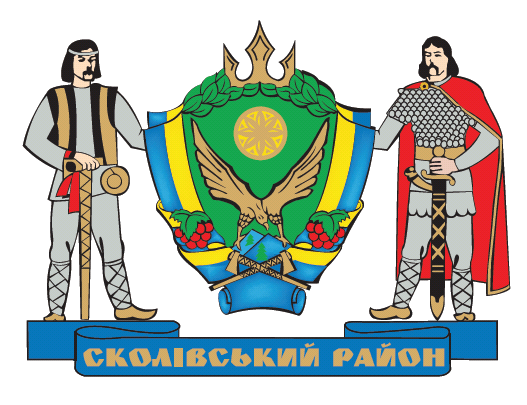
Герб Сколівського району
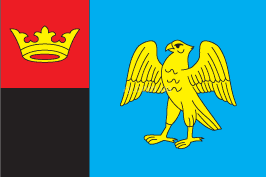
Прапор Сокальського району
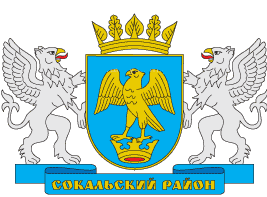
Герб Сокальського району
Прапор Старосамбірського району
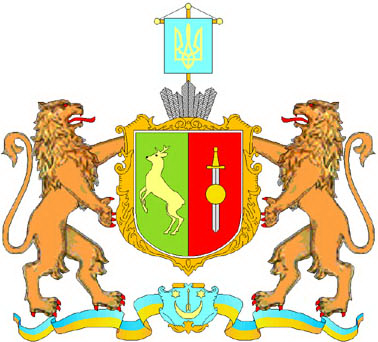
Герб Старосамбірського району
Прапор Стрийського району
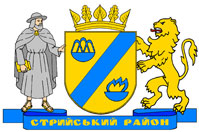
Герб Стрийського району
Прапор Турківського району
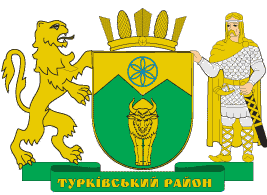
Герб Турківського району
Прапор Яворівського району
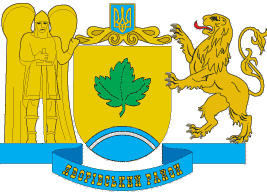
Герб Яворівського району

Прапор Борислава
Герб Борислава
Прапор Дрогобича
Герб Дрогобича
Прапор Львова
Герб Львова
Прапор Моршина
Герб Моршина
Прапор Нового Роздолу
Герб Нового Роздолу
Прапор Самбора
Герб Самбора
Прапор Стрия
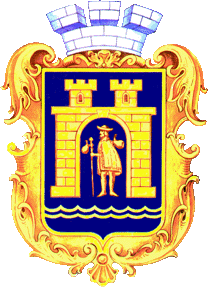
Герб Стрия
Прапор Трускавця
Герб Трускавця
Прапор Червонограда
Герб Червонограда

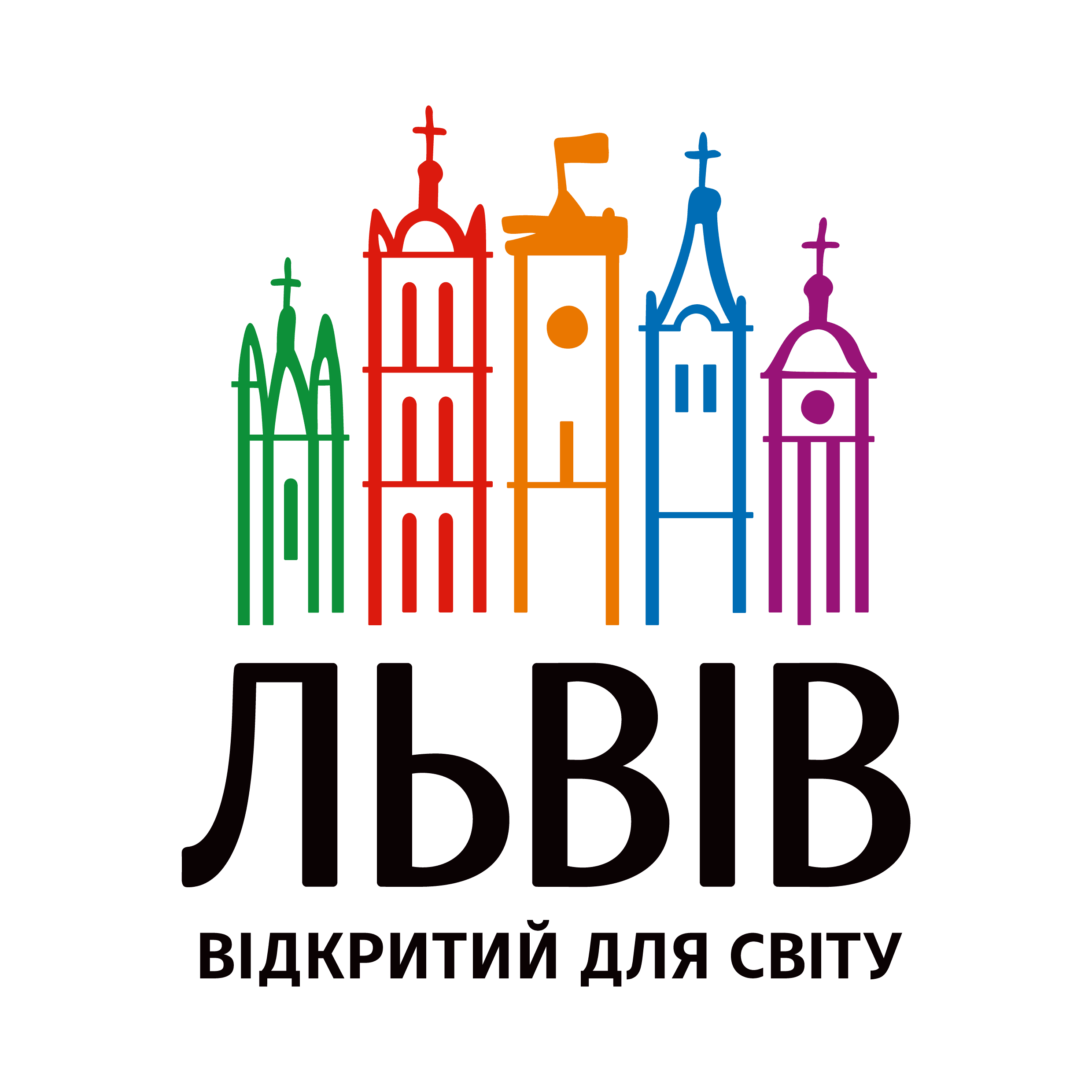
Логотип Львова
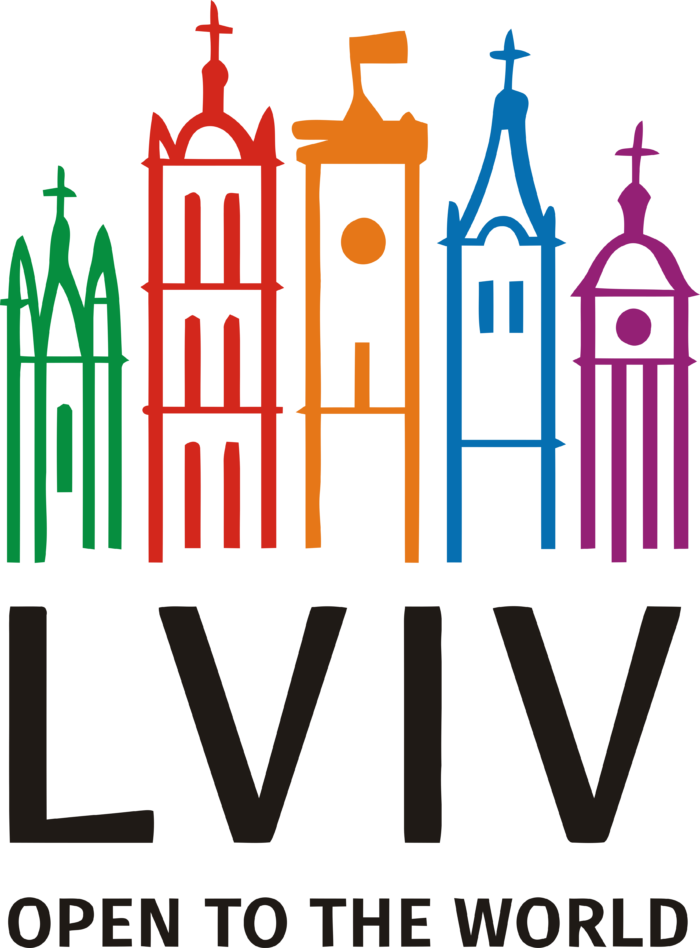
Логотип Львова (варіант англійською мовою)

## Миколаївська область

Прапор Миколаївської області
Герб Миколаївської області

Прапор Арбузинського району
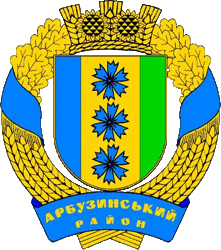
Герб Арбузинського району
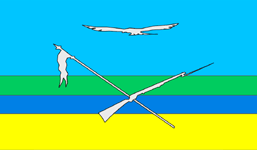
Прапор Баштанського району
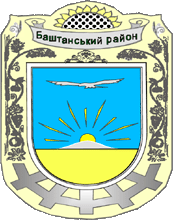
Герб Баштанського району
Прапор Березанського району
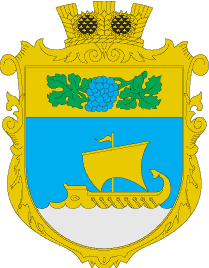
Герб Березанського району
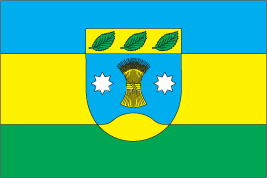
Прапор Березнегуватського району
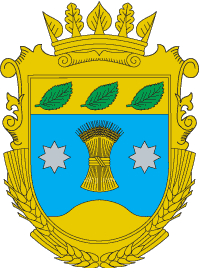
Герб Березнегуватського району
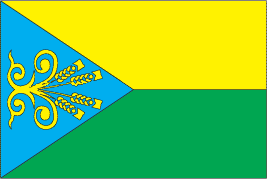
Прапор Братського району
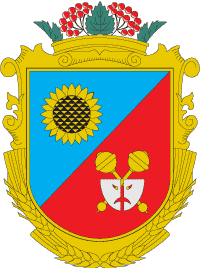
Герб Братського району
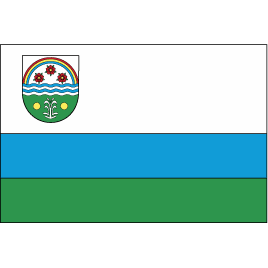
Прапор Веселинівського району
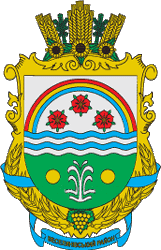
Герб Веселинівського району
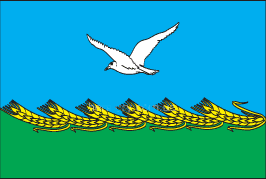
Прапор Вітовського району
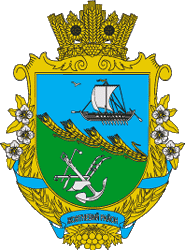
Герб Вітовського району
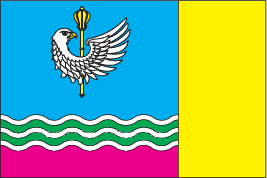
Прапор Вознесенського району
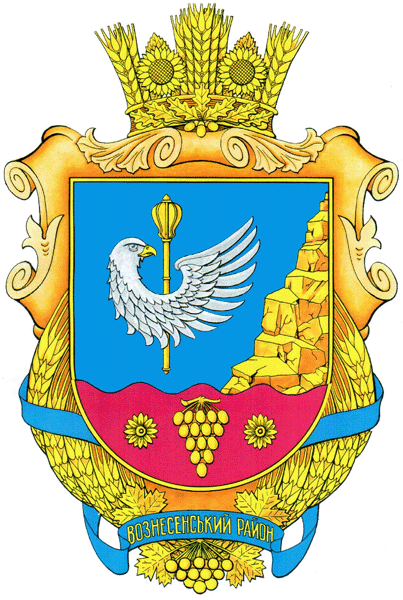
Герб Вознесенського району
Прапор Врадіївського району
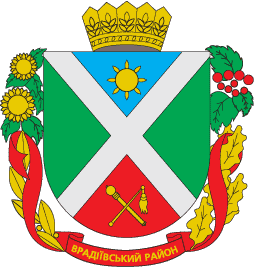
Герб Врадіївського району
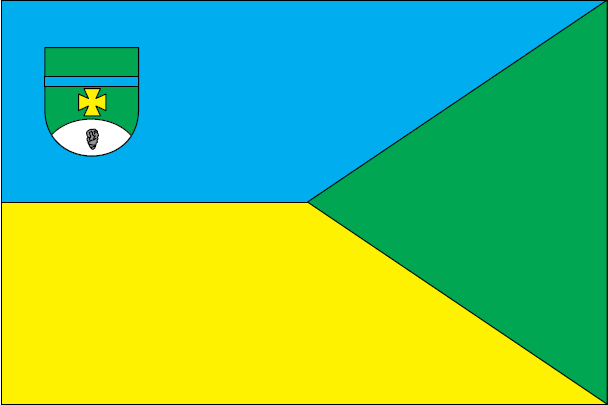
Прапор Доманівського району
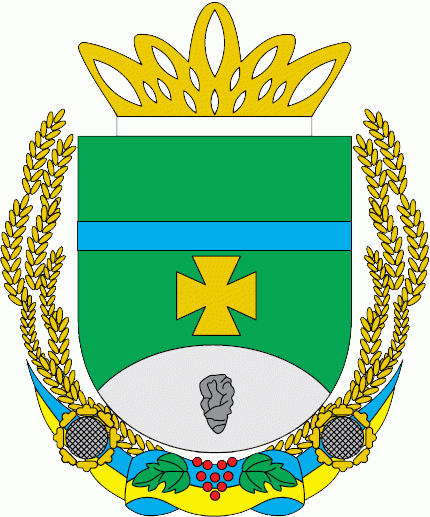
Герб Доманівського району
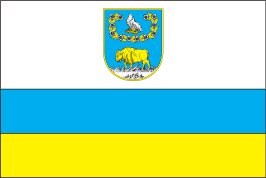
Прапор Єланецького району
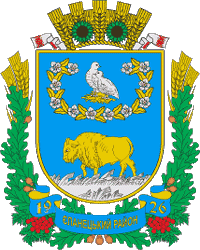
Герб Єланецького району
Прапор Казанківського району
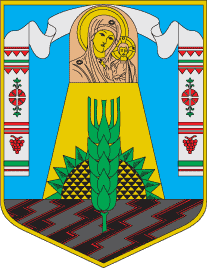
Герб Казанківського району
Прапор Кривоозерського району
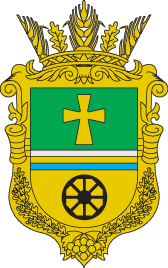
Герб Кривоозерського району
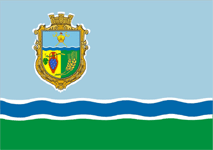
Прапор Миколаївського району
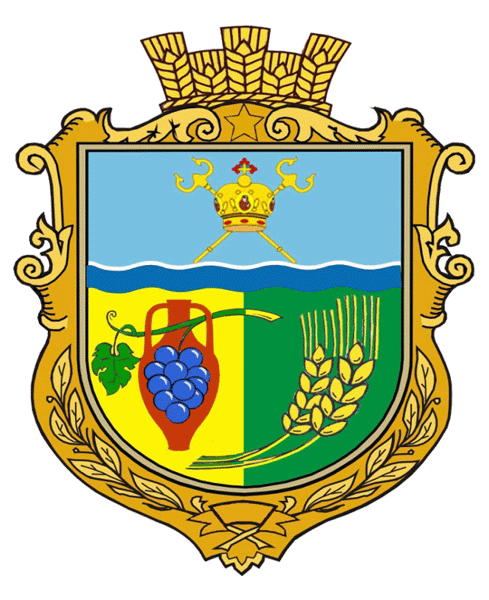
Герб Миколаївського району
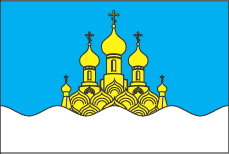
Прапор Новобузького району
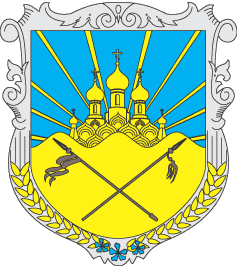
Герб Новобузького району
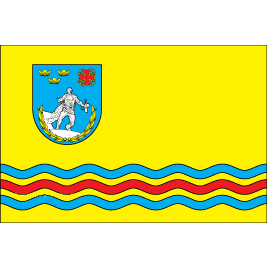
Прапор Новоодеського району
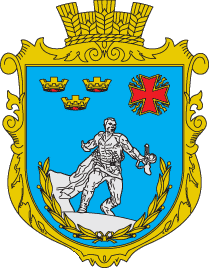
Герб Новоодеського району
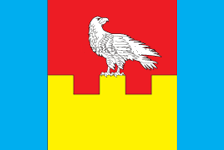
Прапор Очаківського району
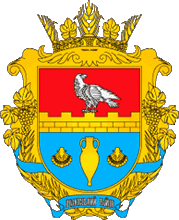
Герб Очаківського району
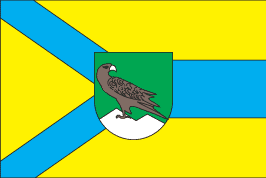
Прапор Первомайського району
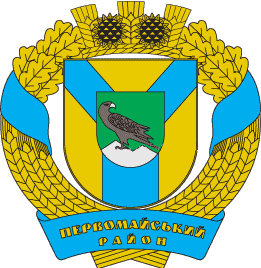
Герб Первомайського району
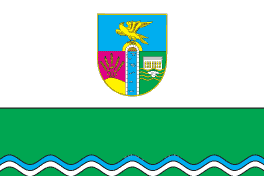
Прапор Снігурівського району
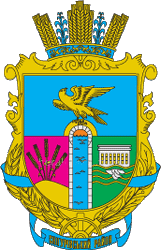
Герб Снігурівського району

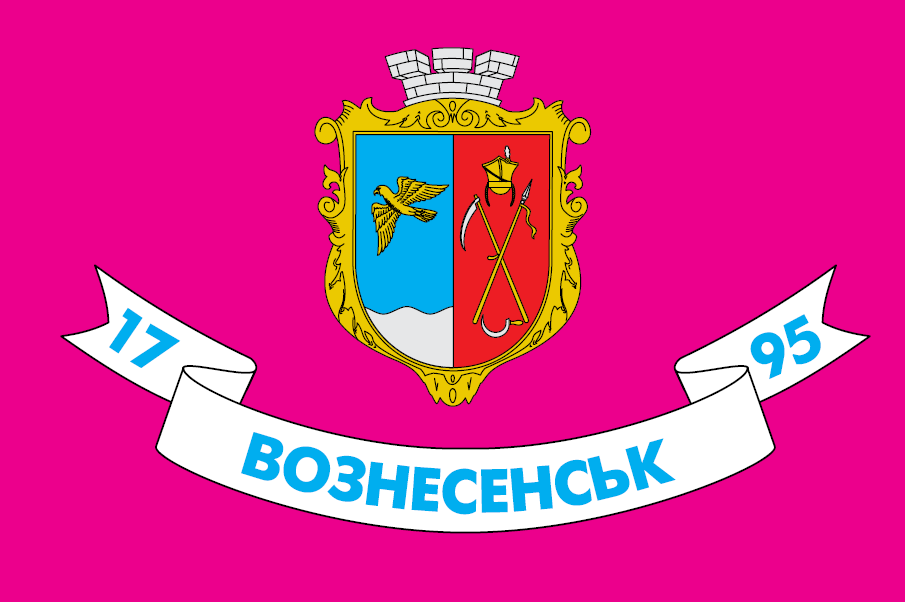
Прапор Вознесенська
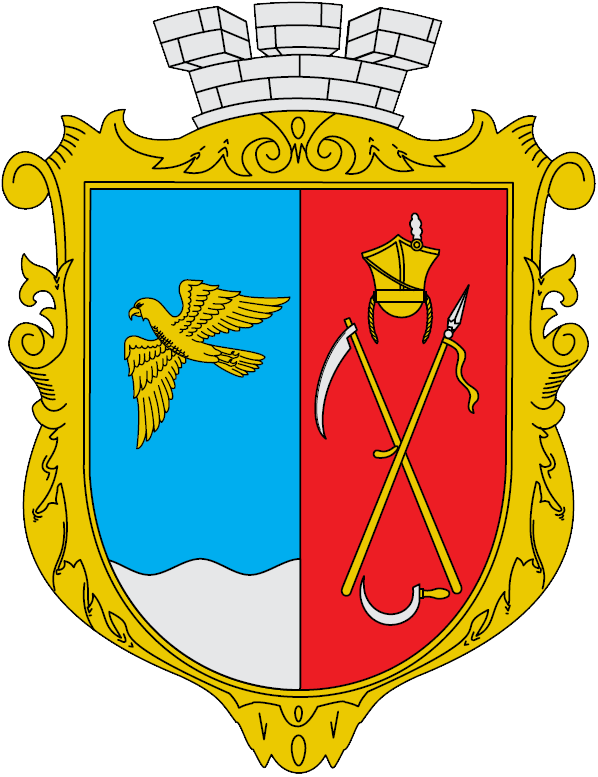
Герб Вознесенська
Прапор Миколаєва
Герб Миколаєва
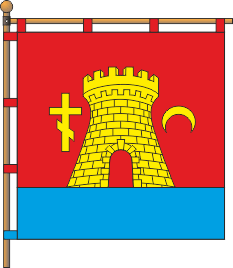
Прапор Очакова
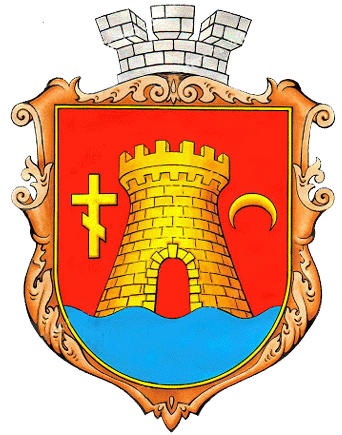
Герб Очакова
Прапор Первомайська
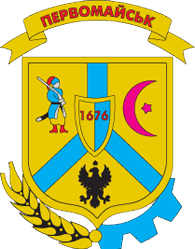
Герб Первомайська
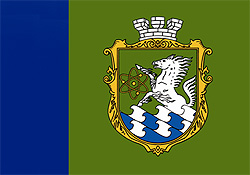
Прапор Южноукраїнська
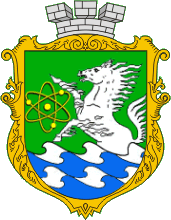
Герб Южноукраїнська

## Одеська область

Логотип Одеси

Прапор Одеської області
Герб Одеської області

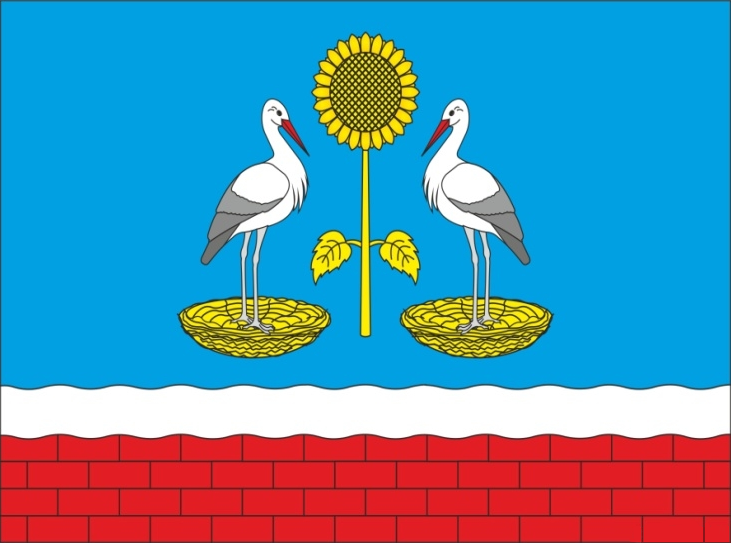
Прапор Ананьївського району
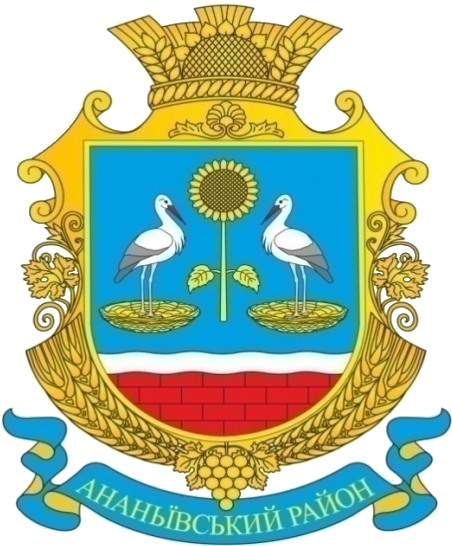
Герб Ананьївського району
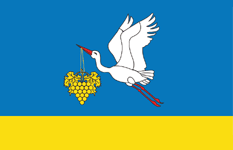
Прапор Арцизького району
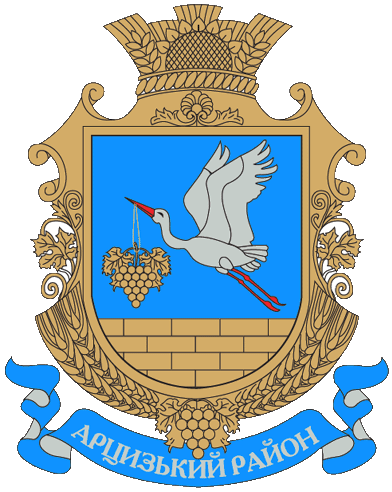
Герб Арцизького району
Прапор Балтського району
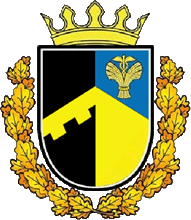
Герб Балтського району
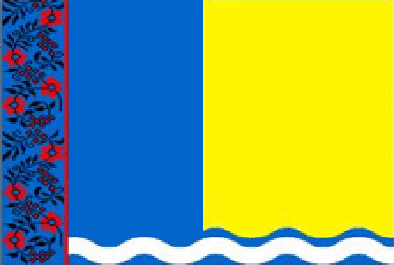
Прапор Березівського району
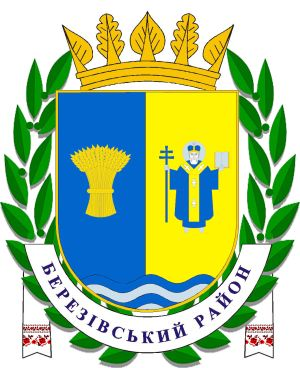
Герб Березівського району
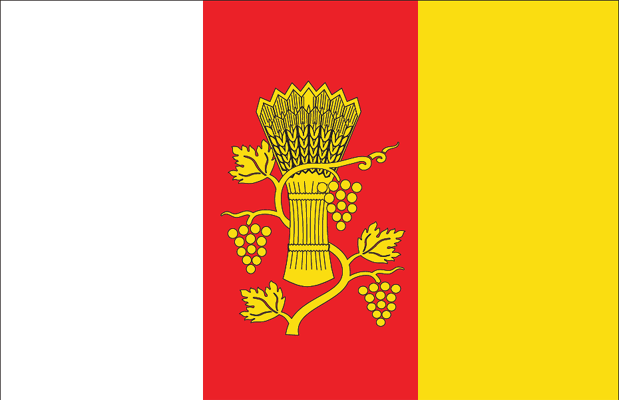
Прапор Білгород-Дністровського району
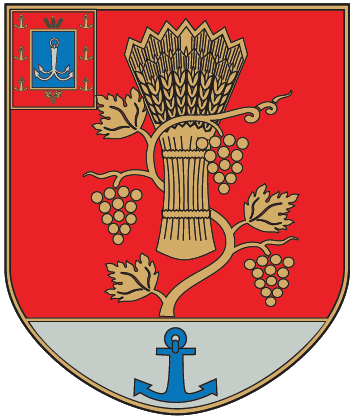
Герб Білгород-Дністровського району
Прапор Біляївського району
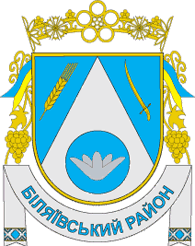
Герб Біляївського району
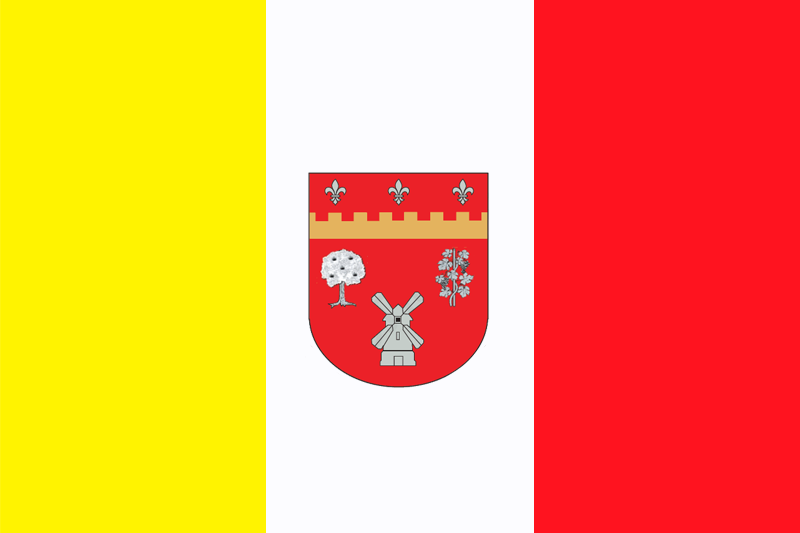
Прапор Болградського району
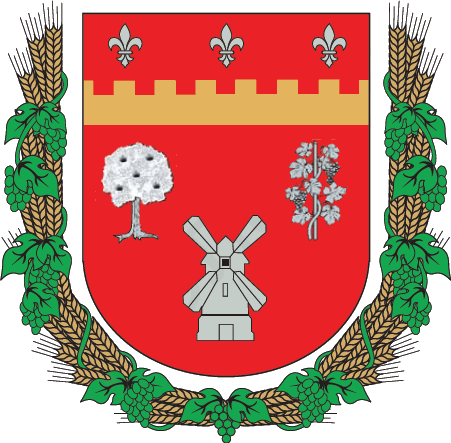
Герб Болградського району
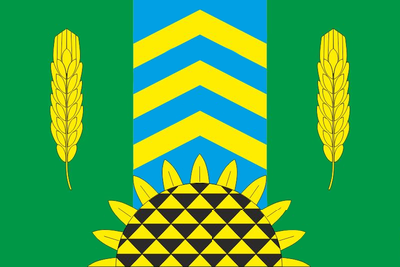
Прапор Великомихайлівського раону
Герб Великомихайлівського раону
Прапор Захарівського району
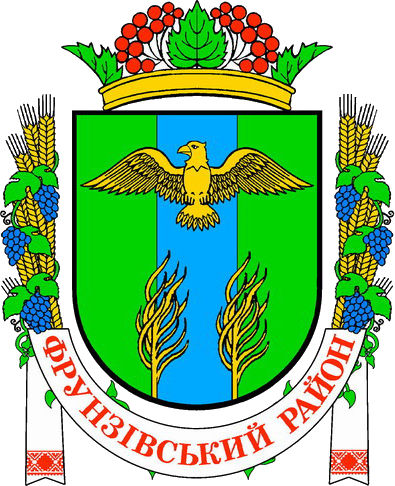
Герб Захарівського району
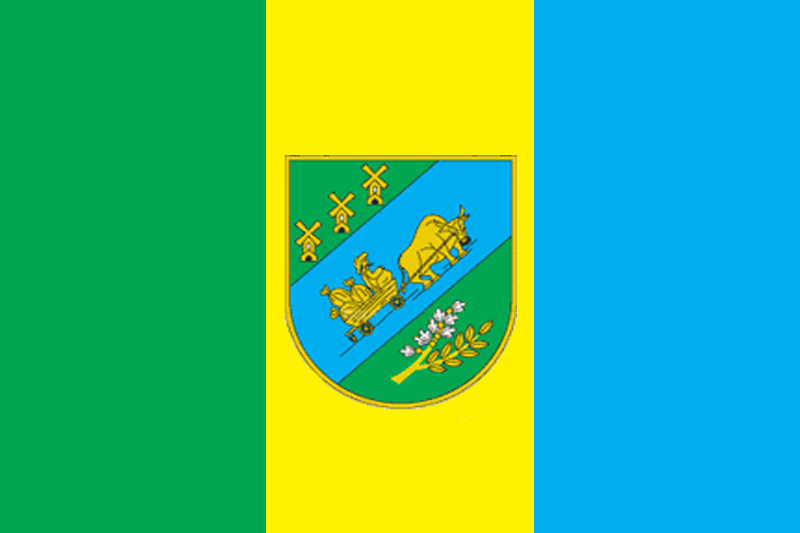
Прапор Іванівського району
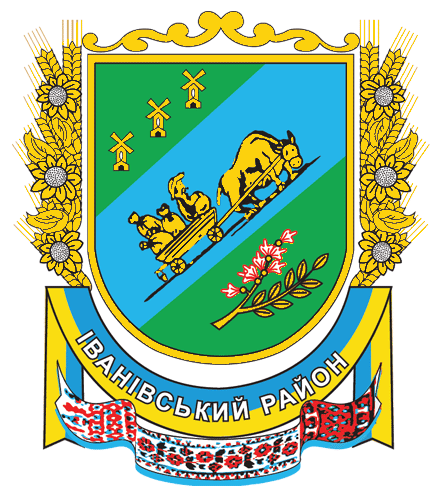
Герб Іванівського району
Прапор Ізмаїльського району
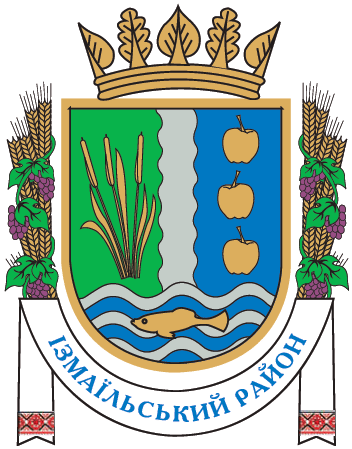
Герб Ізмаїльського району
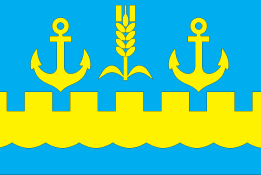
Прапор Кілійського району
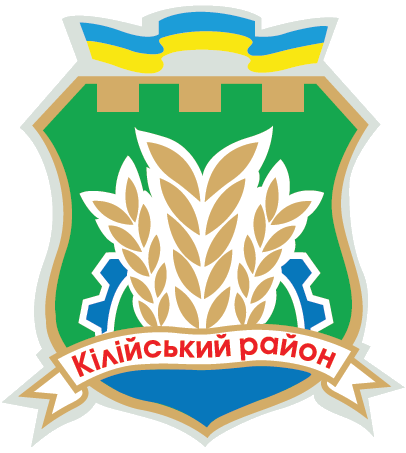
Герб Кілійського району
Прапор Кодимського району
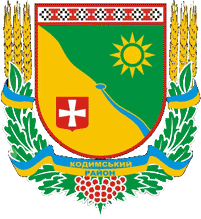
Герб Кодимського району
Прапор Лиманського району
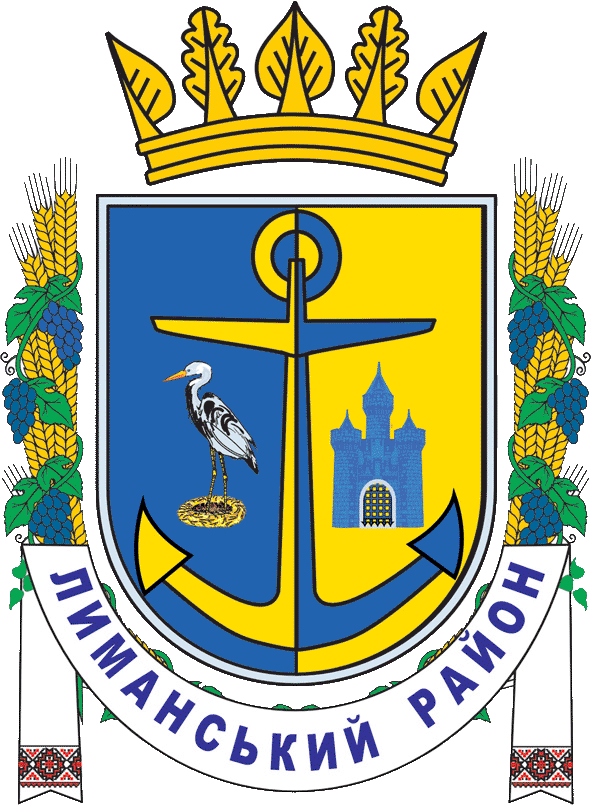
Герб Лиманського району
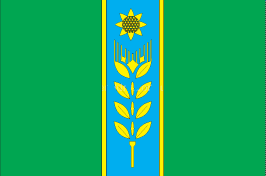
Прапор Любашівського району
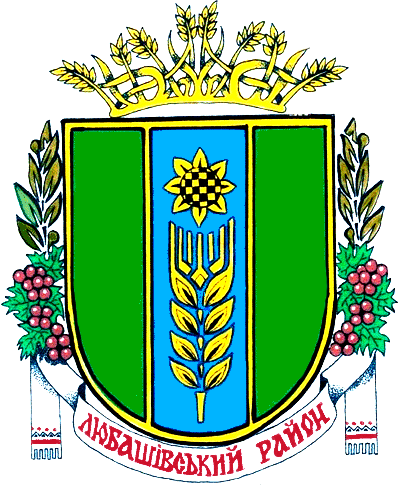
Герб Любашівського району
Прапор Миколаївського району
Герб Миколаївського району
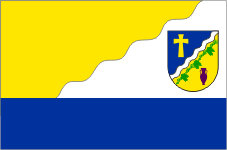
Прапор Овідіопольського району
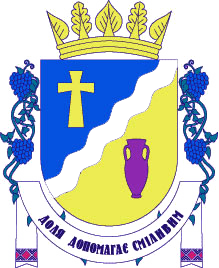
Герб Овідіопольського району
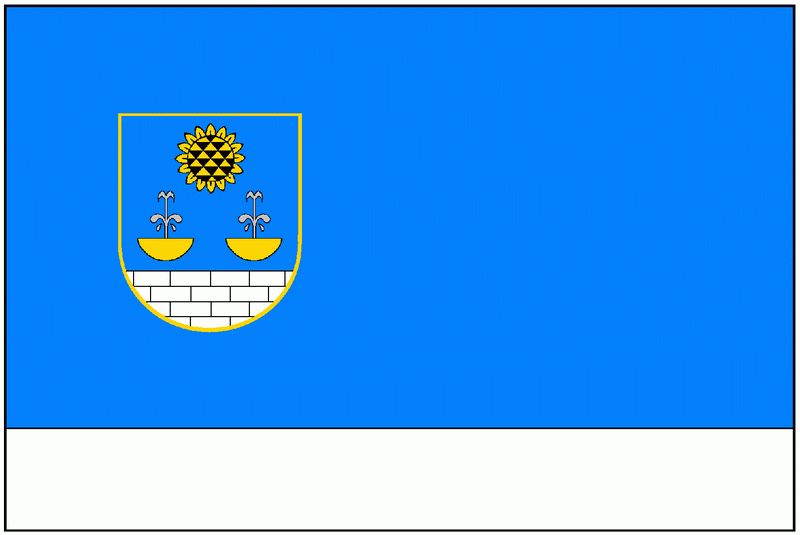
Прапор Окнянського району
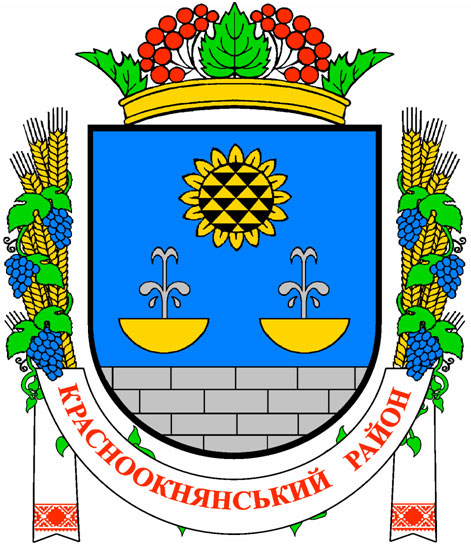
Герб Окнянського району
Прапор Подільського району
Герб Подільського району
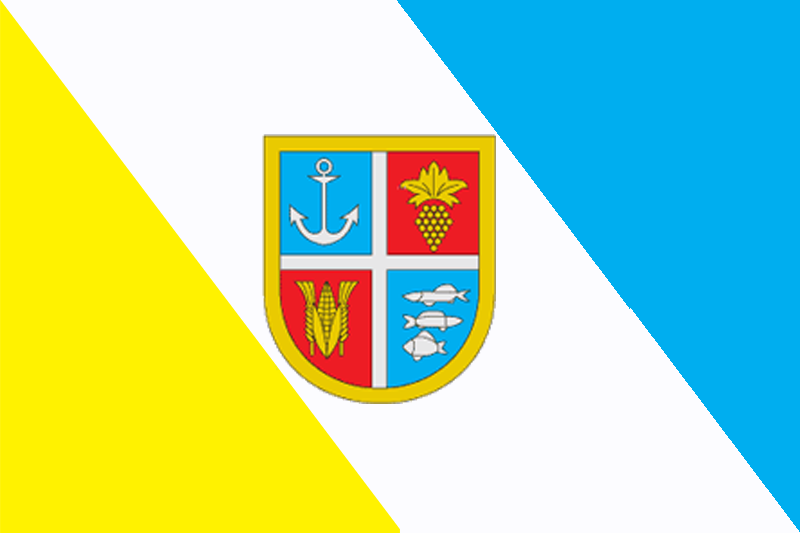
Прапор Ренійського району
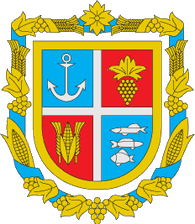
Герб Ренійського району
Прапор Роздільнянського району
Герб Роздільнянського району
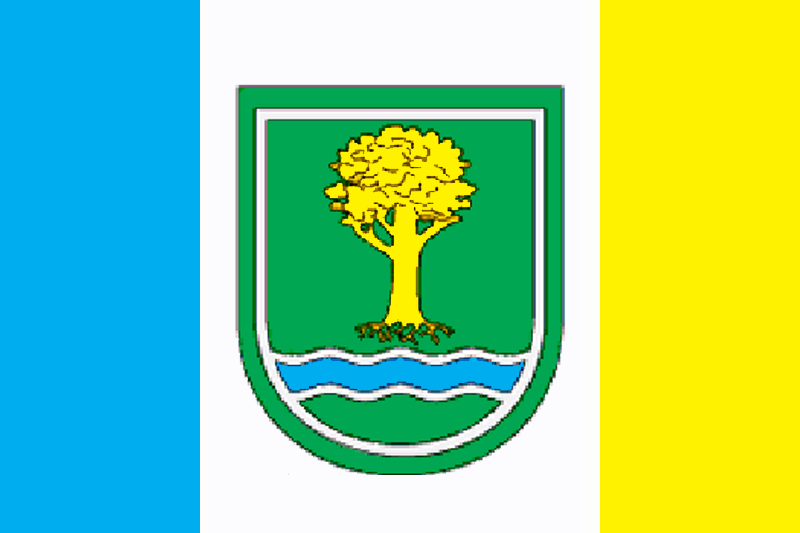
Прапор Савранського району
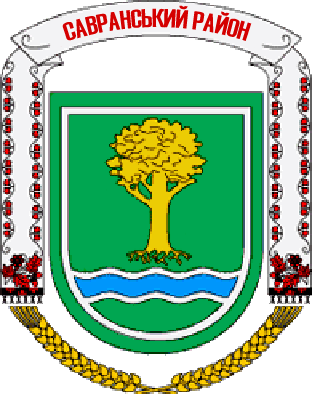
Герб Савранського району
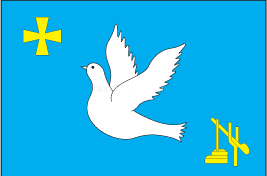
Прапор Саратського району
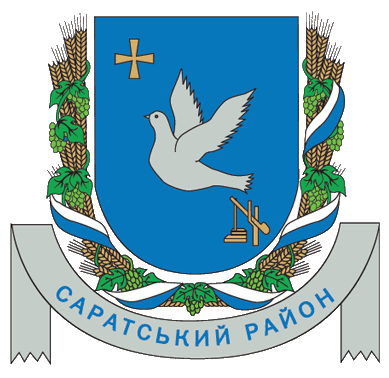
Герб Саратського району
Прапор Тарутинського району
Герб Тарутинського району
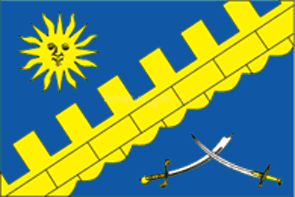
Прапор Татарбунарського району
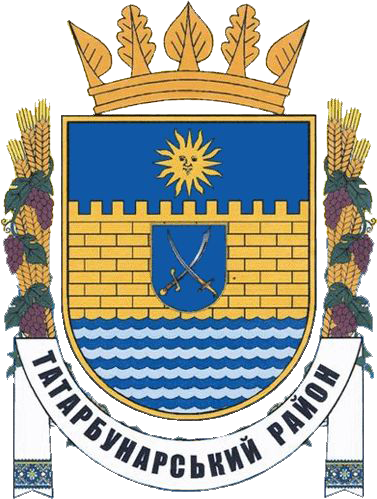
Герб Татарбунарського району
Прапор Ширяївського району
Герб Ширяївського району

Прапор Білгорода-Дністровського
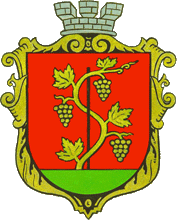
Герб Білгорода-Дністровського
Прапор Ізмаїла
Герб Ізмаїла
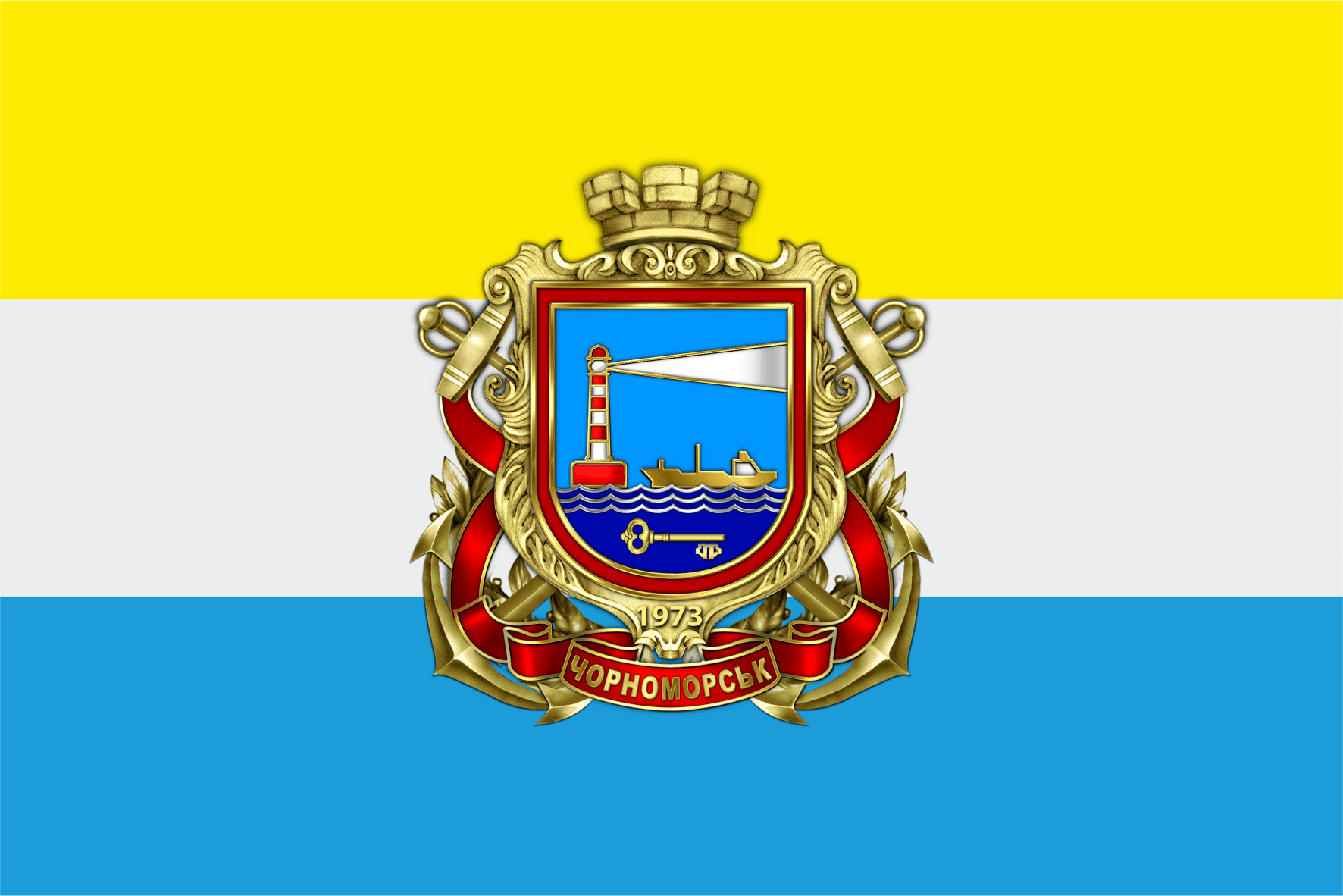
Прапор Чорноморська
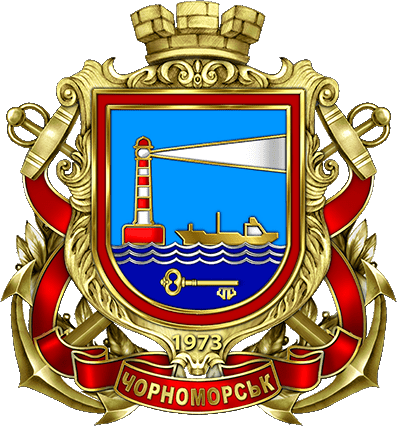
Герб Чорноморська
Прапор Одеси
Герб Одеси
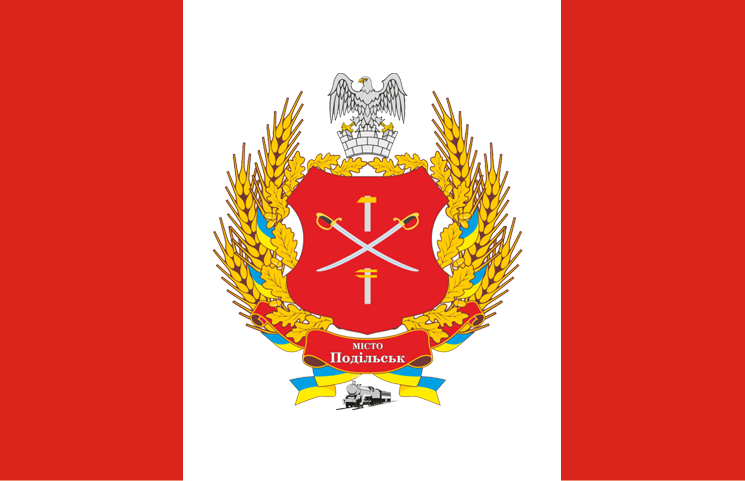
Прапор Подільська
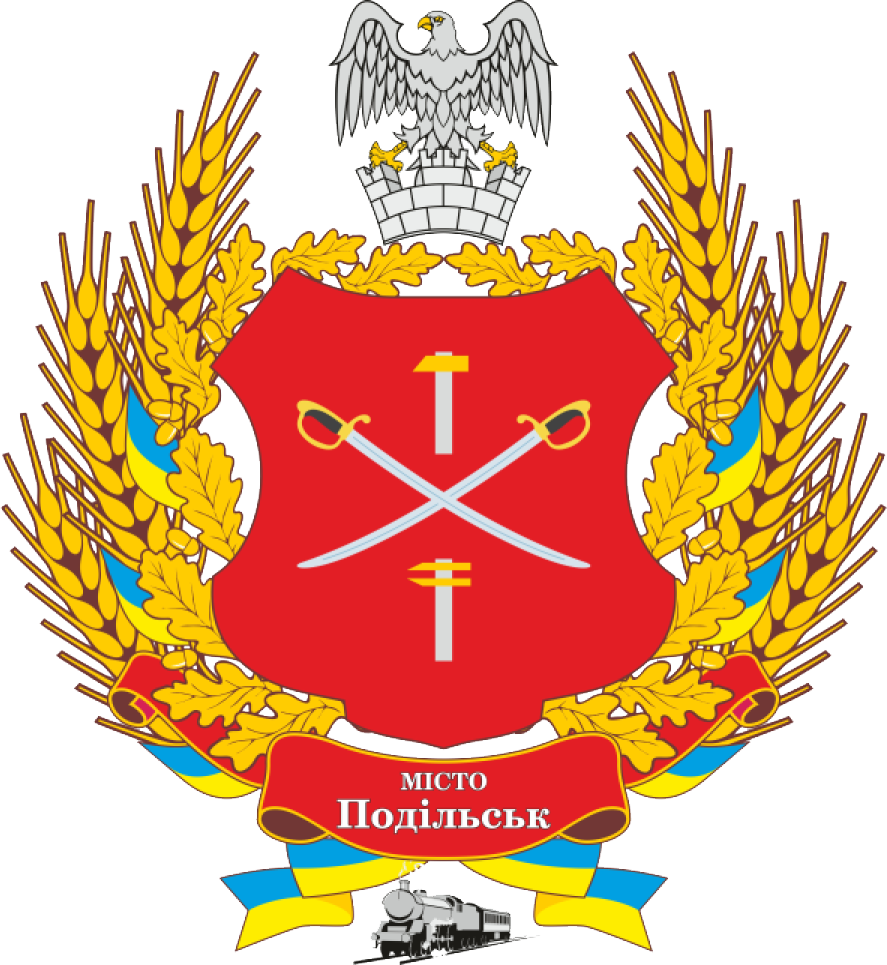
Герб Подільська
Прапор Теплодара
Герб Теплодара
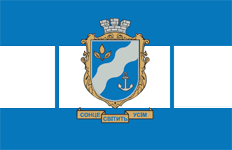
Прапор Южного
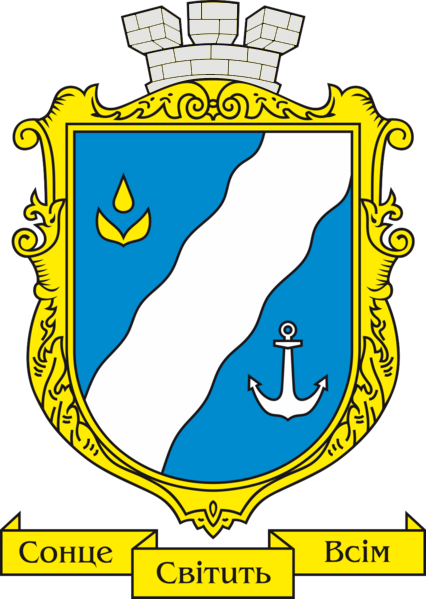
Герб Южного

- Логотип Одеси

## Полтавська область

Прапор Полтавської області
Герб Полтавської області

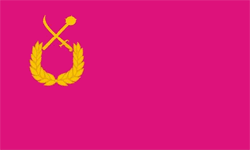
Прапор Великобагачанського району
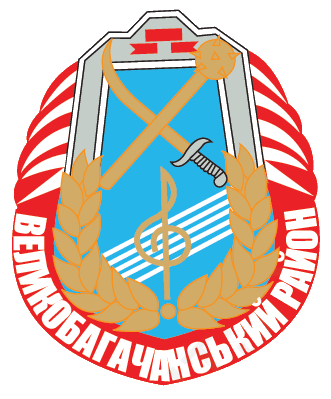
Герб Великобагачанського району
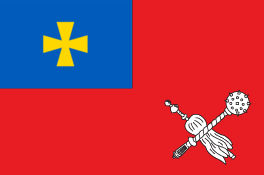
Прапор Гадяцького району
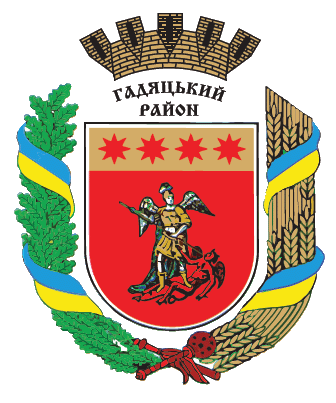
Герб Гадяцького району
Прапор Глобинського району
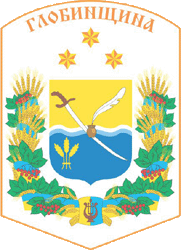
Герб Глобинського району
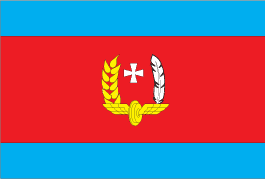
Прапор Гребінківського району
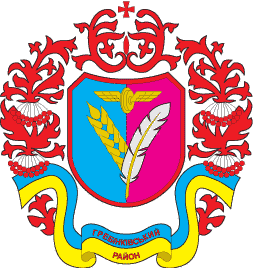
Герб Гребінківського району
Прапор Диканського району
Герб Диканського району
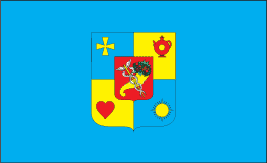
Прапор Зіньківського району
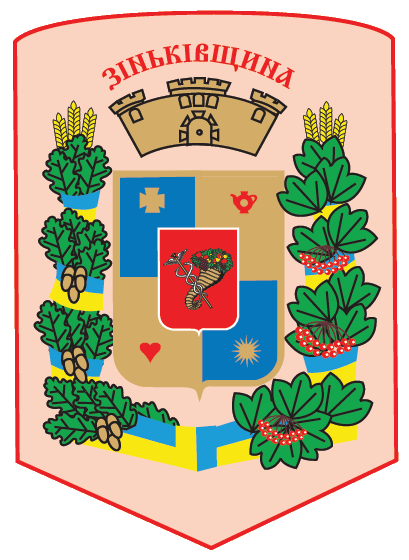
Герб Зіньківського району
Прапор Карлівського району
Герб Карлівського району
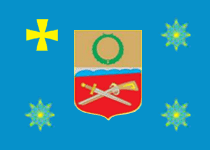
Прапор Кобеляцького району
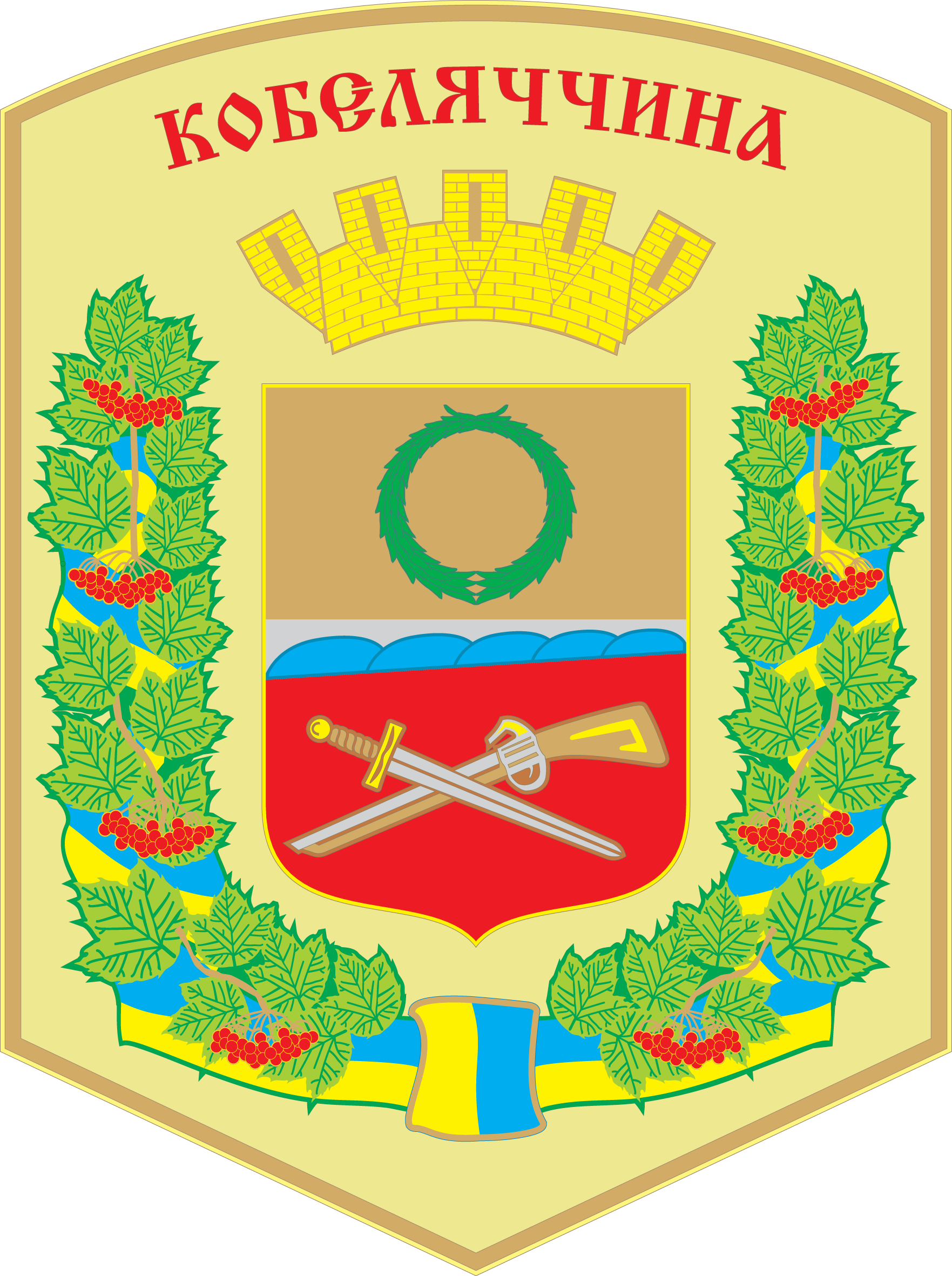
Герб Кобеляцького району
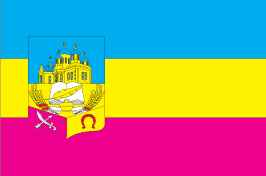
Прапор Козельщинського району
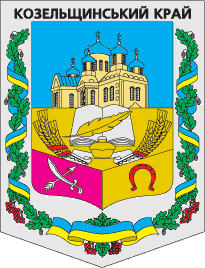
Герб Козельщинського району
Прапор Котелевського району
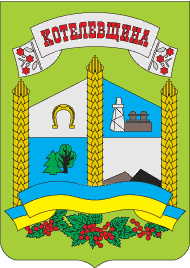
Герб Котелевського району
Прапор Кременчуцького району
Герб Кременчуцького району
Прапор Лохвицького району
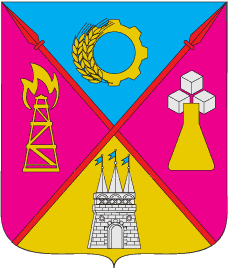
Герб Лохвицького району
Прапор Лубенського району
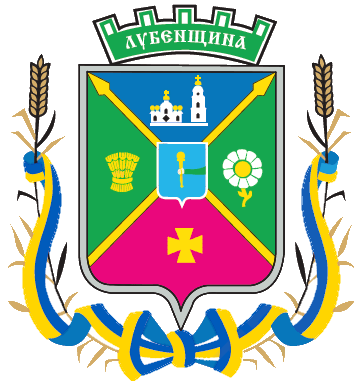
Герб Лубенського району
Прапор Машівського району
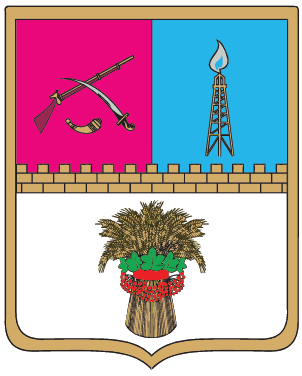
Герб Машівського району
Прапор Миргородського району
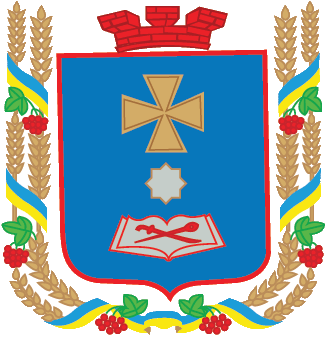
Герб Миргородського району
Прапор Новосанжарського району
Герб Новосанжарського району
Прапор Оржицького району
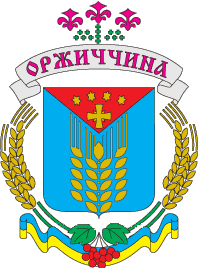
Герб Оржицького району
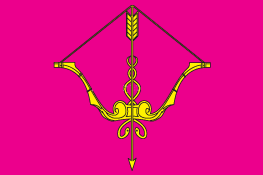
Прапор Пирятинського району
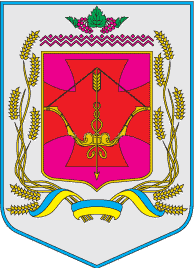
Герб Пирятинського району
Прапор Полтавського району
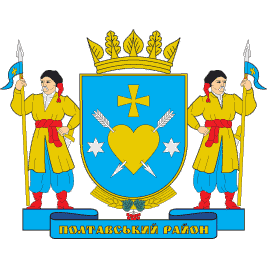
Герб Полтавського району
Прапор Решетилівського району
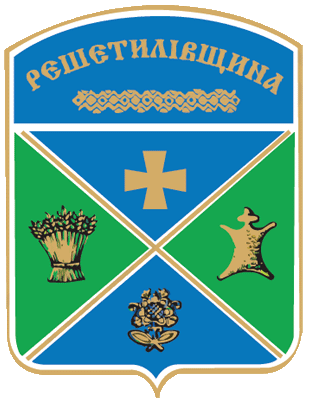
Герб Решетилівського району
Прапор Семенівського району
Герб Семенівського району
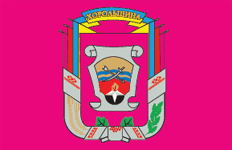
Прапор Хорольського району
Герб Хорольського району
Прапор Чорнухинського району
Герб Чорнухинського району
Прапор Чутівського району
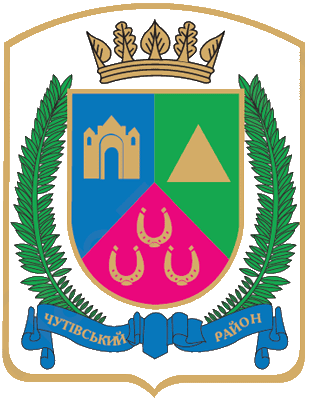
Герб Чутівського району
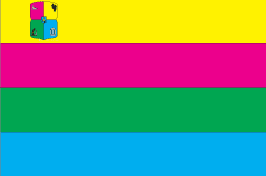
Прапор Шишацького району
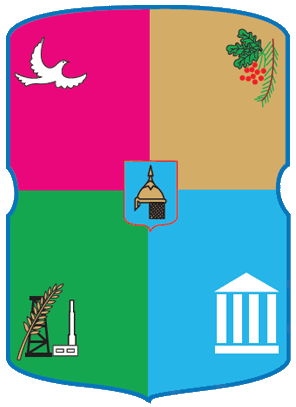
Герб Шишацького району

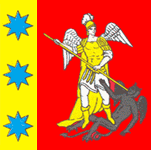
Прапор Гадяча
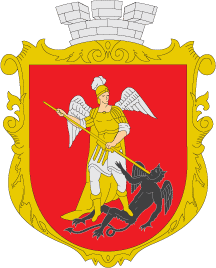
Герб Гадяча
Прапор Горішніх Плавнів
Герб Горішніх Плавнів
Прапор Кременчука
Герб Кременчука
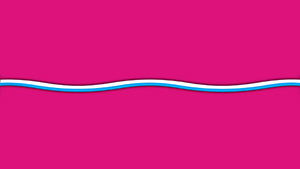
Прапор Лубен
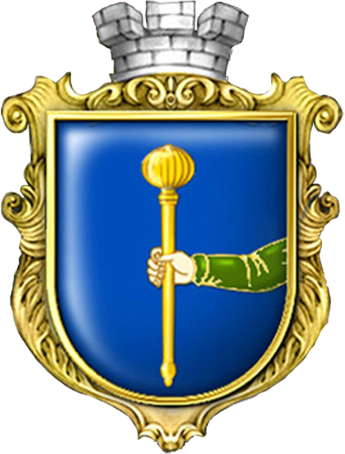
Герб Лубен
Прапор Миргорода
Герб Миргорода
Прапор Полтави
Герб Полтави

## Рівненська область

Прапор Вараша
Герб Вараша
Прапор Дубна
Герб Дубна
Прапор Острога
Герб Острога
Прапор Рівного
Герб Рівного

Прапор Рівненської області
Герб Рівненської області

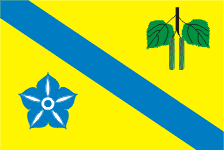
Прапор Березнівського району
Герб Березнівського району
Прапор Володимирецького району
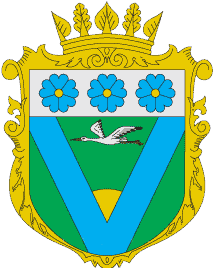
Герб Володимирецького району
Прапор Гощанського району
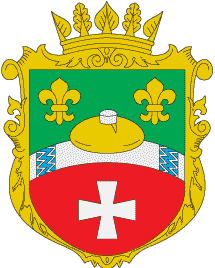
Герб Гощанського району
Прапор Демидівського району
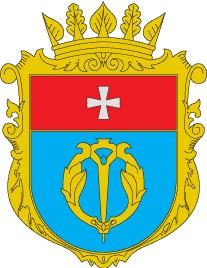
Герб Демидівського району
Прапор Дубенського району
Герб Дубенського району
Прапор Дубровицького району
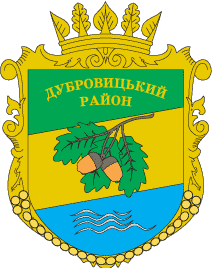
Герб Дубровицького району
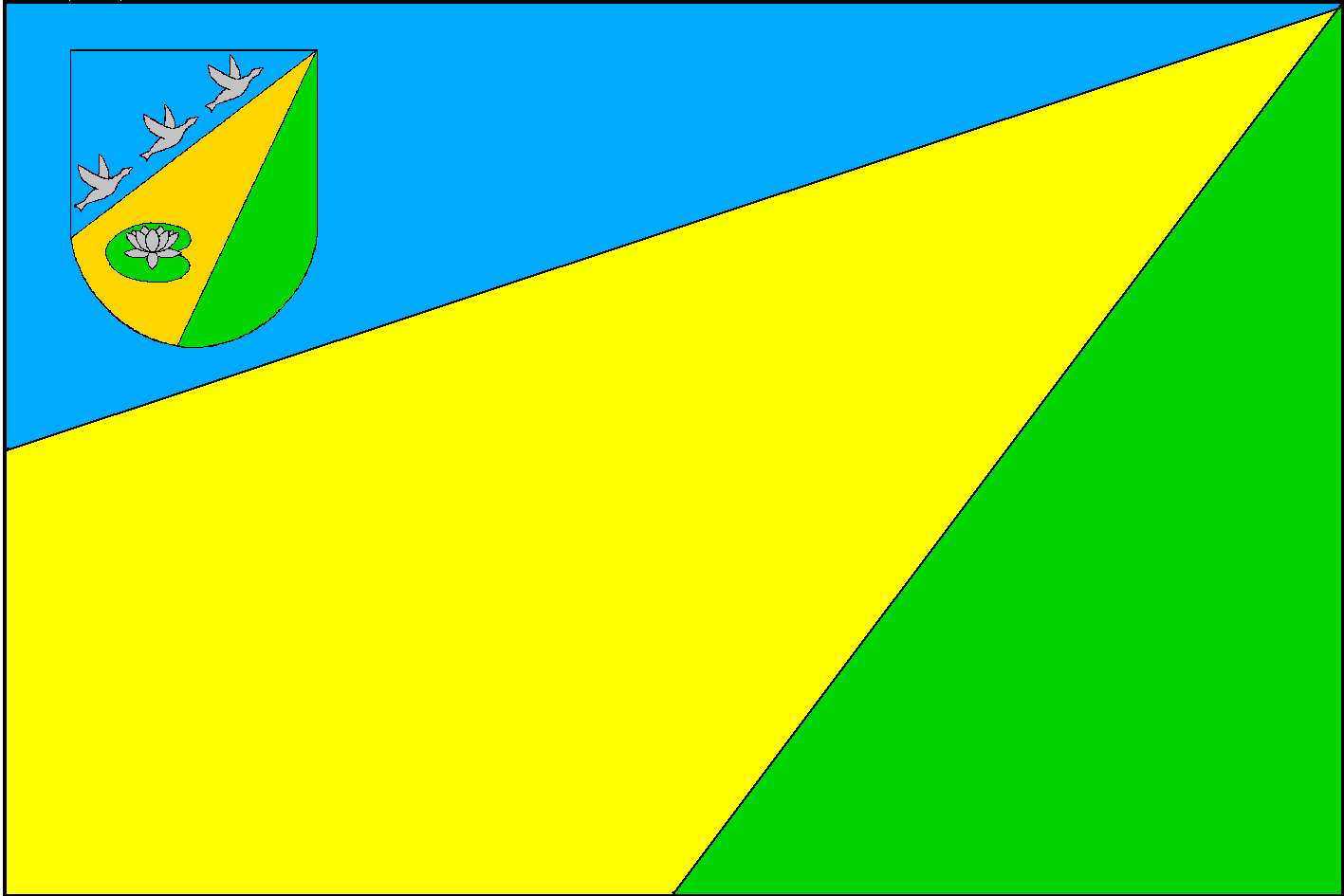
Прапор Зарічненського району
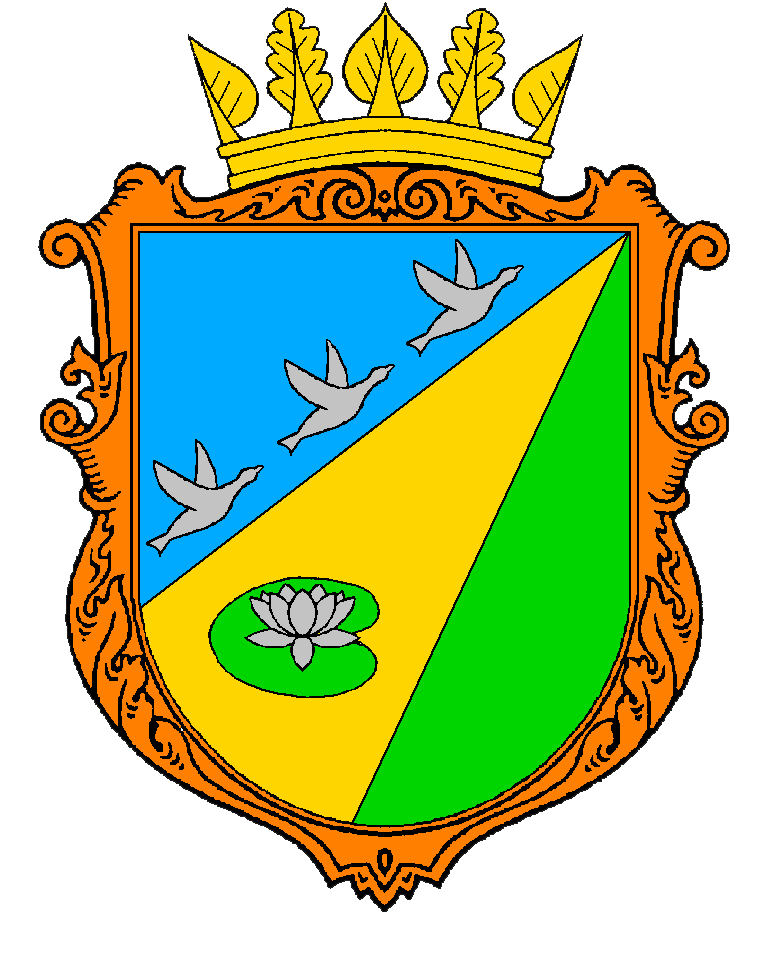
Герб Зарічненського району
Прапор Здолбунівського району
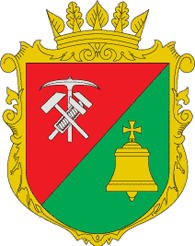
Герб Здолбунівського району
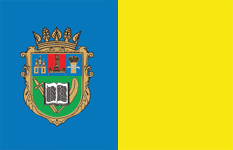
Прапор Корецького району
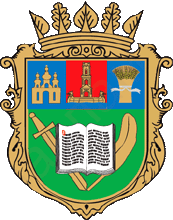
Герб Корецького району
Прапор Костопільського району
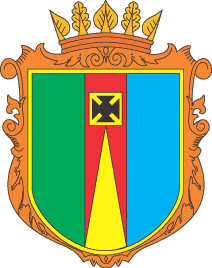
Герб Костопільського району
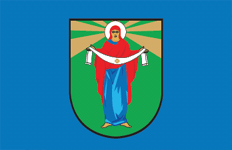
Прапор Млинівського району
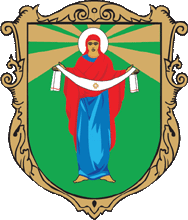
Герб Млинівського району
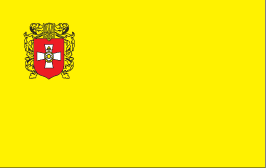
Прапор Острозького району
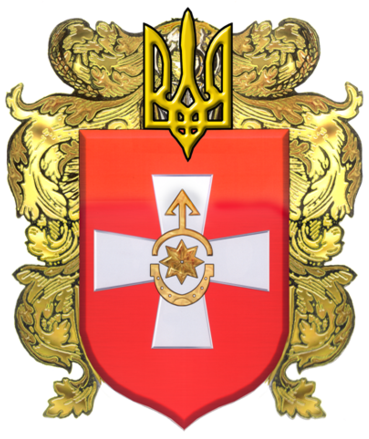
Герб Острозького району
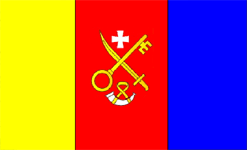
Прапор Радивилівського району
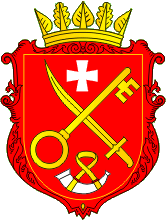
Герб Радивилівського району
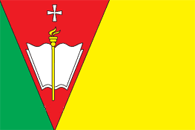
Прапор Рівненського району
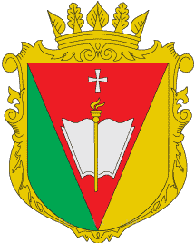
Герб Рівненського району
Прапор Рокитнівського району
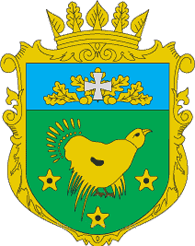
Герб Рокитнівського району
Прапор Сарненського району
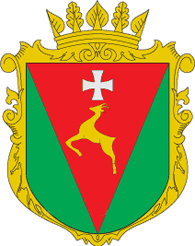
Герб Сарненського району

- Прапор Вараша
- Герб Вараша
- Прапор Дубна
- Герб Дубна
- Прапор Острога
- Герб Острога
- Прапор Рівного
- Герб Рівного

## Сумська область

Прапор Сумської області
Герб Сумської області

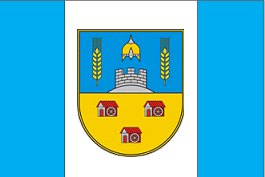
Прапор Білопільського району
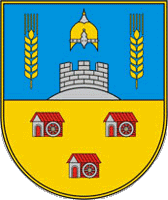
Герб Білопільського району
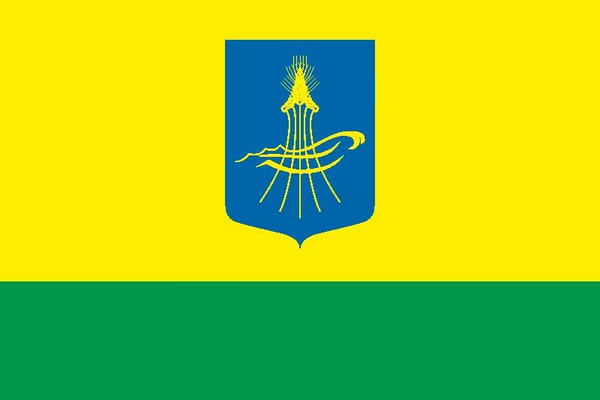
Прапор Буринського району
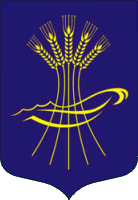
Герб Буринського району
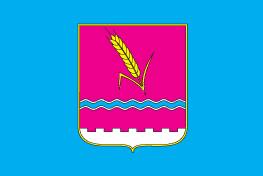
Прапор Великописарівського району
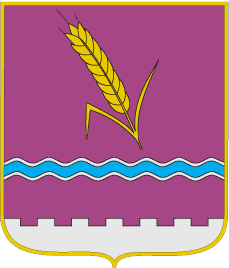
Герб Великописарівського району
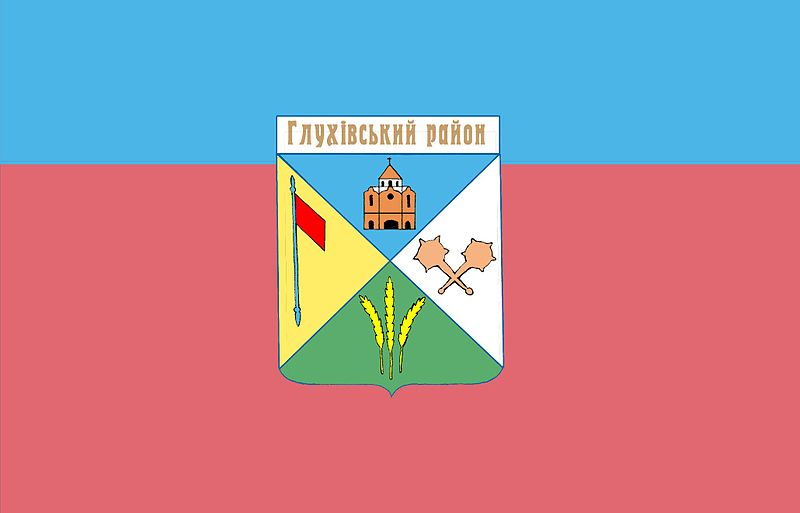
Прапор Глухівського району
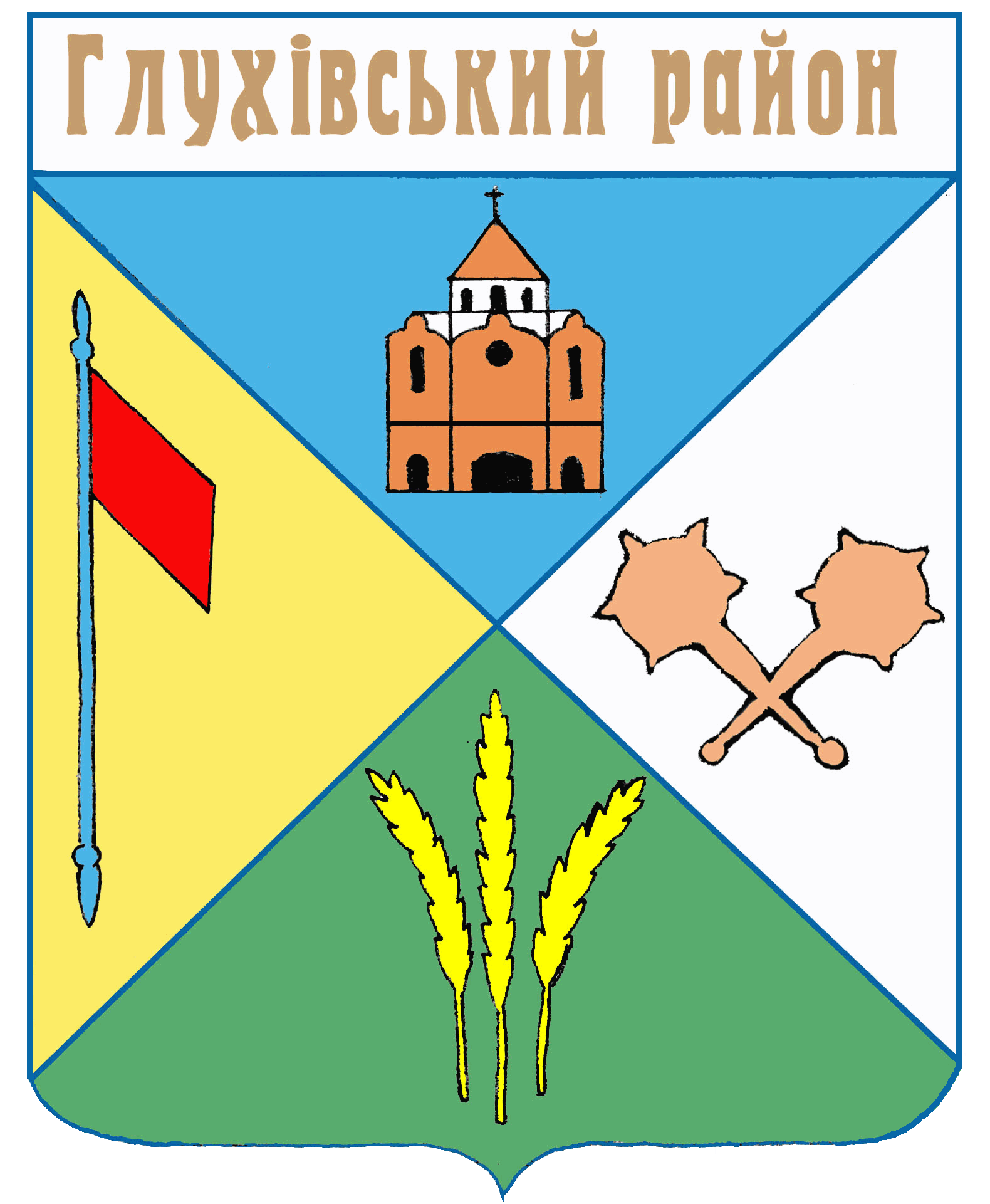
Герб Глухівського району
Прапор Конотопського району
Герб Конотопського району
Прапор Краснопільського району
Герб Краснопільського району
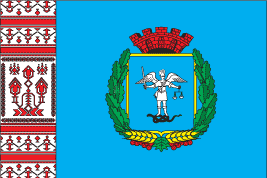
Прапор Кролевецького району
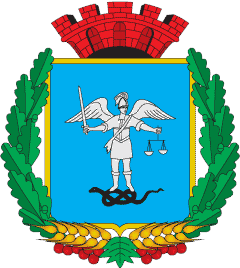
Герб Кролевецького району
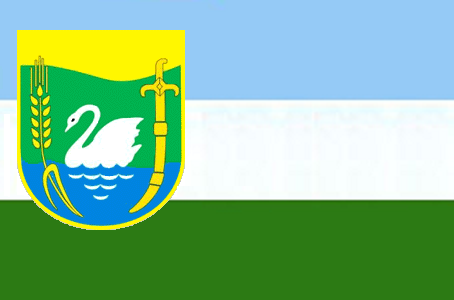
Прапор Лебединського району
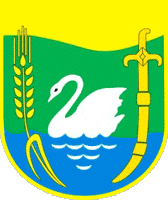
Герб Лебединського району
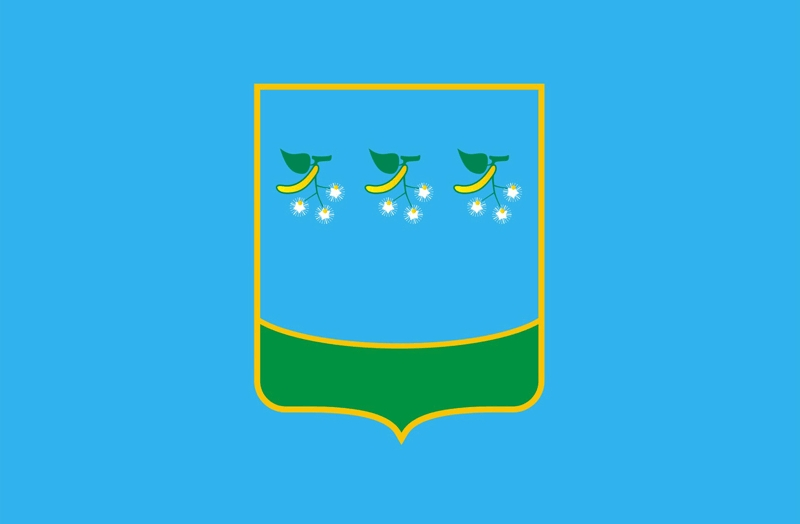
Прапор Липоводолинського району
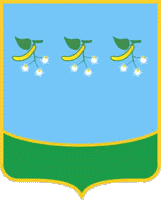
Герб Липоводолинського району
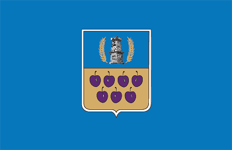
Прапор Недригайлівського району
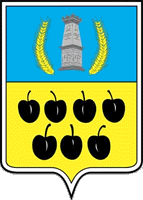
Герб Недригайлівського району
Прапор Охтирського району
Герб Охтирського району
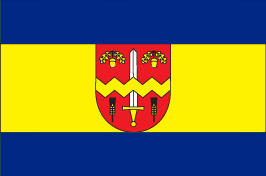
Прапор Путивльського району
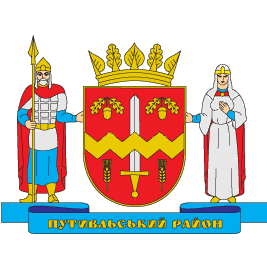
Герб Путивльського району
Прапор Роменського району
Герб Роменського району
Прапор Середино-Будського району
Герб Середино-Будського району
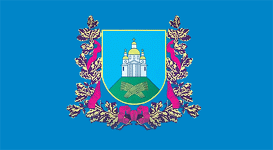
Прапор Сумського району
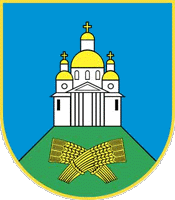
Герб Сумського району
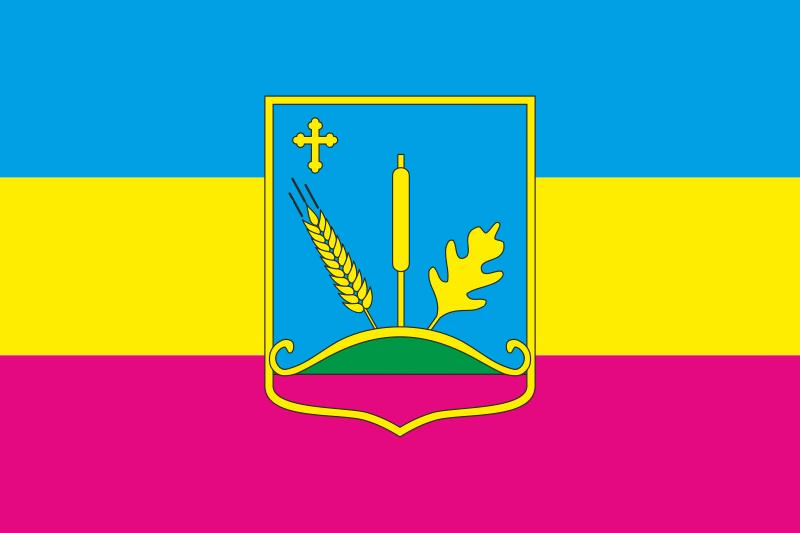
Прапор Тростянецького району
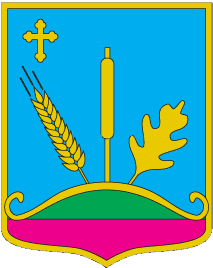
Герб Тростянецького району
Прапор Шосткинського району
Герб Шосткинського району
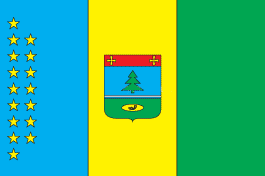
Прапор Ямпільського району
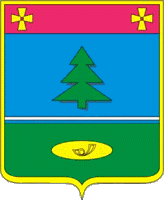
Герб Ямпільського району

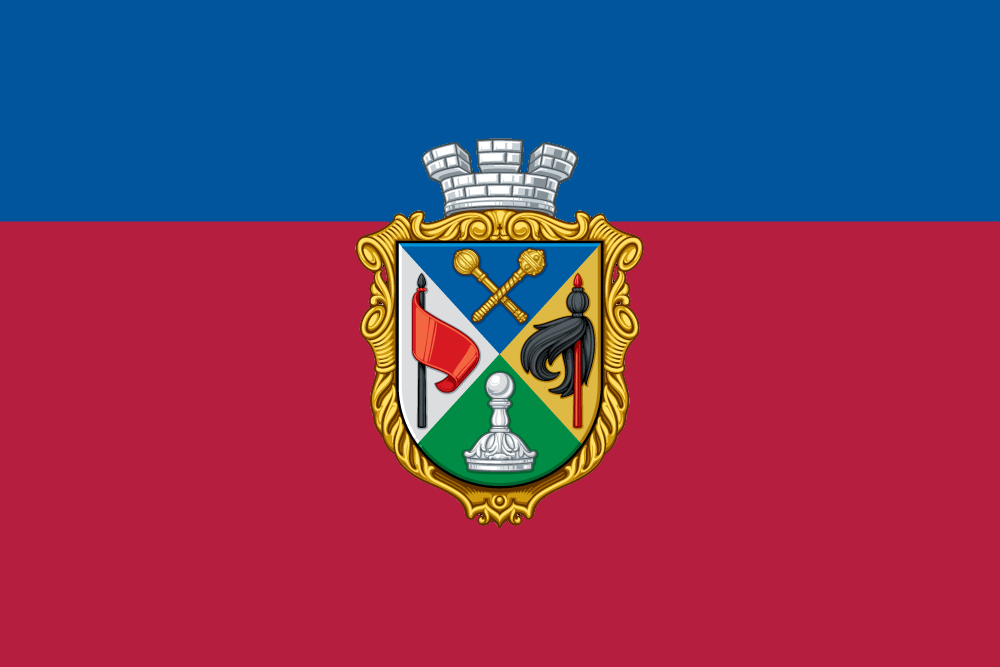
Прапор Глухова
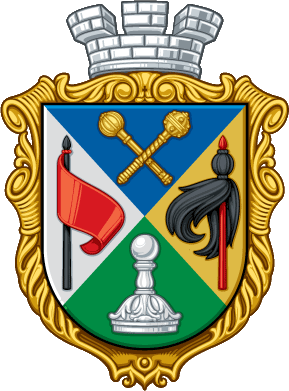
Герб Глухова
Прапор Конотопа
Герб Конотопа
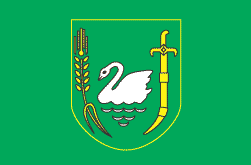
Прапор Лебедина
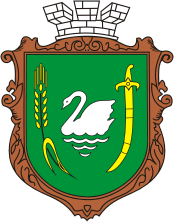
Герб Лебедина
Прапор Охтирки
Герб Охтирки
Прапор Ромен
Герб Ромен
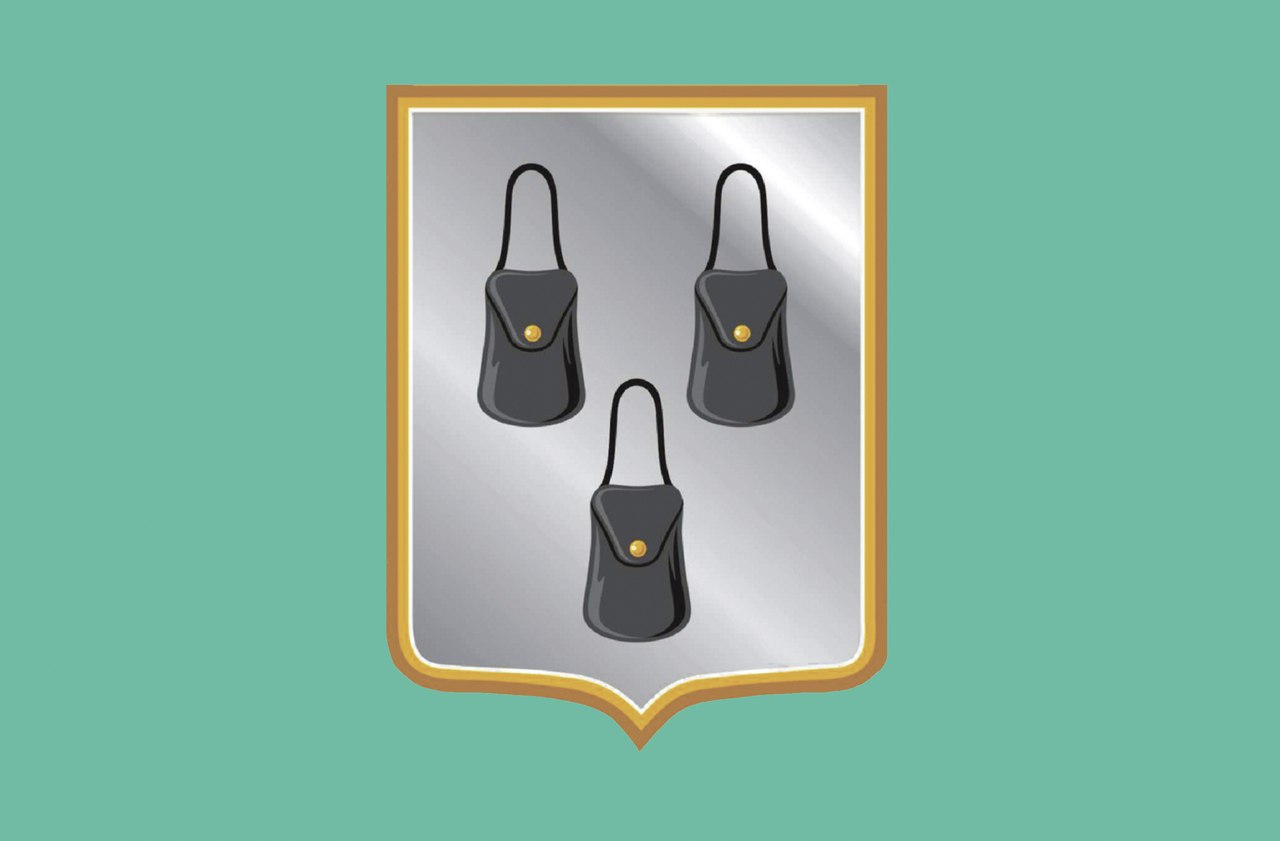
Прапор Сум
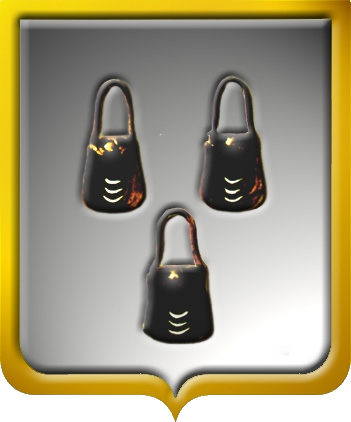
Герб Сум
Прапор Шостки
Герб Шостки

## Тернопільська область

Прапор Тернопільської області
Герб Тернопільської області

Прапор Бережанського району
Герб Бережанського району
Прапор Борщівського району
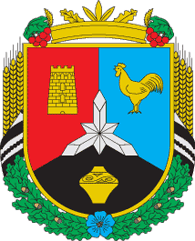
Герб Борщівського району
Прапор Бучацького району
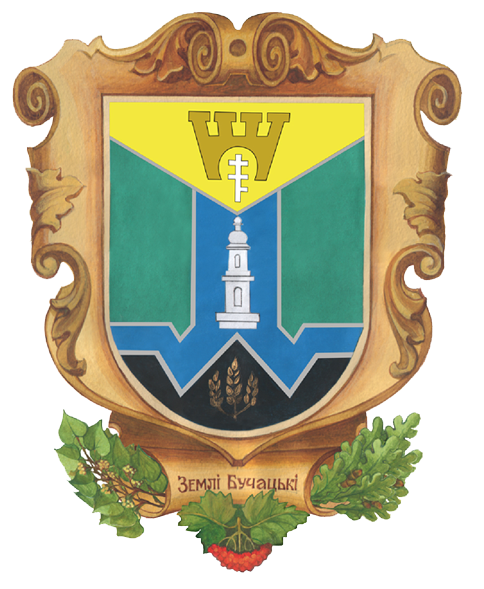
Герб Бучацького району
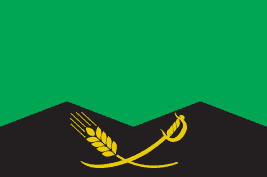
Прапор Гусятинського району
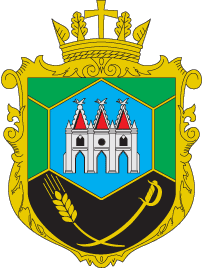
Герб Гусятинського району
Прапор Заліщицького району
Герб Заліщицького району
Прапор Збаразького району
Герб Збаразького району
Прапор Зборівського району
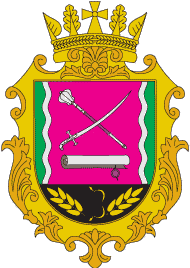
Герб Зборівського району
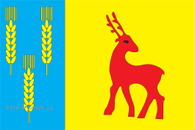
Прапор Козівського району
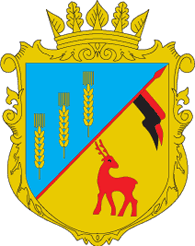
Герб Козівського району
Прапор Кременецького району
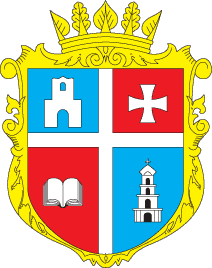
Герб Кременецького району
Прапор Лановецького району
Герб Лановецького району
Прапор Монастириського району
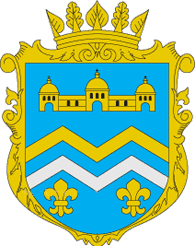
Герб Монастириського району
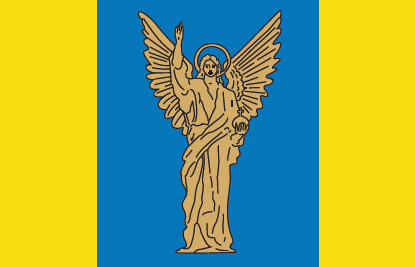
Прапор Підволочиського району
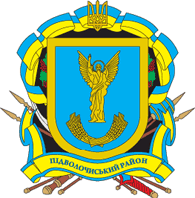
Герб Підволочиського району
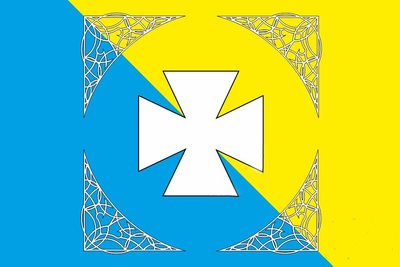
Прапор Підгаєцького району
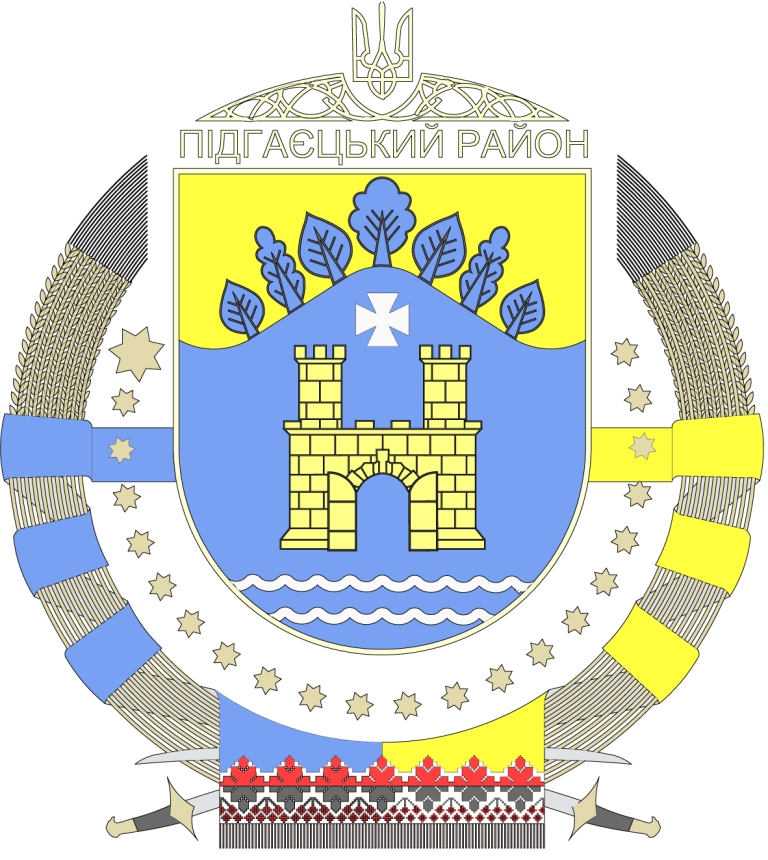
Герб Підгаєцького району
Прапор Теребовлянського району
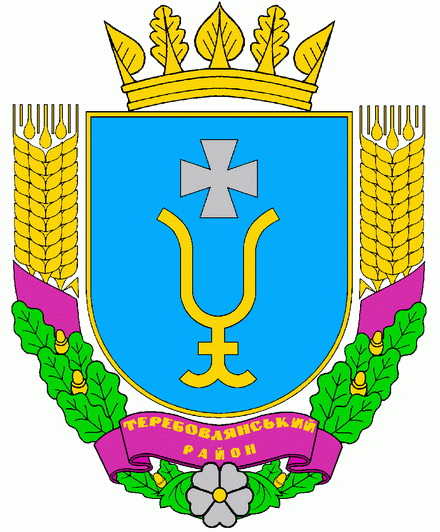
Герб Теребовлянського району
Хоругва Тернопільського району
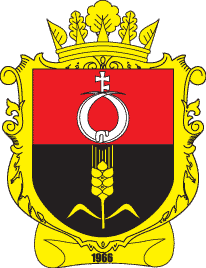
Герб Тернопільського району
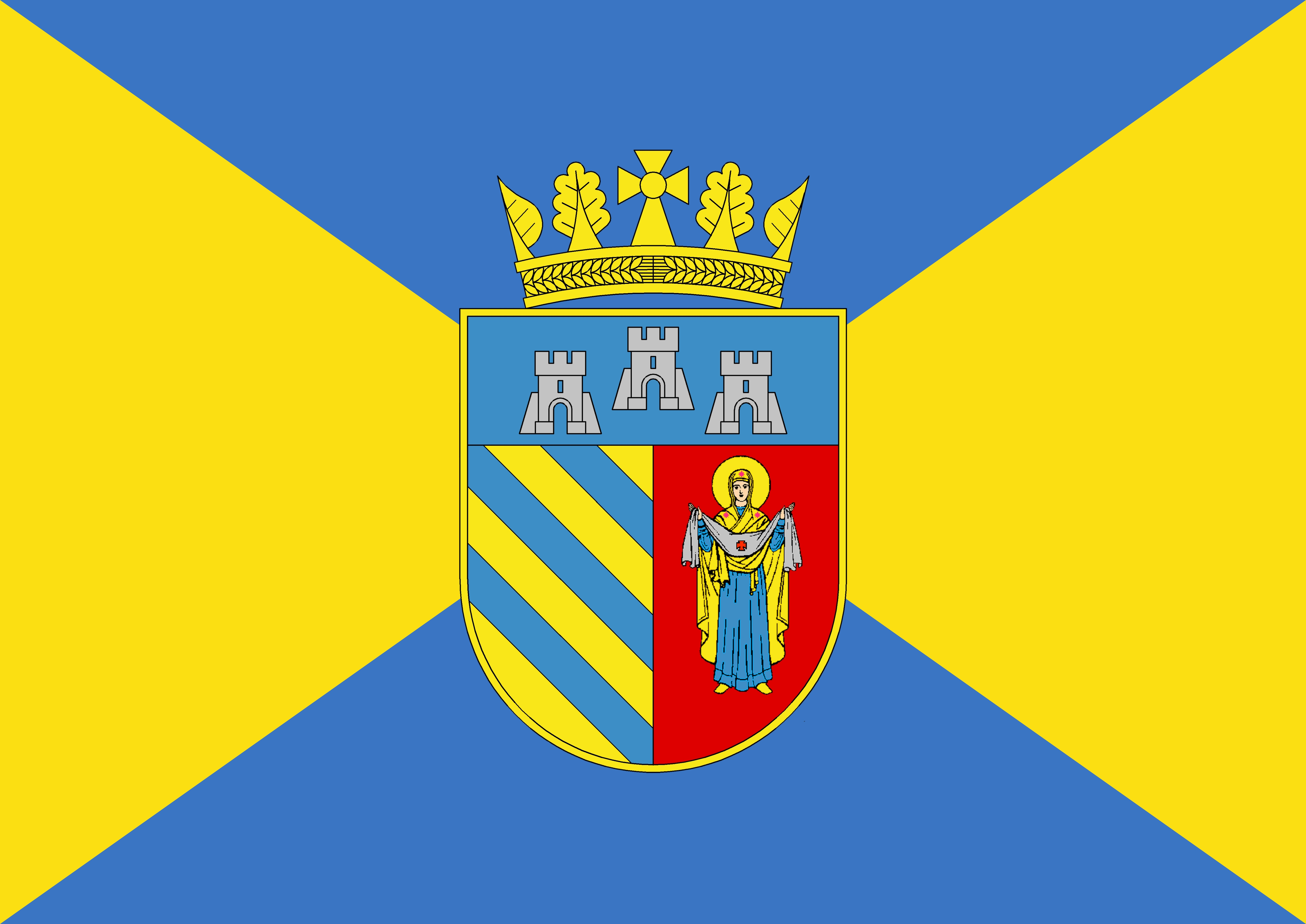
Прапор Чортківського району
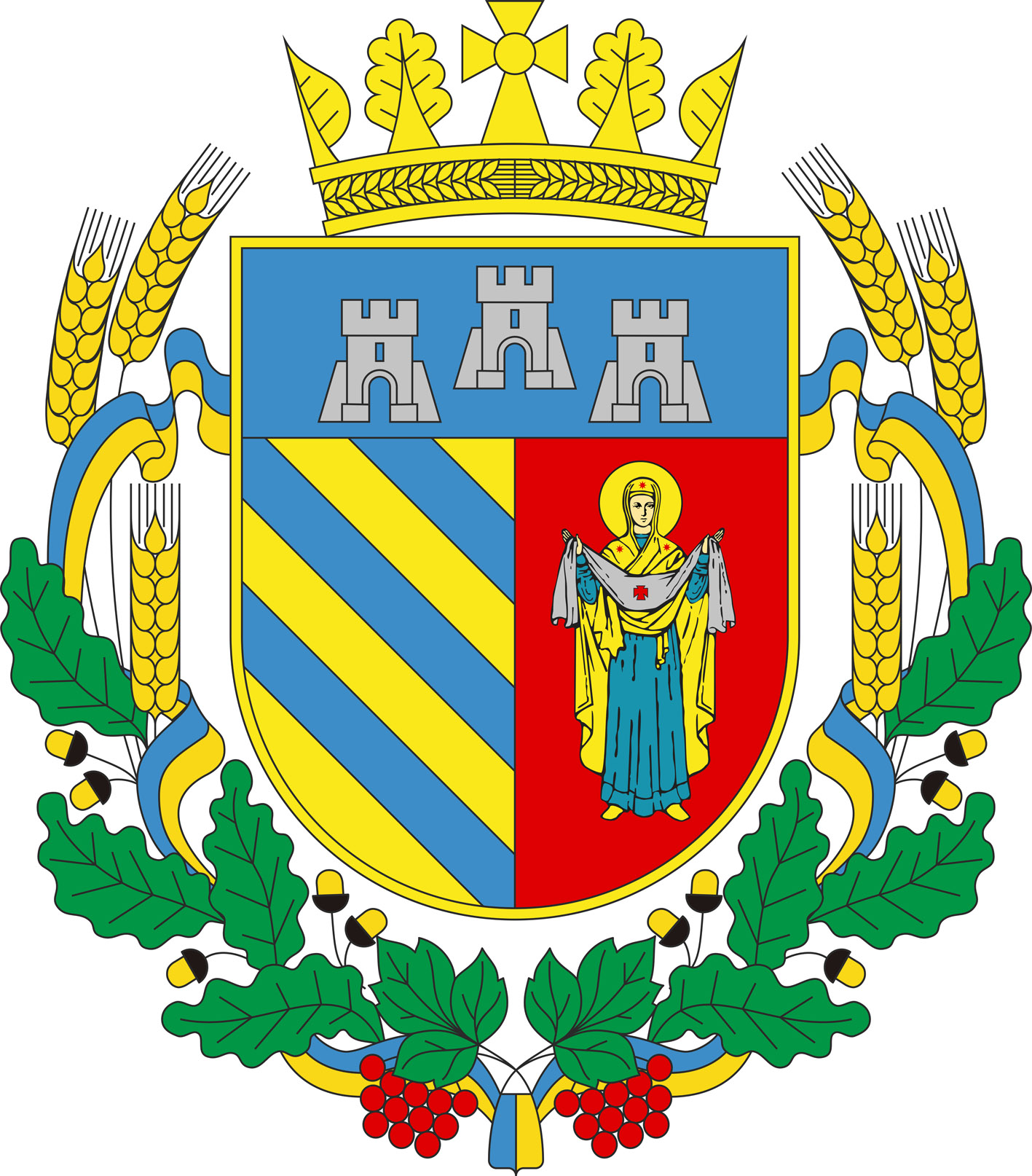
Герб Чортківського району
Прапор Шумського району
Герб Шумського району

Прапор Бережан
Герб Бережан
Прапор Кременця
Герб Кременця
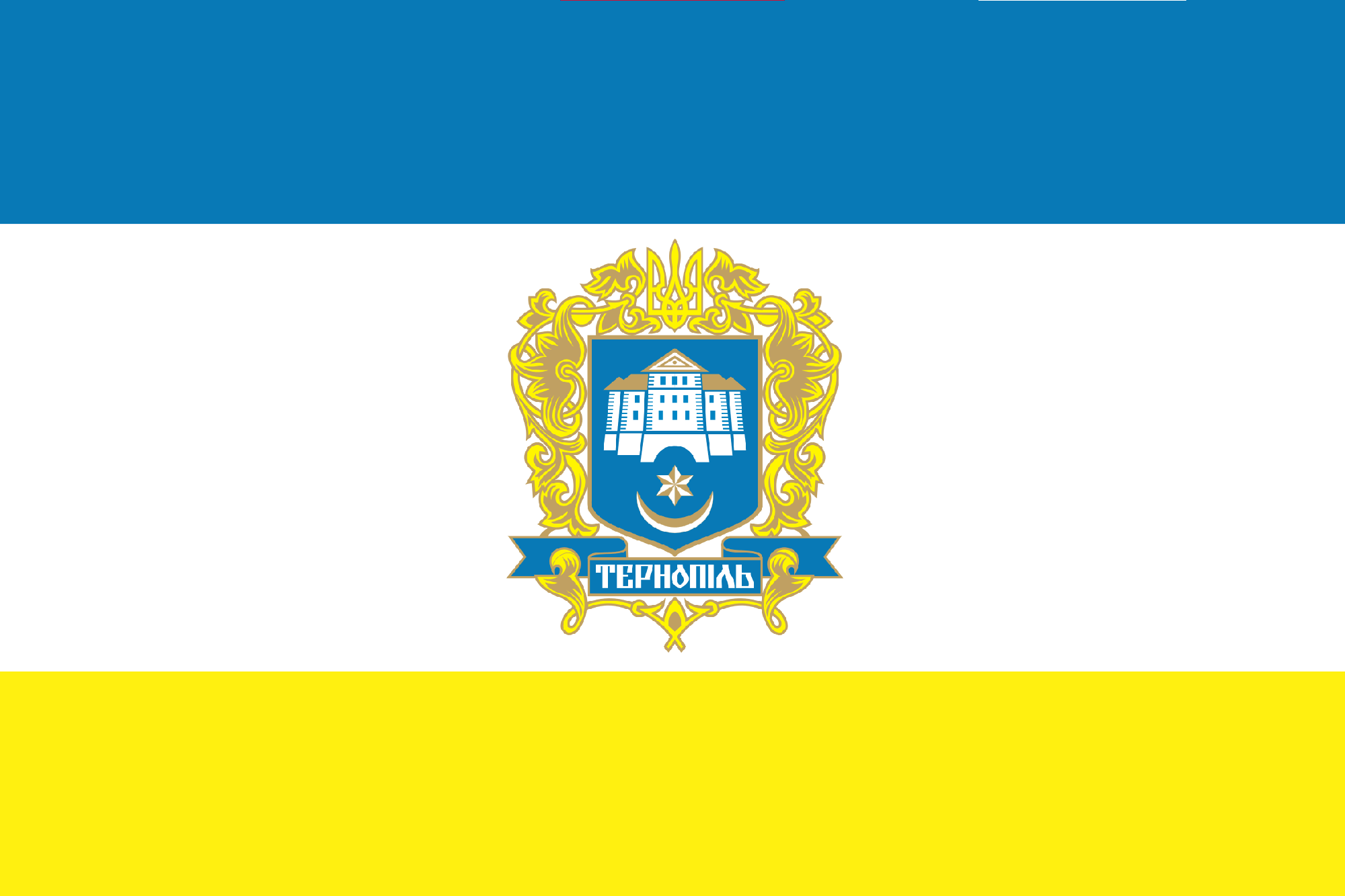
Прапор Тернополя
Герб Тернополя
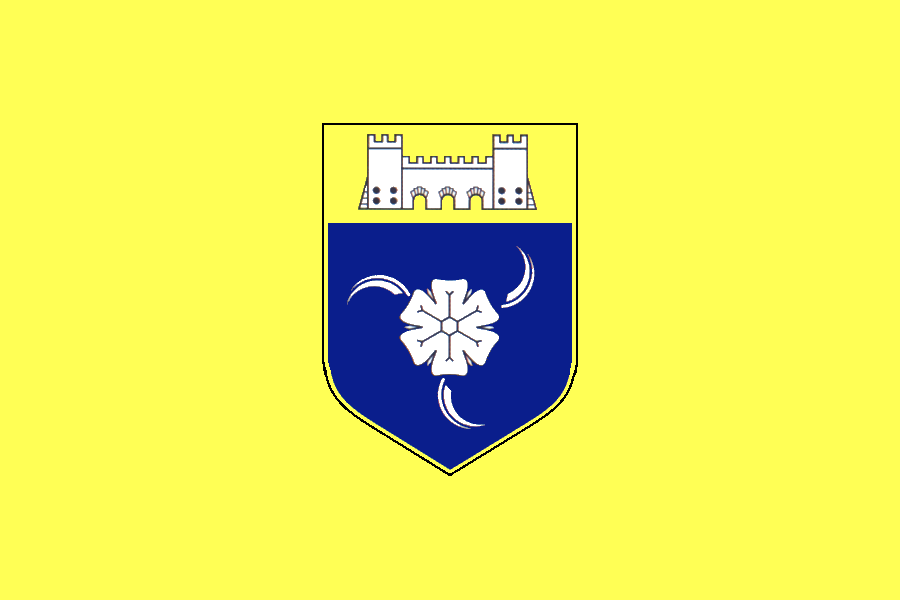
Прапор Чорткова
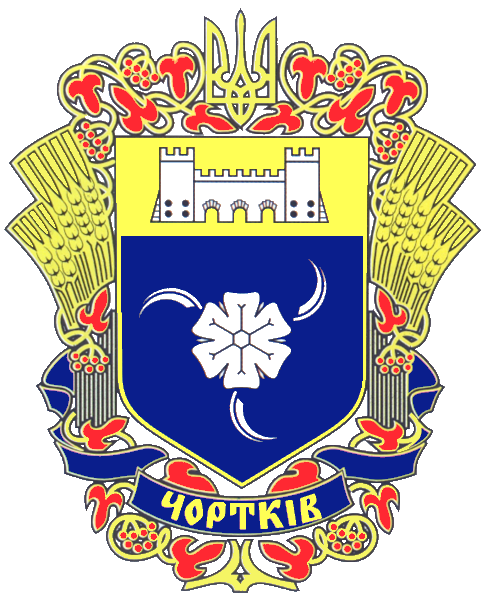
Герб Чорткова

## Харківська область

Прапор Харківської області
Герб Харківської області

Прапор Балаклійського району
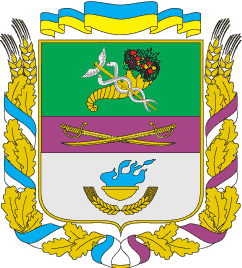
Герб Балаклійського району
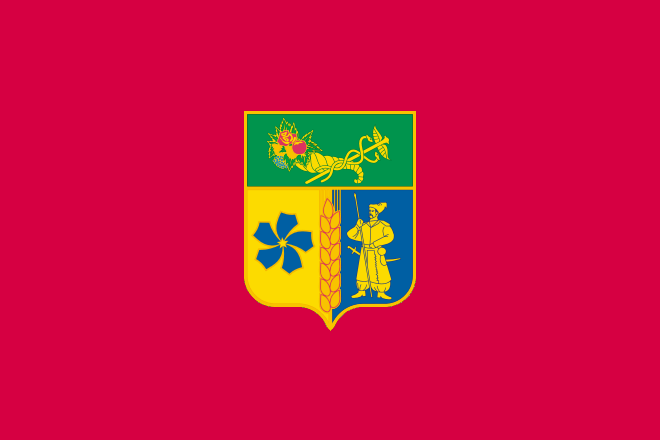
Прапор Барвінківського району
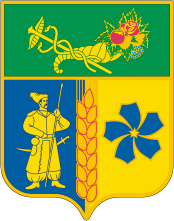
Герб Барвінківського району
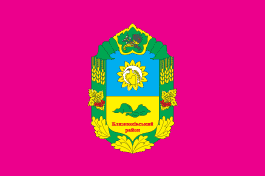
Прапор Близнюківського району
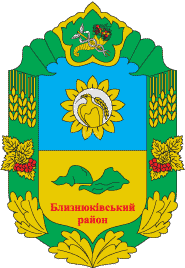
Герб Близнюківського району
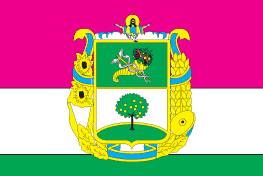
Прапор Богодухівського району
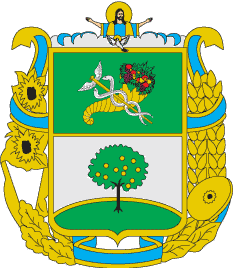
Герб Богодухівського району
Прапор Борівського району
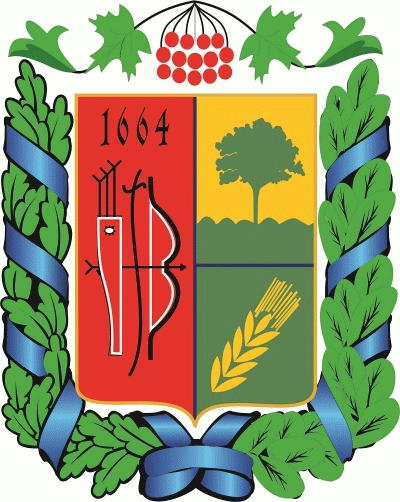
Герб Борівського району
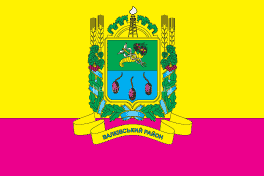
Прапор Валківського району
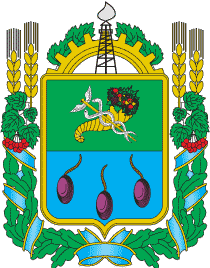
Герб Валківського району
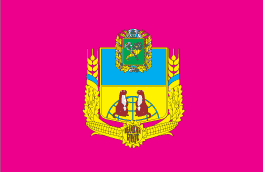
Прапор Великобурлуцького району
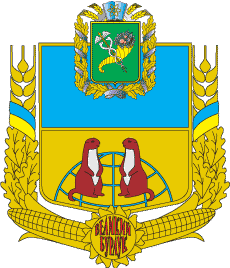
Герб Великобурлуцького району
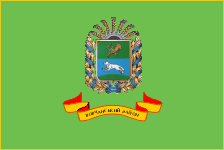
Прапор Вовчанського району
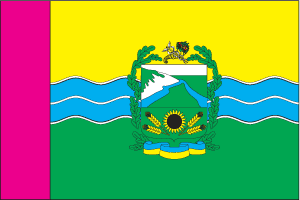
Прапор Дворічанського району
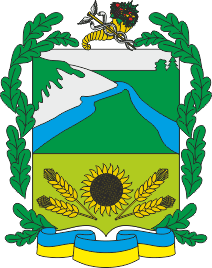
Герб Дворічанського району
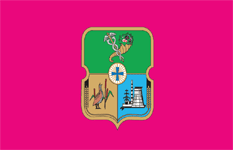
Прапор Дергачівського району
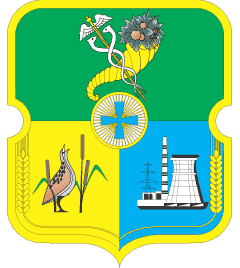
Герб Дергачівського району
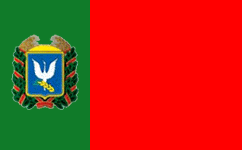
Прапор Зачепилівського району
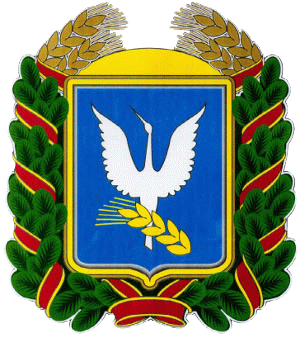
Герб Зачепилівського району
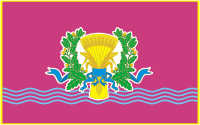
Прапор Зміївського району
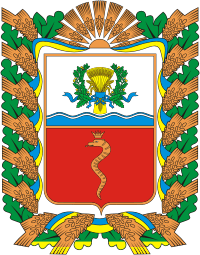
Герб Зміївського району
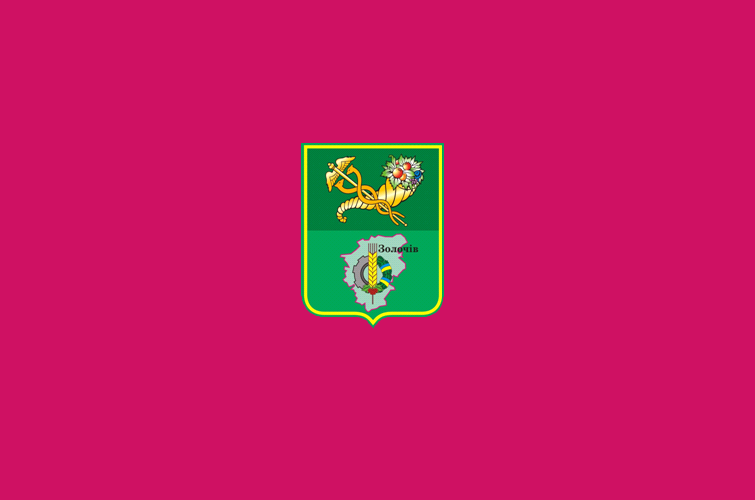
Прапор Золочівського району
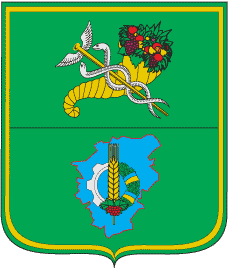
Герб Золочівського району
Прапор Ізюмського району
Герб Ізюмського району
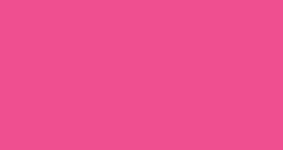
Прапор Кегичівського району
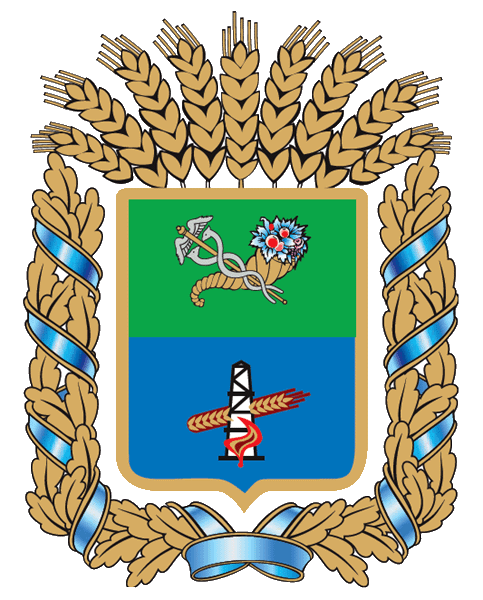
Герб Кегичівського району
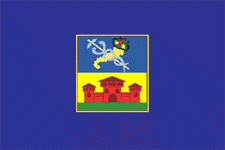
Прапор Коломацького району
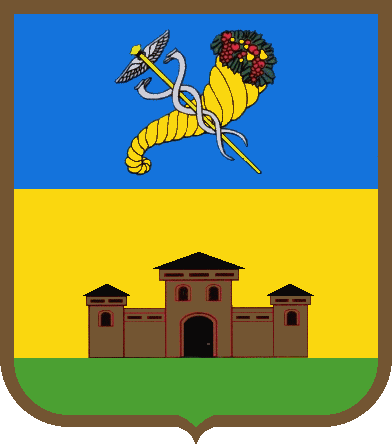
Герб Коломацького району
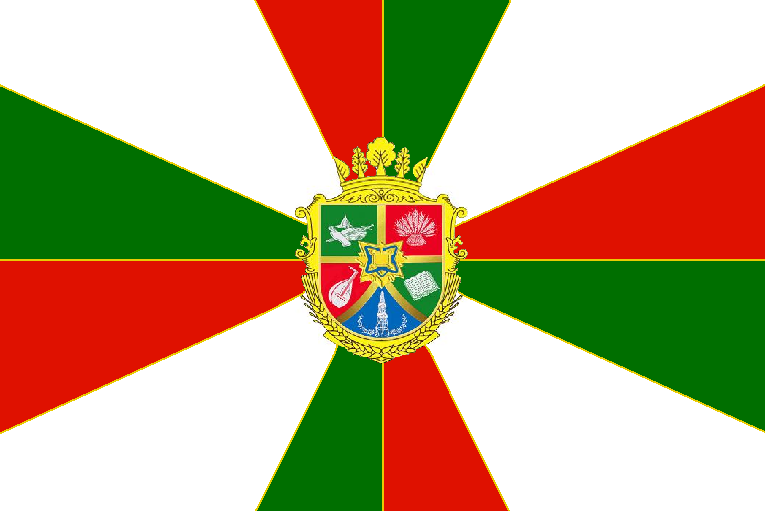
Прапор Красноградського району
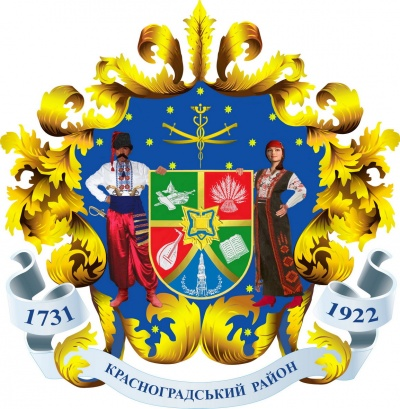
Герб Красноградського району
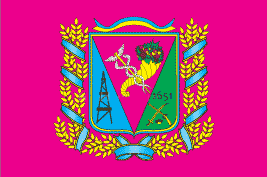
Прапор Краснокутського району
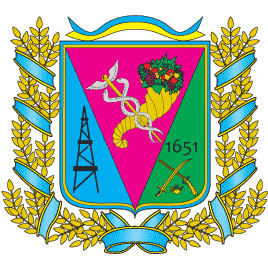
Герб Краснокутського району
Прапор Куп'янського району
Герб Куп'янського району
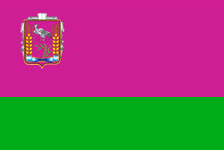
Прапор Лозівського району
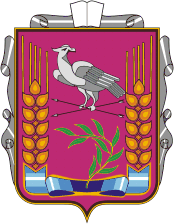
Герб Лозівського району
Прапор Нововодолазького району
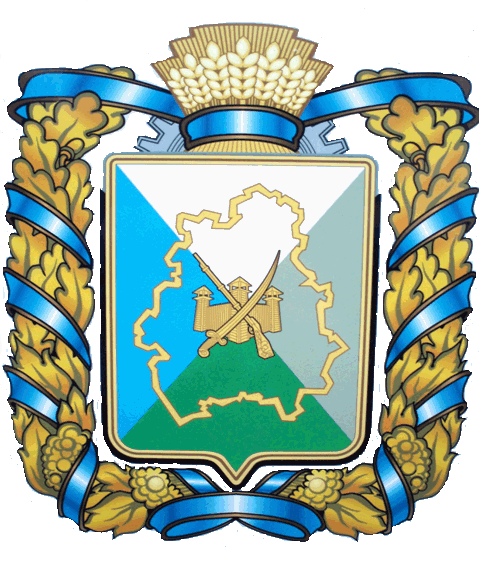
Герб Нововодолазького району
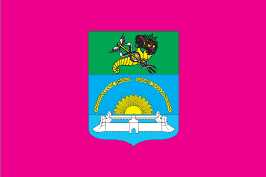
Прапор Первомайського району
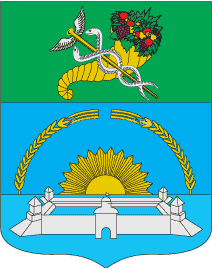
Герб Первомайського району
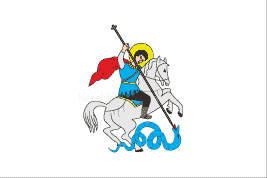
Прапор Печенізького району
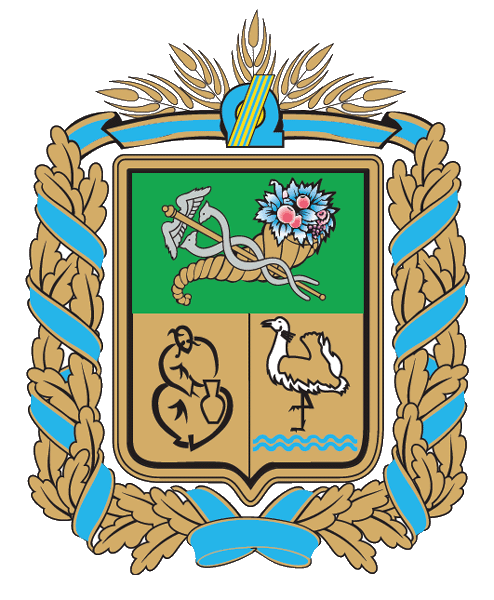
Герб Печенізького району
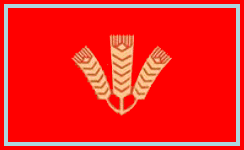
Прапор Сахновщинського району
Герб Сахновщинського району
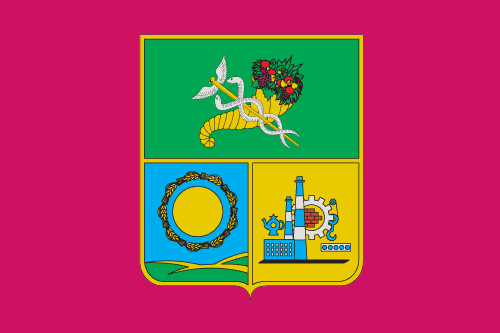
Прапор Харківського району
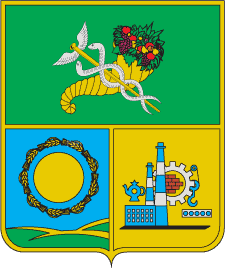
Герб Харківського району
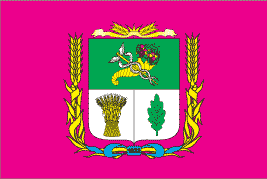
Прапор Чугуївського району
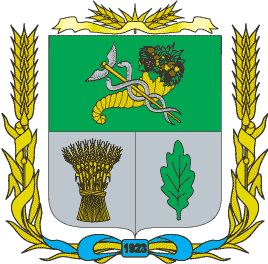
Герб Чугуївського району
Прапор Шевченківського району
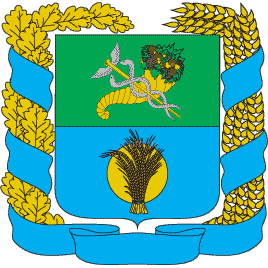
Герб Шевченківського району

Прапор Ізюма
Герб Ізюма
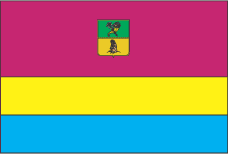
Прапор Куп'янська
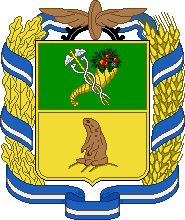
Герб Куп'янська
Прапор Лозової
Герб Лозової
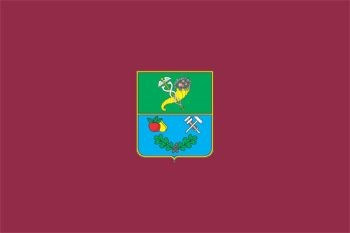
Прапор Люботина
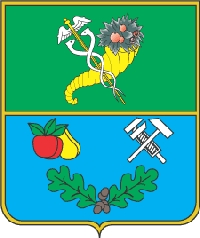
Герб Люботина
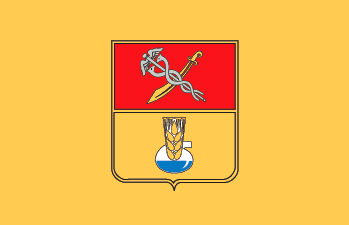
Прапор Первомайського
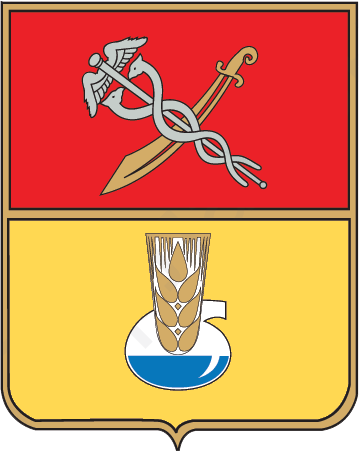
Герб Первомайського
Прапор Харкова
Герб Харкова
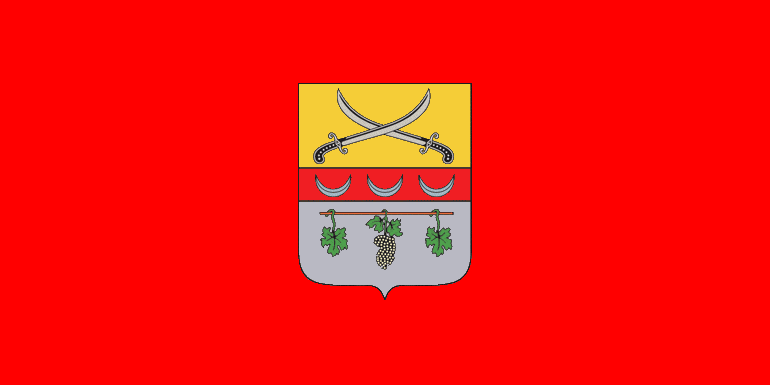
Прапор Чугуєва
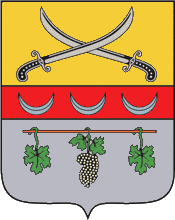
Герб Чугуєва

## Херсонська область

Прапор Херсонської області
Герб Херсонської області

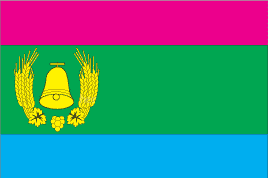
Прапор Бериславського району
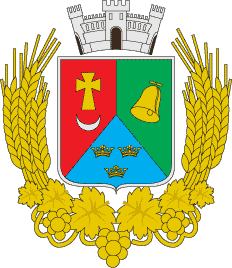
Герб Бериславського району
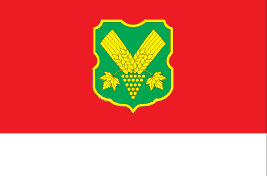
Прапор Білозерського району
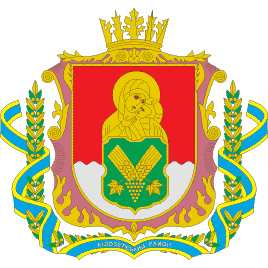
Герб Білозерського району
Прапор Великолепетиського району
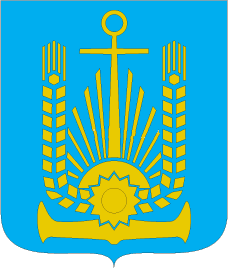
Герб Великолепетиського району
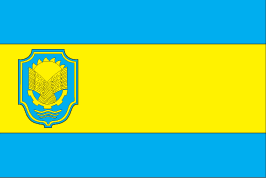
Прапор Великоолександрівського району
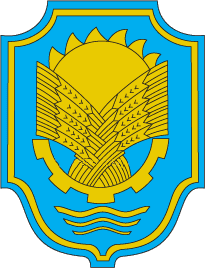
Герб Великоолександрівського району
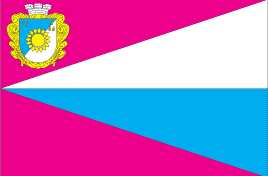
Прапор Верхньорогачицького району
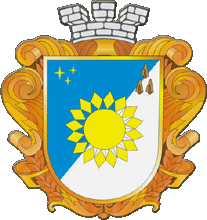
Герб Верхньорогачицького району
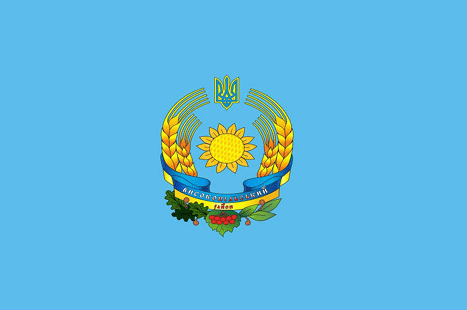
Прапор Високопільського району
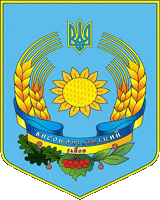
Герб Високопільського району
Прапор Генічеського району
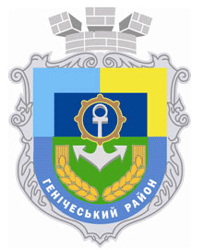
Герб Генічеського району
Прапор Голопристанського району
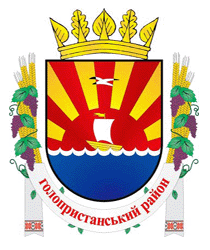
Герб Голопристанського району
Прапор Горностаївського району
Герб Горностаївського району
Прапор Іванівського району
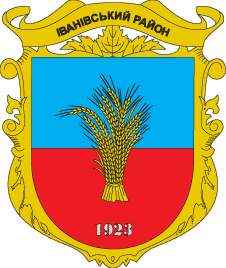
Герб Іванівського району
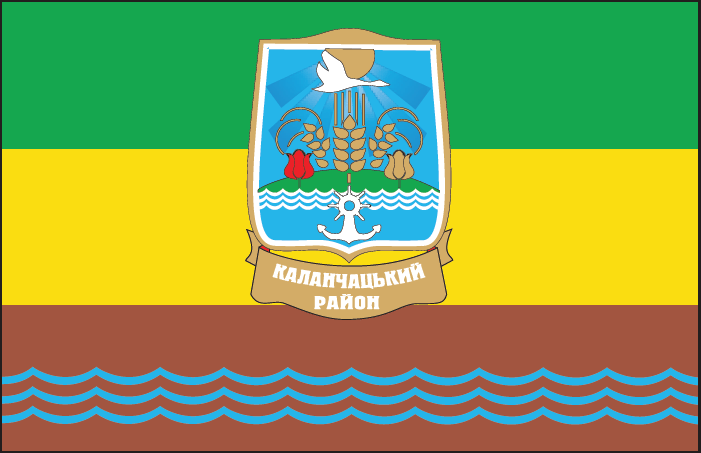
Прапор Каланчацького району
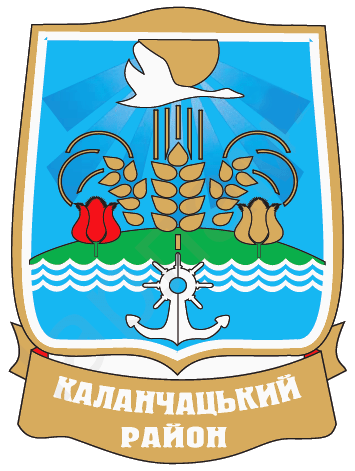
Герб Каланчацького району
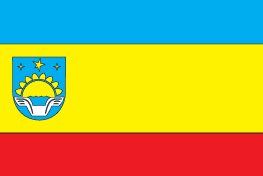
Прапор Каховського району
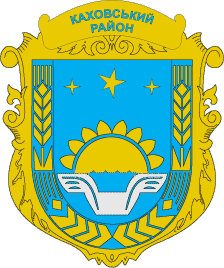
Герб Каховського району
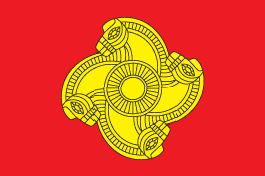
Прапор Нижньосірогозького району
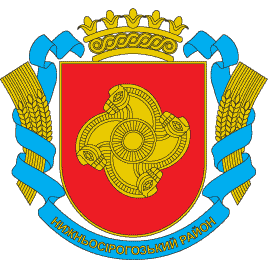
Герб Нижньосірогозького району
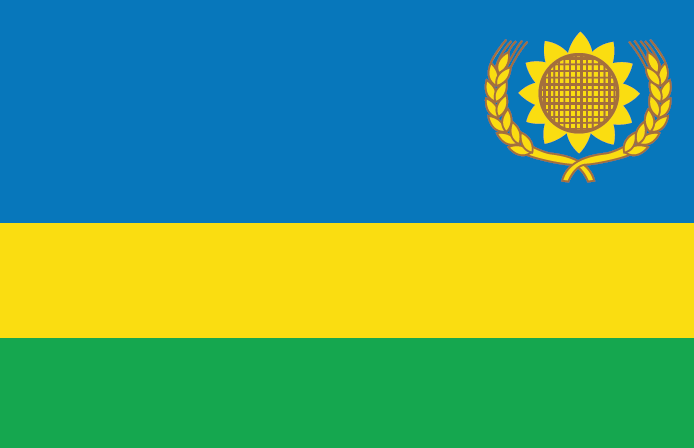
Прапор Нововоронцовського району
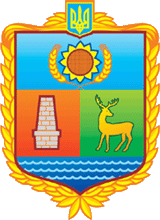
Герб Нововоронцовського району
Прапор Новотроїцького району
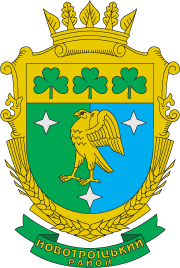
Герб Новотроїцького району
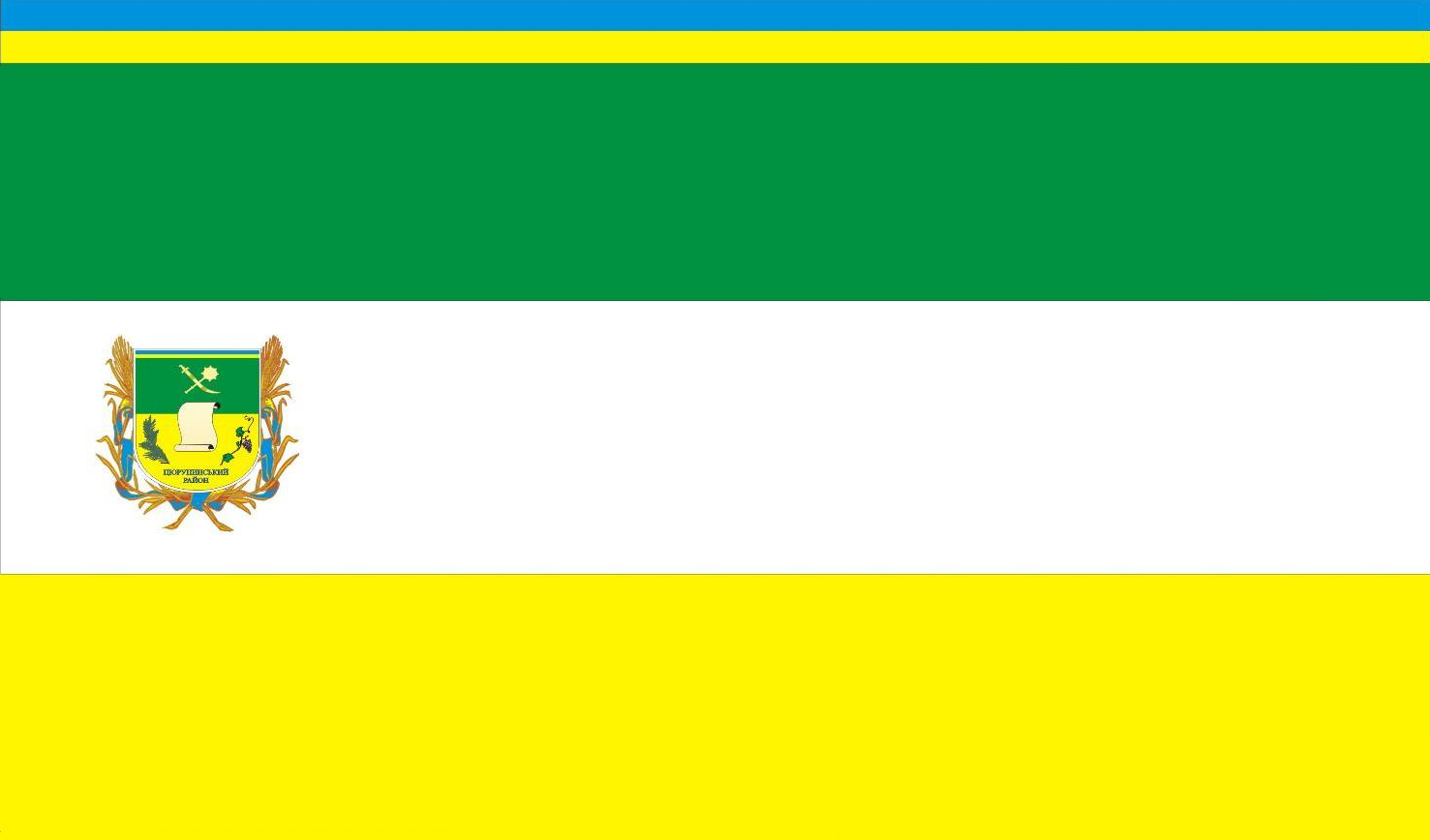
Прапор Олешківського району
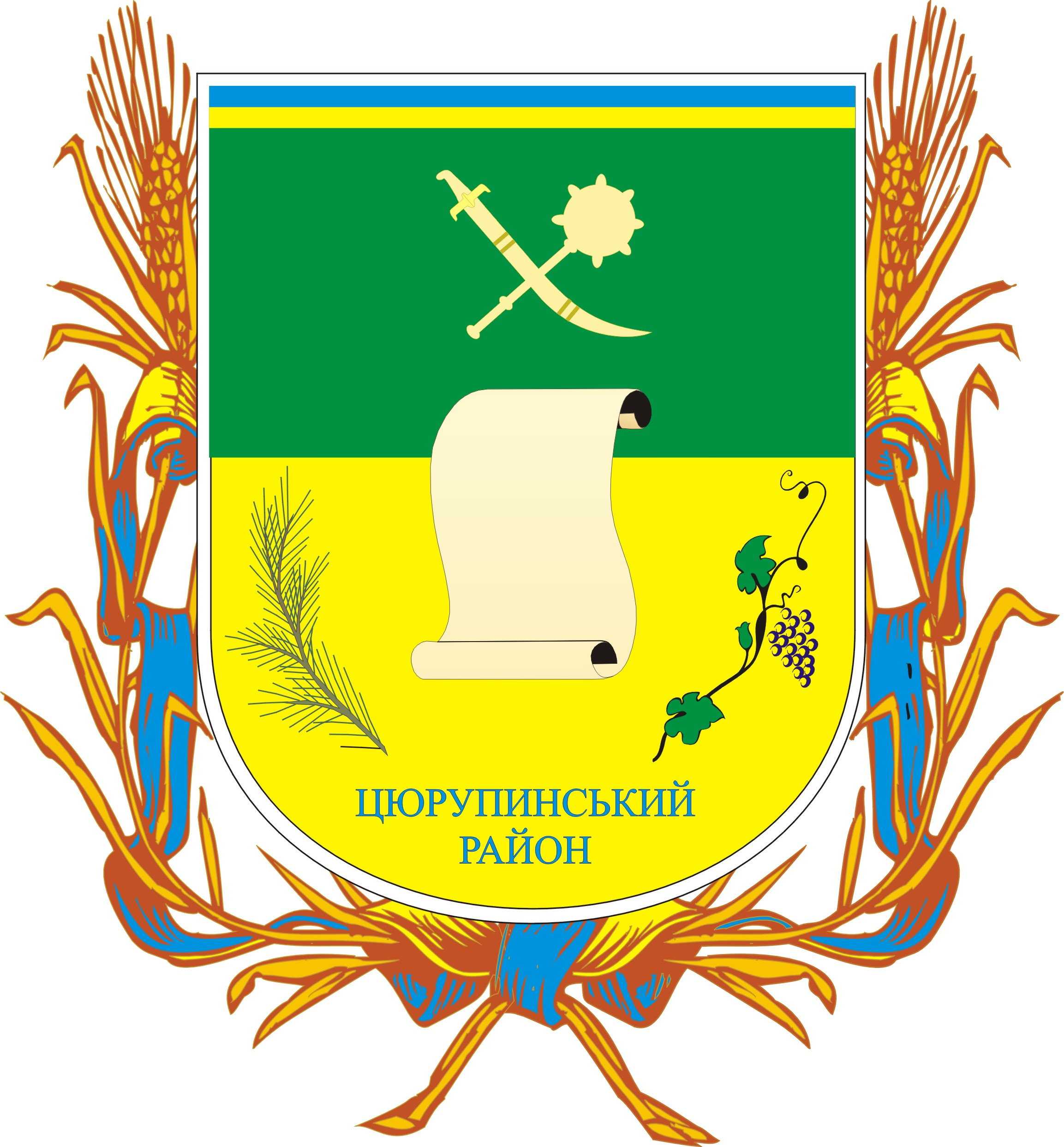
Герб Олешківського району
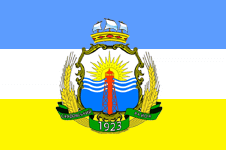
Прапор Скадовського району
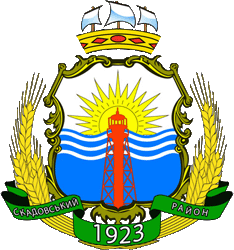
Герб Скадовського району
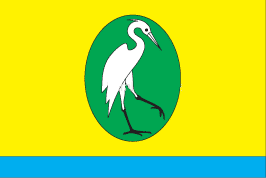
Прапор Чаплинського району
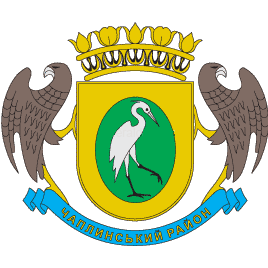
Герб Чаплинського району

Прапор Голої Пристані
Герб Голої Пристані
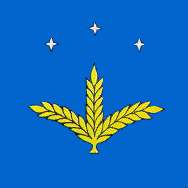
Прапор Каховки
Герб Каховки
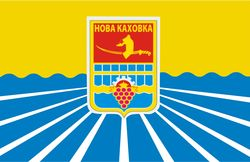
Прапор Нової Каховки
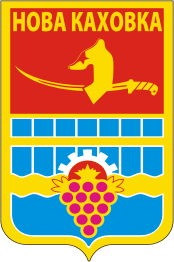
Герб Нової Каховки
Прапор Херсона
Герб Херсона

## Хмельницька область

Прапор Хмельницької області
Герб Хмельницької області

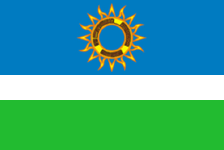
Прапор Білогірського району
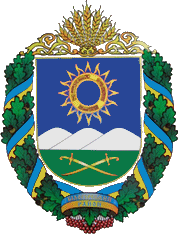
Герб Білогірського району
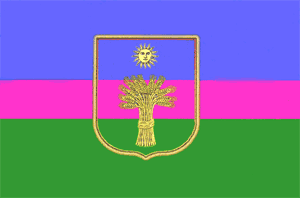
Прапор Віньковецького району
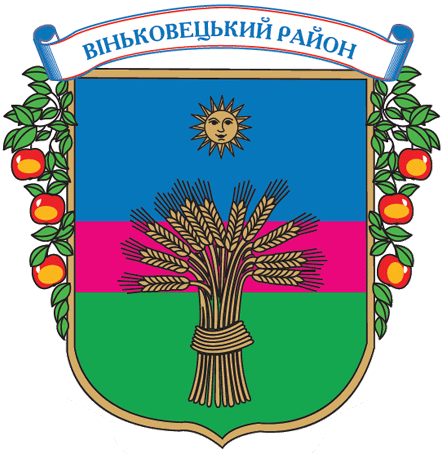
Герб Віньковецького району
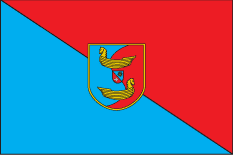
Прапор Волочиського району
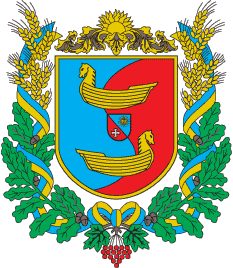
Герб Волочиського району
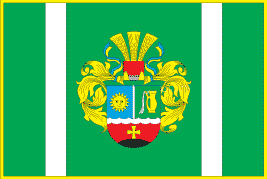
Прапор Городоцького району
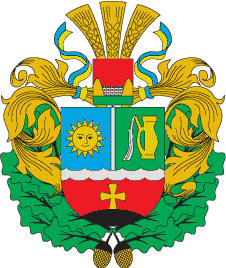
Герб Городоцького району
Прапор Деражнянського району
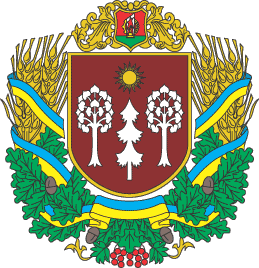
Герб Деражнянського району
Прапор Дунаєвецького району
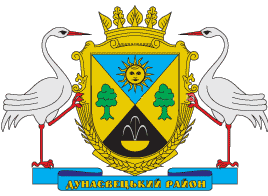
Герб Дунаєвецького району
Прапор Ізяславського району
Герб Ізяславського району
Прапор Кам'янець-Подільського району
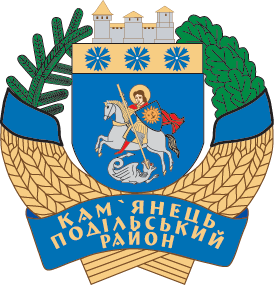
Герб Кам'янець-Подільського району
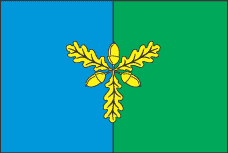
Прапор Красилівського району
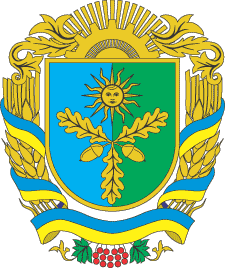
Герб Красилівського району
Прапор Летичівського району
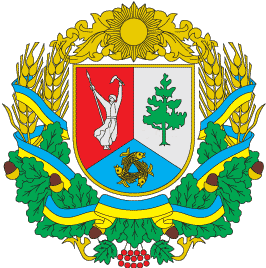
Герб Летичівського району
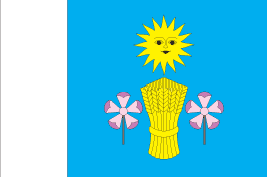
Прапор Новоушицького району
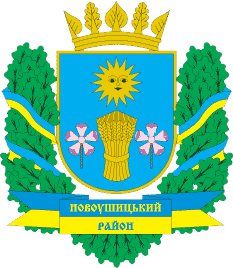
Герб Новоушицького району
Прапор Полонського району
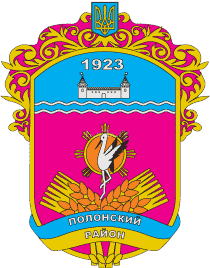
Герб Полонського району
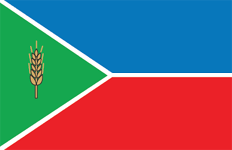
Прапор Славутського району
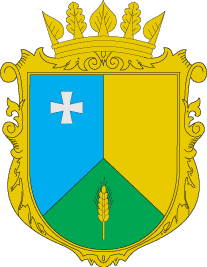
Герб Славутського району
Прапор Старокостянтинівського району
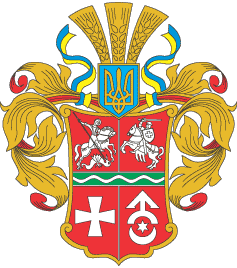
Герб Старокостянтинівського району
Прапор Старосинявського району
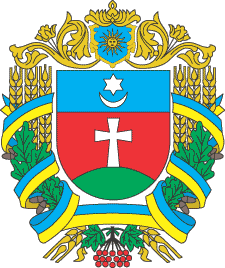
Герб Старосинявського району
Прапор Теофіпольського району
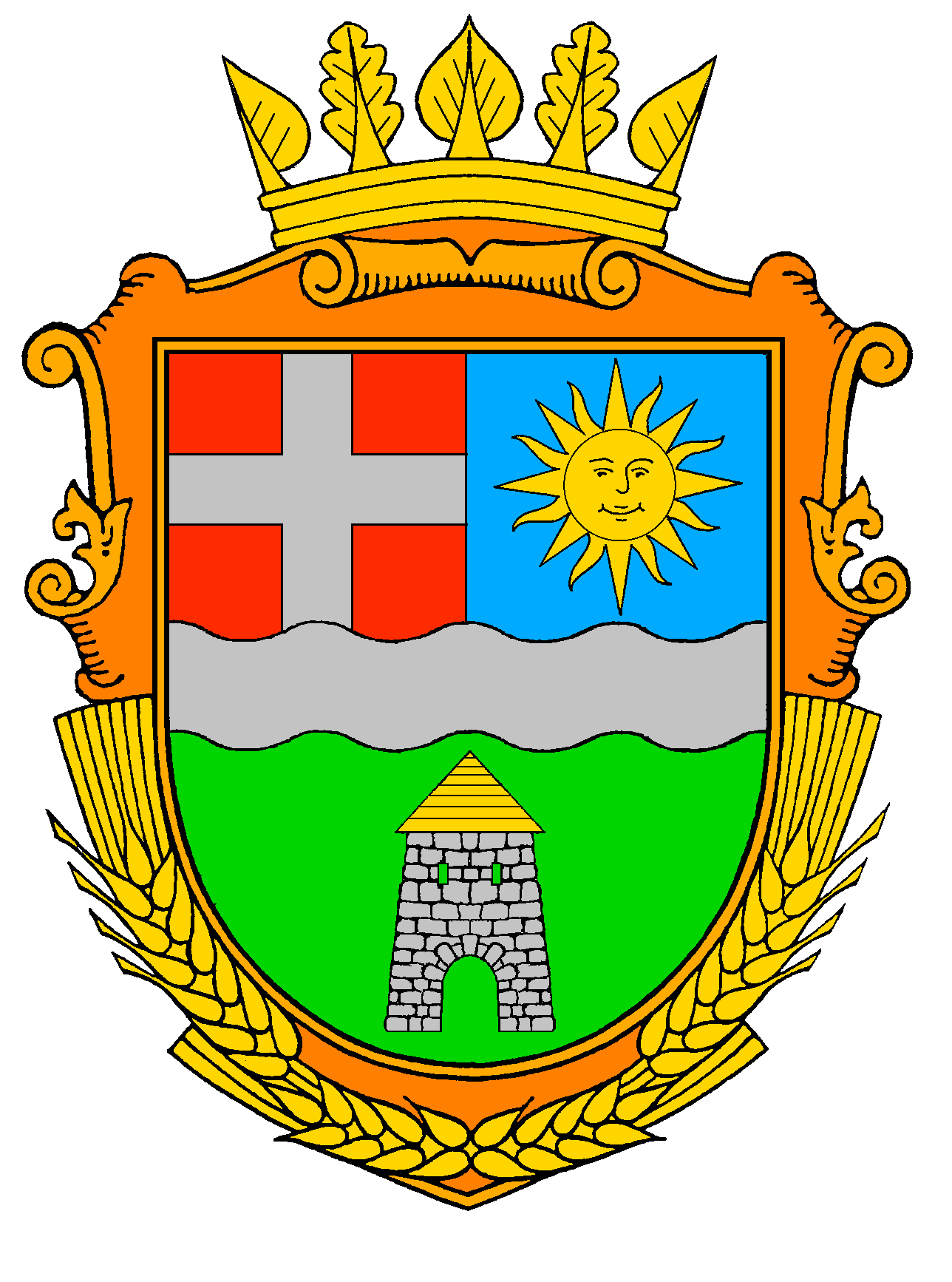
Герб Теофіпольського району
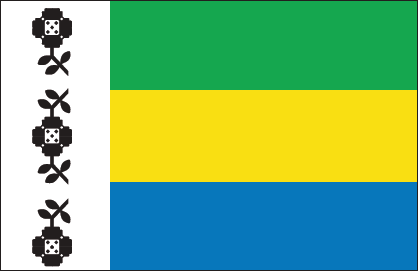
Прапор Хмельницького району
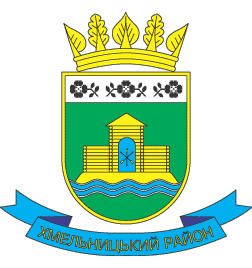
Герб Хмельницького району
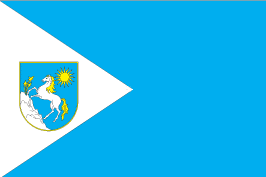
Прапор Чемеровецького району
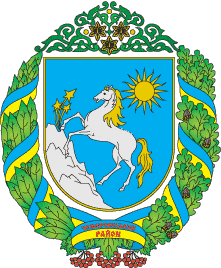
Герб Чемеровецького району
Прапор Шепетівського району
Герб Шепетівського району
Прапор Ярмолинецького району
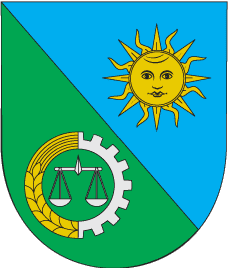
Герб Ярмолинецького району

Прапор Кам'янця-Подільського
Герб Кам'янця-Подільського
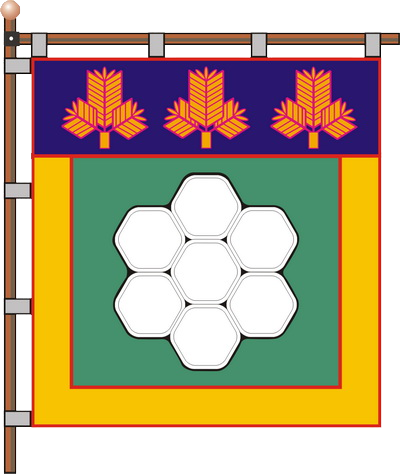
Прапор Нетішина
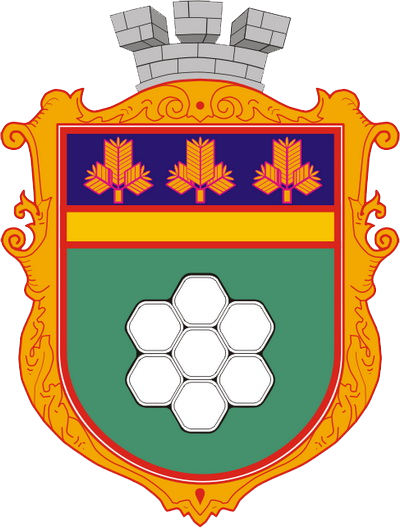
Герб Нетішина
Прапор Славути
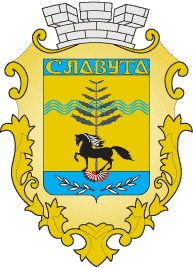
Герб Славути
Прапор Старокостянтинова
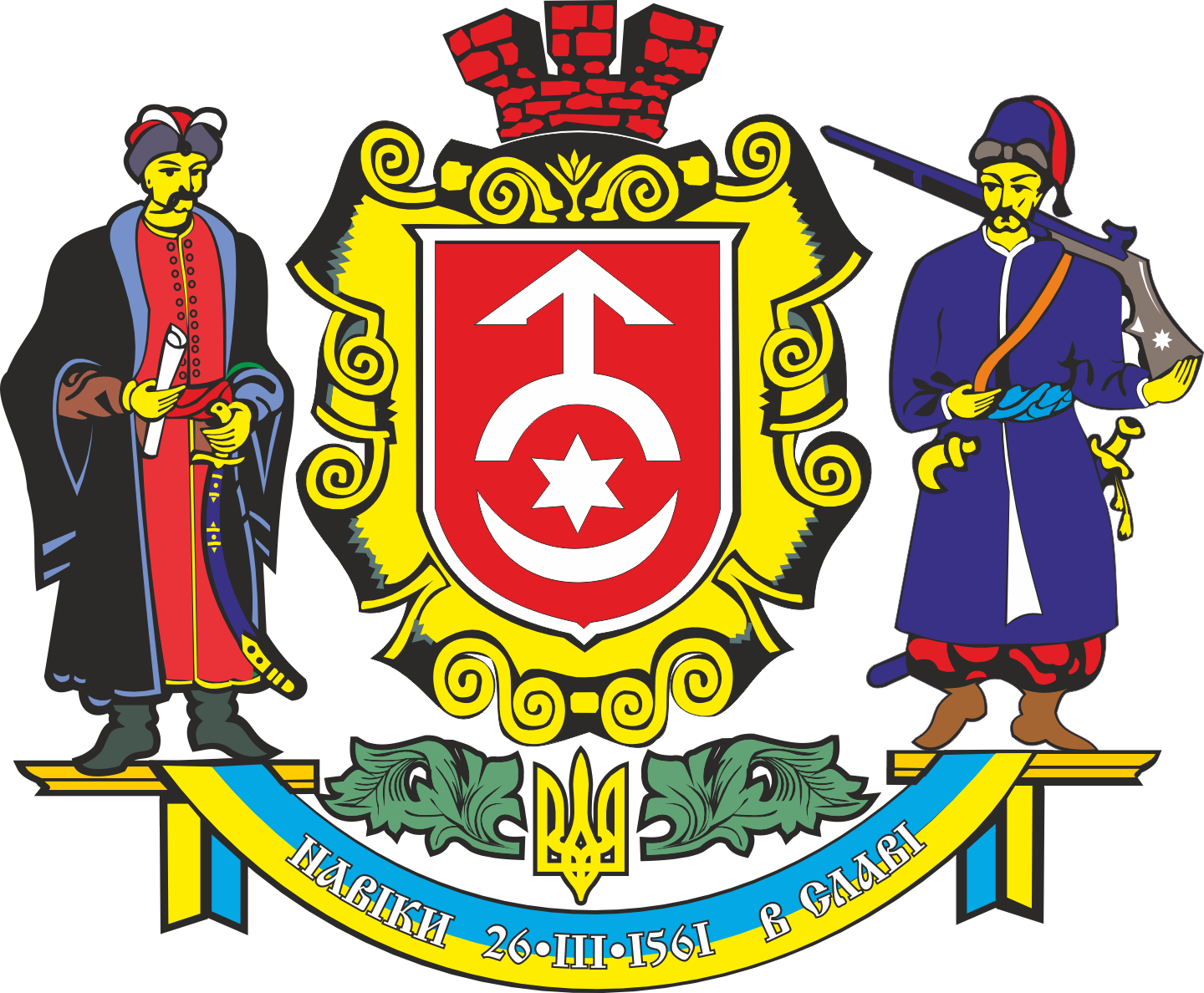
Герб Старокостянтинова
Прапор Хмельницького
Герб Хмельницького
Прапор Шепетівки
Герб Шепетівки

## Черкаська область

Прапор Черкаської області
Герб Черкаської області

Прапор Городищенського району
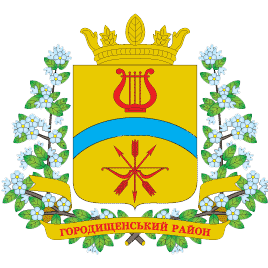
Герб Городищенського району
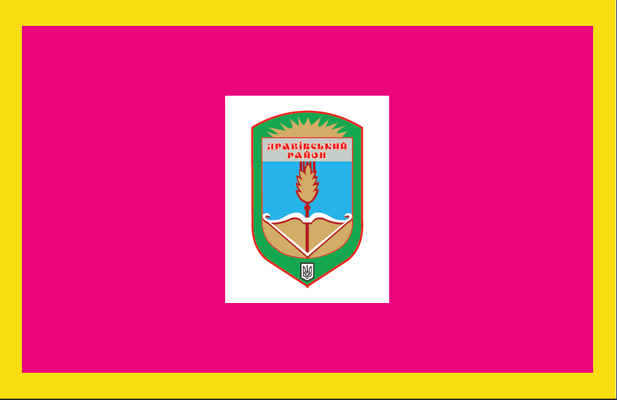
Прапор Драбівського району
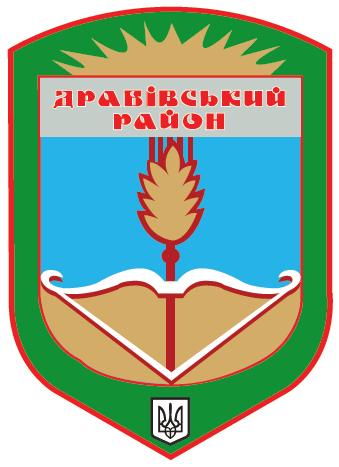
Герб Драбівського району
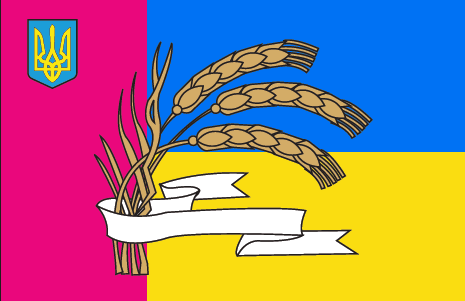
Прапор Жашківського району
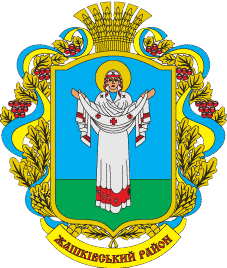
Герб Жашківського району
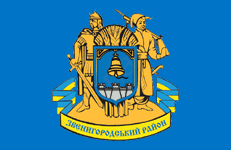
Прапор Звенигородського району (аверс)
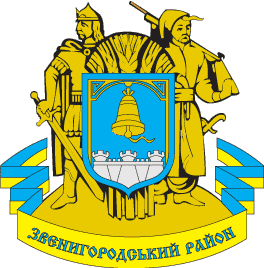
Герб Звенигородського району
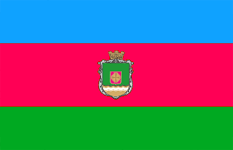
Прапор Золотоніського району
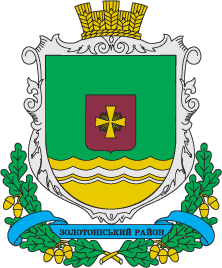
Герб Золотоніського району
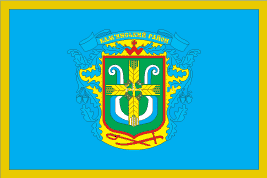
Прапор Кам'янського району
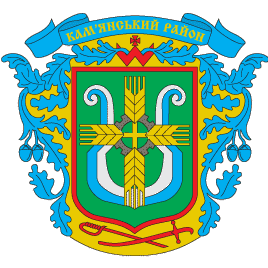
Герб Кам'янського району
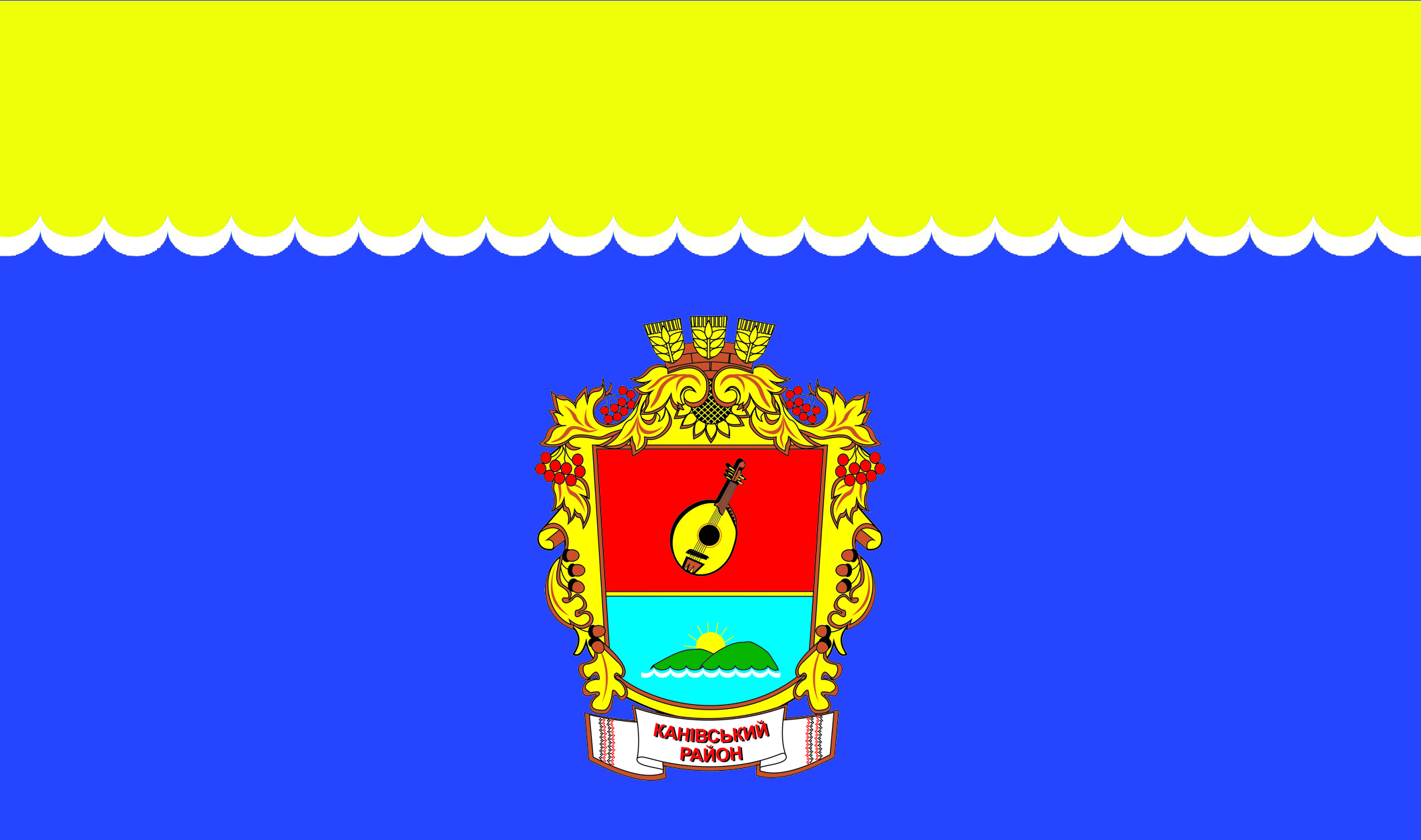
Прапор Канівського району
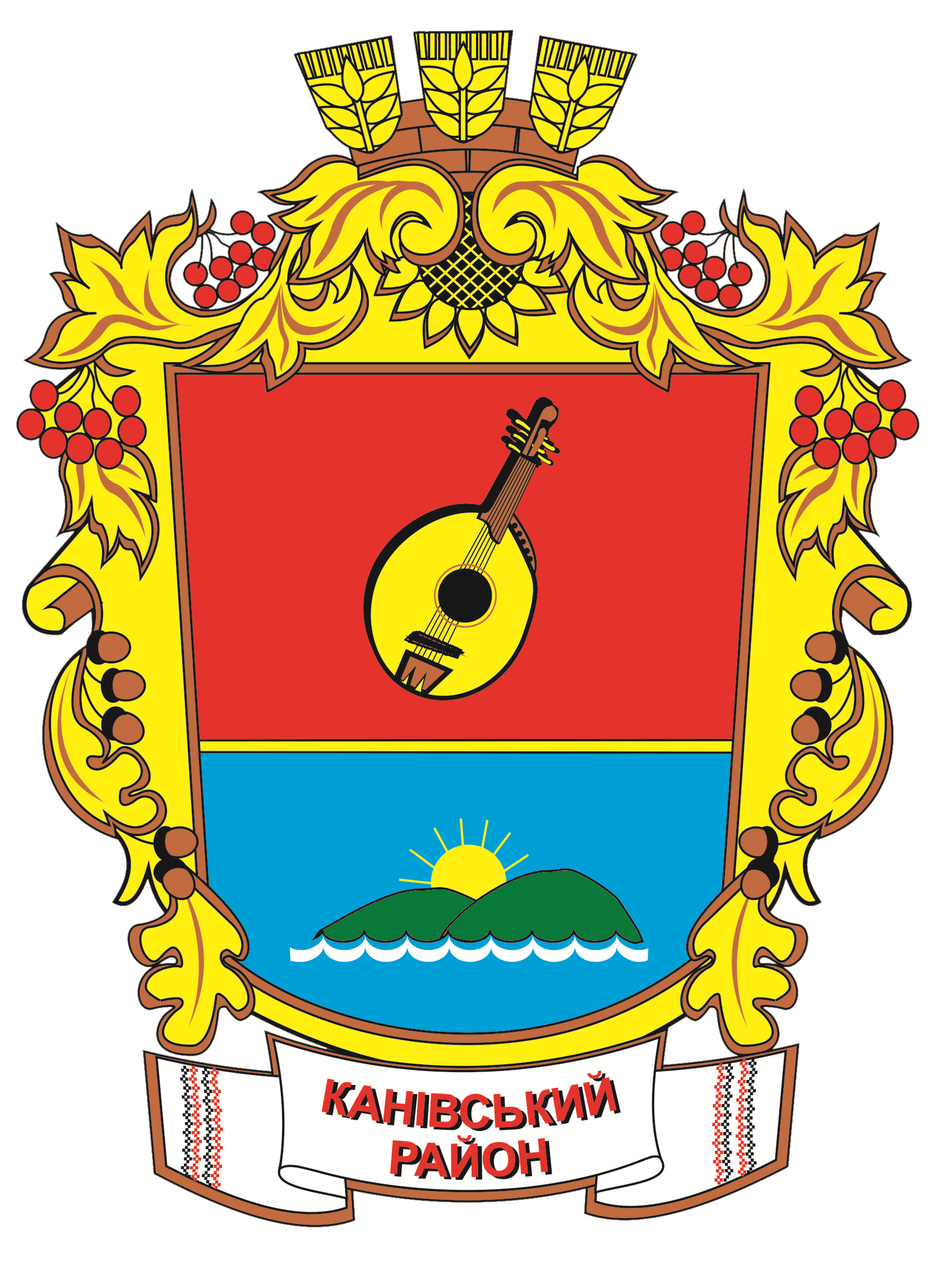
Герб Канівського району
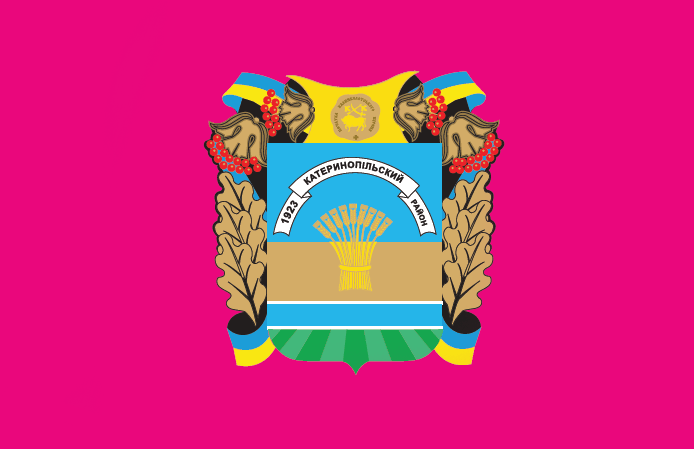
Прапор Катеринопільського району
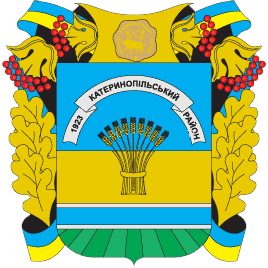
Герб Катеринопільського району
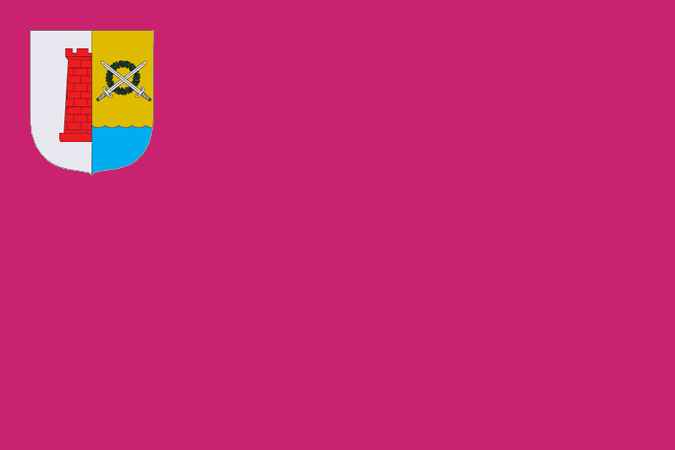
Прапор Корсунь-Шевченківського району
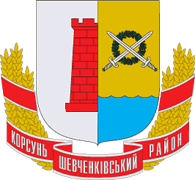
Герб Корсунь-Шевченківського району
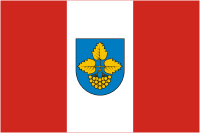
Прапор Лисянського району
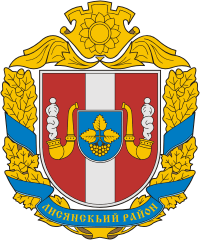
Герб Лисянського району
Прапор Маньківського району
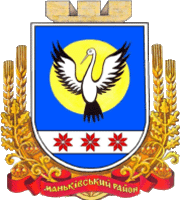
Герб Маньківського району
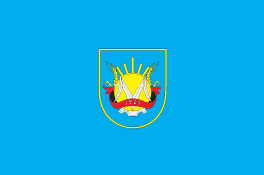
Прапор Монастирищенського району
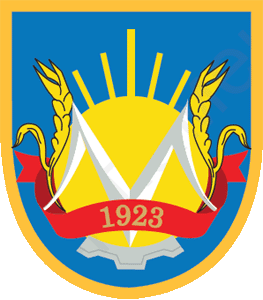
Герб Монастирищенського району
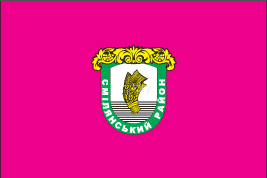
Прапор Смілянського району
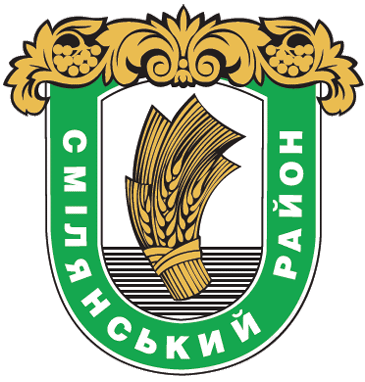
Герб Смілянського району
Прапор Тальнівського району
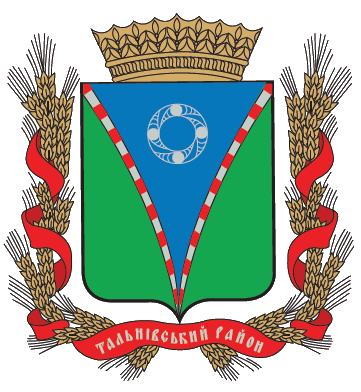
Герб Тальнівського району
Прапор Уманського району
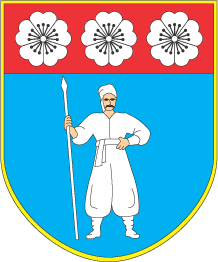
Герб Уманського району
Прапор Христинівського району
Герб Христинівського району
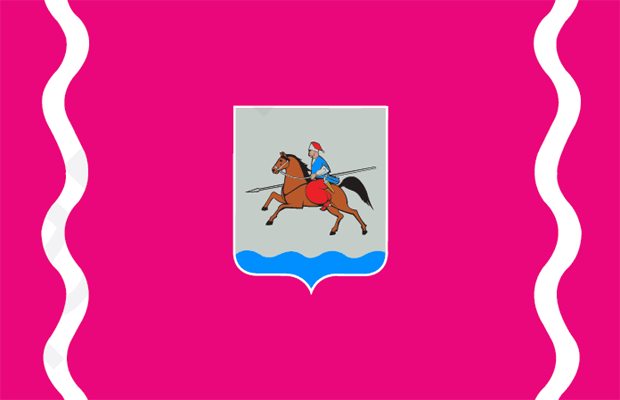
Прапор Черкаського району
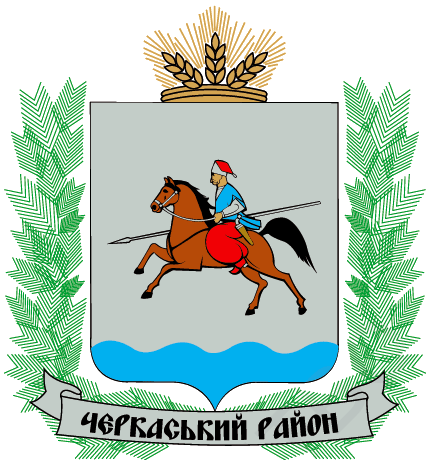
Герб Черкаського району
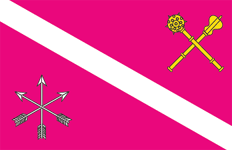
Прапор Чигиринського району
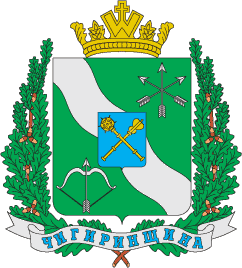
Герб Чигиринського району
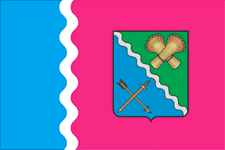
Прапор Чорнобаївського району
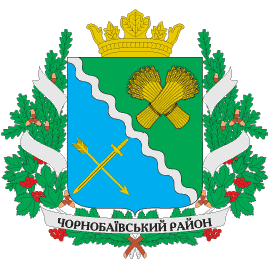
Герб Чорнобаївського району
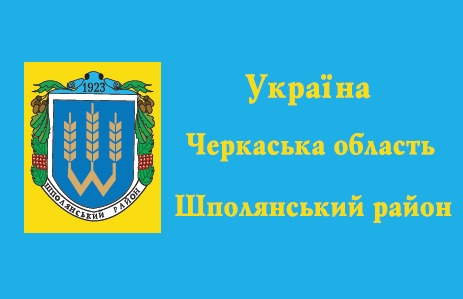
Прапор Шполянського району
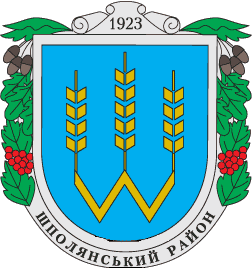
Герб Шполянського району

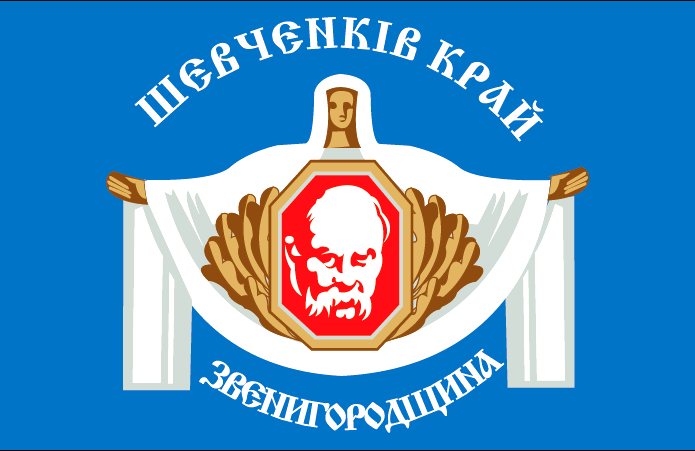
Прапор Звенигородського району (реверс)

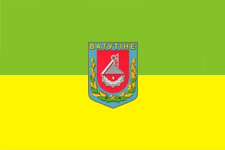
Прапор Ватутіного
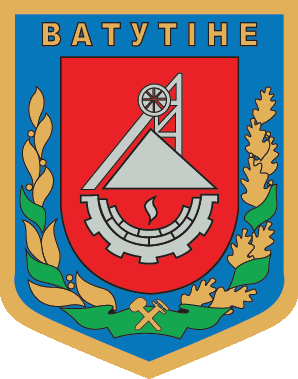
Герб Ватутіного
Прапор Золотоноші
Герб Золотоноші
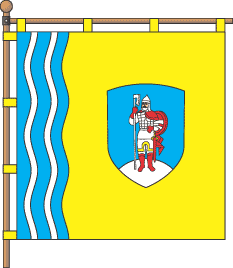
Хоругва Канева
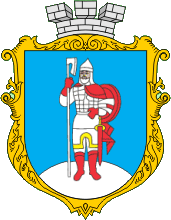
Герб Канева
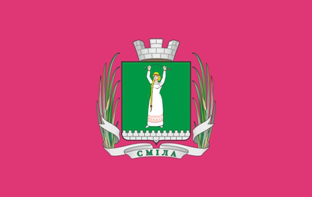
Прапор Сміли
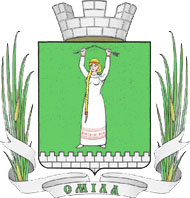
Герб Сміли
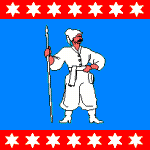
Прапор Умані
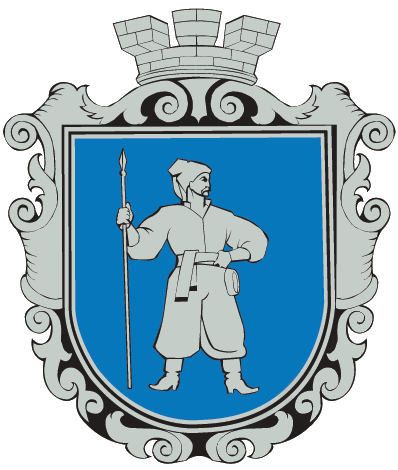
Герб Умані
Прапор Черкас
Герб Черкас

## Чернівецька область

Прапор Чернівецької області
Герб Чернівецької області

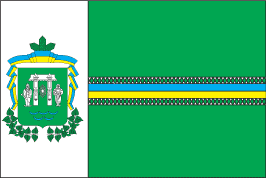
Прапор Вижницького району
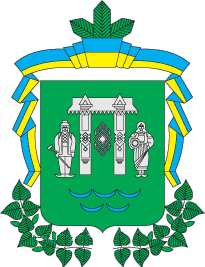
Герб Вижницького району
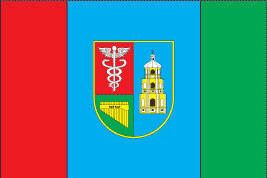
Прапор Герцаївського району
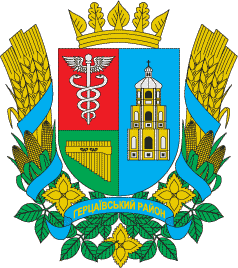
Герб Герцаївського району
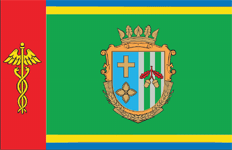
Прапор Глибоцького району
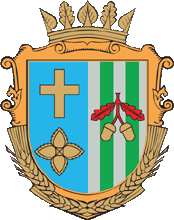
Герб Глибоцького району
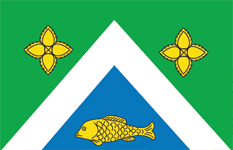
Прапор Заставнівського району
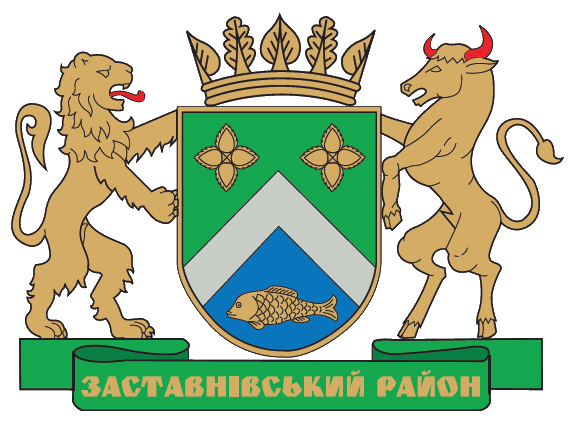
Герб Заставнівського району
Прапор Кельменецького району
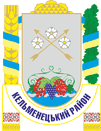
Герб Кельменецького району
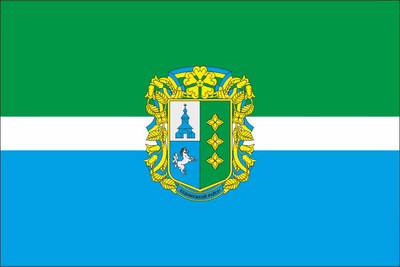
Прапор Кіцманського району
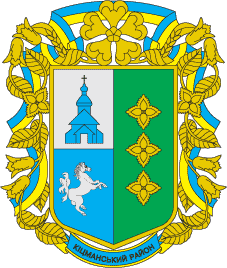
Герб Кіцманського району
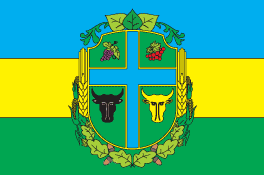
Прапор Новоселицького району
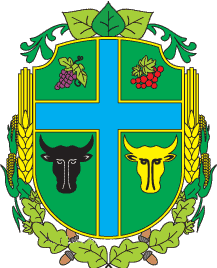
Герб Новоселицького району
Прапор Путильського району
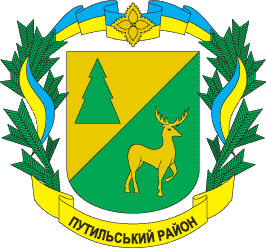
Герб Путильського району
Прапор Сокирянського району
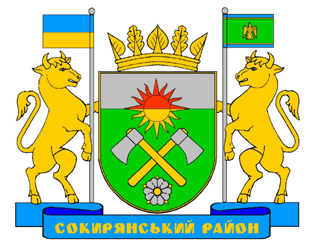
Герб Сокирянського району
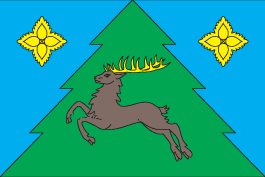
Прапор Сторожинецького району
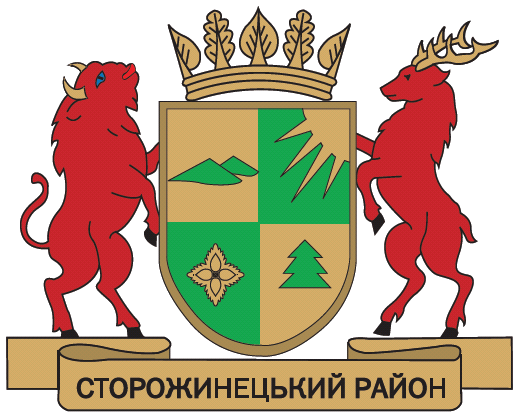
Герб Сторожинецького району
Прапор Хотинського району
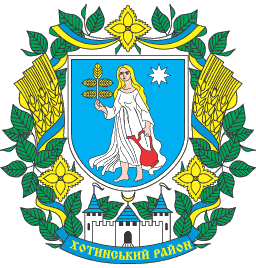
Герб Хотинського району

Прапор Новодністровська
Герб Новодністровська
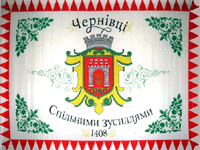
Прапор Чернівців
Герб Чернівців

## Чернігівська область

Прапор Чернігівської області
Герб Чернігівської області

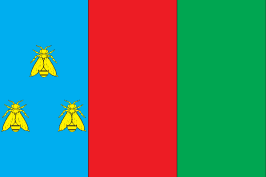
Прапор Бахмацького району
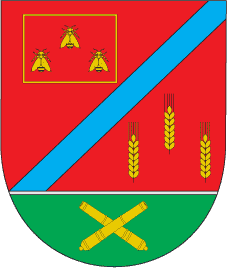
Герб Бахмацького району
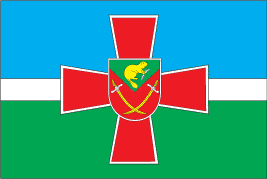
Прапор Бобровицького району
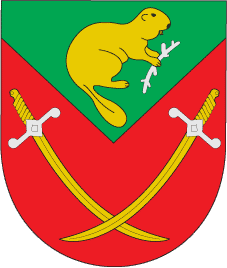
Герб Бобровицького району
Прапор Борзнянського району
Герб Борзнянського району
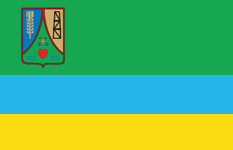
Прапор Варвинського району
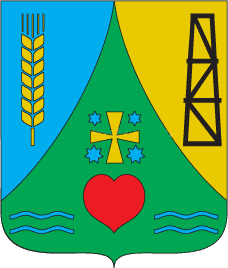
Герб Варвинського району
Прапор Городнянського району
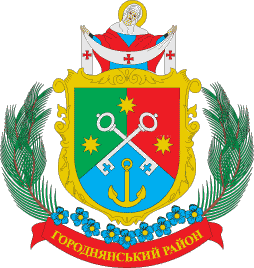
Герб Городнянського району
Прапор Ічнянського району
Герб Ічнянського району
Прапор Козелецького району
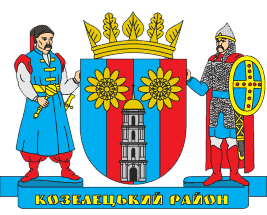
Герб Козелецького району
Прапор Коропського району
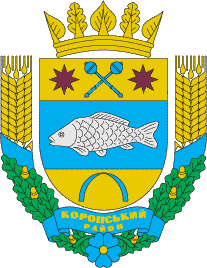
Герб Коропського району
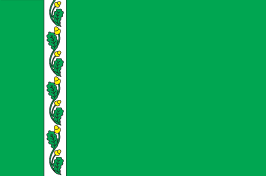
Прапор Корюківського району
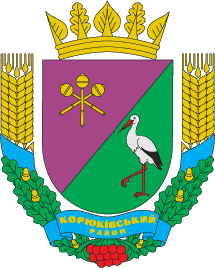
Герб Корюківського району
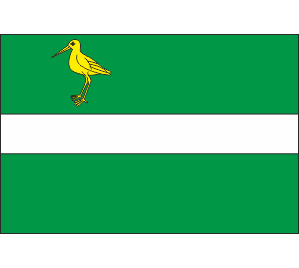
Прапор Куликівського району
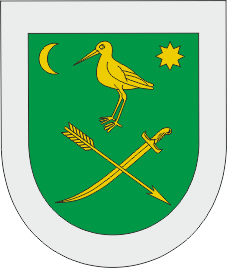
Герб Куликівського району
Прапор Менського району
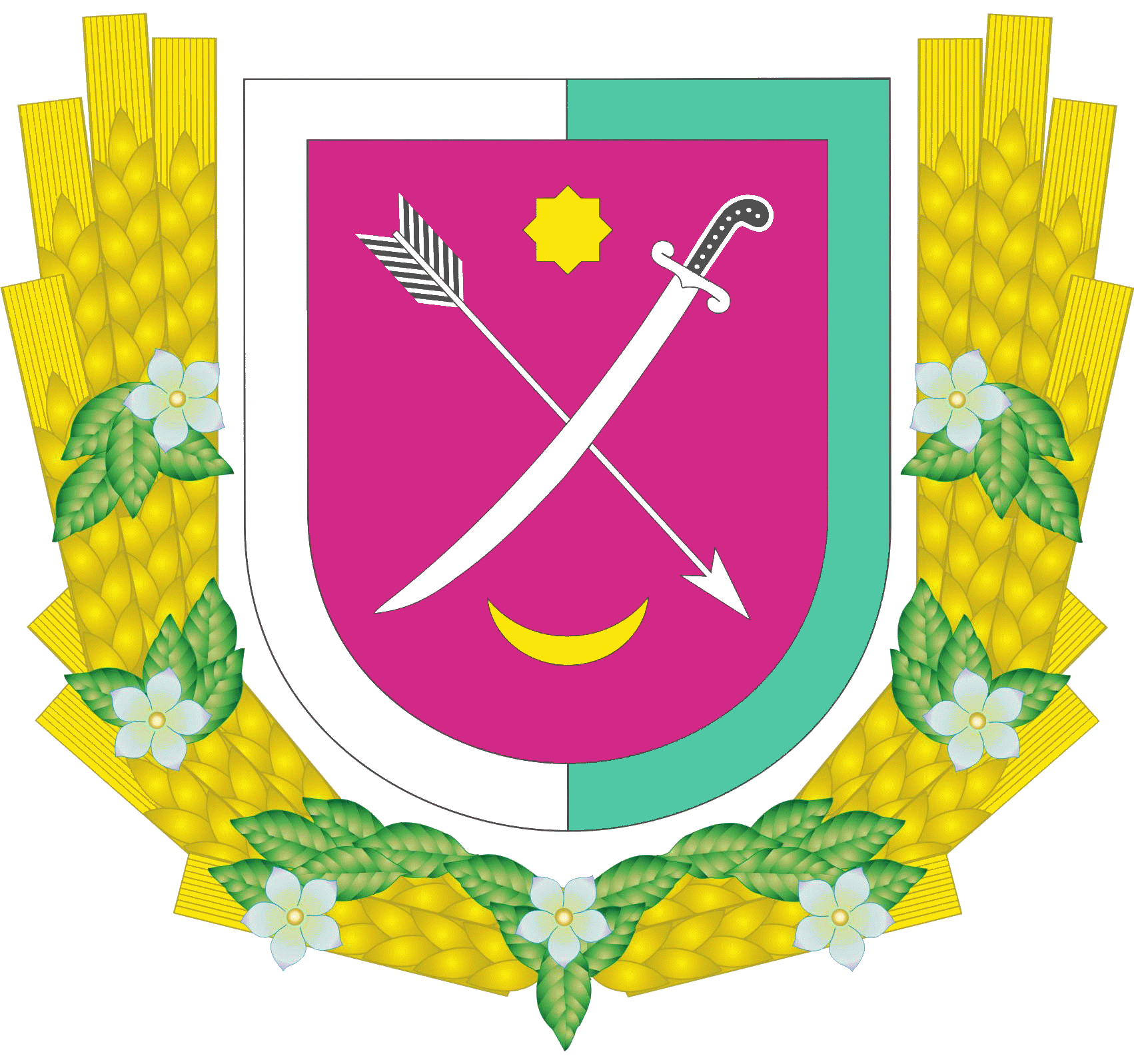
Герб Менського району
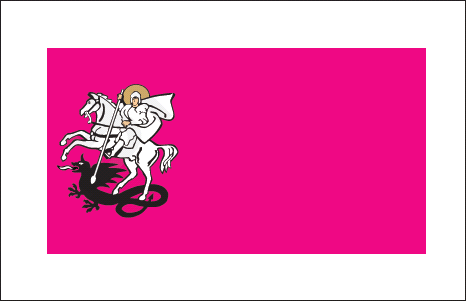
Прапор Ніжинського району
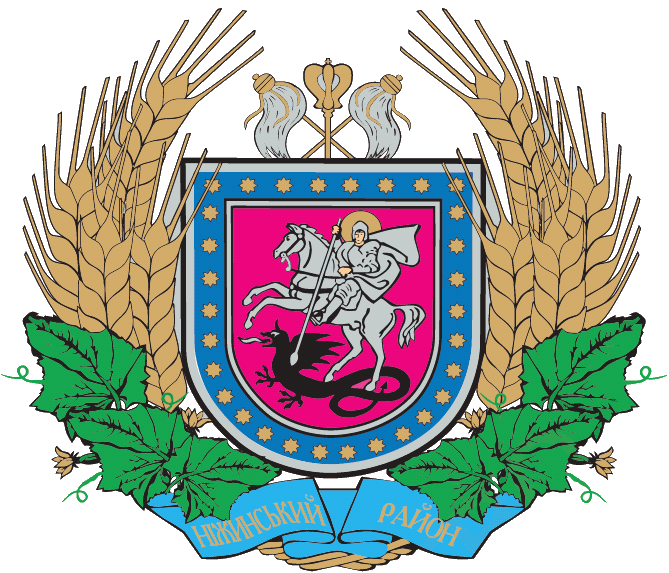
Герб Ніжинського району
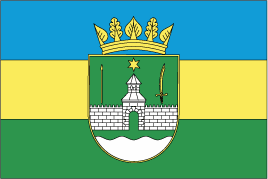
Прапор Новгород-Сіверського району
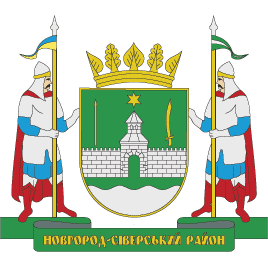
Герб Новгород-Сіверського району
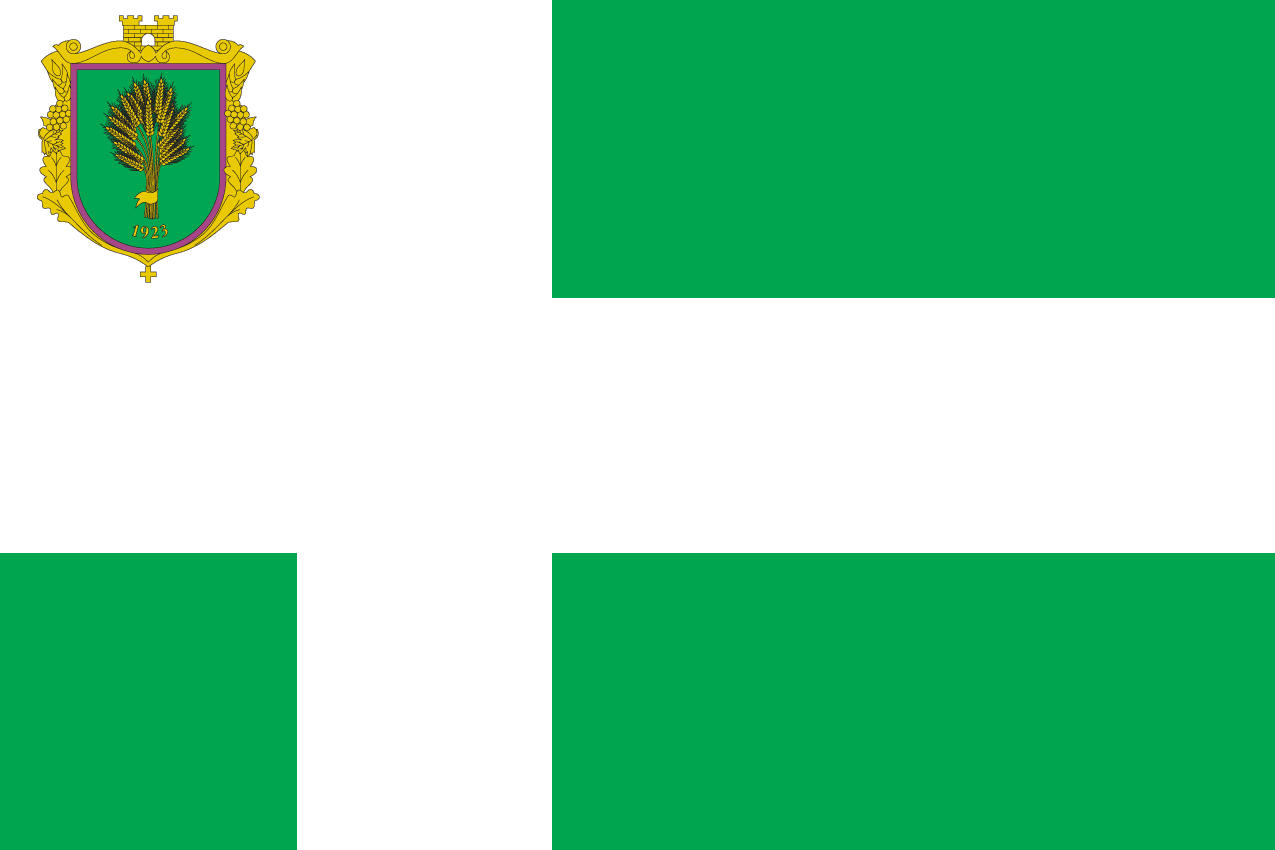
Прапор Носівського району
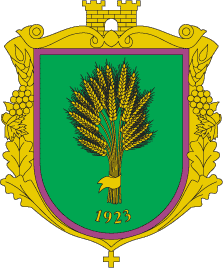
Герб Носівського району
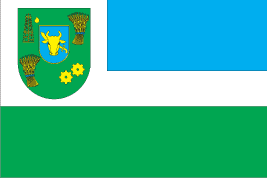
Прапор Прилуцького району
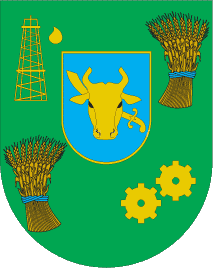
Герб Прилуцького району
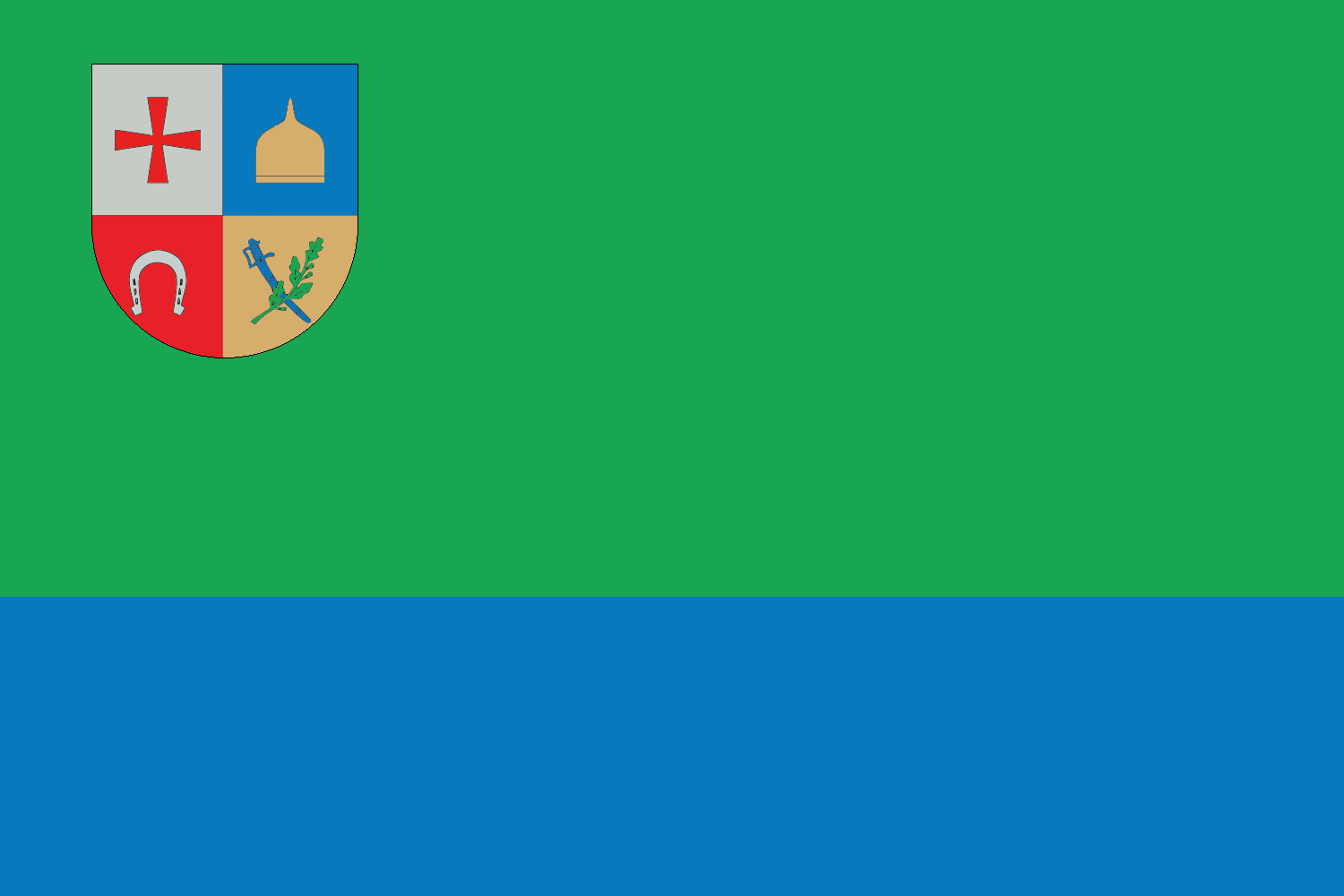
Прапор Ріпкинського району
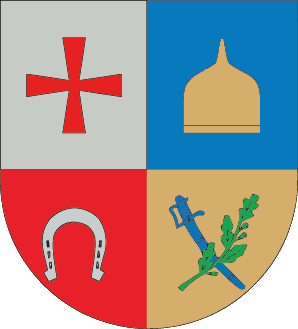
Герб Ріпкинського району
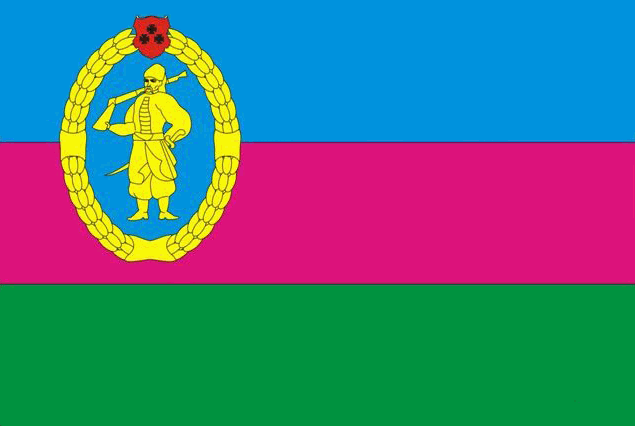
Прапор Семенівського району
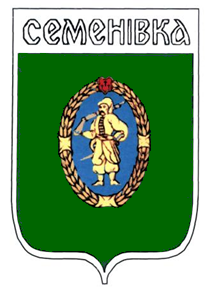
Герб Семенівського району
Прапор Сновського району
Герб Сновського району
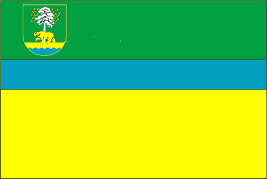
Прапор Сосницького району
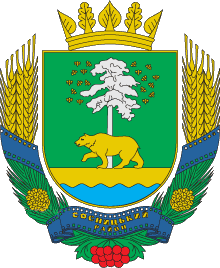
Герб Сосницького району
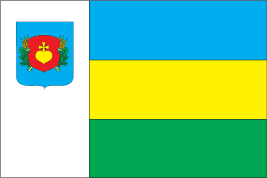
Прапор Срібнянського району
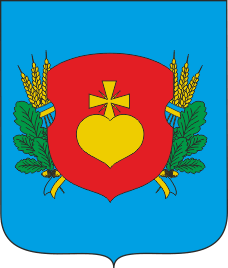
Герб Срібнянського району
Прапор Талалаївського району
Герб Талалаївського району
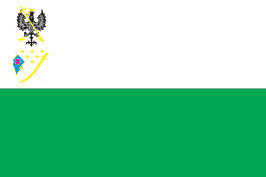
Прапор Чернігівського району
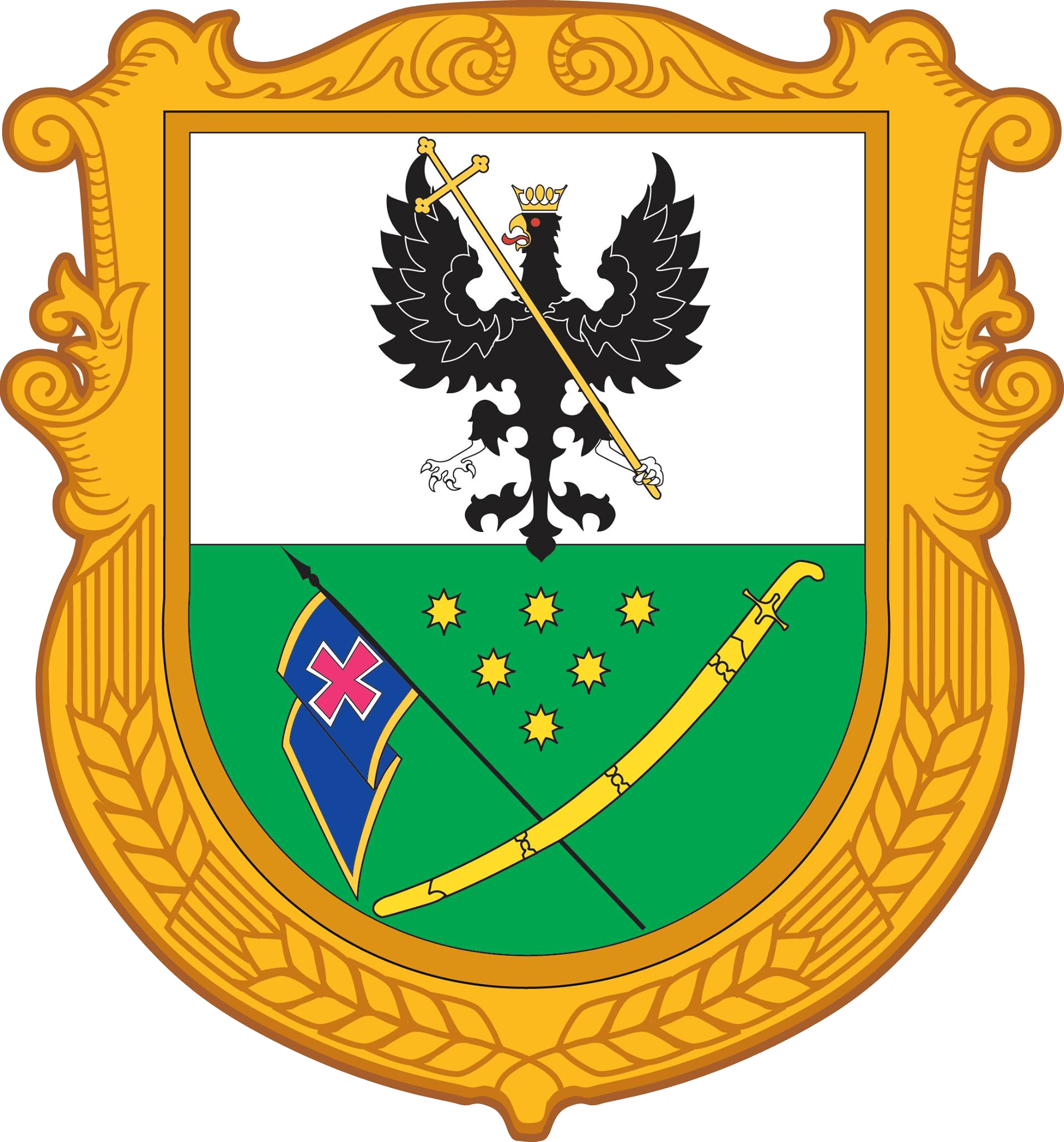
Герб Чернігівського району

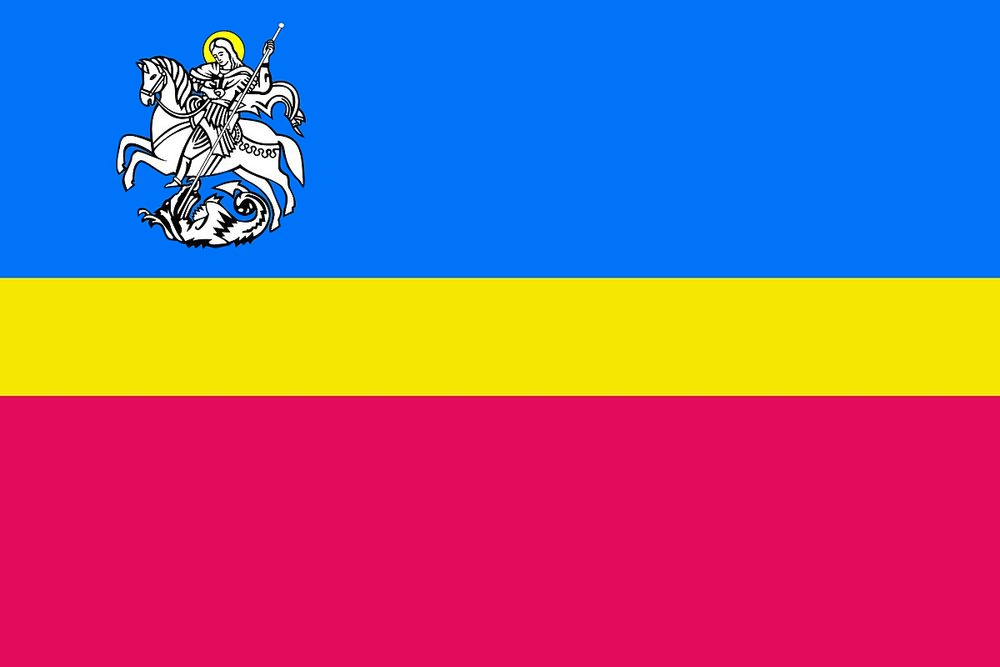
Прапор Ніжина
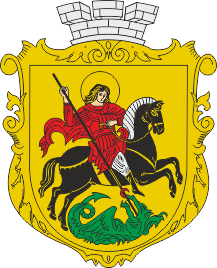
Герб Ніжина
Прапор Новгорода-Сіверського
Герб Новгорода-Сіверського
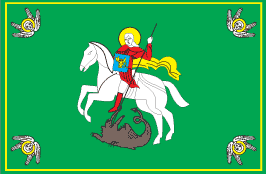
Прапор Прилук
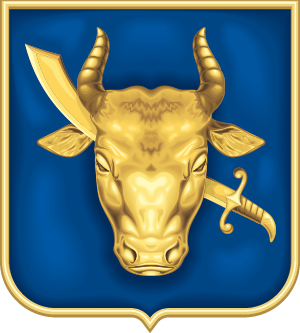
Герб Прилук
Прапор Чернігова
Герб Чернігова

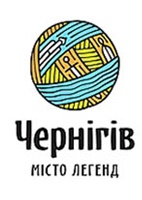
Логотип Чернігова

## містоКиїв

Прапор Києва
Герб Києва

Прапор Голосіївського району
Герб Голосіївського району
Прапор Дарницького району
Герб Дарницького району
Прапор Деснянського району
Герб Деснянського району
Прапор Дніпровського району
Герб Дніпровського району
Прапор Оболонського району
Герб Оболонського району
Прапор Печерського району
Герб Печерського району
Прапор Подільського району
Герб Подільського району
Прапор Святошинського району
Герб Святошинського району
Прапор Солом'янського району
Герб Солом'янського району
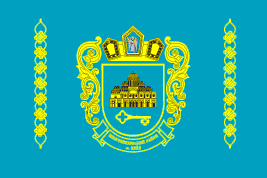
Прапор Шевченківського району
Герб Шевченківського району

Логотип Києва
Логотип Києва (варіант англійською мовою)

## містоСевастополь

Прапор Севастополя
Герб Севастополя

Прапор Балаклавського району
Герб Балаклавського району
Прапор Гагарінського району
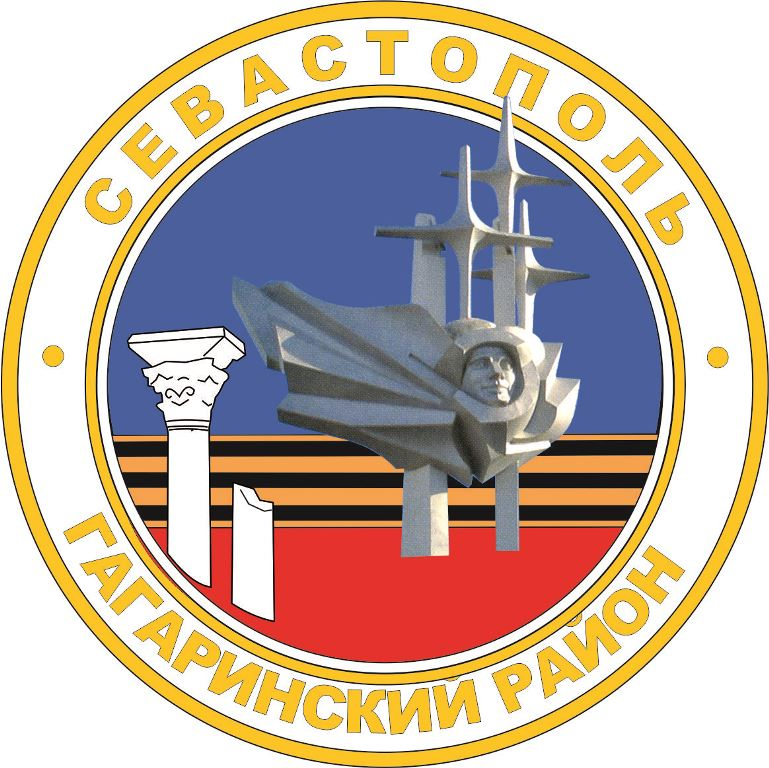
Герб Гагарінського району
Прапор Ленінського району
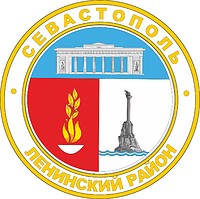
Герб Ленінського району
Прапор Нахімовського району
Герб Нахімовського району